# Насекомые
Насеко́мые (лат. Insécta) — класс беспозвоночных членистоногих животных. Согласно традиционной классификации, вместе с многоножками относятся к подтипу трахейнодышащих. Название класса происходит от глагола «сечь» (насекать) и представляет собой кальку с фр. insecte (лат. insectum ← ср.-греч. ἔντομον с тем же значением), означающего «животное с насечками». Тело насекомых покрыто хитинизированной кутикулой, образующей экзоскелет, и состоит из трёх отделов: головы, груди и брюшка. Во многих группах насекомых второй и третий сегменты груди несут по паре крыльев. Ног три пары, и они крепятся на грудном отделе. Размеры тела насекомых от 0,2 мм до 30 см и более.
Полный жизненный цикл насекомых включает эмбриональное развитие (фаза яйца) и постэмбриональное, сопровождающееся метаморфозом. Выделяют два основных типа метаморфоза — неполное и полное превращение. Неполное превращение характеризуется прохождением насекомым трёх фаз развития (яйцо, личинка и имаго), а полное — четырёх (яйцо, личинка, куколка и имаго). У насекомых с неполным превращением личинки внешне похожи на взрослых насекомых, отличаясь от них меньшими размерами тела, отсутствием или зачаточным состоянием крыльев и половых придатков. Насекомые с полным превращением характеризуются червеобразными личинками, и лишь взрослые особи обладают всеми особенностями, характерными для отряда в целом. В фазе личинки у насекомых происходит рост и развитие, а в фазе имаго — размножение и расселение.
Насекомые обладают необычайным разнообразием форм. Описано более 1 млн видов насекомых, что делает их самым многочисленным классом животных, занимающих всевозможные экологические ниши и встречающихся повсеместно, включая Антарктиду.
Общее количество современных видов насекомых оценивается в диапазоне от двух до восьми миллионов.
Наука, изучающая насекомых, называется энтомологией.
Боязнь насекомых называется инсектофобией.

## Этимология названия
Русское слово насекомое, первоначально «(животное) насечённое, с насечками», которые отделяют один членик от другого, калькировано в XVIII веке с фр. insecte, произошедшего от лат. insectum (страдательное причастие от глагола inseco «разрезаю, надрезаю, рассекаю»). Латинское слово, в свою очередь, было скалькировано с др.-греч. ἔντομον (< ἐντομή «надрез, зазубрина, насечка» < τέμνω «режу»), которое было введено в литературу Аристотелем. Слово насекомое впервые упоминается в памятниках русского языка в XVIII веке, в словарях фиксируется с 1731 года.

## Систематика

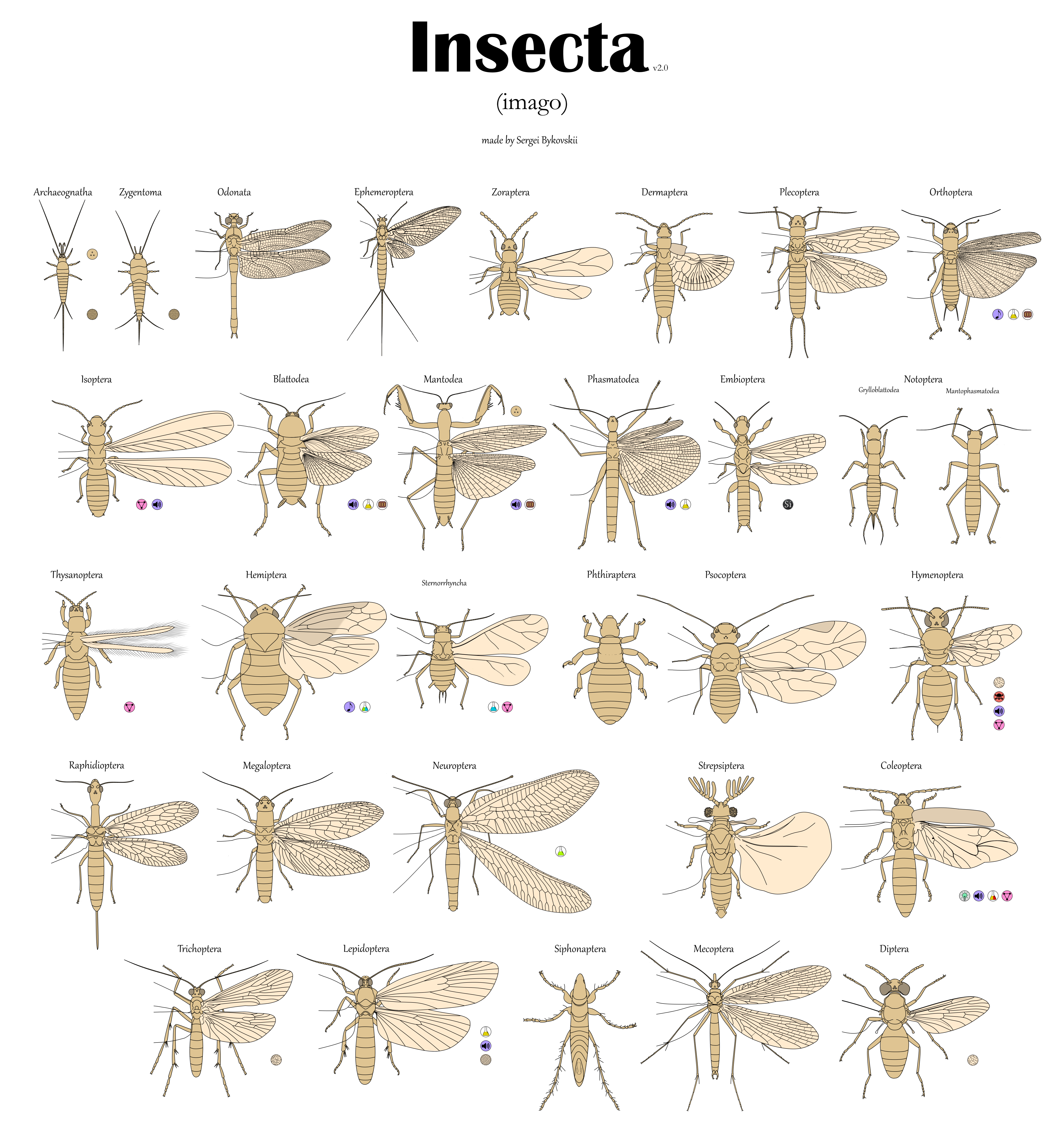
Все отряды насекомых. Имаго

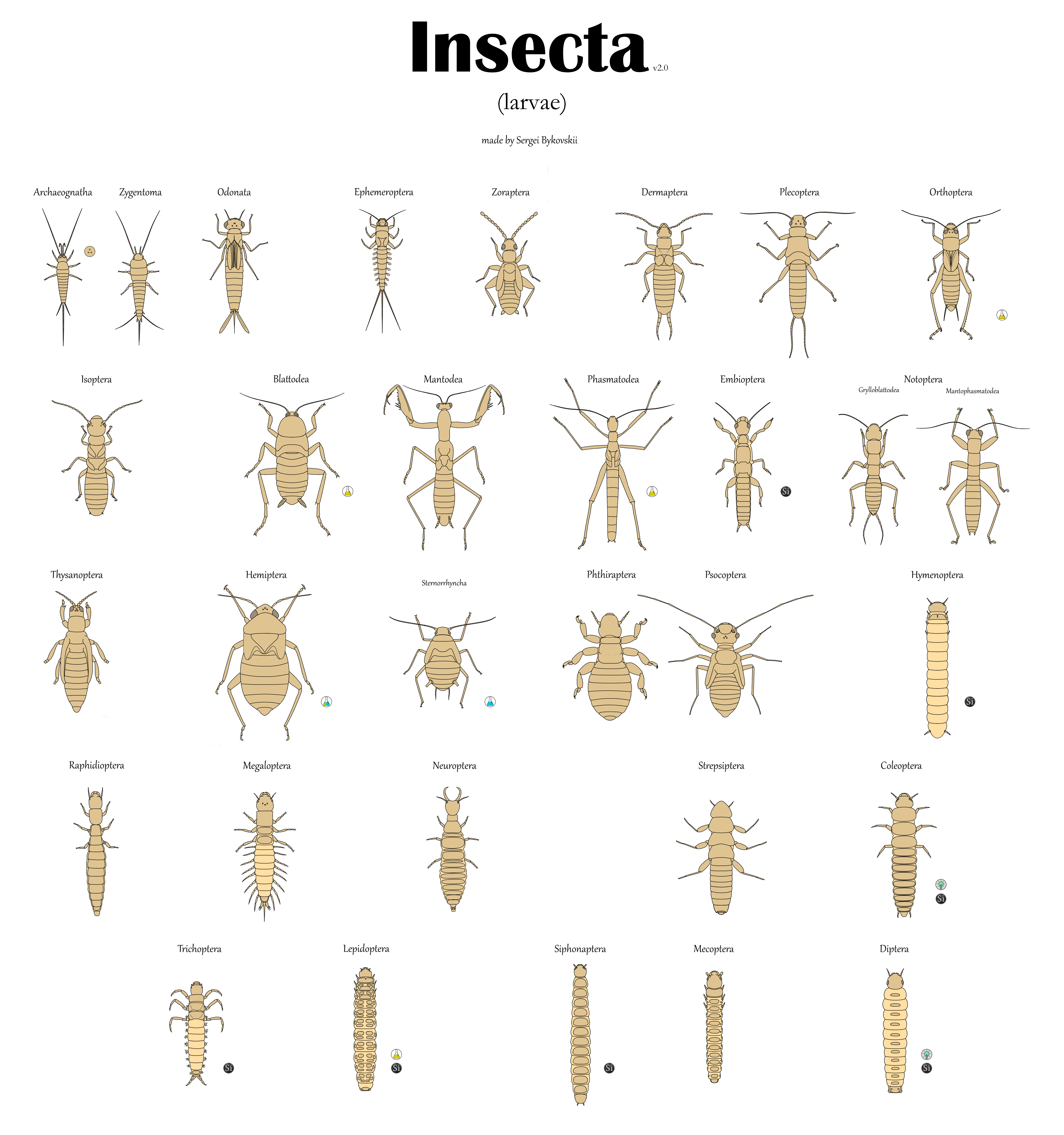
Все отряды насекомых. Личинки

Латинское название Insecta Linnaeus, 1758 имеет формальное авторство Карла Линнея в силу правил Международного кодекса зоологической номенклатуры, согласно которому дата выхода 10-го издания линнеевской «Системы природы» (1758) является исходной датой приоритета для всех названий зоологических таксонов. Применительно к типифицированным названиям видов, родов, семейств и промежуточных между ними действуют правила Международного кодекса зоологической номенклатуры, но на такие нетипифицированные названия, как Insecta, они не распространяются. В результате этого в научной литературе использовали название «Insecta» для самых разных таксонов. Исходно, со времён Аристотеля, это название относилось к наземным членистоногим (шестиногим, паукообразным и другим), но не к ракообразным. Линней поместил ракообразных в класс Insecta, так что Insecta по Линнею приблизительно соответствует нынешнему таксону Arthropoda (членистоногие). Ж. Б. Ламарк относил к классу Insecta только крылатых насекомых, да и то не всех. Прочие авторы использовали название «Insecta» в том или ином значении, промежуточном между линнеевским и ламарковским. Наиболее традиционным является использование названия «Insecta» (Уильям Элфорд Лич, 1815) — в значении шестиногие; но и в современной научной литературе название «Insecta» употребляют не менее чем в трёх или четырёх разных значениях. Термин Hexapoda (шестиногие) используется как ещё одно обозначение Insecta, особенно в тех случаях, когда примитивные бескрылые насекомые (Apterygota) не рассматриваются как истинные насекомые.
В старой мировой и русской литературе «насекомыми» чаще всего называют группу в широком объёме, включающую первичнобескрылых насекомых и всех Pterygota (иногда используют и название Hexapoda). В современном понимании класс Insecta принимается в более узком объёме. Двухвостки, коллемболы и бессяжковые учёными либо противопоставляются насекомым, образуя отдельный класс Entognatha, либо считаются самостоятельными классами.
Систематика класса, представленная в различных работах, отражает разные взгляды их авторов и является дискуссионной. Внутри класса насекомых обосновано выделение клад (подклассов) Archaeognatha и Dicondylia (Zygentoma + Pterygota). Крылатых насекомых делят на клады Ephemeroptera + Odonatoptera + Neoptera. В инфраклассе новокрылые насекомые выделяют около 30 отрядов, группируемых в несколько клад (когорты, надотряды), статус которых дискутируется (например, Polyneoptera, Paraneoptera, Oligoneoptera или Holometabola). Не утихают споры, касающиеся систематического положения или необходимости сохранения статуса целого ряда таксонов. Например, самостоятельные ранее отряды клопы и равнокрылые теперь объединяются в отряд полужесткокрылые, а отряд термиты включён в отряд тараканообразные. В то же время веерокрылые (иногда объединялись с жуками) и богомоловые (объединялись с тараканами) современными авторами снова рассматриваются как отдельные отряды.

## Число видов
Насекомые. Они — истинные хозяева земли. Их — миллиард миллиардов, больше, чем звёзд в нашей галактике…
По состоянию на август 2013 года учёными описан 1 070 781 вид насекомых, включая 17 203 ископаемых вида.
Оценка истинного общего числа видов насекомых находится в промежутке примерно от 2 млн, 5—6 млн до около 8 млн. Ежегодно описывается не менее 7000—7500 новых для науки видов. Среди четырёх десятков современных и вымерших отрядов выделяются 5 крупнейших: жесткокрылые (392 415 видов), двукрылые (160 591), чешуекрылые (158 570), перепончатокрылые (155 517) и полужесткокрылые (104 165).
Насекомые очень разнообразны, и большинство их видов плохо изучено, поэтому истинная оценка количества существующих видов является очень затруднительной. Некоторые из описанных видов известны по находкам только из одной местности или даже по единственному экземпляру.

## Размеры

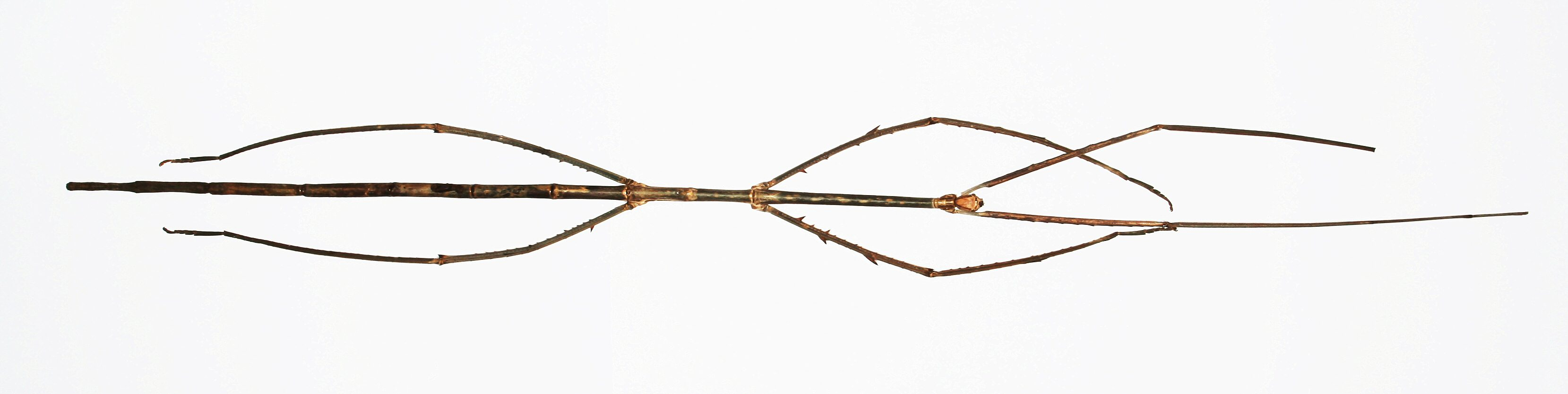
Крупнейшее известное насекомое — палочник Phobaeticus chani

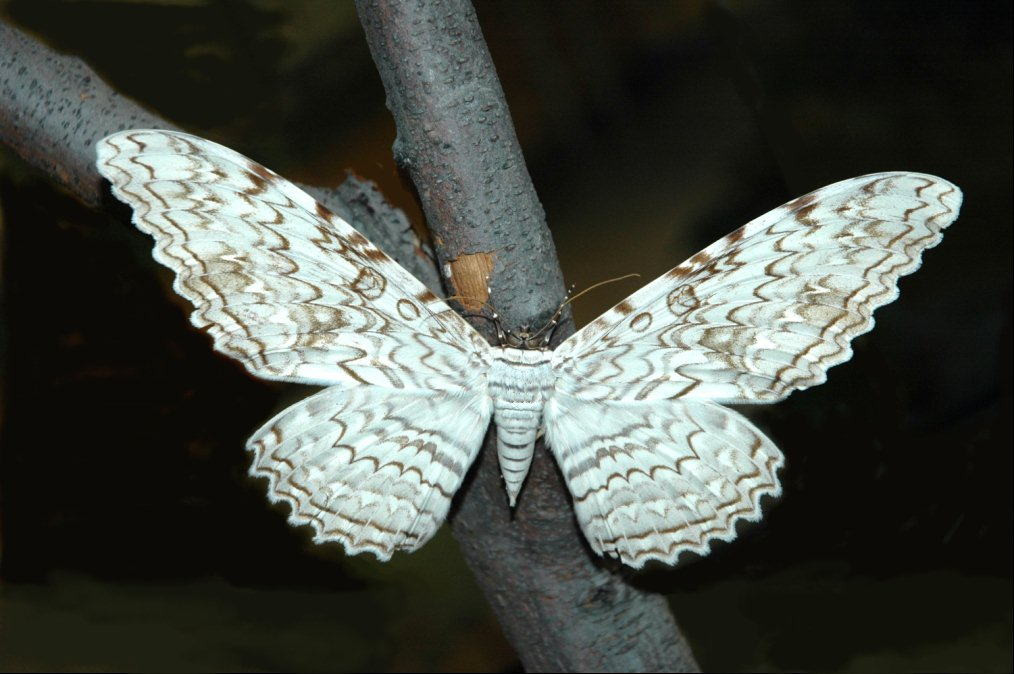
Крупнейшая в мире бабочка — тизания агриппина (Thysania agrippina) с размахом крыльев до 28 см

Размеры представителей группы колеблются в широких пределах. Крупнейшим ныне живущим насекомым считается палочник Phobaeticus chani. Наиболее крупный его экземпляр с Калимантана имеет длину 357 мм, а с вытянутыми конечностями — 567 мм. Предыдущим рекордсменом по длине тела был палочник Phobaeticus kirbyi с максимальной длиной 328 мм, а с вытянутыми конечностями — 546 мм. К крупнейшим видам относится и палочник Phryganistria heusii yentuensis с телом длиной до 32 см (до 54 см с вытянутыми конечностями). Некоторые ископаемые таксоны, например меганевра, достигали длины 50 см при размахе крыльев до 70 см.
Крупнейшими жуками являются жук-геркулес, отдельные особи самцов достигают длины 171 мм, и дровосек-титан из Южной Америки, достигающий длины 167 мм. Совка тизания агриппина является крупнейшей по размаху крыльев бабочкой в мире — до 28 см. Самой крупной дневной бабочкой является орнитоптера королевы Александры (Ornithoptera alexandrae) — размах крыльев самок до 27,3 см. Самки Coscinocera hercules из Австралии и Новой Гвинеи обладают самой большой площадью крыльев — до 263,2 см². Одной из самых больших бабочек также является Attacus atlas, крупнейшие самки имели до 24 см в размахе крыльев.
Самыми маленькими насекомыми в мире являются самцы паразитических наездников Dicopomorpha echmepterygis: длина их тела примерно 0,139 мм. Ранее рекорд принадлежал виду Megaphragma caribea с длиной 0,170 мм. Мельчайшими насекомыми являются также перокрылки из трибы Nanosellini (Ptiliidae), которые имеют длину менее 1 мм; среди них жук Scydosella musawasensis (300 мкм), Vitusella fijiensis (310 мкм), Nanosella (от 300 до 400 мкм), Nanosella fungi (0,25 мм). Это одни из мельчайших представителей непаразитических видов насекомых.
Таким образом, самые крупные известные насекомые превосходят самых мелких по длине тела в 1500 раз.

## Внешнее строение

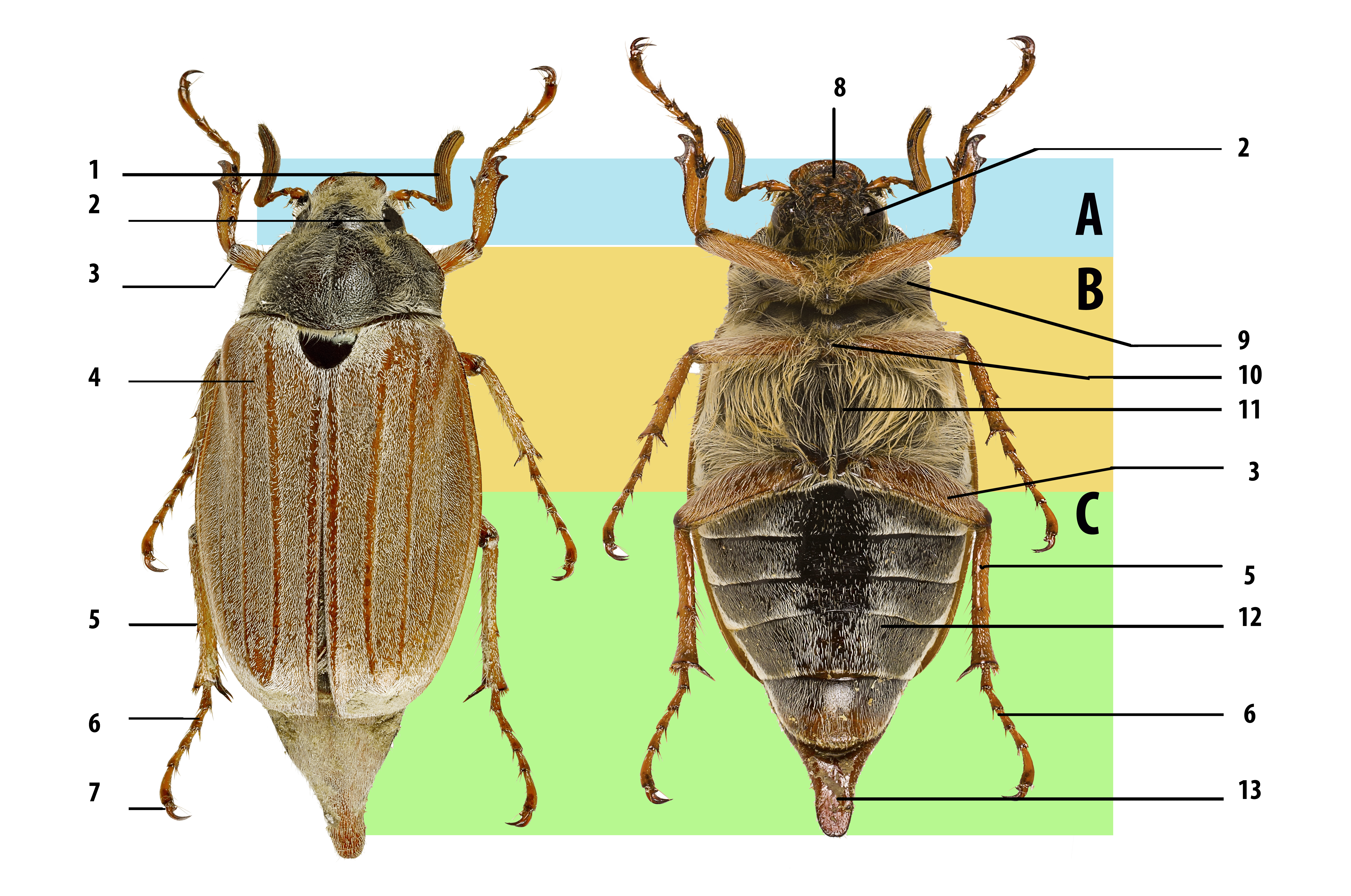
Общий план внешнего строения насекомых на примере майского хруща.
А — голова, В — грудь, С — брюшко. 1 — усики, 2 — сложный глаз, 3 — бедро, 4 — две пары крыльев (в данном случае вторая пара находится под первой), 5 — голень, 6 — лапка, 7 — коготок, 8 — ротовой аппарат, 9 — переднегрудь, 10 — среднегрудь, 11 — заднегрудь, 12 — стерниты брюшка, 13 — пигидий

Тело насекомых подразделяется на три сегментированных отдела: голова, грудь и брюшко. Каждый сегмент подразделяется на четыре части — верхнее полукольцо называется тергит, нижнее полукольцо называется стернит, боковые стенки — плейриты. При обозначении взаимного расположения частей тела и органов термином «дорсальный» (dorsalis) обозначают верхнюю сторону тела, а «вентральный» (ventralis) — нижнюю сторону. Выделяют также мезосому (у муравьёв из трёх грудных сегментов и первого абдоминального сегмента проподеума) и метасому (стебелёк и брюшко).
Отличительной чертой насекомых является наличие у них хитинового экзоскелета, представляющего собой наружный покров тела и конечностей. Покрывающее тело кутикула образует плотный наружный экзоскелет, но в ряде случаев она мягкая и тонкая. Твёрдый наружный скелет создаёт ряд преимуществ: защищает тело от механических воздействий, высыхания и прочего и увеличивает сопротивление деформации. Имеет он и ряд недостатков (например, большие энергозатраты, связанные с линькой). Экзоскелет подразделён на отдельные щитки — склериты (sclerites), соединённые более тонкими участками кутикулы. Поверхность покровов обычно несёт разного рода выросты, складки, шипы, чешуйки, щетинки, мелкие волоски — хетоиды. К кутикуле относят также подвижные кожные волоски — хеты.
Окраска тела и его частей у насекомых очень разнообразна. Различают структурную и пигментную окраску. Структурная связана с некоторыми специфическими особенностями поверхностной структуры кутикулы (микроскопическими рёбрышками, пластинками, чешуйками и т. п.), которые создают эффекты интерференции, дифракции и дисперсии света — металлически блестящие оттенки. Пигментная окраска обусловлена пигментами, которые часто содержатся в кутикуле, реже в клетках гиподермы или жирового тела. У многих насекомых наблюдается сочетание этих двух типов окраски. Большинство видов насекомых имеют весьма яркие рисунки на различных частях своего тела. Преимущественно ярко окрашены насекомые с дневной активностью, приуроченные к растительным субстратам. Для многих видов, перемещающихся по поверхности почвы или обладающих ночной активностью, характерна однотонная и преимущественно тёмная окраска тела. Окраска может быть одноцветной либо состоящей из комбинации нескольких цветов, преимущественно двух — трёх, реже — большего числа цветов. На общем фоне могут иметься пятна, полосы или любой другой рисунок.

### Голова

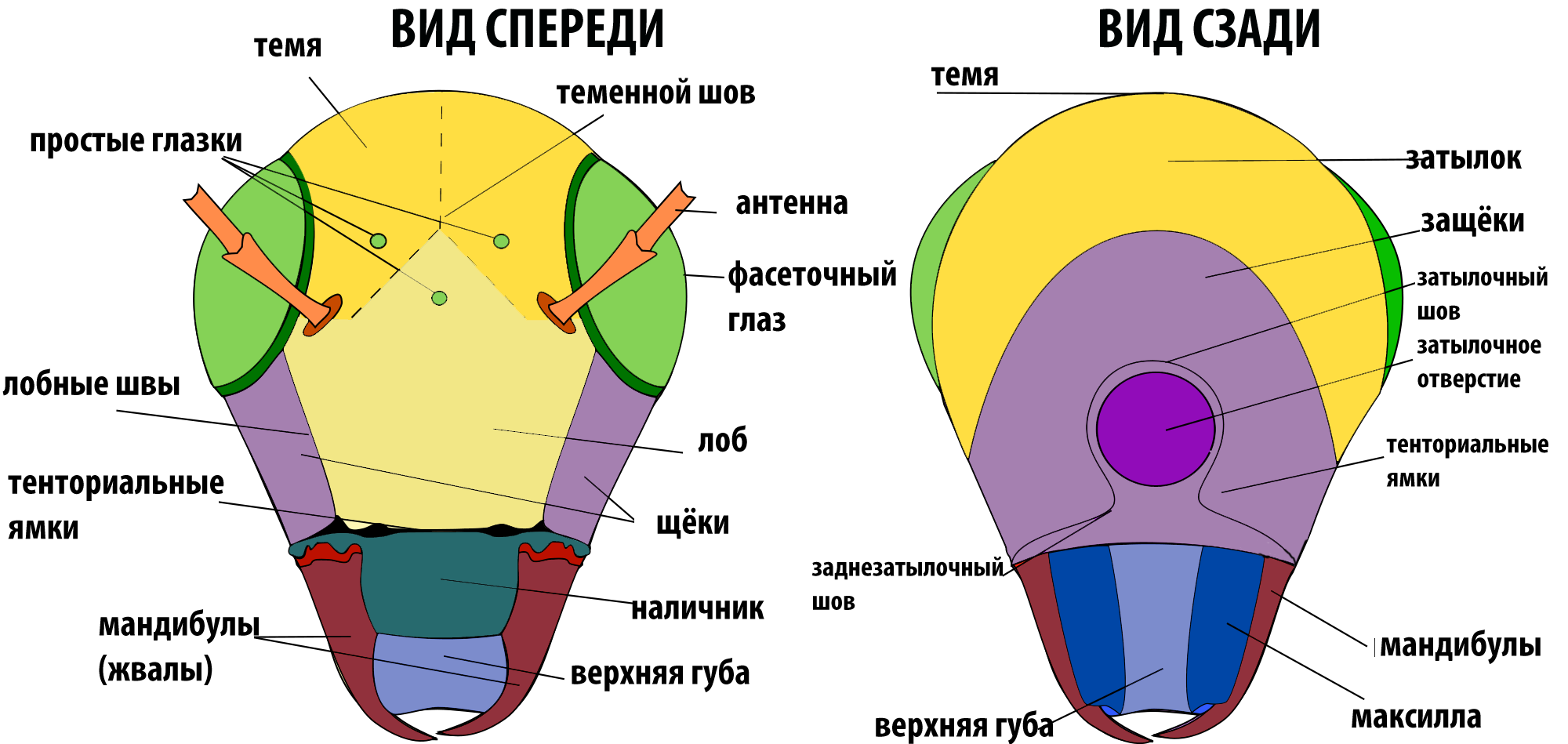
Схема строения головы насекомых

Различные типы ротового аппарата насекомых: А — грызущий, В — лижуще-грызущий, С — сосущий, D — колюще-сосущий. a — усики; c — сложный глаз; lb — лябиум; lr — лабрум; md — мандибулы; mx — максилла

Голова (caput) внешне нечлениста, но эволюционно произошла путём слияния пяти сегментов тела и акрона в процессе олигомеризации тела. Сохранившимися конечностями этих сегментов являются усики, или антенны первые (antennae), и 3 пары ротовых конечностей — нечленистые верхние челюсти, или мандибулы (mandibulae), членистые нижние челюсти, или максиллы (maxillae), и членистая, внешне непарная нижняя губа (labium), являющаяся второй парой нижних челюстей, слившихся между собой. Различают несколько типов ротовых органов, из которых первичным является грызущий, предназначенный для разрывания и поглощения относительно твёрдой пищи. В процессе эволюции возникло несколько модификаций данного исходного типа, которые у разных групп насекомых устроены по-разному. В одних случаях питание связано с проколом пищевого субстрата — колюще-сосущий ротовой аппарат (клопы, тли, цикады, комары и др.), в других приём пищи не сопровождается проколом — трубчато-сосущий тип — у большинства бабочек. Грызуще-лижущий тип приспособлен к питанию жидкой пищей и характерен для ос и пчёл. Особую модификацию представляет мускоидный тип ротового аппарата, возникший у мух и приспособленный к потреблению как жидкой, так и твёрдой пищи. Другой путь развития исходного ротового аппарата наблюдается у скрыточелюстных, нижняя губа которых слилась с т. н. оральными складками, образовав парные челюстные карманы, в которые погружены мандибулы и максиллы. Существует также множество других типов, которые нередко представляют собой переходные формы между вышеописанными типами.
Основой головы является черепная коробка (epicranium). Внутри неё есть особая скелетная структура — тенториум. На голове различают переднюю поверхность — лоб (frons), который сверху переходит в темя (vertex) и далее назад — в затылок (occiput). Спереди ото лба лежит хорошо обособленная пластинка — наличник (clypeus), далее вперёд (вниз) — верхняя губа (labrum), подвижный пластинчатый кожный выступ, прикрывающий сверху ротовые органы. На боках головы, под глазами, различают щёки (genae), сзади переходящие в виски (tempora), а снизу лежит горло (gula). С боков головы расположены фасеточные глаза (oculi), состоящие из множества зрительных единиц — омматидиев — и являющиеся основными органами зрения. Они характерны почти для всех взрослых насекомых и личинок насекомых с неполным превращением. Вторичное их исчезновение отмечается у блох и веерокрылых. Кроме этого, между сложными глазами обычно расположено от одного до трёх простых глаз, или глазков (ocelli). В зависимости от биологии положение головы неодинаково. Различают гипогнатическую голову (caput hypognathum) — с ротовыми органами, обращёнными вниз, подобно ногам, — и прогнатическую голову (caput prognathum) — с ротовыми органами, обращёнными вперёд. Первый тип обычно характерен для растительноядных, а второй — для хищных насекомых.
Усики находятся по бокам лба, между глазами или впереди них, нередко в обособленной усиковой впадине. Они очень разнообразны, характерны для разных групп насекомых. В своей основе усики состоят из утолщённого основного членика, называемого рукояткой (scapus), за которым следует ножка (pedicellus) и, начиная с третьего членика, располагается основная часть — жгутик (flagellum). Различают несколько типов усиков.

### Грудь
Грудь (thorax) состоит из трёх сегментов — передне-, средне- и заднегруди (pro-, meso-, metathorax). Тергиты груди называются спинкой (notum), а стерниты — грудкой (sternum). Соответственно трём сегментам груди различают передне-, средне- и заднеспинку (pro-, meso-, metanotum) и также передне-, средне и заднегрудку (pro-, meso-, metasternum). Каждый плейрит груди подразделяется швом по крайней мере на два склерита — спереди эпистерн (episternum) и сзади эпимер (epimerum).
Ноги (pedes) причленены к груди снизу, обычно сидят в тазиковых впадинах и состоят из тазика (coxa), вертлуга (trochanter), бедра (femora), голени (tibia) и лапки (tarsus). Тазик и вертлуг обеспечивают необходимую подвижность ноге. В некоторых случаях вертлуг состоит из двух члеников. Бедро является самой крупной и сильной частью ноги, так как имеет мощную мускулатуру. Прилегающую к нему часть называют коленом (geniculus). Голень снабжена шипами (spinae), а на вершине — шпорами (calcariae). Лапка обычно расчленена, состоит из двух — пяти члеников и на вершине несёт пару коготков (unguiculi), между которыми располагаются широкая присоска — аролий (arolium) — или узкий эмподий (empodium). Соответственно образу жизни ноги различных насекомых подверглись разнообразной специализации, поэтому различают несколько их типов (см. илл.).

### Крылья

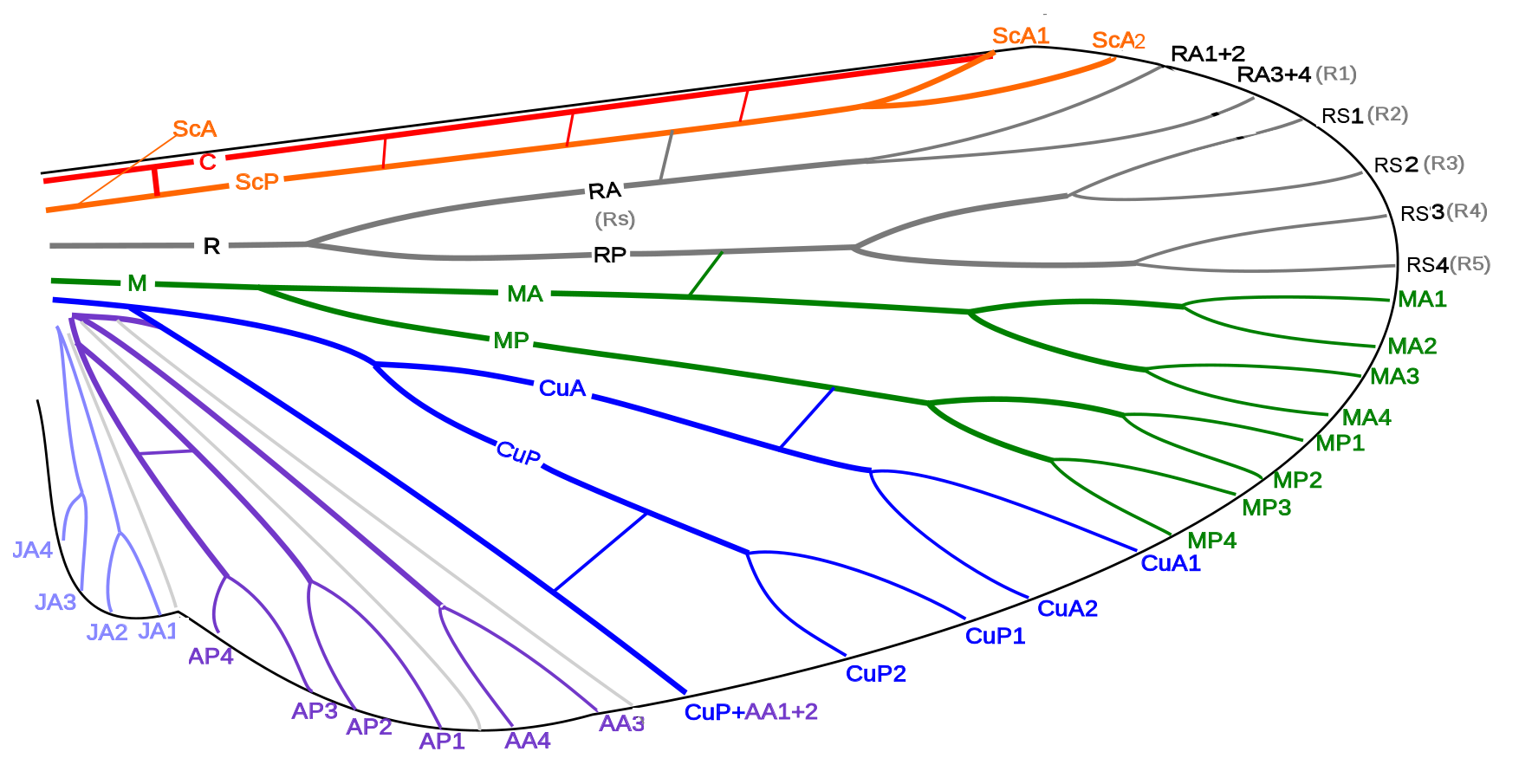
Схематическое изображение основного типа жилкования крыла насекомых

Крылья насекомых (alae) представляют собой пластинчатые выросты покровов, связанные с комплексом их мышц и преобразованных склеритов груди. В типичном случае крыльев две пары: передняя, прикреплённая к среднегруди, и задняя — располагающаяся на заднегруди. Крылья состоят из тонкой крыловой пластинки (membrana), укреплённой твёрдыми жилками (venae), играющими роль прочного каркаса крыла. Жилки делятся на продольные и поперечные, образующие у более низкоорганизованных групп густую сеть и многочисленные ячейки (cellulae). Поперечные жилки у высших форм сокращаются в числе и иногда исчезают совсем, так как главную поддерживающую роль несут продольные, попеременно выпуклые и вогнутые жилки.
В исходном состоянии различают следующие продольные жилки: костальную (costa, или C); субкостальную (subcosta, Sc); радиальную (radius, R), снабжённую сзади ветвью — радиальным сектором (radii sector, RS); срединную (media, M), иногда делится на переднюю (MA) и заднюю (MP) ветви; кубитальную (cubitus, Cu), в числе двух, нередко сближенных жилок — передней (CuA) и задней (CuP); анальные (analis, A).
У некоторых отрядов насекомых крылья претерпели ряд изменений для выполнения специальных функций. У чешуекрылых и перепончатокрылых заднее крыло отличается от переднего как по функциональному значению, так по размеру и площади, а у двукрылых превращается в жужжальца. У веерокрылых в жужжальца превратилась передняя пара крыльев. У жуков передние крылья эволюционировали в надкрылья для защиты задних крыльев, скрытых в покое под ними. Передние крылья полужесткокрылых также могут отвердевать, а у кожистокрылых, прямокрылых, богомолов и тараканов они стали кожистыми и не принимают участия в полёте.
У щетинохвосток и других бескрылых насекомых из подкласса Apterygota крылья вообще отсутствуют. Большинство представителей подкласса Pterygota имеют крылья, однако наблюдаются вторичная их утрата у отдельных групп (блохи, вши, пухоеды) и короткокрылость (брахиптерия). У некоторых из них крылья могут присутствовать только у представителей одного пола, например, у самцов ос-немок (Mutillidae) и веерокрылых (Strepsiptera). У рабочих особей некоторых социальных насекомых, таких как муравьи и термиты, крылья также отсутствуют. Реже встречается обратный пример, когда крылья имеются только у самки, — например, у наездников из семейства Agaonidae.

### Брюшко
Брюшко (abdomen) состоит из множества однотипных сегментов, исходно из десяти, не считая хвостового компонента — тельсона, но в таком виде оно есть лишь у некоторых первичнобескрылых и зародышей. Нередко число сегментов сокращается до пяти — шести и менее. На VIII и IX сегментах находятся половые отверстия и очень часто — наружные половые придатки, поэтому эти сегменты обычно называют генитальными. Прегенитальные сегменты у взрослых, как правило, лишены придатков, а постгенитальные имеют развитый лишь тергит X сегмента, тогда как XI сегмент редуцирован и свойственные ему придатки — церки (cerci) — переместились на X сегмент. Строение церок весьма разнообразно, а у высших форм они атрофированы. Остатками постгенитальных сегментов являются лежащие дорсально вокруг анального отверстия склериты — сверху анальная пластинка (epiproctus), по бокам и снизу нижние анальные створки (paraproctes). Иногда (тараканообразные, уховёртки) анальной пластинкой называют именно X тергит. Придатками генитальных сегментов являются у самца грифельки (styli) — на IX стерните, у самки — яйцеклад (oviductus) — парные выросты генитальных сегментов, являющиеся видоизменёнными конечностями. Девятый стернит самца образует гипандрий, или генитальную пластинку (hypandrium), но нередко генитальной пластинкой именуют последний видимый стернит вообще. У высших групп все эти части подвергаются редукции или модификации (так, у жалящих перепончатокрылых яйцеклад превращён в жало, хотя используется и по прямому назначению тоже). При редукции настоящего яйцеклада у некоторых групп (например, у многих жуков) возникает вторичный, телескопический яйцеклад из сильно уменьшенных в диаметре вершинных сегментов брюшка.
На конце брюшка самца располагается копулятивный аппарат, имеющий сложное и невероятно разнообразное строение у разных отрядов. Обычно в его составе имеется непарная часть — пенис (penis), имеющий сильно склеротизированную концевую часть — эдеагус (aedeagus). Строение копулятивного аппарата имеет важнейшее значение в систематике, так как оно заметно различается даже у видов-двойников; часто его изучение позволяет решить вопросы классификации родов, семейств.

## Внутреннее строение
A — голова, B — грудь, C — брюшко

1. антенна,

2. глазки (нижний),

3. глазки (верхний),

4. сложный глаз,

5. мозг (cerebral ganglia),

6. переднегрудь,

7. дорсальная артерия,

8. трахеи,

9. среднегрудь,

10. заднегрудь,

11. переднее крыло,

12. заднее крыло,

13. средняя кишка (желудок),

14. сердце,

15. яичник,

16. задняя кишка (кишечник, прямая кишка и анальное отверстие),

17. анус,

18. вагина,

19. абдоминальный ганглий,

20. мальпигиевы сосуды,

21. подушечка,

22. коготки,

23. лапка,

24. голень,

25. бедро,

26. вертлуг,

27. передняя кишка (пищевод, желудок),

28. грудной ганглий,

29. тазик,

30. слюнная железа,

31. подглоточный ганглий,

32. ротовой аппарат.

### Дыхательная система
Дыхательная система большинства насекомых представлена множеством трахей, пронизывающих всё тело и открывающихся наружу с помощью дыхалец (стигм), которые регулируют поступление воздуха. Трахейная система насекомых может быть открытой (типична для многих наземных свободноживущих видов или для водных насекомых, дышащих атмосферным кислородом) либо замкнутой. При втором типе трахеи имеются, но дыхальца отсутствуют. Этот тип характерен для водных или эндопаразитических насекомых, дышащих кислородом, растворённым в воде или в полостной жидкости хозяина. Многие водные личинки насекомых, имея замкнутую трахейную систему, дышат растворённым в воде кислородом и обладают жабрами, которые обычно располагаются по бокам брюшных сегментов или на кончике брюшка.
В открытую трахейную систему воздух поступает через дыхальца, количество которых меняется от одной-двух пар до восьми-десяти пар. Количество и места расположения дыхалец отражают приспособление насекомых к условиям мест обитания. Каждое дыхальце ведёт в атриальную полость, стенки которой образуют замыкательный аппарат и систему фильтрации воздуха. Трахеи ветвятся и опутывают все внутренние органы. Концевые ветви трахей заканчиваются звёздчатой трахейной клеткой, от которой отходят самые мелкие разветвления, имеющие диаметр 1—2 мкм (трахеолы). Их кончики лежат на клеточных оболочках либо проникают внутрь клеток. У многих хорошо летающих насекомых имеются воздушные мешки, представляющие собой расширения продольных трахейных стволов. Их полость не является постоянной и может спадаться при выходе воздуха. Воздушные мешки принимают участие в вентиляции крыловой мускулатуры и выполняют аэростатическую функцию, уменьшая удельный вес летающих насекомых.

### Ткани внутренней среды
Жировое тело и гемолимфу рассматривают как единую систему тканей внутренней среды насекомых.

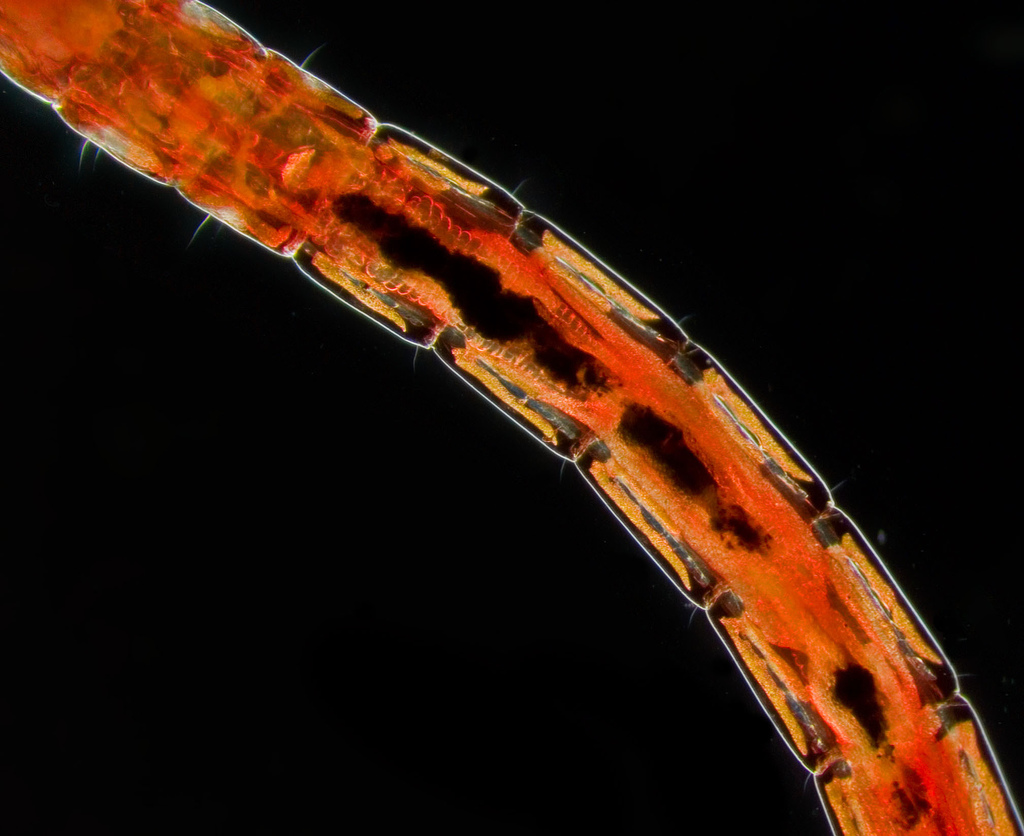
Личинка комара-звонца, в крови которой имеется дыхательный пигмент гемоглобин

Гемолимфа является единственной тканевой жидкостью в теле насекомых. Она состоит из жидкого межклеточного вещества (плазмы) и форменных элементов (клеток). Плазма либо бесцветная, либо окрашена в желтоватый или зеленоватый цвет. Кровь личинок комаров-звонцов красноватого цвета из-за наличия гемоглобина, переносящего кислород пигмента. Содержание воды в гемолимфе 75—90 %. Плазма содержит неорганические соли, питательные вещества, ферменты, гормоны, пигменты. Реакция гемолимфы слабокислая или нейтральная (pH=6—7). Солёность гемолимфы соответствует 0,7—1,3 % раствору хлорида натрия.
Главная функция гемолимфы — снабжение органов питательными веществами и удаление из них продуктов обмена. Гемолимфа также содержит гормоны, выделяемые железами внутренней секреции и участвующие в регуляции физиологических процессов. Дыхательная функция гемолимфы незначительна и ограничена растворённым в ней кислородом. Гемолимфа также создаёт внутреннее давление в организме насекомого, поддерживая форму тела у мягкотелых (например личинок). Давление гемолимфы используется для осуществления некоторых видов механического перемещения, например, для расправления крыльев, развёртывания хоботка, разрыва покровов при линьке. У некоторых насекомых (саранчовые, кузнечики, нарывники, божьи коровки) гемолимфа выбрызгивается в целях самозащиты (автогеморрагия) или содержит биологически активные вещества и выделяется наружу при опасности.
Важна функция иммунитета, которую выполняет гемолимфа. Иммунная система насекомых включает яды и антибиотики плазмы (например, кантаридин и насутин), белковые ферменты плазмы (лизоцим), а также амёбоидные гемоциты, которые осуществляют фагоцитоз одноклеточных паразитов и образуют гемоцитарную капсулу вокруг многоклеточных. У насекомых нет специфического иммунитета с образованием антител по типу иммунитета позвоночных. Однако у некоторых насекомых наблюдались случаи кратковременного специфического иммунитета, где роль антител играли вещества небелковой природы. При повреждении покровов у многих насекомых гемолимфа, вытекающая наружу, способна свёртываться и образовывать кровяной сгусток.
Жировое тело представляет собой рыхлое клеточное образование, не имеющее строгой локализации и расположенное внутри тела. Его функция заключается в накоплении запасов питательных веществ и участии в промежуточном метаболизме. Во время линьки, голодания, метаморфоза, при развитии половых продуктов и диапаузе происходит расходование резервных веществ, накопленных в трофоцитах жирового тела. Многочисленные насекомые, не питающиеся на стадии имаго, существуют за счёт запасов, накопленных в жировом теле на личиночных стадиях. Кроме трофоцитов, в состав жирового тела входят уратные клетки, накапливающие мочевую кислоту, и мицетоциты — специальные клетки, в которых живут симбиотические микроорганизмы.
У ряда насекомых имеется бактериом — специализированный орган, в котором находятся эндосимбиотические бактерии. Клетки органа обеспечивают питательные вещества и место обитания бактериям, в обмен те обеспечивают насекомое витаминами и аминокислотами. Важнейший симбионт мухи цеце — бактерия Wigglesworthia — также населяет клетки бактериома мухи. Геном бактерии содержит гены, которые необходимы для синтезирования витаминов группы B, тогда как у мухи цеце имеются только лишь гены, необходимые для их транспортировки.

### Кровеносная система
Кровеносная система насекомых незамкнутая. Гемолимфа только частично заключена в орган кровообращения — спинной сосуд, представляющий собой мышечную трубку. В остальном же она заполняет полость тела (миксоцель) и промежутки между органами, омывая их.
Спинной сосуд разделён на 2 отдела: задний — сердце — и передний — аорту. Сердце разделено на камеры (от четырёх до десяти, обычно — 9), соответствующие брюшным сегментам. В эволюционно развитых группах имеется тенденция к уменьшению их числа. Каждая камера сердца имеет по два входных отверстия (устьица или остии) с клапанами, через которые гемолимфа поступает внутрь из полости тела. В отверстиях между камерами сердца также имеются клапаны, обеспечивающие движение гемолимфы в одном направлении. Задний конец сердца обычно закрыт. Аорта лишена камер и клапанов. В результате пульсаций камер сердца осуществляется движение гемолимфы в задне-переднем направлении (у некоторых насекомых наблюдается обратный ток гемолимфы). Частота сокращений сердца зависит от вида насекомого, его физического состояния, фазы развития и колеблется в пределах от 15 до 150 циклов в минуту. При диастоле гемолимфа входит в сердце через остии, а при систоле нагнетается вперёд, в аорту. Аорта открывается отверстием в полость головы, куда изливается гемолимфа. В полости тела насекомого кровообращение поддерживается двумя диафрагмами. Сокращение верхней диафрагмы увеличивает ёмкость околосердечной полости, куда устремляется гемолимфа в момент диастолы. Сокращение нижней диафрагмы способствует передвижению крови в полости тела спереди назад. Таким образом, совместная работа сердца и диафрагм осуществляет циркуляцию гемолимфы в организме насекомого: по спинному сосуду — сзади вперёд, в полости тела — спереди назад. Движение гемолимфы в придатках тела (усики, ноги, крылья) осуществляется дополнительными местными пульсирующими органами. Обычно это пульсирующие ампулы или подвижные мембраны (в ногах).

### Нервная система

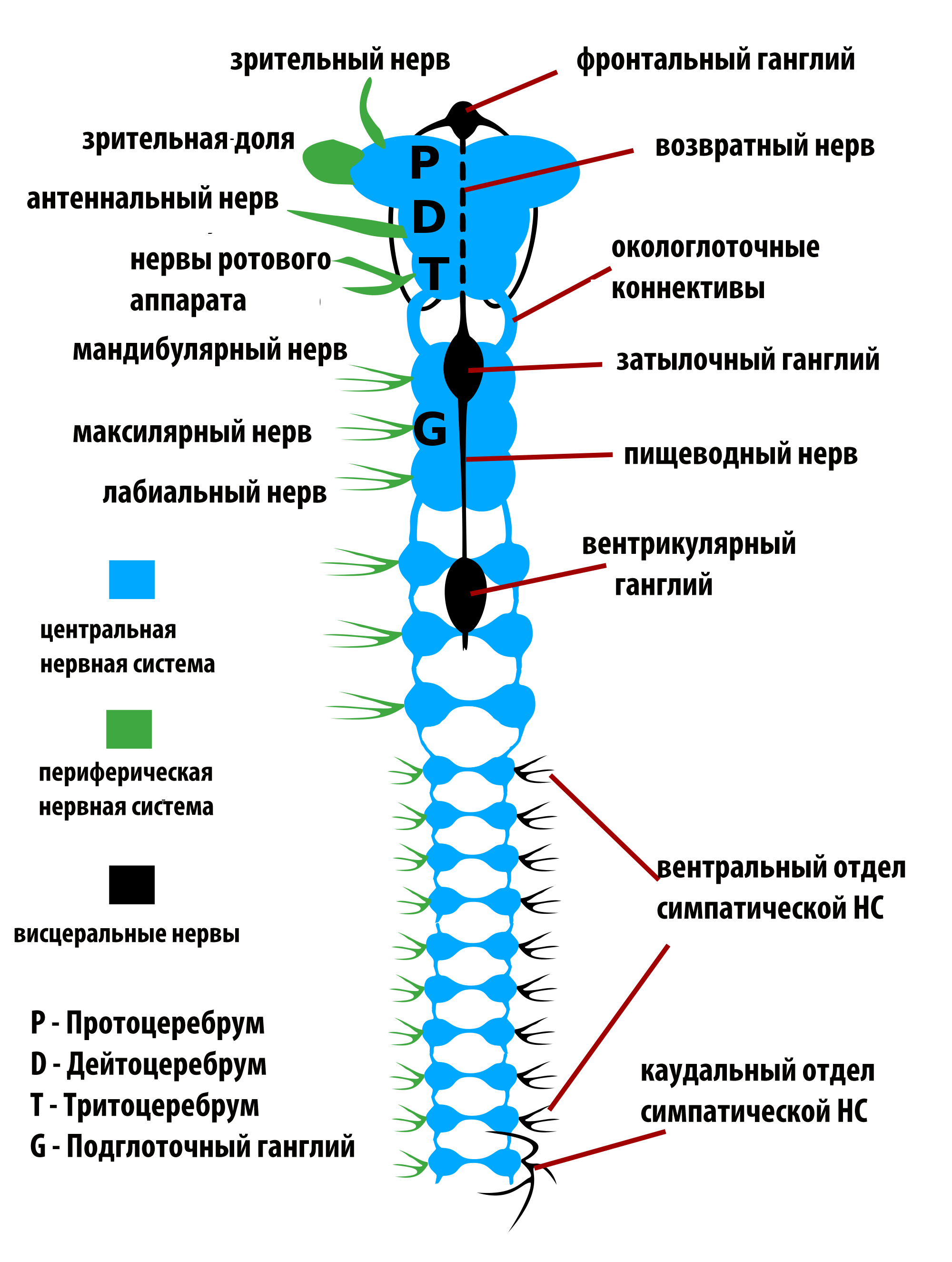
Схема строения нервной системы насекомых

Центральная нервная система (ЦНС) насекомых представляет собой цепь отдельных ганглиев, соединённых одиночными или парными коннективами. Самая передняя часть нервной системы, называемая мозгом, занимает дорсальное положение по отношению к пищеварительному каналу. Вся остальная часть ЦНС находится под кишечником. Мозг представляет собой три сросшихся ганглия и разделяется на три отдела: протоцеребрум, отвечающий за зрение и сложные поведенческие реакции, дейтоцеребрум — иннервирует антенны — и тритоцеребрум — иннервирует нижнюю губу, мышцы вокруг ротового отверстия, внутренние органы (высший центр иннервации внутренних органов). От мозга отходят две коннективы, огибающие кишечник с обеих сторон и сходящиеся на подглоточном ганглии, с которого начинается вентральная нервная цепочка. Её ганглии лежат под пищеварительным трактом. Подглоточный ганглий состоит из трёх сросшихся ганглиев и регулирует работу челюстей, гипофаринкса и слюнных желёз. Грудные ганглии развиты сильнее брюшных, так как регулируют работу конечностей и крыльев. Брюшные ганглии у прогрессивных форм имеют тенденцию к слиянию, а вся нервная цепочка — к укорочению. Так, у водомерки Hydrometra в груди имеется один слитный ганглий, а у высших двукрылых (Musca, Sarcophaga и др.) — два ганглия, подглоточный и общий грудной; в брюшке в обоих этих случаях ганглии вообще отсутствуют. Полный метаморфоз часто сопровождается концентрацией ЦНС — уменьшением числа ганглиев у имаго по сравнению с личинками.
У насекомых со сложным поведением (общественные насекомые) особенно сильно развит протоцеребрум, а в нём — увеличенная пара грибовидных тел. В них сосредоточены координирующие и высшие ассоциативные центры нервной системы и замыкаются условно-рефлекторные связи. Приобретённые навыки при их разрушении теряются (но безусловные рефлексы сохраняются). Наблюдается корреляция между сложностью поведения и степенью развития грибовидных тел. Например, среди медоносных пчёл грибовидные тела наиболее развиты у рабочих пчёл (выполняющих все работы), а наименее у трутней. В среднем размер грибовидных тел у медоносных пчёл равен 1⁄15 от размеров всего головного мозга, а у рабочих муравьёв рода формика они составляют почти половину всего мозга.
Вегетативная нервная система иннервирует внутренние органы. Она состоит из трёх отделов — краниального, туловищного и каудального. Краниальный отдел представлен стоматогастрической системой, которая иннервирует переднюю кишку и сердце. Стоматогастрическая система представляет собой соединённый с тритоцеребрумом фронтальный ганглий перед мозгом, соединённый с ним возвратным нервом затылочный ганглий за мозгом, а также кардиальные и прилежащие тела. Кардиальные тела осуществляют секрецию своих гормонов, а также накопление гормонов нейросекреторных клеток мозга. Основная функция прилежащих тел — синтез ювенильных гормонов. Туловищный отдел вегетативной нервной системы представлен непарным нервом, который считается аналогом симпатической нервной системы у позвоночных. В последнем брюшном ганглии непарный нерв образует две ветви, иннервирующие заднюю кишку и половые органы (каудальный отдел вегетативной нервной системы).

### Пищеварительная система
Пищеварительная система насекомых состоит из кишечного тракта и пищеварительных желёз. У некоторых примитивных групп все три отдела кишечного канала имеют вид простой трубки, а у большинства насекомых каждый отдел дифференцирован на специализированные подотделы. У большинства насекомых имеются верхнечелюстные, нижнечелюстные и лабиальные слюнные железы. Наиболее развиты гроздевидные лабиальные слюнные железы, которые у гусениц превращаются в шёлкоотделительные органы, при этом функции слюнных желёз выполняются мандибулярными железами. В слюне содержатся различные ферменты: карбогидразы (амилаза, инвертаза), у фитофагов для расщепления углеводов; липазы и протеиназы для переваривания жиров и белков у хищников; пектиназа у тлей; гиалуронидаза у клопов, разрушающая соединительные ткани; у кровососущих присутствуют антикоагулянты; ауксины, содействующие образованию галлов на растениях.
У некоторых насекомых слюнные железы могут продуцировать шёлк, феромоны или аллотрофические вещества, выделяемые для питания других особей. Перепончатокрылые имеют также глоточные железы. Пчелиная матка с помощью феромонов мандибулярных желёз тормозит развитие яичников рабочих пчёл, у которых эти же железы выделяют маточное молочко для кормления личинок.
Кишечник разделён на три отдела: переднюю, среднюю и заднюю кишки, отделённые друг от друга клапанами. Кардиальный клапан отделяет переднюю кишку от средней, а пилорический — среднюю от задней. Стенки всех отделов кишечника образованы однослойным эпителием, который снаружи покрыт продольными и кольцевыми мышечными волокнами, обеспечивающими движение пищи в кишечнике. Вслед за глоткой расположен тонкий пищевод. Он может иметь дивертикулы и зоб. Перед началом средней кишки расположен провентрикулус (мышечный желудок), образованный сильно развитыми кольцевыми мышцами и кутикулярными зубцами. Он обеспечивает дополнительное перетирание пищи и фильтрацию пищевых частиц, которые через кардиальный клапан передаются в среднюю кишку.
Основным органом переваривания и всасывания питательных элементов служит средняя кишка, где пищевые массы под действием ферментов расщепляются на простые органические соединения. Последние либо абсорбируются клетками эпителия стенок кишечника, либо диффундируют в гемолимфу. Строение средней кишки зависит от типа поглощаемой пищи. Задняя кишка разделена ректальным клапаном на тонкую и прямую кишки, и в ней происходят всасывание воды и формирование экскрементов. В тонкой кишке обитают симбионтные сапрофитные бактерии, простейшие и грибы, помогающие своим хозяевам (особенно сапрофагам, термитам и другим ксилофагам) в расщеплении целлюлозы до глюкозы. Некоторые микроорганизмы-симбионты насекомых могут синтезировать витамины, стерины и незаменимые аминокислоты.
У некоторых насекомых пищеварительная система во взрослой стадии развития не функционирует. Например, у подёнок нет челюстей, а кишечник редуцирован; они не питаются и живут всего несколько часов или дней.

### Выделительная система

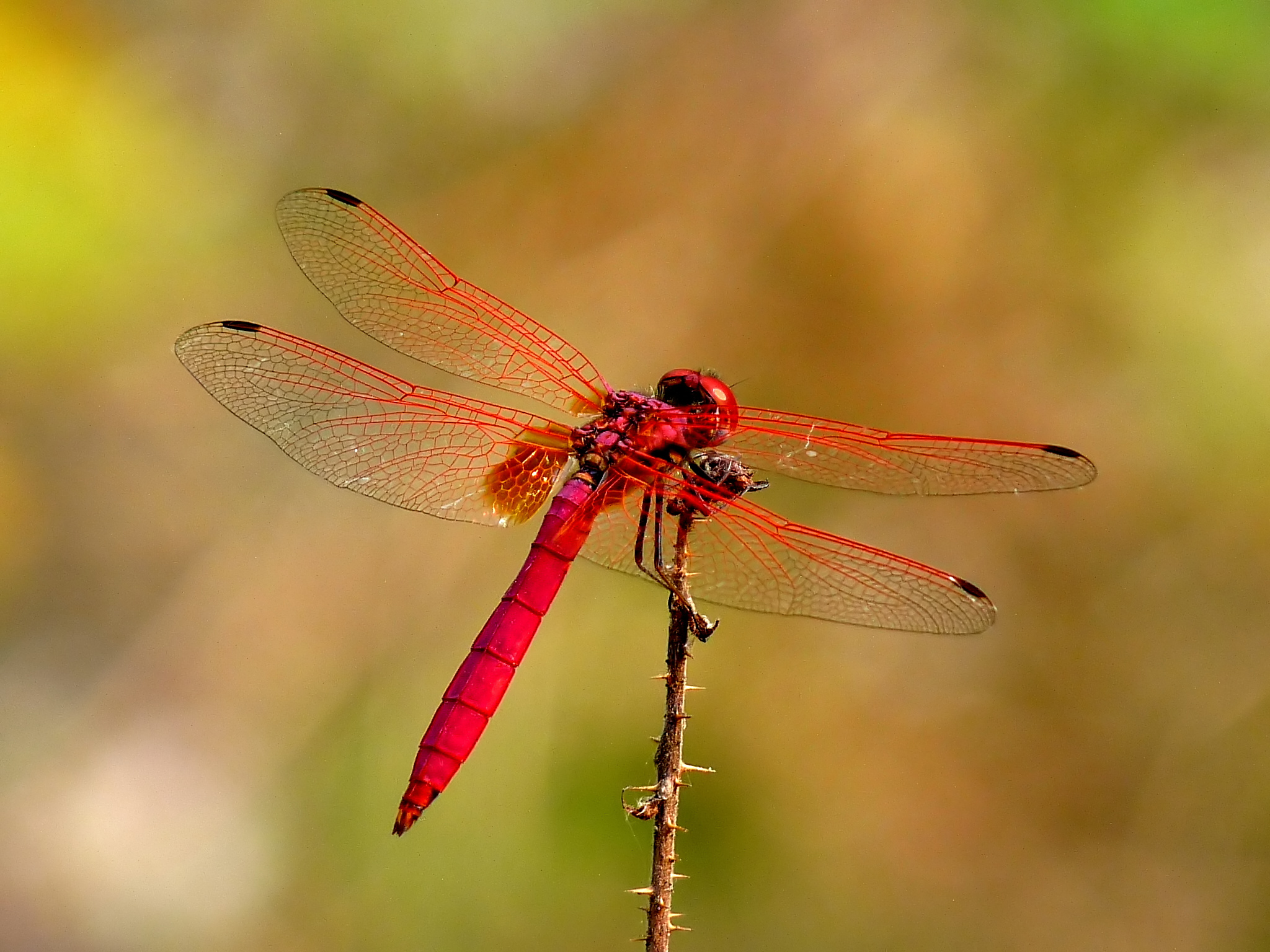
Самец стрекозы Trithemis aurora

Мальпигиевы сосуды и задняя кишка служат основными органами выделения у преобладающего большинства насекомых. Наиболее примитивными органами выделения являются парные лабиальные органы щетинохвосток. Это гомологи антеннальных и максиллярных желёз ракообразных. Они состоят из начального мешочка, извитого лабиринта, выводного протока, открывающегося отверстием над основанием нижней губы.
У более совершенных групп насекомых основным органом выделения являются мальпигиевы сосуды. Они имеют вид трубочек, открывающихся на границе средней и задней кишок. Часто мальпигиевы сосуды свободно заканчиваются в гемолимфе. Их количество варьирует в различных группах от двух — восьми до 80—100 штук. В ряде случаев имеет место криптонефрия, когда кончики мальпигиевых сосудов прирастают к задней кишке (встречается у жуков, сетчатокрылых, гусениц и личинок пилильщиков), что уменьшает потерю влаги. Мальпигиевы сосуды и задняя кишка являются органами эмункториальной экскреции и освобождают организм насекомого от продуктов обмена веществ путём их выведения во внешнюю среду. В органах накопительной экскреции метаболиты накапливаются в клетках или тканях без непосредственного их выделения из организма. У насекомых такими органами являются жировое тело и перикардиальные клетки. Личинки перепончатокрылых, чьё развитие происходит в сотах, не выделяют экскременты до момента окукливания, и конечные продукты их метаболизма откладываются в жировом теле.
Перикардиальные клетки располагаются вокруг аорты и сердечного сосуда, порой образуя скопления и в других участках тела. К дополнительным органам накопительной экскреции относятся эпидермальные клетки и их производные. У некоторых насекомых (тутовый шелкопряд, гладыши) выделительную функцию выполняют также некоторые клетки гиподермы, скидываемые во время линьки.
Формирование экскретов в мальпигиевых сосудах и задней кишке происходит в две фазы: фильтрация гемолимфы и обратное всасывание (реабсорбция) воды и полезных веществ в гемолимфу. Сформировавшиеся экскреты выводятся наружу вместе с экскрементами. Главным азотистым экскретом у наземных насекомых является мочевая кислота. Производные мочевой кислоты аллантоин и аллантоиновая кислота (является основным азотистым экскретом у некоторых чешуекрылых) также могут являться экскреторными продуктами. У водных насекомых и личинок мясных мух конечным продуктом азотистого обмена является аммиак.

### Эндокринная система
Органы эндокринной системы насекомых синтезируют, накапливают и выделяют в гемолимфу различные гормоны, которые регулируют физиологические процессы. Основные эндокринные органы у насекомых представлены нейросекреторными клетками, ретроцеребральным комплексом, перисимпатическими органами и проторакальными железами. Нейросекреторные клетки находятся в разных ганглиях ЦНС и вырабатывают нейрогормоны. Ретроцеребральный комплекс образован двумя парами мозговых желёз, называемых кардиальными, и прилежащими телами. Его функции заключаются в накоплении гормонов мозговых нейросекреторных клеток, а также продукции собственных гормонов, регулирующих обмен веществ, развитие, размножение и поведение насекомых. Основная функция прилежащих тел заключается в выработке ювенильных гормонов. Проторакальные железы производят экдизоны — гормоны, вызывающие линьку насекомых.

### Половая система
Мужские половые железы насекомых представлены двумя семенниками, в которых происходит сперматогенез. Каждый из них образован фолликулами, исходное число которых равно семи. Вторичное увеличение количества фолликулов до 60—80 отмечается у прямокрылых и тараканов, в то время как у двукрылых и блох семенник состоит только из одного фолликула. Из семенников сперматозоиды попадают в систему семяпроводов, образованных парными семяпротоками и семяизвергательным каналом. Семяпротоки начинаются от семенников и заканчиваются семенными пузырьками. Они также сообщаются с мужскими придаточными железами, которые формируют сперматофор. Семяизвергательный канал выводит их наружу через мужские копулятивные органы. Обычно самцы насекомых имеют только одно половое отверстие и один копулятивный орган, расположенный на конце IX стернита брюшка. Но у самцов представителей отрядов подёнок и уховёрток имеется по два копулятивных органа. Структуры, обычно связанные с копулятивным органом, формируют мужские гениталии — эдеагус.
Женские половые органы насекомых представлены двумя яичниками и половыми путями. Яичники образованы отдельными яйцевыми трубками (овариолы), исходное количество которых равно семи. Однако у большинства насекомых наблюдается либо уменьшение, либо увеличение их количества. Например, почти все чешуекрылые имеют по 4 овариолы в яичнике. У матки медоносной пчелы количество овариол в среднем составляет 160 пар. Максимальное же число овариол — до 2000 в каждом яичнике — обнаружено у яйцекладущих самок термитов. Уменьшение числа овариол до одной-двух наблюдается у насекомых, которые перешли к паразитизму и живорождению.
У всех насекомых, кроме подёнок, от яичников отходят два латеральных яйцевода, которые сливаются вместе, образуя непарный медиальный яйцевод. Обычно он сообщается с генитальной камерой. Для откладывания яиц и для введения копулятивного органа самца при спаривании служит наружное отверстие генитальной камеры. У большинства бабочек копулятивное и половое отверстия являются разделёнными и расположены на различных брюшных сегментах: VIII и IX. У живородящих насекомых яйца попадают из медиального яйцевода в расширение половых путей — матку, где в дальнейшем и происходит развитие эмбрионов.
Во время процесса копуляции самки получают от самцов сперму, сохраняющуюся в семяприёмнике и использующуюся для оплодотворения яиц при их откладывании. Придаточные железы женской половой системы у насекомых продуцируют клейкий секрет, который служит для приклеивания яиц к субстрату. У тараканов и богомолов он служит для образования оотеки. Стебельчатобрюхие перепончатокрылые характеризуются тем, что одна из придаточных желёз у них превращается в ядовитую железу, а другая продуцирует секрет для смазывания яйцеклада или жала.

### Органы чувств
Насекомые, как и другие многоклеточные организмы, имеют множество различных рецепторов, или сенсилл, чувствительных к определённым раздражителям. Рецепторы насекомых очень разнообразны. У насекомых есть механорецепторы (слуховые рецепторы, проприоцепторы), фоторецепторы, терморецепторы, хеморецепторы. С их помощью насекомые улавливают энергию излучений в виде тепла и света, механические вибрации, включая широкий диапазон звуков, механическое давление, силу тяжести, концентрацию в воздухе водяных паров и летучих веществ, а также множество других факторов. Насекомые обладают развитым чувством обоняния и вкуса. Механорецепторами являются трихоидные сенсиллы, которые воспринимают тактильные стимулы. Некоторые сенсиллы могут улавливать малейшие колебания воздуха вокруг насекомого, а другие — сигнализируют о положении частей тела относительно друг друга. Воздушные рецепторы воспринимают скорость и направление потоков воздуха поблизости от насекомого и регулируют скорость полёта.

#### Зрение

Схема строения фасеточного глаза насекомого

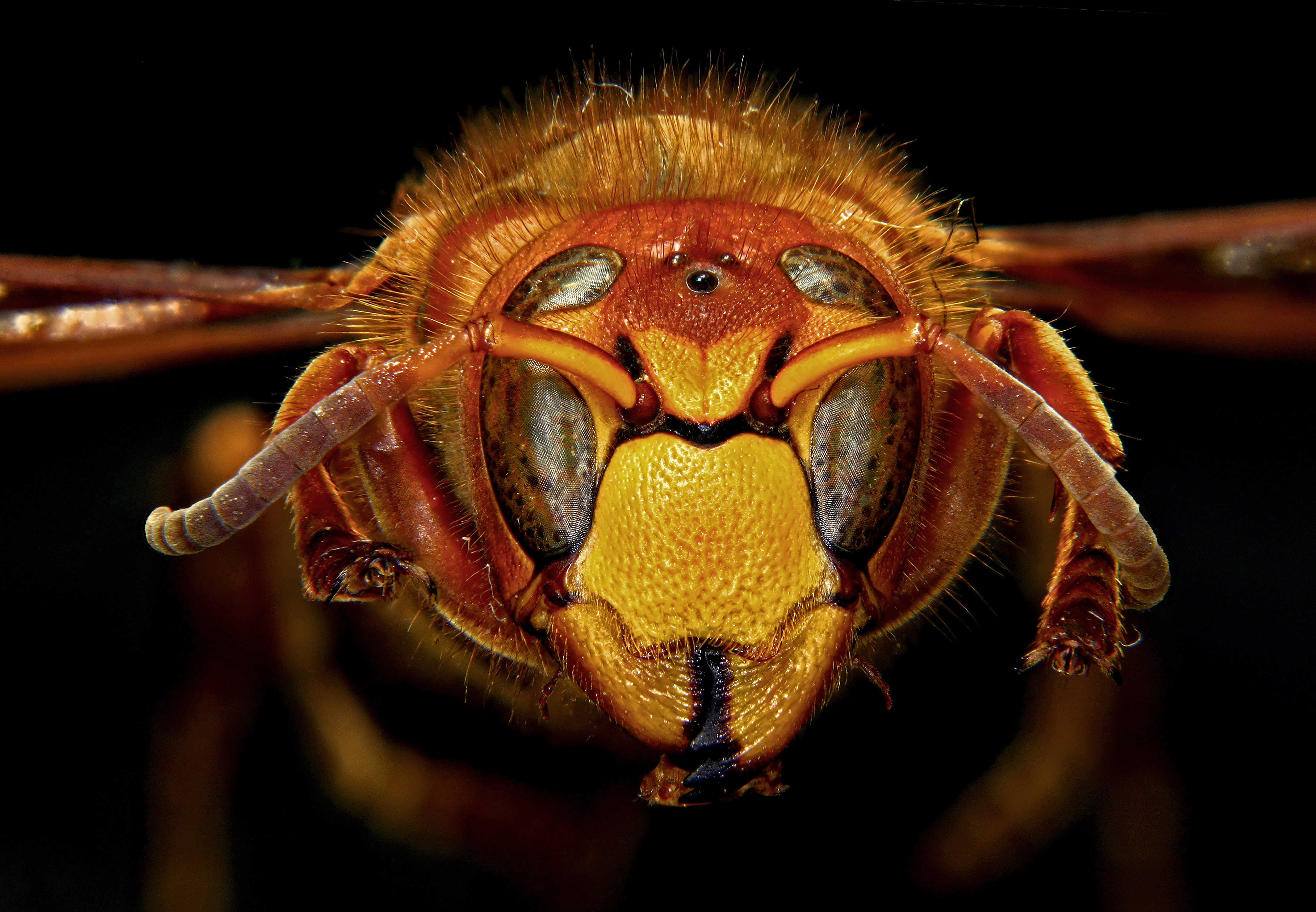
Голова шершня. Кроме двух больших фасеточных глаз, хорошо видны 3 небольших глазка в области лба

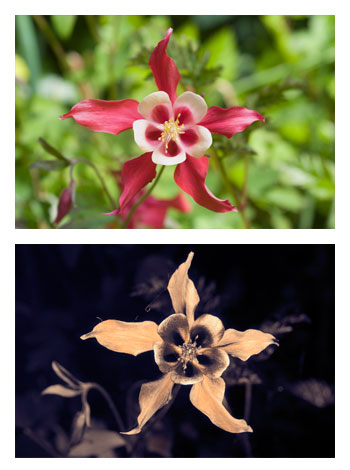
Цветок водосбора голубого при обычном и УФ-освещении (внизу)

Зрение играет большую роль в жизни большинства насекомых. У них встречаются три типа органов зрения — фасеточные глаза, латеральные (стеммы) и дорсальные (оцеллии) глазки. У дневных и летающих форм обычно имеется 2 сложных глаза и 3 оцеллия. Стеммы имеются у личинок насекомых с полным превращением. Они располагаются по бокам головы в количестве 1—30 с каждой стороны. Дорсальные глазки (оцеллии) встречаются вместе с фасеточными глазами и функционируют в качестве дополнительных органов зрения. Оцеллии отмечены у имаго большинства насекомых (отсутствуют у многих бабочек и двукрылых, у рабочих муравьёв и слепых форм) и у некоторых личинок (веснянки, подёнки, стрекозы). Как правило, они имеются только у хорошо летающих насекомых. Обычно имеется 3 дорсальных глазка, расположенных в виде треугольника в лобно-теменной области головы. Их основная функция, вероятно, заключается в оценке освещённости и её изменений. Предполагается, что они также принимают участие в зрительной ориентации насекомых и реакциях фототаксиса.
Особенности зрения насекомых обусловлены фасеточным строением глаз, которые состоят из большого числа омматидиев. Наибольшее число омматидиев обнаружено у бабочек (12—17 тысяч) и стрекоз (10—28 тысяч). Светочувствительной единицей омматидия является ретинальная (зрительная) клетка. В основе фоторецепции насекомых лежит преобразование зрительного пигмента родопсина под воздействием кванта света в изомер метародопсин. Обратное его восстановление даёт возможность многократного повторения элементарных зрительных актов. Обычно в фоторецепторах обнаруживаются 2—3 зрительных пигмента, различающихся по своей спектральной чувствительности. Набор данных зрительных пигментов определяет также особенности цветового зрения насекомых.
Зрительные образы в фасеточных глазах формируются из множества точечных изображений, создаваемых отдельными омматидиями. Фасеточные глаза лишены способности к аккомодации и не могут приспосабливаться к зрению на разных расстояниях. Поэтому насекомых можно назвать «крайне близорукими». Насекомые характеризуются обратно пропорциональной связью между расстоянием до рассматриваемого объекта и числом различимых их глазом деталей: чем ближе находится объект, тем больше деталей они видят. Насекомые способны оценивать форму предметов, но на небольших расстояниях от них для этого требуется, чтобы очертания объектов вмещались в поле зрения фасеточного глаза.
Цветовое зрение насекомых может быть дихроматическим (муравьи, жуки-бронзовки) или трихроматическим (пчелиные и некоторые бабочки). Как минимум один вид бабочек обладает тетрахроматическим зрением . Существуют насекомые, которые способны различать цвета только одной (верхней или нижней) половинкой фасеточного глаза (четырёхпятнистая стрекоза). Для некоторых насекомых видимая часть спектра сдвинута в коротковолновую сторону. Например, пчёлы и муравьи не видят красного цвета (650—700 нм), но различают часть ультрафиолетового спектра (300—400 нм). Пчёлы и другие насекомые-опылители могут увидеть на цветках ультрафиолетовые рисунки, скрытые от зрения человека. Аналогично бабочки способны различать элементы окраски крыльев, видимые только в ультрафиолетовом излучении.
У многих насекомых глаза развиты слабо или отсутствуют. Это виды, живущие в подстилке и почве (большинство видов термитов и др.), многие пещерные виды, некоторые паразиты (напр., вши рода Haematopinus).

#### Слух
Восприятие звуков, передающихся через твёрдый субстрат, осуществляется у насекомых виброрецепторами, находящимися в голенях ног вблизи их сочленения с бедром. Многие насекомые обладают высокой чувствительностью к сотрясениям субстрата, на котором они находятся. Восприятие звуков через воздух или воду осуществляется фонорецепторами. Двукрылые воспринимают звуки при помощи джонстоновых органов. Наиболее сложными слуховыми органами насекомых являются тимпанальные органы. Количество сенсилл, входящих в состав одного тимпанального органа, варьирует от 3 (некоторые бабочки) до 70 (саранчовые) и даже до 1500 (у певчих цикад).
У кузнечиков, сверчков и медведок тимпанальные органы находятся в голенях передних ног, у саранчовых — по бокам первого брюшного сегмента. Слуховые органы певчих цикад располагаются у основания брюшка в близости от звукопроизводящего аппарата. Слуховые органы ночных бабочек находятся в последнем грудном сегменте или в одном из двух передних сегментов брюшка и могут воспринимать ультразвуки, издаваемые летучими мышами.
Медоносные пчёлы издают звуки, заставляя вибрировать часть торакса путём частых мышечных сокращений. Звук усиливается крыловыми пластинами. В отличие от многих насекомых пчёлы способны издавать звуки разной высоты и тембров, что позволяет им передавать информацию посредством разных характеристик звука.

#### Обоняние и вкус
Насекомые обладают развитым обонятельным аппаратом. Восприятие запахов осуществляется благодаря хеморецепторам — обонятельным сенсиллам, расположенным на усиках, а иногда и на околоротовых придатках. На уровне хеморецепторов происходит первичное разделение обонятельных раздражителей благодаря наличию двух типов рецепторных нейронов. Нейроны-генералисты распознают очень широкий набор химических соединений, но при этом обладают низкой чувствительностью к запахам. Нейроны-специалисты реагируют только на одно или несколько родственных химических соединений. Они обеспечивают восприятие пахучих веществ, запускающих определённые поведенческие реакции (половые феромоны, пищевые аттрактанты и репелленты, углекислый газ).
У самцов тутового шелкопряда обонятельные сенсиллы достигают теоретически возможного предела чувствительности: для возбуждения нейрона-специалиста достаточно всего лишь одной молекулы феромона самки. В своих опытах Ж. А. Фабр определил, что самцы грушевой павлиноглазки могут обнаруживать самок по феромонам на расстоянии до 10 км.
Контактные хеморецепторы образуют периферический отдел вкусового анализатора насекомых и позволяют им оценивают пригодность субстрата для питания или яйцекладки. Эти рецепторы располагаются на ротовых частях, кончиках лапок, антеннах и яйцекладе. Большинство насекомых способны распознавать растворы солей, глюкозы, сахарозы и других углеводов, а также воду. Хеморецепторы насекомых редко реагируют на искусственные вещества, имитирующие сладкий или горький вкус, в отличие от хеморецепторов позвоночных. Например, сахарин не воспринимается насекомыми как сладкое вещество.

## Половой диморфизм и полиморфизм

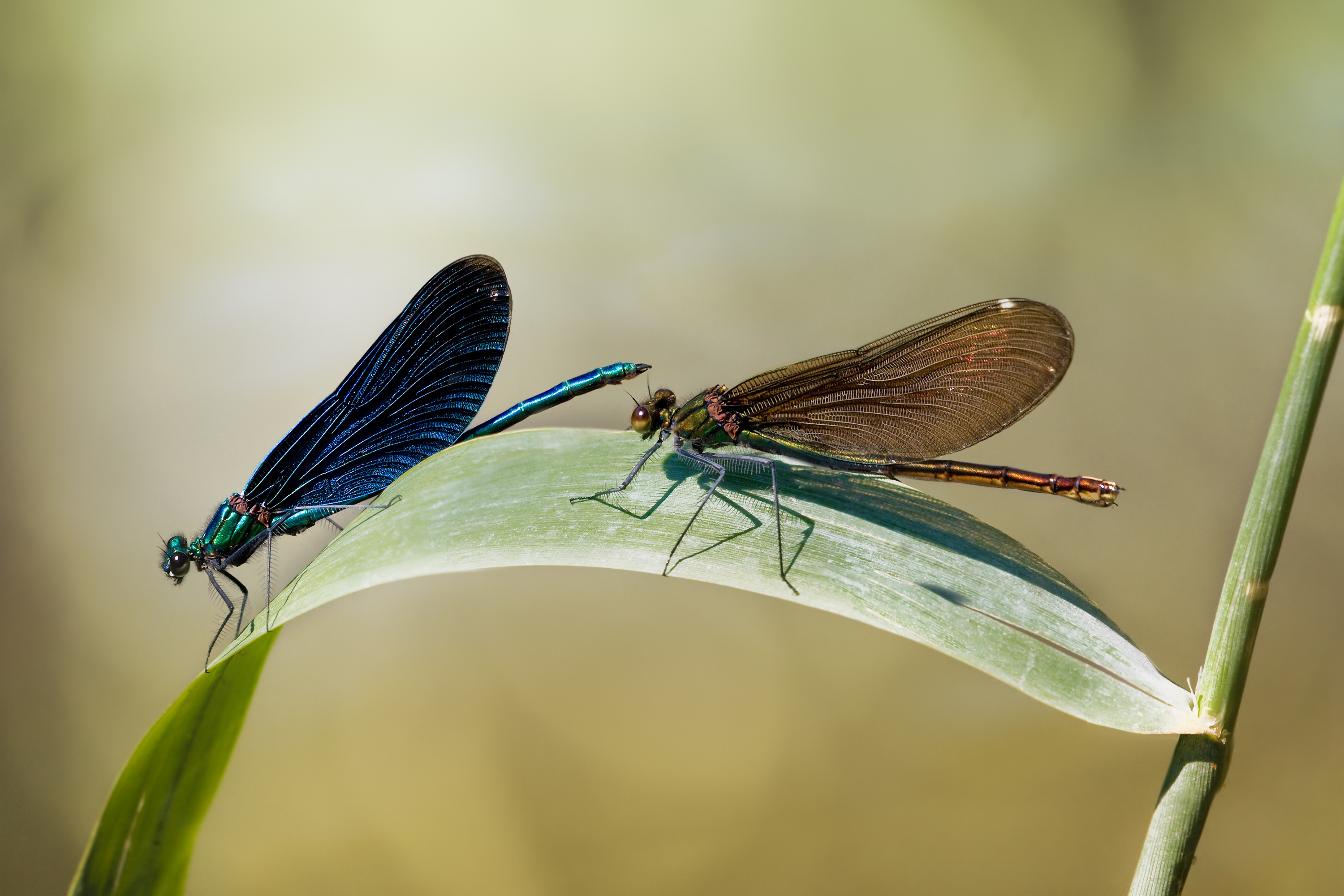
Половой диморфизм на примере стрекозы красотка-девушка. Самец (слева) и самка

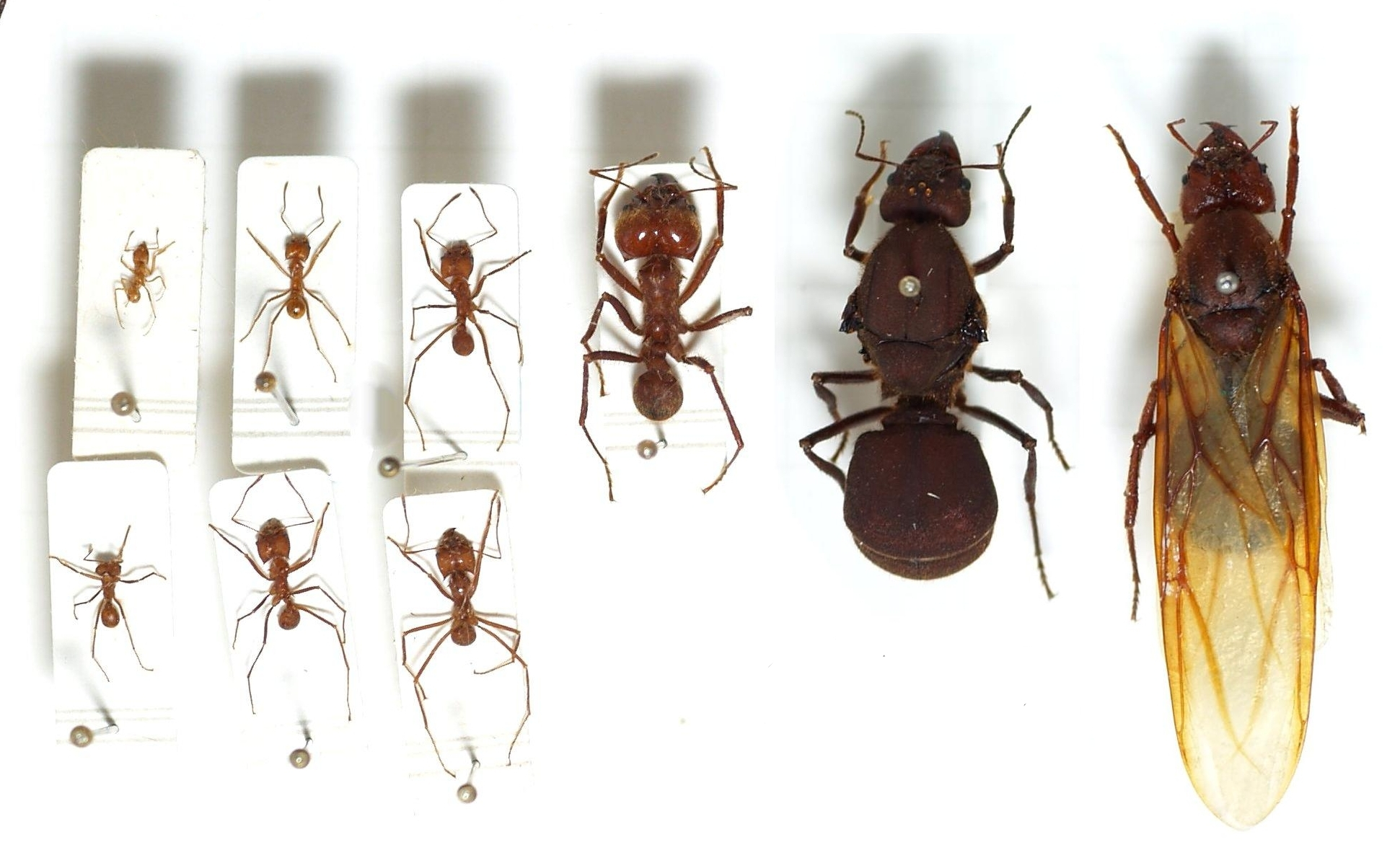
Половой полиморфизм муравьёв-листорезов. Рабочие разных каст (слева) и две матки (справа)

Половой диморфизм у насекомых часто проявляется весьма ярко по ряду внешних, вторично-половых признаков: величине тела и различным деталям его строения, по окраске, форме и размерам усиков. Иногда он проявляется особенно резко, например, различные выросты — «рога» на голове и переднеспинке самцов жуков подсемейства дупляки, практически не развитые или отсутствующие у самок, либо чрезмерно развитые, по сравнению с самками, мандибулы самцов жуков-рогачей. Выраженным проявлением полового диморфизма является также частичная или полная утрата крыльев самками ряда бабочек (мешочницы, некоторые пяденицы и волнянки), а также ног и усиков. Такая бескрылость самок типична для высокогорных и арктических видов, а также летающих ранней весной или поздней осенью видов. Например, самка бабочки Gynaephora selenophora с Памира и Тянь-Шаня с полностью редуцированными крыльями почти лишена ног и обладает большим бочковидным брюшком для продукции яиц. Самцы часто отличаются большей подвижностью, чем самки, которые у некоторых групп насекомых ведут более скрытный образ жизни, чем самцы. Часто самцы и самки внешне неотличимы между собой, и распознать их возможно только по строению генитального аппарата. Уникальный случай реверсного полового диморфизма известен у водного клопа Phoreticovelia disparata. У бескрылой молодой самки на спинной поверхности тела имеется особый железистый участок, привлекающий представителей противоположного пола. Самец (вдвое меньший по размеру; его длина около 1 мм) цепляется к нему, питается выделениями пары дорсальных желёз, сидя на партнёрше несколько дней.
В ряде случаев у насекомых встречается полиморфизм — существование нескольких внешне отличающихся форм одного вида. Наиболее распространённым является половой полиморфизм, свойственный обычно общественным насекомым, для которых характерна дифференциация особей в семье на несколько форм: самцов, самок, рабочих (неполовозрелых самок). Иногда отмечается появление дополнительных форм рабочих — т. н. «касты». Другой тип является экологическим полиморфизмом, возникающим под воздействием абиотических факторов внешней среды. Например, существование длиннокрылой, короткокрылой, бескрылой форм у ряда прямокрылых, клопов и других. У жука-оленя выделяют три формы самцов на основе изменчивости размера жвал и формы головы. Данный тип полиморфизма не имеет генетической природы и обусловлен воздействием факторов среды и питания.

## Развитие и размножение

### Размножение

#### Двуполое размножение

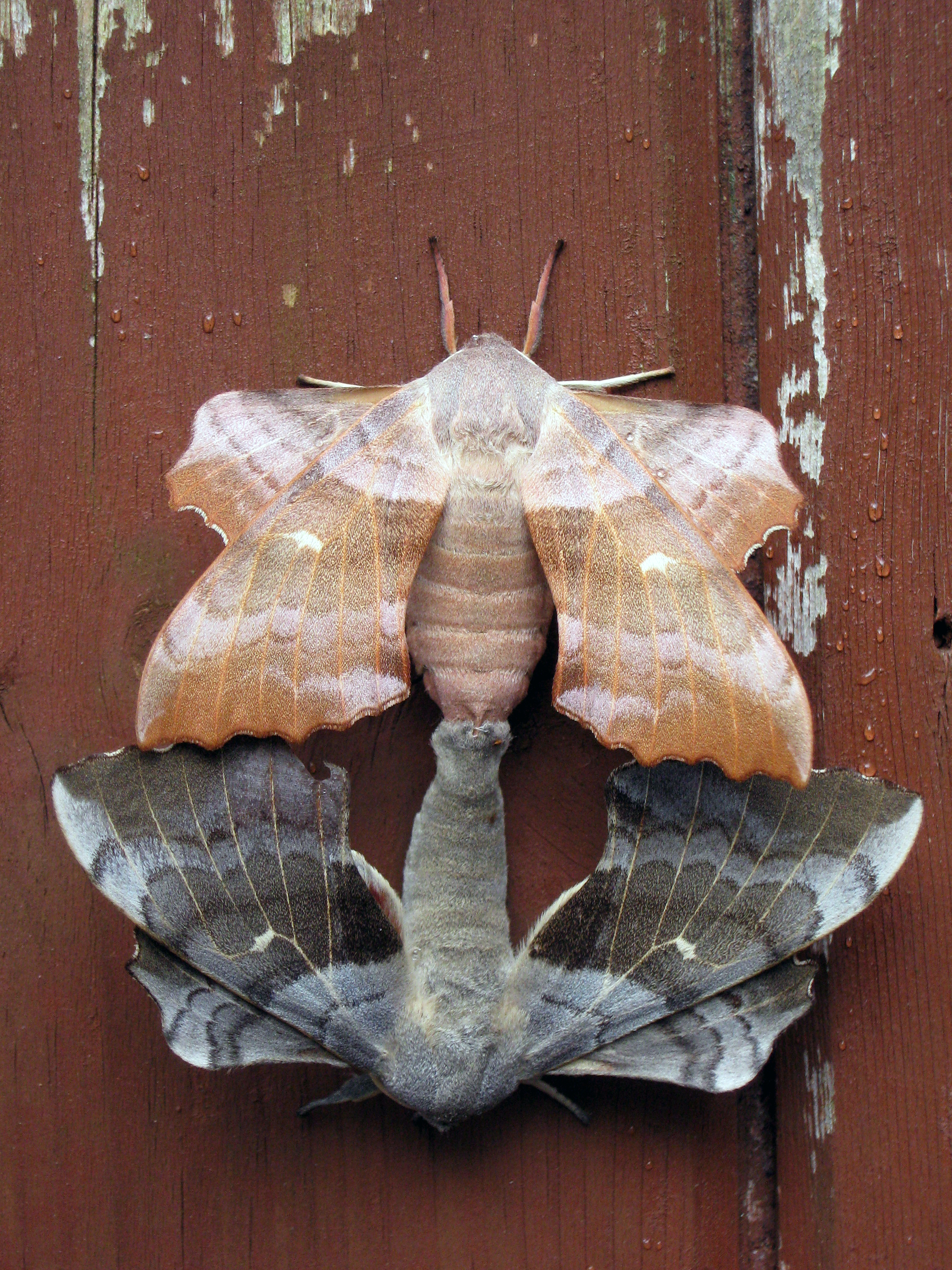
Спаривающаяся пара двух цветовых вариаций тополёвых бражников (Laothoe populi)

Размножение у насекомых преимущественно осуществляется двуполым путём, который включает: осеменение, оплодотворение и откладывание яиц или отрождение личинок. Типичное наружно-внутреннее осеменение среди насекомых характерно для подкласса первичнобескрылых (Apterygota). У крылатых насекомых (Pterygota) типичное наружно-внутреннее осеменение не встречается, а перенос спермы у них всегда сопровождается процессом спаривания. У представителей многих отрядов крылатых насекомых отмечается внутреннее сперматофорное осеменение, при котором сперматофоры прямо вводятся в половые пути самки либо подвешиваются к ним. При внутреннем осеменении сперматофор защищает семенную жидкость от высыхания и обеспечивает её питательными веществами. Оболочка сперматофора растворяется в половых путях самки, сперматозоиды активируются и мигрируют в семяприёмник. У насекомых, чьё спаривание протекает без сперматофоров, при копуляции семенная жидкость свободно вводится самцом в половые пути самки.

#### Другие способы размножения

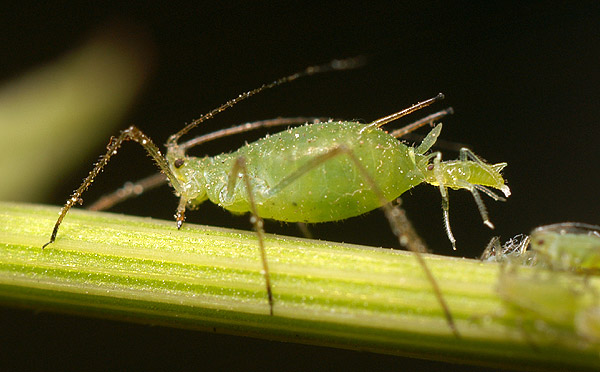
Живорождение у тлей

Ряд насекомых, обычно размножающихся обоеполым путём, характеризуются способностью к спонтанному партеногенезу, при котором яйца развиваются без оплодотворения. Данный тип партеногенеза известен у тутового шелкопряда. В то же время популяционный партеногенез встречается во всех отрядах насекомых, но чаще у сеноедов. Партеногенетические виды и расы насекомых обычно проживают в условиях пониженной активности и недостаточной численности полов, которые затрудняют возможность встречи особей для спаривания. Например, европейский палочник (Bacillus rossius) повсеместно размножается обоеполым путём, но на севере ареала переходит к партеногенетическому размножению. У многих видов сеноедов существуют популяции двух типов: обоеполые и партеногенетические (совсем не имеющие самцов). При этом самки из партеногенетических популяций теряют способность спариваться с самцами.
Циклический партеногенез проявляется чередованием партеногенетических и обоеполых поколений. Его примерами служат тли и галлицы, у которых партеногенез сочетается с живорождением. Летом партеногенетические самки-девственницы рождают личинок, а появляющиеся к осени оплодотворённые самки обоеполого поколения откладывают зимующие яйца. У галлиц из подсемейства Lestremiinae циклический партеногенез сочетается не только с живорождением, но и с неотенией. Избирательный партеногенез отмечается у перепончатокрылых: из оплодотворённых яиц развиваются самки, а из неоплодотворённых — самцы.
Своеобразна и сложна биология размножения жука микромальтуса, у которого известны три личиночных возраста. Личинки первого возраста очень подвижны, но не питаются. После линьки они превращаются в активно питающихся безногих личинок 2-го возраста. Они, в свою очередь, превращаются в личинок 3-го возраста, которые не питаются, но способны к размножению и рождают множество личинок 1-го возраста. Известны у данного вида и имаго, развивающиеся из личинок второго возраста. У микромальтуса имеет место единственный среди насекомых случай сочетания гиперметаморфоза с размножением личинок — педогенезом.
Среди насекомых бесполое размножение отмечено только на эмбриональной стадии у веерокрылых и у некоторых эндопаразитических перепончатокрылых. Этот способ размножения, получивший название полиэмбрионии, заключается в том, что из одного яйца развивается не один зародыш, а несколько.

#### Брачные ритуалы

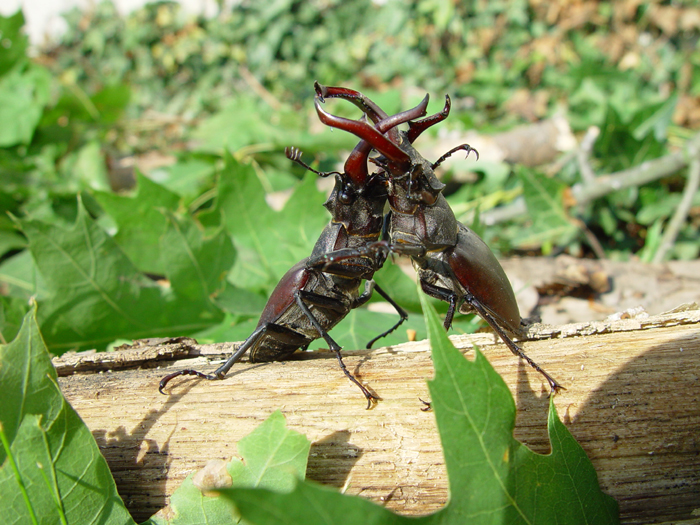
Два дерущихся самца жука-оленя

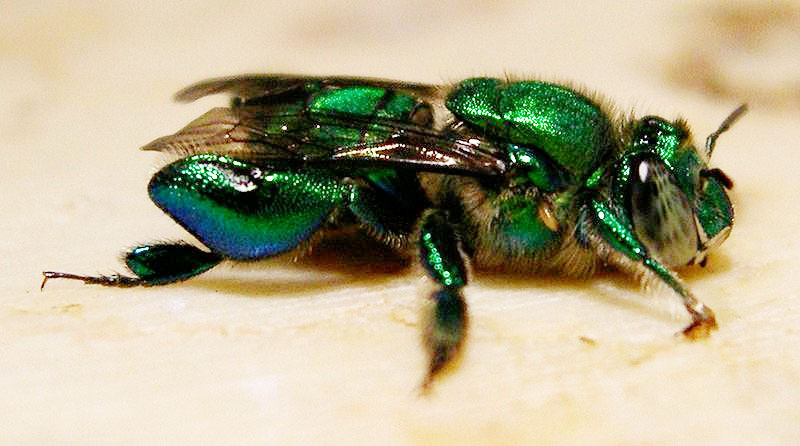
Самец пчелы Euglossa с расширенными голенями задних ног, концентрирующими летучие соединения для привлечения самок

Многие группы насекомых обладают развитыми брачными ритуалами, которые предшествуют самому процессу спаривания. Сложные формы ухаживания, такие как брачные полёты и «танцы», отмечаются у многих бабочек. Например, самцы хвостатки летят под самкой, а затем разворачиваются в другую сторону, касаясь крыльями усиков самки; у лимонницы самец летит позади самки, сохраняя постоянную дистанцию. У других видов бабочек самка может сидеть на растении, а самец совершает «танцующий» полёт прямо над ней, выделяя феромоны, стимулирующие её к спариванию.
Самцы некоторых насекомых, например жуков-рогачей, сражаются за самок на «брачных турнирах». Самцы австралийской одиночной пчелы Доусона часто убивают друг друга в драках за самку. При этом отмечается диморфизм самцов, например, у калоеда-быка, Podischnus agenor и др. Обладая глазами на длинных «стебельках», самцы стебельчатоглазых мух устраивают драки между собой за целые «гаремы» самок, собирающихся группами на ночлег. Самцы ряда скорпионниц, например Hylobittacus apicalis, приносят в подарок самке пойманное насекомое, и чем больше добыча, тем выше вероятность начала спаривания. У толкунчиков самец при ухаживании также преподносит самке подарок: лепесток цветка или добычу — другое насекомое. Самцы орхидных пчёл имеют уникальные видоизменённые широкие задние ноги, используемые для сбора и хранения различных летучих соединений (чаще эфиров), собираемых ими на различных цветках и служащих для привлечения самок.
У некоторых видов насекомых самцы могут оставаться с самкой после спаривания и охранять её от других самцов, пока она не отложит яйца. Самцы бабочки Heliconius charithonia начинают спариваться с самкой ещё до окончания её полного выхода из куколки. Данное явление в англоязычной литературе получило название «изнасилование куколки» (англ. pupal rape).

### Жизненный цикл

Схема полного метаморфоза насекомых на примере жуков-рогачей

Схема неполного метаморфоза насекомых на примере саранчовых

Весь жизненный цикл, называемый генерацией или поколением, протекает у разных видов в течение неодинакового времени. Многие виды имеют короткую продолжительность генерации. Самый короткий половой жизненный цикл (от откладывания яйца до выхода имаго) обнаружен у следующих видов насекомых: комар Psorophora confinnis менее 1 недели; муха Haematobia irritans — 9 дней. Некоторые виды способны давать в год до 10—15 поколений (ряд тлей, некоторые тропические бабочки) и более. У других одна генерация продолжается много лет (так, у чёрного таракана развитие длится 4 года, а у семнадцатилетней цикады 17 лет). Другой существенной стороной жизненного цикла видов является время продолжительности тех или иных фаз развития. Так, зимовка видов, обитающих в умеренном поясе, может проходить на стадии яйца, личинки, куколки либо имаго; соответственно этому меняется время длительности других фаз на протяжении вегетационного периода. Виды могут отличаться друг от друга не только количеством генераций в году, но и временем протекания отдельных стадий развития, то есть годичным циклом. Иногда годичный цикл осложняется задержкой развития — диапаузой, сопровождающейся понижением обмена веществ и прекращением питания. Диапауза контролируется как внешними (температура, длина светового дня и др.), так и внутренними (гормональными) факторами, являясь одной из форм приспособления насекомых к жизни в областях с резкими сезонными изменениями климата. Многие диапаузирующие насекомые при вынужденном развитии без диапаузы (например, в лабораторных условиях) испытывают нарушения онтогенеза или погибают.
Большинство насекомых первично откладывает яйца, но некоторые виды способны к отрождению личинок. Факультативное живорождение, когда самки могут откладывать яйца и отрождать личинок, отмечено у некоторых жуков-листоедов и стафилинидов. Облигатное живорождение сопровождается возникновением матки, в которой происходит развитие эмбрионов. При истинном живорождении отмечаются более тесные взаимоотношения между материнским организмом и развивающимися в нём эмбрионами. При этом эмбрионы снабжаются от самки «молочком», содержащим необходимые питательные вещества. Способность к яйцеживорождению встречается у многих групп насекомых: подёнки, уховёртки, таракановые, веснянки, пухоеды и вши, трипсы, равнокрылые, сетчатокрылые, жесткокрылые, веерокрылые, перепончатокрылые, двукрылые, ручейники и чешуекрылые. Явление это среди насекомых встречается достаточно редко. Например, среди представителей крупнейшего отряда Coleoptera (примерно 300 000 видов) живорождение (во всех случаях в виде яйцеживорождения) было обнаружено только у нескольких филогенетически неродственных семейств — жужелицы (Carabidae), стафилиниды или коротконадкрылые жуки (Staphylinidae) (в подсемействе алеохарины), листоеды (Chrysomelidae; в трибе Chrysomelini из номинативного подсемейства хризомелины), жуки-микромальтусы (Micromalthidae) и чернотелки (Tenebrionidae; в трибах Pedinini и Ulomini из номинативного подсемейства Tenebrioninae). В 2016 году к этому списку добавились жуки-усачи (Cerambycidae: Borneostyrax cristatus). Особо следует упомянуть о живорождении тлей и галлиц, у которых оно является сцепленным с циклическим партеногенезом. Истинное живорождение отмечено также у тараканов рода Diploptera и некоторых мух (Cyclorrhapha), отрождающих вполне зрелых личинок, которые не приступают к питанию и окукливаются.
Яйца насекомых могут быть различной формы, с прочной хитиновой оболочкой, иногда имеющей сложную скульптуру. Их размеры от долей миллиметра до 16,5 мм в длину при диаметре 3 мм (у древесной пчелы Xylocopa auripennis). Количество откладываемых яиц от 1 (у ряда тлей) до десятков тысяч и более. Бабочка Trictena atripalpis из Австралии отложила 29 100 яиц, а при вскрытии в ней нашлось ещё около 15 тысяч яиц. Мирмекофильные наездники Kapala terminalis и Stilbula cynipiformis откладывают до 15 000 яиц. Матка термита Termes bellicosus откладывает около 30 тысяч яиц в сутки на протяжении примерно 10 лет своей жизни (в сумме более 100 млн яиц). Муравьиная матка Eciton burchellii кладёт до 120 тысяч яиц каждые 36 дней, а матка кочевого муравья Dorylus wilverthi может отложить до 4 млн яиц за один месяц. Самоё маленькое потомство приносят мухи-кровососки вида Hippobosca variegata (4 личинки) и муха цеце Glossina palpalis (6—12 личинок).
Способы откладывания яиц разнообразны. Многие насекомые просто разбрасывают яйца, периодически или партиями выделяя их. Другие — прикрепляют их к субстрату. В ряде случаев кладки яиц покрываются пенистыми, слизистыми или прочими выделениями.
После завершения развития в яйце (эмбриогенеза) происходит вылупление. С этого момента насекомое вступает во второй этап своего развития — фазу личинки, с которой и начинается послезародышевый период. У насекомых прослеживается тенденция к разделению жизненных функций между личинками и имаго. Во время фазы личинки происходит рост и накопление питательных веществ, а в фазе имаго — размножение и расселение.

#### Полный и неполный метаморфоз

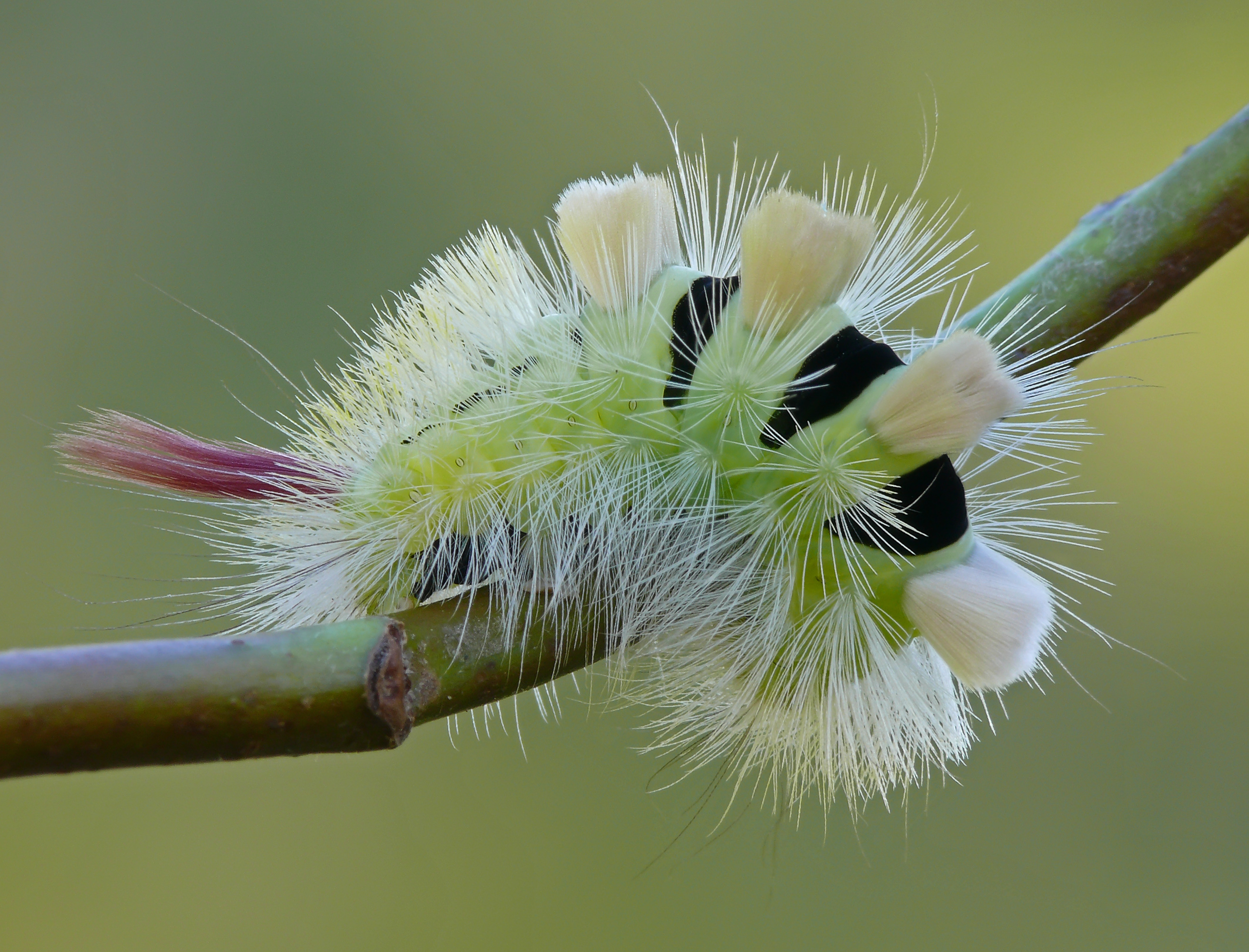
Гусеница бабочки Calliteara pudibunda

Высших, или крылатых, насекомых разделяют на насекомых с полным и неполным превращением. Преобладающее большинство видов насекомых с полным метаморфозом проходят в своём развитии четыре фазы: яйцо, личинка, куколка и имаго. Однако имеются некоторые исключения (например, нарывники) — наблюдается явление гиперметаморфоза с пятью — шестью и более фазами, которые представлены в виде дополнительных, особых личиночных стадий, непохожих на основную личинку и имаго. У нарывников рода Meloe и Mylabris данная дополнительная стадия называется «триунгулин». Другим исключением является неотения, представляющая собой способность достигать половой зрелости и размножаться на стадии личинки, например, у самок жуков рода Platerodrilus. При этом в развитии самок исключаются сразу две фазы: куколка и имаго (однако данное явление не исключает нормального развития самцов).
Неполное превращение характеризуется прохождением насекомым трёх фаз развития (яйцо, личинка и имаго). При этом у насекомых с неполным превращением личинки внешне похожи на взрослых насекомых и отличаются от них меньшими размерами, отсутствием или зачаточными наружными половыми придатками и крыльями.
У насекомых с полным превращением личинки обычно имеют червеобразную форму тела, и только имаго обладают всеми особенностями, характерными для отряда. У большинства видов насекомых с неполным превращением имаго и личинки ведут сходный образ жизни. Личинки насекомых весьма разнообразны, но могут быть сведены к двум основным типам — сходным со взрослой особью и несходным; первые называются нимфами, вторые — истинными личинками. Нимфы сходны со взрослой стадией как морфологически, так и биологически: они живут обычно в той же среде, что и имаго, и сходно питаются. Истинные личинки резко отличаются от взрослых особей внешним видом, средой обитания и пищей. Именно таким личинкам для превращения во взрослое насекомое требуется стадия куколки. У некоторых водных насекомых превращение личинок в имаго проходит через промежуточную стадию — субимаго. Оно имеет внешние особенности взрослых насекомых, но не развито в половом отношении.
Рост и развитие личинок сопровождаются периодическими линьками — сбрасыванием кожных покровов, благодаря чему происходят рост тела и его наружные изменения. Количество линек личинки неодинаково у разных насекомых и варьирует от трёх (мухи, многие жуки) или четырёх — пяти (бабочки, прямокрылые, клопы и др.) до 25—30 у подёнок и веснянок. С каждой новой линькой личинка вступает в следующую стадию, или возраст. Количество линек соответствует числу личиночных возрастов.
В конце концов личинки переходят во взрослое насекомое — имаго. У насекомых с неполным превращением это происходит во время последней линьки личинки, а с полным превращением — посредством особой фазы развития, называемой куколкой. Обычно куколки неподвижны, но иногда способны к передвижению благодаря ритмичным изгибаниям тела (у верблюдок, некоторых мух). Иногда предкуколочное состояние покоя обозначается как особая стадия — предкуколка. Куколки разных насекомых весьма отличаются друг от друга особенностями строения. Нередко перед окукливанием личинки окружают себя коконом, который чаще всего сооружается из шёлка. Выделение шёлкоподобного вещества характерно для личинок из отрядов Hymenoptera, Diptera, Siphonaptera, Trichoptera и Lepidoptera.
Часто шёлк служит основой для скрепления частиц субстрата, из которого формируется кокон. Многие личинки жуков и гусеницы бабочек не сооружают себе кокон, но изготовляют из окружающего субстрата и своих экскрементов округлую полость, образуя т. н. «колыбельку». Имаго является заключительной стадией жизненного цикла.
Особую форму метаморфоза, проходимую совместно с основным, представляет собой так называемая фазовая изменчивость, открытая первоначально у саранчовых, но затем обнаруженная и у остальных прямокрылых, а также у некоторых палочников, бабочек и других насекомых. Сущность её заключается в том, что при возникновении скученности особей изменяются морфологические и биолого-физиологические свойства вида.
В стадии имаго насекомые не совершают линек и не способны к росту. Исключение составляют лишь подёнки и щетинохвостки.
Численность того или иного вида насекомых не остаётся постоянной. Из года в год, в зависимости от природных условий, количество особей одного вида может меняться в десятки, сотни и тысячи раз. Периодически возникающие массовые размножения называются «вспышками численности». После подобных вспышек, как правило, следует снижение численности, и некоторое время вид может встречаться редко, после чего происходит восстановление обычной численности.

### Продолжительность жизни

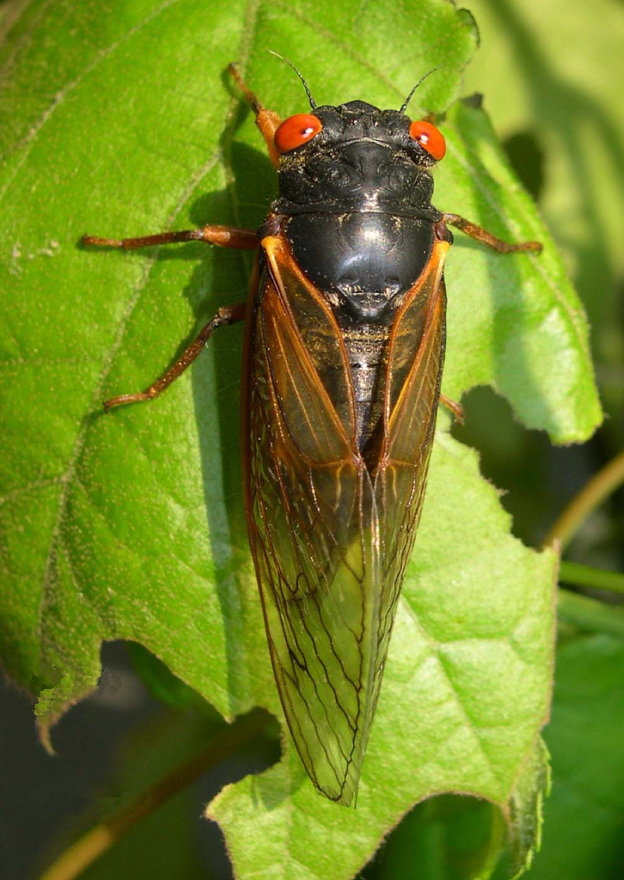
Цикады Magicicada septendecula живут в стадии личинок под землёй на протяжении 17 лет

На взрослой стадии развития насекомые живут от нескольких часов до десятков лет. Например, имаго подёнок живут от нескольких часов до нескольких дней. Мало живут также имаго веснянок, ручейников. В то же время на стадии личинок подёнки живут 2—3 года. Самая короткая продолжительность жизни взрослой особи отмечена у подёнок Dolania americana. Самка этого вида живёт 5 минут после последней личиночной линьки (за это время она спаривается, откладывает яйца). Продолжительность жизни большинства бабочек (за редким исключением) составляет до двух — трёх недель. Более двух лет требуется для развития стрекоз и некоторых жуков. Например, 2 года длится развитие хлебного жука-кузьки, 3—4 года — у жуков-щелкунов и майского жука, ещё больше этот срок может быть у златок, дровосеков, чернотелок. Например, жук-олень на стадии имаго живёт 1—2 месяца, но его личинка развивается преимущественно в древесине дуба на протяжении четырёх — шести лет. Наоборот, продолжительность жизни имаго чернотелки Polposipus herculeanus с Сейшельских островов может составлять до восьми лет. Рекордсменом среди бабочек стала живущая в суровых условиях Гренландии бабочка Gynaephora groenlandica, известная тем, что жизненный цикл её гусеницы может длиться до семи и даже до 14 лет (большую часть жизни они проводят в диапаузе). Имеет место также различная продолжительность жизни самок и самцов. Например, самка жука-оленя живёт в 2 раза дольше самца, примерно то же соотношение наблюдается у комнатной мухи.
Североамериканские певчие периодические цикады Magicicada живут в стадии личинок под землёй 13 и 17 лет в зависимости от вида. Однако рекорды в этой области, как правило, принадлежат общественным насекомым, чьи крупные гнёзда (муравейники и термитники) могут наблюдаться живыми многие десятилетия. Муравьиные матки живут до 29 лет (чёрный садовый муравей), а царицы термитов — до 25. В то же время рабочие особи тех же видов живут от нескольких месяцев до трёх лет, а самцы — всего несколько недель.
Косвенные расчёты показывают ещё большую продолжительность жизни диапаузирующих преимагинальных стадий развития насекомых. Например, известны данные (в том числе занесённые в Книгу рекордов Гиннесса), указывающие на то, что возраст личинок жуков-златок может быть от 26 лет до 51 года. Однако они основаны только на возрасте мёртвой древесины, из которой зафиксирован выход златок Buprestis aurulenta.

### Забота о потомстве
Насекомые характеризуются развитым инстинктом заботы о потомстве. Это проявляется прежде всего в заготовке запасов пищи для будущих личинок либо в уходе за яйцами (или даже за личинками). Наиболее примитивное проявление заключается в обеспечении безопасности откладываемых яиц путём сбережения их в естественных убежищах, например, трещинах почвы или древесной коры, зарывания их в землю и т. п. Некоторые жуки прикрывают своё потомство собственным телом — южноамериканские жуки-щитоноски из рода Omaspides обладают расширенными боковыми краями надкрылий, под которыми укрываются до 20 молодых личинок. Некоторые клопы, например Phyllomorpha laciniata, откладывают яйца на спинную сторону тела самца, где они находятся до выхода личинок. Ряд долгоносиков, например долгоносики-плодожилы (Balaninus), проделывают отверстия в плодах разных деревьев и откладывают в них свои яйца. Листоеды из рода Phyllodecta изготавливают защитную капсулу для яиц из собственных экскрементов, ряд ночных бабочек покрывают отложенные яйца волосками со своего тела, тропические жуки-щитоноски рода Aspidomorpha сооружают настоящие оотеки. Ещё одним способом является изготовление из листьев т. н. «сигар» (или кульков-фунтиков) трубковёртами. Заготовка корма для личинок достигает сложности у жуков-навозников и включает в себя как рытьё норок под кучами помёта, так и транспортировку его (после скатывания в шары) на большие расстояния в сложную систему подземных камер и ходов. Мертвоеды (Silphidae), в частности жуки-могильщики, обеспечивают своих личинок пищей путём зарывания в землю трупов позвоночных животных.
Самки обитающего в Японии древесного клопа Parastrachia japonensis ежедневно приносят в гнездо к своим личинкам плоды дерева Schoepfia jasminodora.
Охраняют свои яйца и молодых личинок уховёртки. При этом самка для защиты яиц от плесени постоянно их облизывает. Ещё более сложное поведение обнаружено у сверчка Anurogryllus (Gryllidae), обитающего в Северной Америке. Самка этого вида, кроме охраны отложенных ею яиц, ещё и регулярно приносит молодым личинкам пищу, а также кормит их мелкими и бесплодными кормовыми яйцами. Повзрослевшие личинки старших возрастов в дальнейшем покидают гнездо и живут отдельно от матери.
Признаки эусоциальности обнаружены у некоторых колониальных тлей, отдельных видов трипсов. У жуков-плоскоходов Austroplatypus incompertus, кроме заботы о потомстве, обнаружены разделение на плодовитые и бесплодные касты и перекрывание нескольких поколений. Жуки рода Pselaphacus из семейства грибовиков (Erotylidae) держатся группами и ведут своих личинок к грибам, которые те потом будут поедать. Представители семейства пассалидов (Passalidae) отличаются высокоразвитым инстинктом заботы о потомстве. Обитая в гнилой древесине, эти жуки часто встречаются в ней целыми скоплениями, образуя социальные группы. Самцы и самки, живя парами, совместно выкармливают своё потомство пережёванной древесиной, прошедшей ферментацию. Они также охраняют куколок и недавно вышедших из них имаго.
Наибольшее разнообразие форм заботы о потомстве наблюдается среди жалящих перепончатокрылых, таких как осы и пчёлы. При этом различают разные стадии перехода от одиночного образа жизни к общественному (пресоциальность, субсоциальность, полусоциальность, парасоциальность и квазисоциальность). Высшая стадия заботы о потомстве (эусоциальность муравьёв, медоносных пчёл и т. д.) встречается у общественных насекомых.
Целый ряд одиночных ос охотятся на других насекомых или пауков, которых они парализуют жалом, после чего переносят в гнездо, где кормят ими своих личинок. Например, аммофилы охотятся на гусениц бабочек, дорожные осы (например, Pepsis, Agenioideus) — на пауков, пчелиный волк — на пчёл, сфексы — на саранчовых и кузнечиков, Sphecius — на цикад, Ampulex compressa — на тараканов, мелкие осы-пемфредонины — на тлей, трипсов и коллембол. Одноразовое снабжение пищей личиночных камер и их запечатывание после откладывания яйца считаются примитивными. Более эволюционно продвинутые осы выкармливают своё потомство постепенно, периодически принося ему очередные порции свежего корма в виде парализованных жертв. Например, одиночные осы-бембексы ежедневно приносят своим личинкам по несколько убитых мух (Tabanidae, Syrphidae).

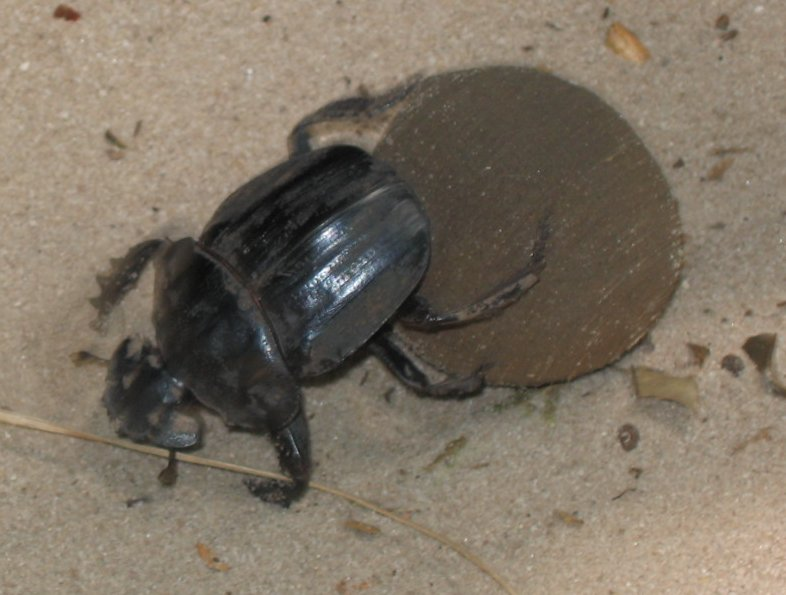
Скарабей заготавливает пищу для будущих личинок
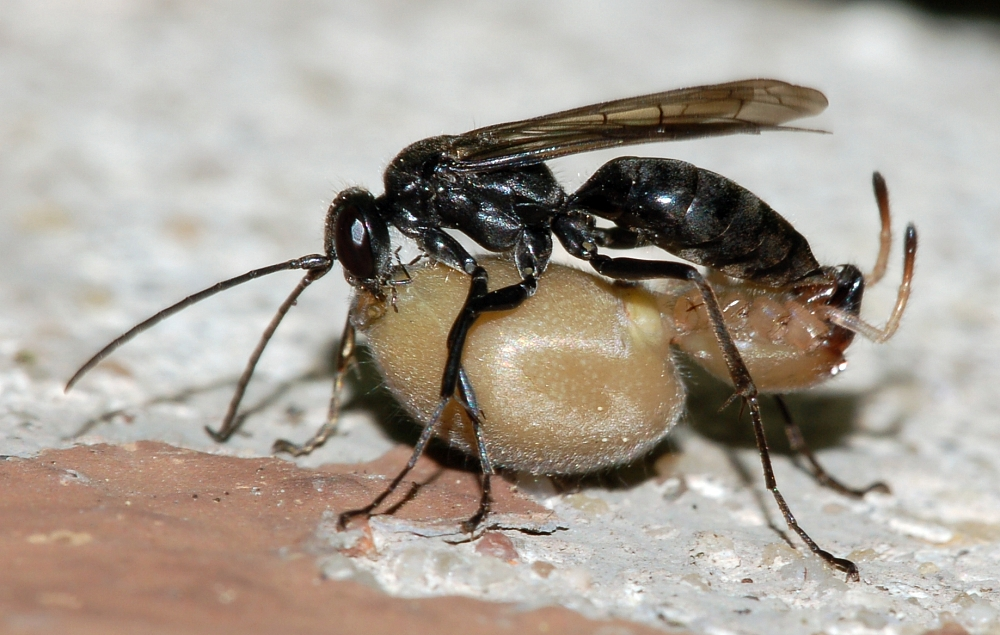
Дорожная оса Auplopus carbonarius с парализованным ею пауком
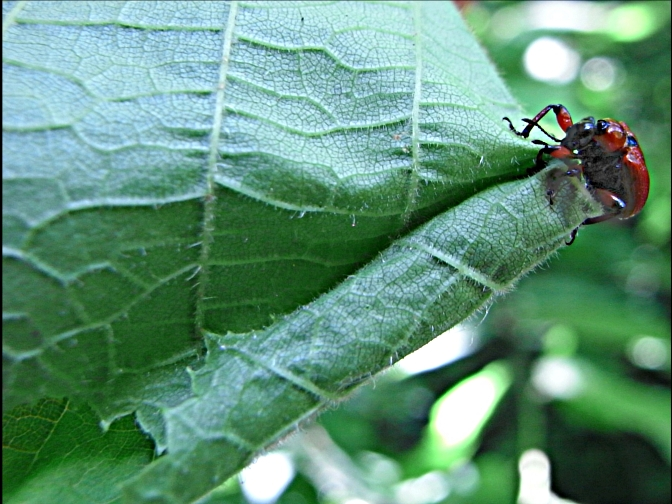
Трубковёрт Apoderus coryli за сооружением «сигары» из листа
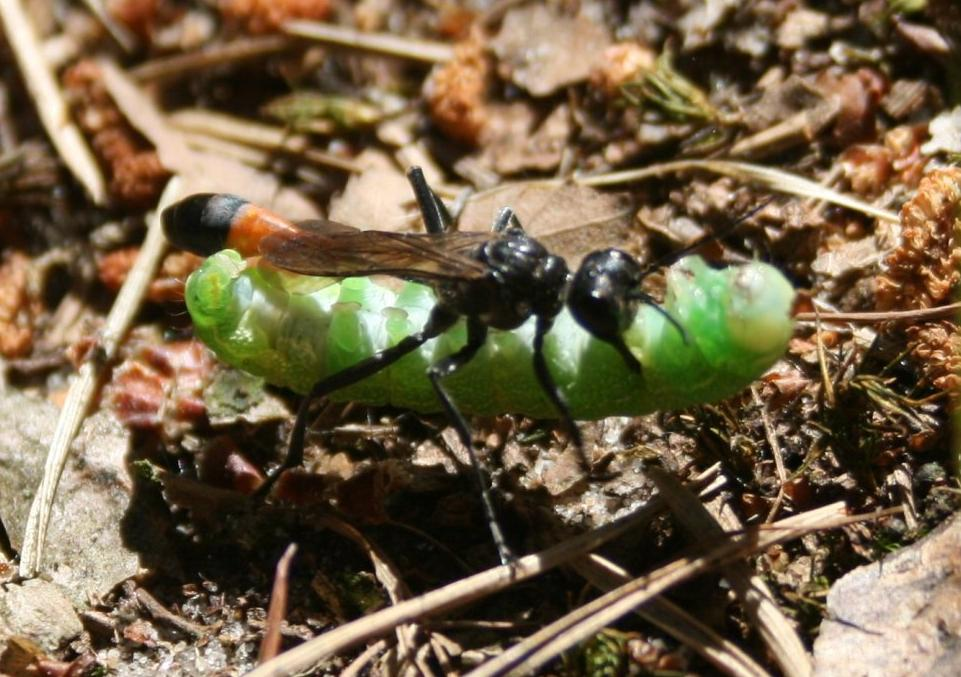
Роющая оса Ammophila sabulosa, переносящая гусеницу
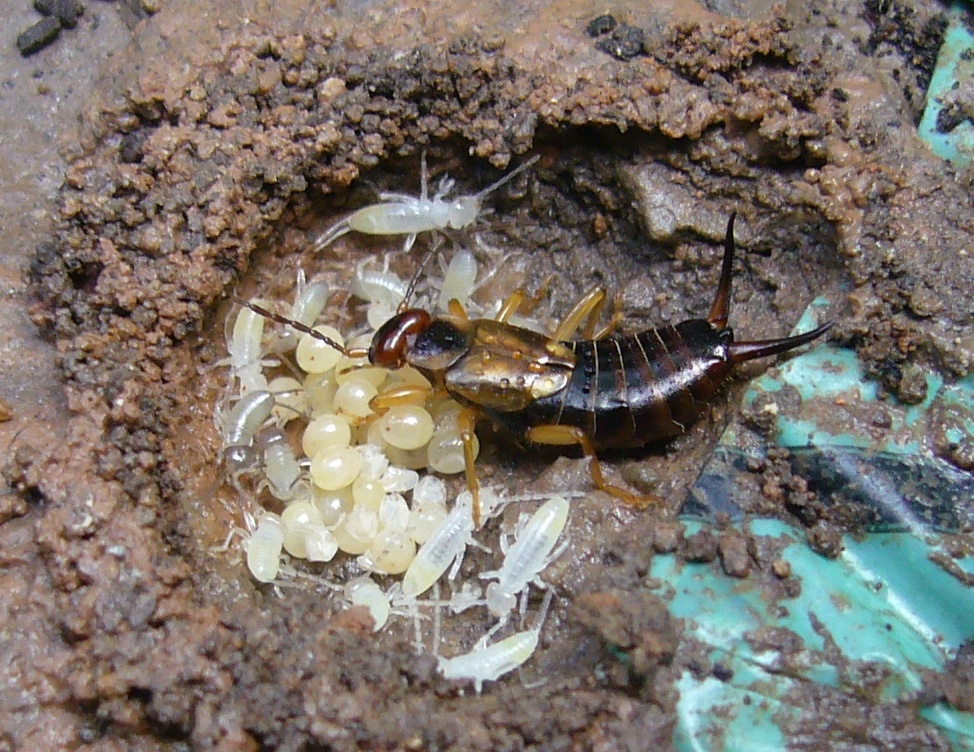
Самка уховёртки в гнезде, охраняющая свой приплод
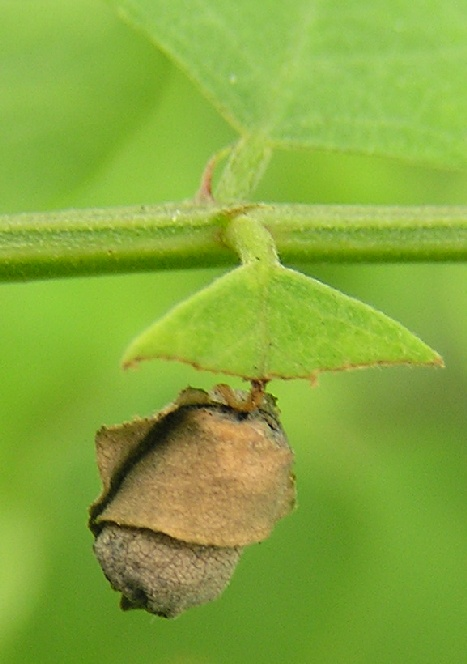
Лист, свёрнутый трубковёртом Apoderus erythrogaster

### Гинандроморфизм
Во время развития насекомых с полным превращением возможны генетические изменения, приводящие к появлению гинандроморфных особей — полусамцов-полусамок, у которых одна сторона тела полностью мужская, а другая — женская (т. н. билатеральные гинандроморфы). Частота появления гинандроморфов составляет примерно один случай на 90 000. Основой для появления гинандроморфа обычно является образование двуядерных ооцитов, у которых одно из ядер образуется, например, из ядра полярного тельца.

### Межвидовое скрещивание
Межвидовое скрещивание особей различных видов насекомых наблюдается как в природе, так и при культивировании человеком (содержании в неволе) у целого ряда видов, преимущественно чешуекрылых, ряда жесткокрылых и некоторых перепончатокрылых. Гибриды насекомых могут быть внутривидовыми (при скрещивании различных подвидов), внутриродовыми (при скрещивании видов, принадлежащих одному роду) или межродовыми (при скрещивании видов, относящихся к разным родам). Как правило, межвидовые гибриды не способны к размножению.

### Генетика
Число хромосом у насекомых сильно варьирует: диплоидные числа колеблются от 2 до 382. Число хромосом резко различается между группами насекомых и внутри них, при этом некоторые группы имеют стабильные кариотипы, а у других сильно различаются. Дисперсия числа хромосом резко различается среди отрядов насекомых. Чешуекрылые, например, имеют в среднем 60 хромосом, от 14 до 380. Двукрылые, с другой стороны, имеют в среднем только 22 хромосомы, а зарегистрированные числа хромосом варьируются от 12 до 52. Популярным объяснением этой изменчивости является наличие или отсутствие локализованных центромер. В то время как большинство насекомых имеют моноцентрические (то есть акроцентрические или метацентрические) хромосомы, значительное число насекомых, включая, например, всех чешуекрылых и полужесткокрылых, имеют голоцентрические хромосомы. Здесь локализованные центромеры отсутствуют, и даже сильно фрагментированные хромосомы могут успешно сегрегировать во время мейоза и могут обеспечивать более гибкие кариотипы и большее число хромосом.

## Особенности физиологии

### Питание

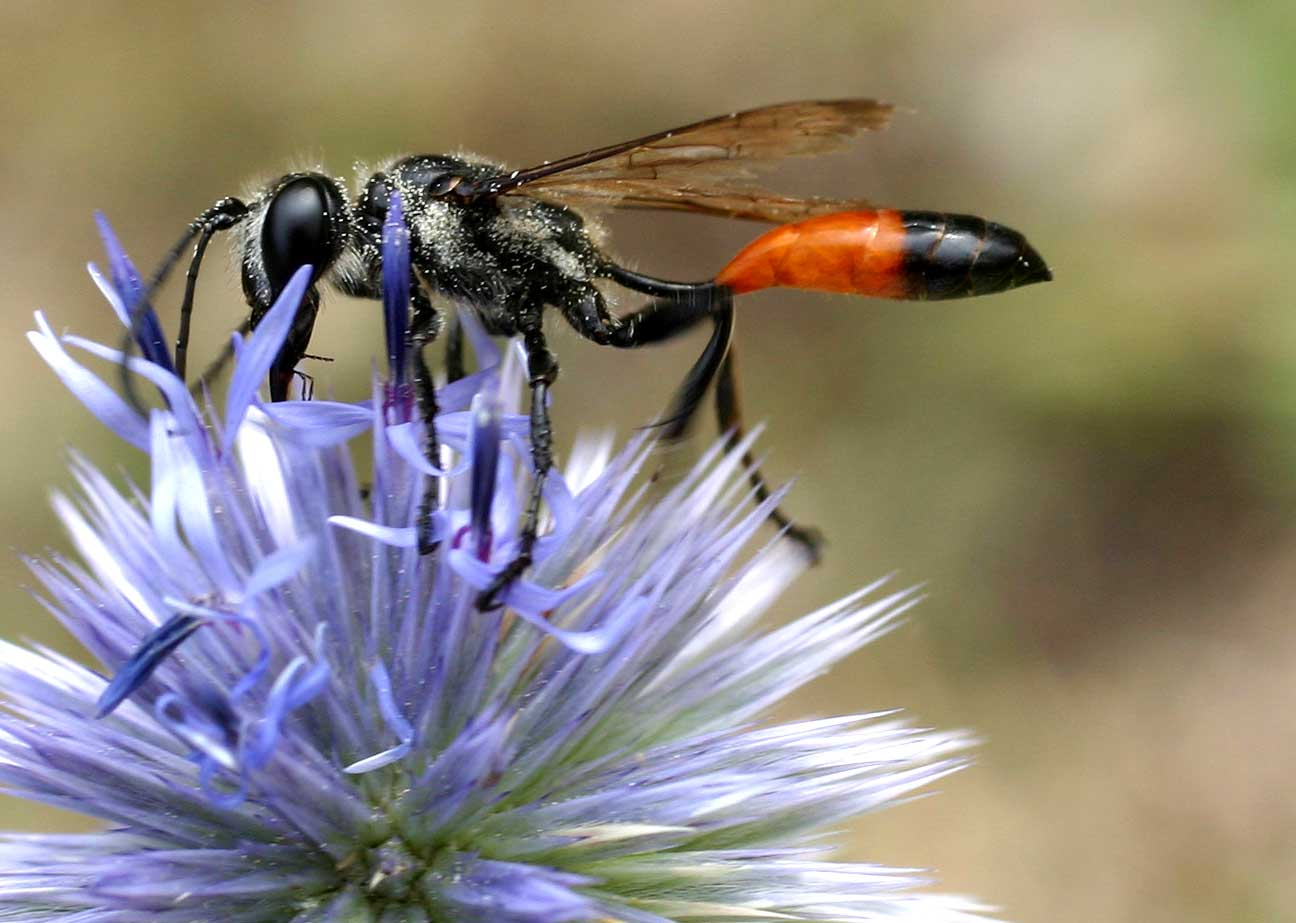
Роющая оса Ammophila sabulosa

Пищевая избирательность проявляется у насекомых сложно и многообразно; они используют для питания самые разные источники органического вещества: ткани животных и растений, продукты жизнедеятельности организмов, мёртвые тела и остатки животного и растительного происхождения. Приспособление к постоянному питанию каким-либо из этих видов органики породило среди насекомых различные пищевые режимы, или пищевую специализацию I порядка. Так, очень многие виды являются растительноядными, или фитофагами, другие составляют группу хищников и паразитов, а остальные представлены потребителями мёртвой органики: сапрофаги питаются гниющими веществами, некрофаги — трупами животных, копрофаги — помётом, детритофаги — растительными остатками на поверхности почвы. При использовании каких-либо отдельных тканей, органов или частей животного возникают дальнейшие подразделения рассмотренных специализаций: среди фитофагов появляются потребители листьев — филлофаги, семян — карпофаги, древесины — ксилофаги, корней — ризофаги, а также галлообразователи; среди хищников и паразитов могут быть кровососы, эктопаразиты, эндопаразиты.
Иной формой является пищевая специализация II порядка — появление избирательности уже внутри вышеназванных основных источников пищи. Так, среди фитофагов, хищников и паразитов есть одноядные монофаги, ограниченноядные олигофаги и многоядные полифаги. Хищники и паразиты других насекомых (например, трихограммы) нередко обозначаются термином энтомофаги. Между всеми рассмотренными типами специализации есть переходы, но они малочисленны.
Некоторые насекомые обладают необычным рационом. Например, личинки табачного жука (Lasioderma serricorne) питаются сухими листьями табака и являются вредителями табачной промышленности. Хлебный точильщик может питаться даже лекарственными средствами, включая такой яд, как стрихнин.
Как правило, личинки питаются другой пищей, нежели взрослые формы. При этом порой отмечаются примеры афагии имаго некоторых насекомых, которые не питаются вовсе и живут за счёт запасов питательных веществ, накопленных во время личиночного развития. К таким насекомым относятся многие двукрылые (оводы, комары-звонцы и другие), ряд чешуекрылых (многие павлиноглазки, шелкопряды и т. д.), подёнки, самцы веерокрылых и кокцид. Это явление весьма широко распространено среди насекомых, при этом стадия имаго существует значительно более короткое время по сравнению с неполовозрелыми стадиями развития. Такие насекомые во взрослой стадии выполняют только функцию размножения.

### Передвижение

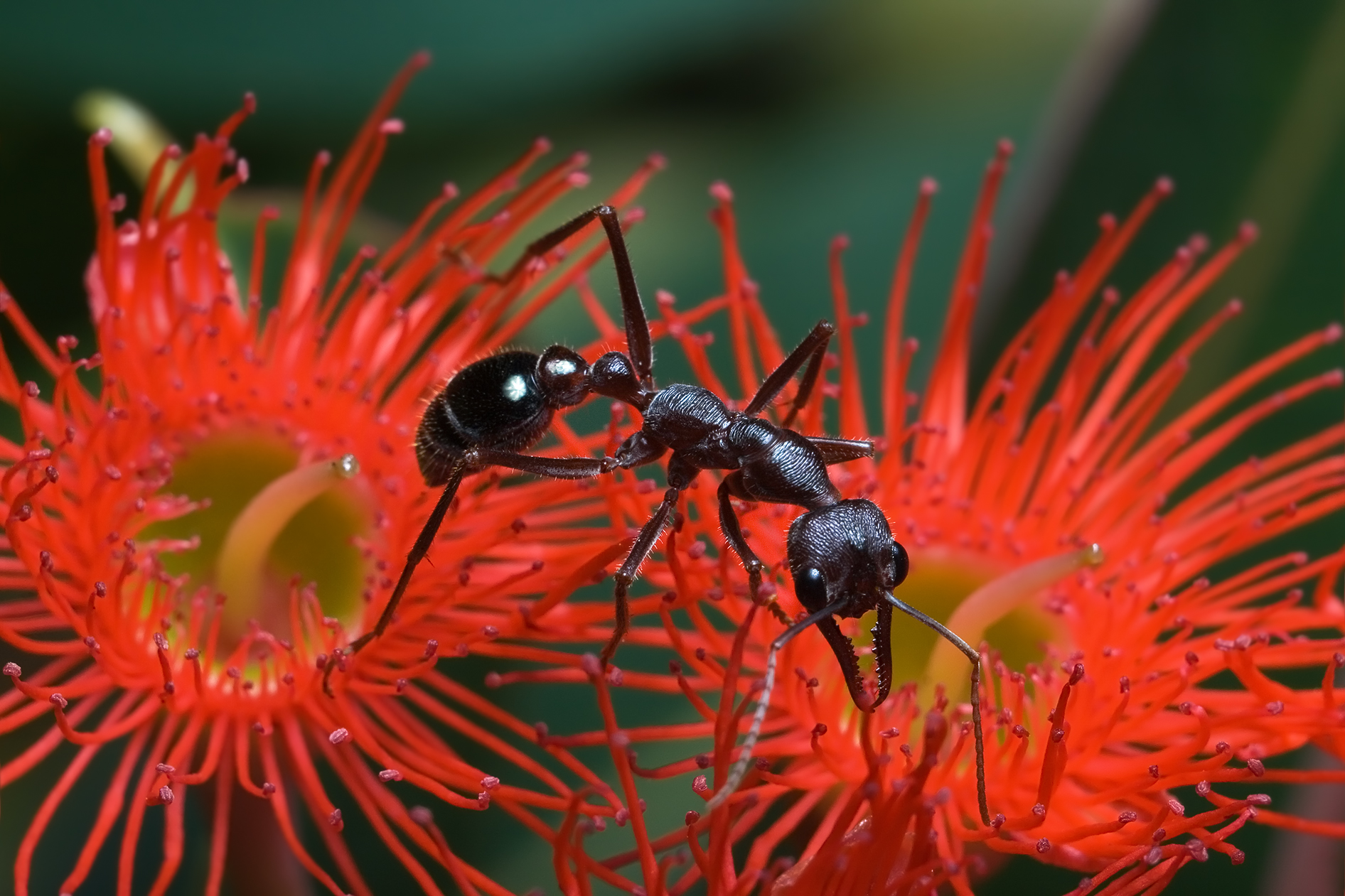
Муравей Myrmecia forficata

Насекомые, обитающие на земле, стволах деревьев либо открыто на растениях, преимущественно передвигаются, ползая с разной скоростью, но некоторые из них могут быстро бегать. Способность прыгать имеется у большинства прямокрылых, некоторых жуков-листоедов (Alticinae, Sagra), блох, которые обладают сильно утолщёнными задними бёдрами. Способность подскакивать имеется только у жуков-щелкунов, обладающих особой анатомической структурой на передне- и среднегруди. Подскок у них сопровождается характерным щелчком и используется для перевёртывания их тела на брюшную сторону в случаях, когда жук оказывается лежащим на спинке, например, после падения на землю. Самыми быстрыми бегунами по суше признаны жужелицы-скакуны рода Cicindela: скорость бега вида Cicindela hudsoni достигает 2,5 м/с.

#### Полёт

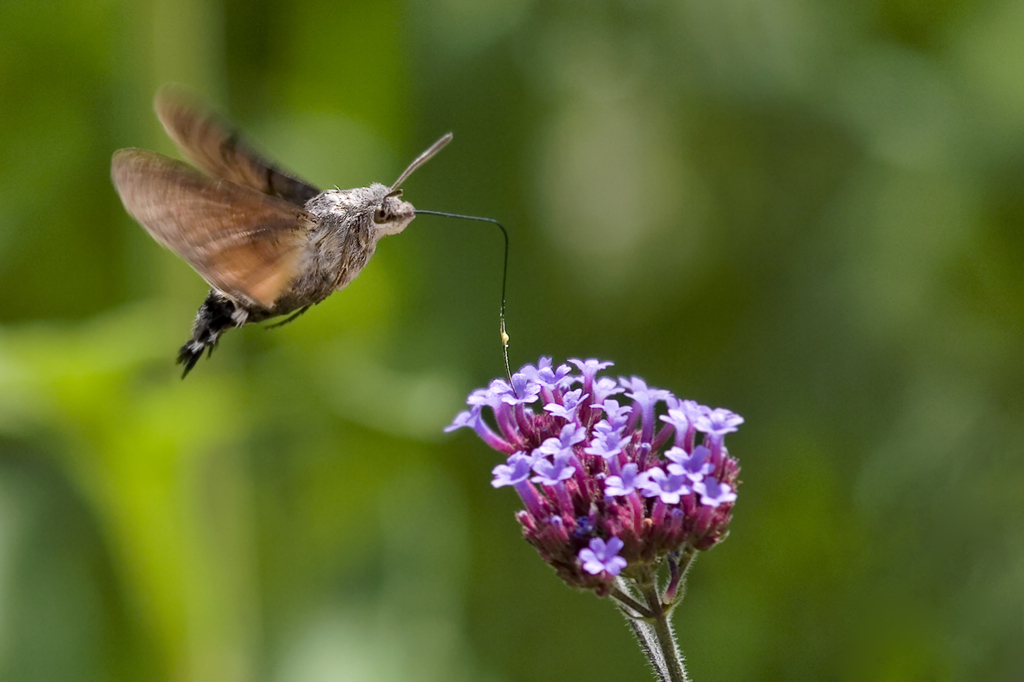
Языкан обыкновенный (Macroglossum stellatarum), зависший в воздухе возле цветка

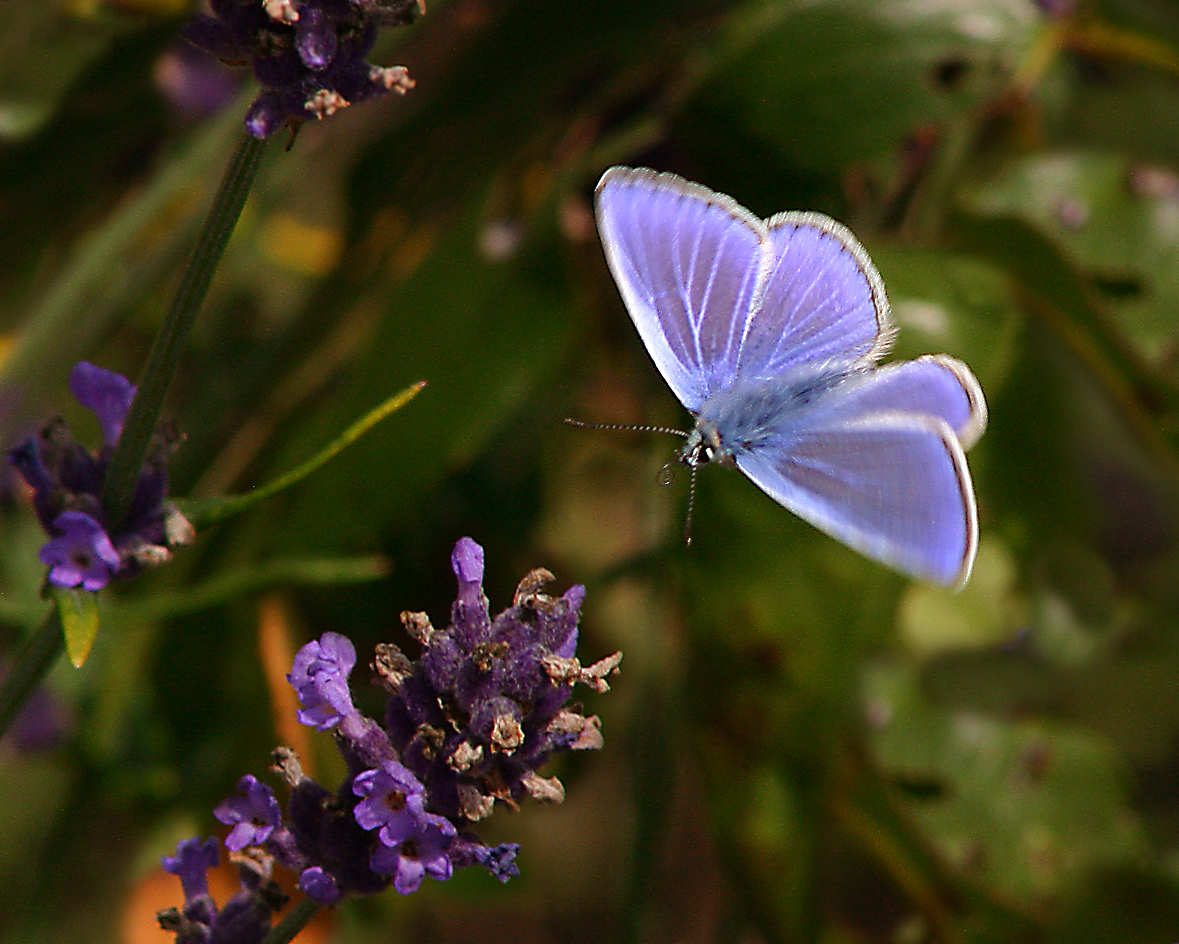
Голубянка икар (Polyommatus icarus) в полёте

Полёт является одним из основных способов передвижения множества насекомых, помогающий им искать пищу, полового партнёра для размножения, расселяться и мигрировать, спасаться от хищников. Насекомые первыми на Земле выработали способность к полёту и поднялись в воздух, являясь единственной группой беспозвоночных, способной к данному типу передвижения. Скорость полёта некоторых насекомых (бражники, разнокрылые стрекозы, высшие мухи) достигает 15 м/с. Полёт насекомых может быть активным и пассивным.
Активный осуществляется за счёт энергии сокращений мышц. Он является основной формой передвижения насекомых в воздухе и представляет собой машущий полёт. Траектория полёта большинства видов складывается из различных поворотов, коротких бросков в стороны, петель, неожиданных остановок, резких изменений высоты. Эти изменения сопровождают все манёвры в горизонтальной плоскости и обычны при прямолинейном полёте. Полёт насекомых характеризуется также выраженной неравномерностью скорости движения. В отдельные моменты насекомое развивает высокую скорость, а в другие — останавливается или продолжает полёт с гораздо меньшей скоростью. Зависающий полёт (ховеринг) характерен для крупных насекомых, которые питаются нектаром, но из-за большой массы тела не садятся на цветок (например, бражники, жужжала); для дневных хищных насекомых, вынужденных при охоте периодически останавливаться в полёте (стрекозы); насекомых, у которых зависание входит в брачный ритуал.
К зависающему полёту способны бражники, стрекозы, некоторые виды клопов, жуки, а также все двукрылые и перепончатокрылые. Траектория, которую описывают крылья насекомого, находящегося в состоянии зависающего полёта, может быть под разными углами наклонена к горизонтальной плоскости.
Пассивный тип полёта у насекомых осуществляется за счёт использования энергии внешней среды и массы тела насекомого. Основным его видом является планирующий полёт, который характерен для насекомых с большой площадью крыльев (бабочки, стрекозы). Разогнавшись, они прекращают движения крыльями и некоторое время планируют благодаря инерции. Некоторые насекомые используют восходящие потоки воздуха, чтобы подниматься вверх (парящий полёт). Пикирование является разновидностью пассивного полёта и встречается у саранчовых: насекомое прыгает, раскрывая крылья, и поднимается по наклонной машущим полётом, а затем пикирует вниз.
Полёт насекомых контролируется рефлекторно и поддерживается стимуляцией механочувствительных сенсилл у оснований крыльев. Ориентация в полёте также поддерживается за счёт зрительной информации, частично — информации от чувствительных органов у сочленения головы и груди.

#### Плавание

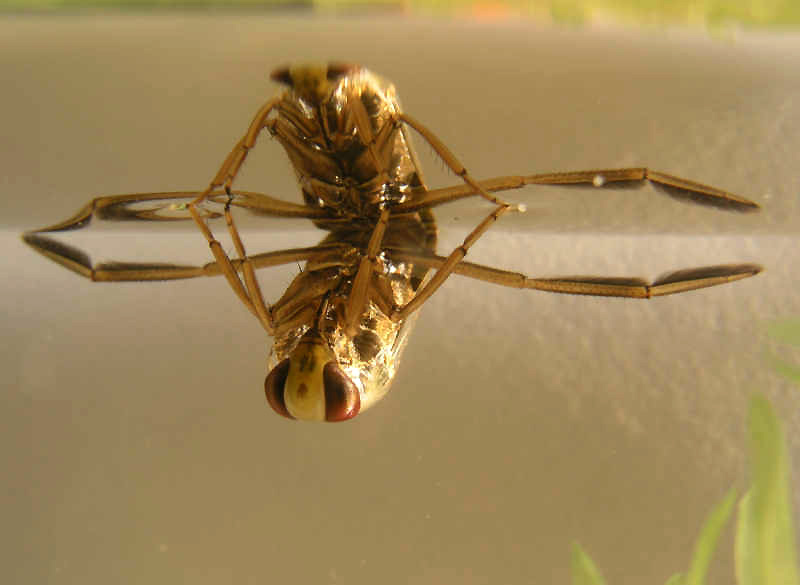
Клоп-гладыш Notonecta glauca

Многие виды насекомых всю жизнь или её часть проводят под водой, поэтому у них в ходе эволюции возникли адаптации для передвижения в водной среде. У многих примитивных отрядов насекомых их преимагинальные стадии развития живут в водной среде (веснянки, подёнки и стрекозы, а также ручейники, большекрылые и некоторые сетчатокрылые). Некоторые группы насекомых, такие, например, как водные жуки, имеют имаго, обитающие под водой.
Одни жуки ведут водный образ жизни на всех стадиях развития (например, вертячки, плавунчики, плавунцы и др.), другие лишь частично (например, водолюбы, Lutrochidae, прицепыши, речники и многие др.). У водных клопов и жуков специальными адаптациями для локомоции в водных условиях служат видоизменённые конечности для гребли или скольжения по водной глади. Наяды стрекоз используют реактивное движение, выдавливая воду из их ректальной камеры.
Тонкие волоски покрывают ноги клопов Halobates, создавая гидрофобную поверхность. Средние ноги, используемые для обычной гребли, несут развитую бахромку из длинных щетинок на голенях и лапках, чтобы увеличить силу тяги при движении. Задняя пара ног используется для управления движением. Бескрылые клопы Halobates способны передвигаться по водной поверхности со скоростью до 1 м/с и встречаются в морях за сотни километров от побережий.

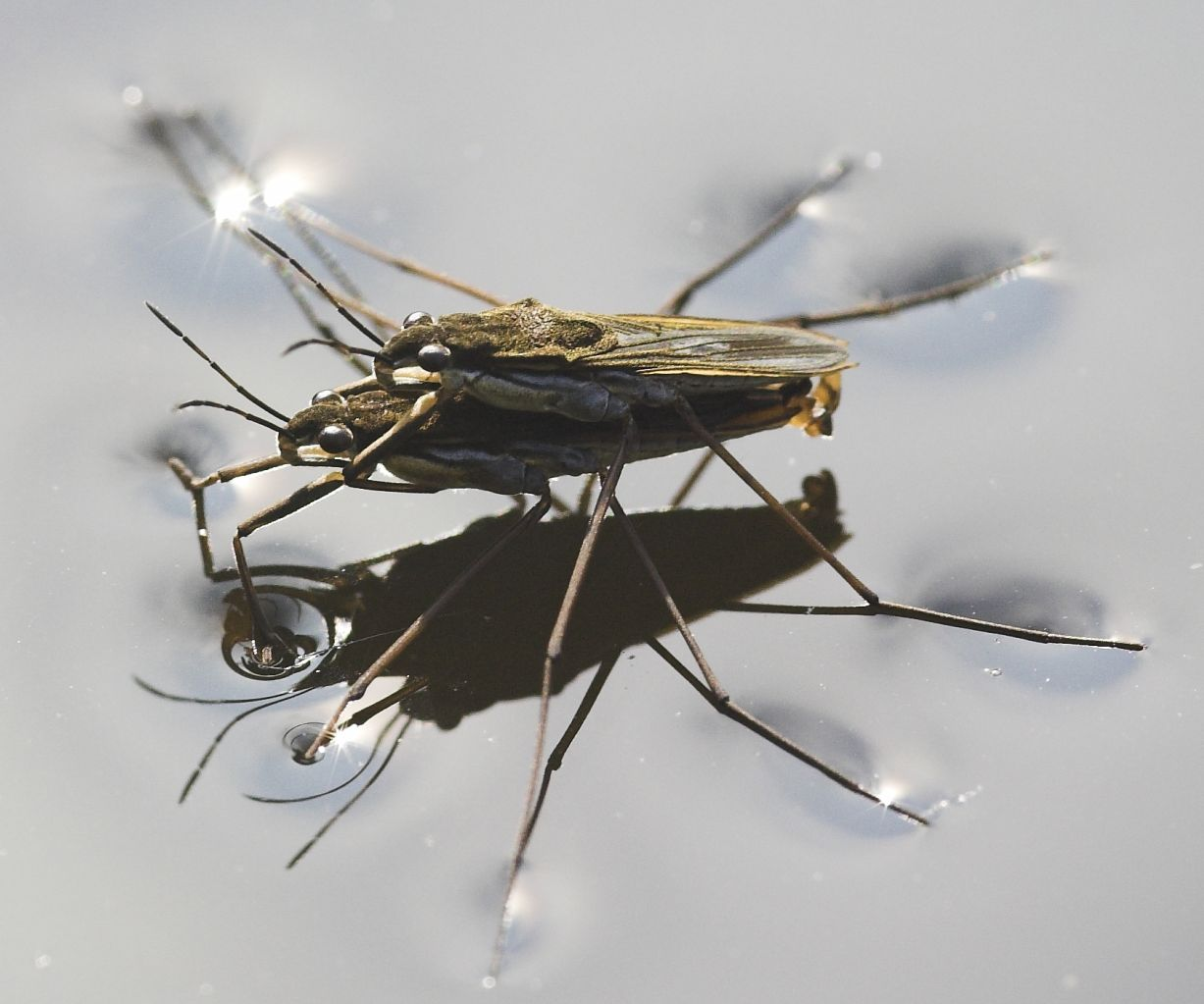
Клопы-водомерки (Gerridae) даже спариваются на воде
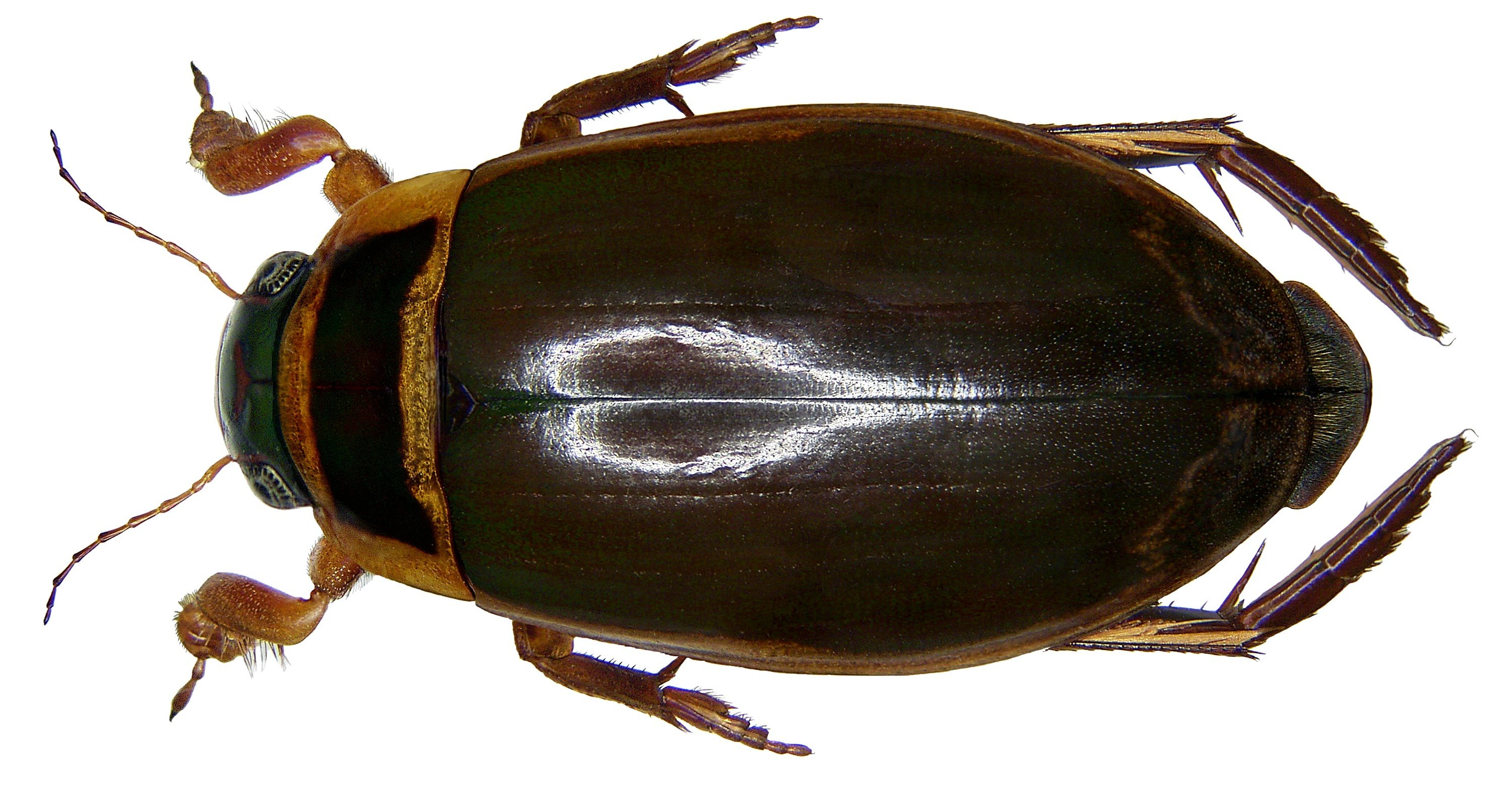
Окаймлённый плавунец
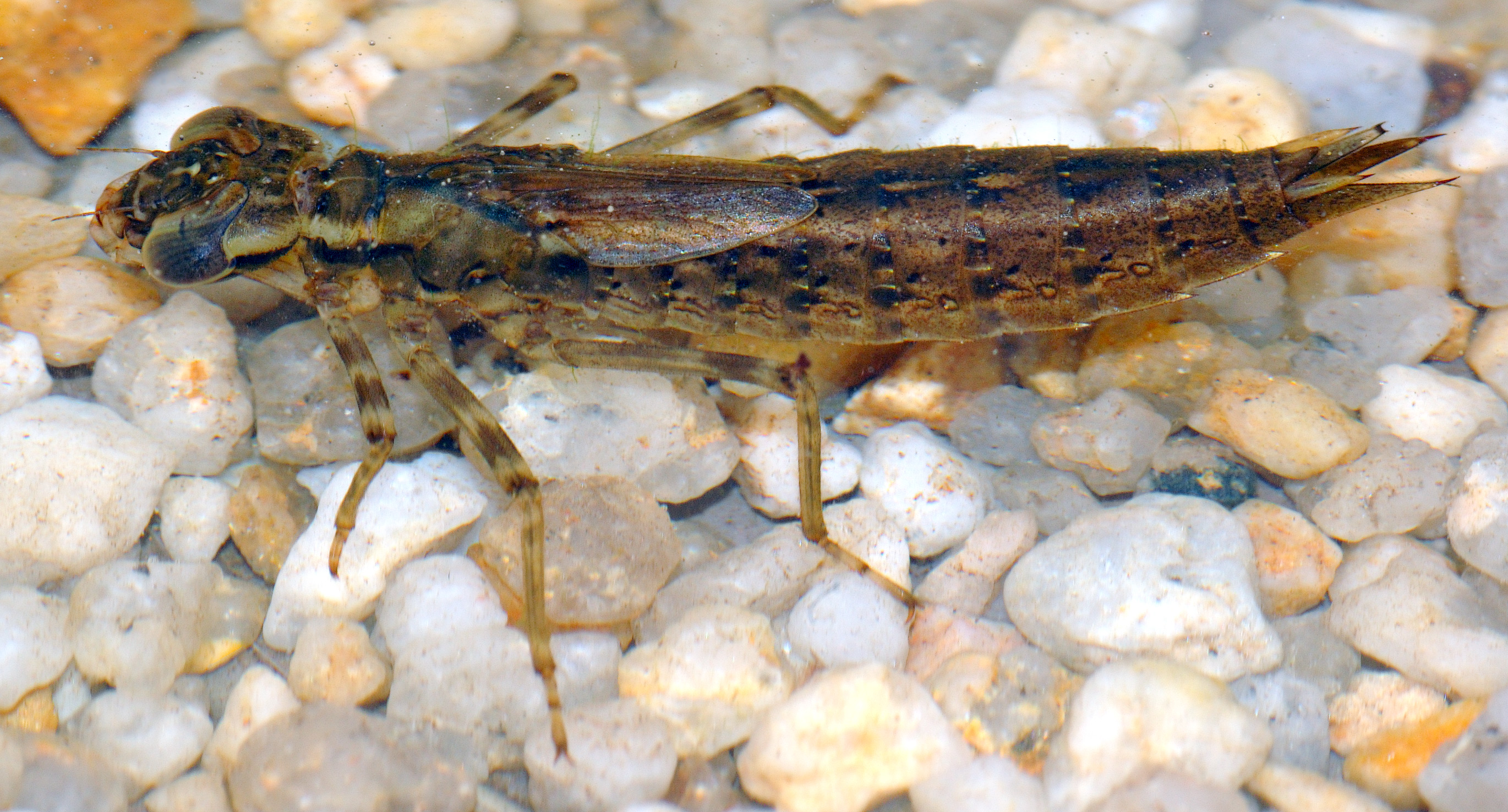
Подводная личинка стрекозы коромысло синее (Aeshna cyanea)
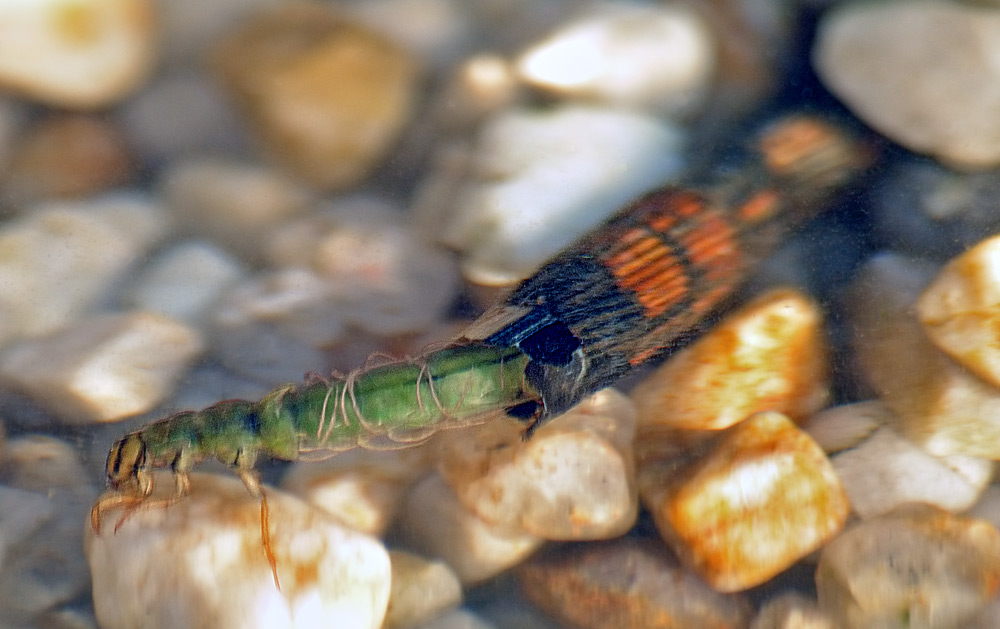
Подводная личинка ручейника с домиком

### Терморегуляция

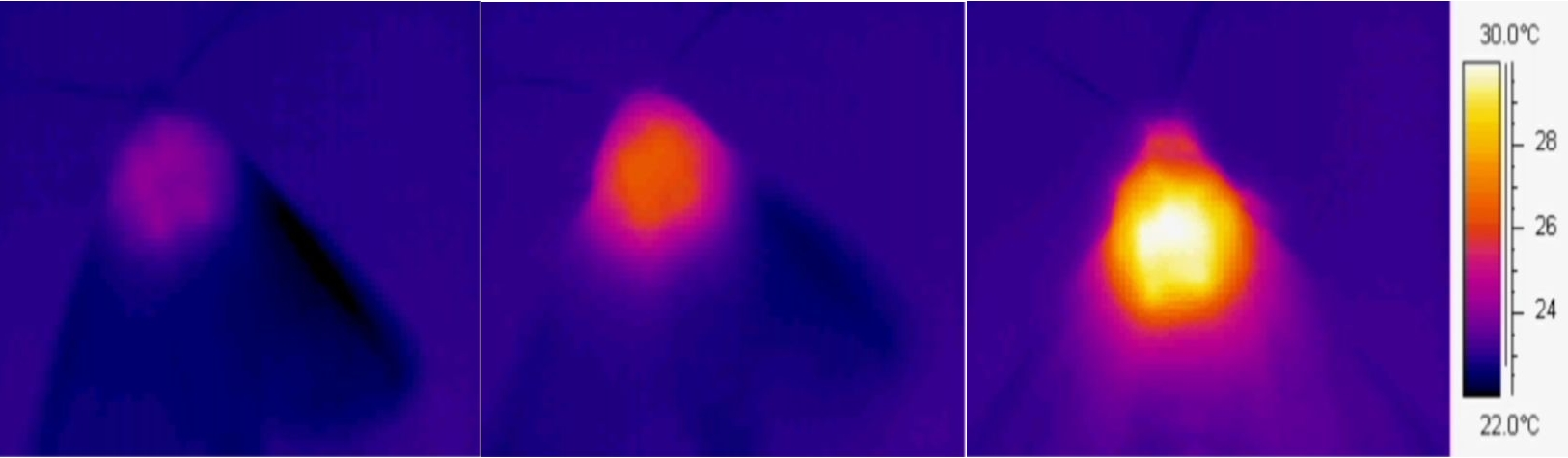
Изменения температуры груди ночной бабочки, видимые в инфракрасном диапазоне

Насекомые традиционно рассматриваются как пойкилотермные организмы (температура тела которых зависит от температуры окружающей среды), в отличие от теплокровных организмов (которые поддерживают стабильную внутреннюю температура тела, независимо от внешних воздействий). Однако термин «терморегуляция» в настоящее время используется для описания способности насекомых поддерживать стабильную температуру (выше или ниже температуры окружающей среды) по меньшей мере в какой-либо части их тела, физиологическими или поведенческими средствами.
Многие насекомые являются эктотермами (животные, для которых источником тепла является окружающая среда), другие же могут быть эндотермами (самостоятельно производить тепло внутри своего тела биохимическими процессами). Эндотермических насекомых корректней описать как гетеротермов, потому что они не являются целиком эндотермичными. Когда тепло производится, различные части тела насекомых могут иметь разную температуру, например, ночные бабочки производят для полёта тепло в груди, но их брюшко при этом относительно не нагревается.

## Особенности поведения

### Внутривидовая коммуникация

#### Звуки
Многие насекомые способны производить звуки, которые служат коммуникационными сигналами. При помощи звуков обеспечивается встреча самцов и самок, поддерживаются внутрипопуляционные и внутрисемейные отношения, достигается репродуктивная изоляция у близкородственных видов. При контактах с другими видами звуковые сигналы выполняют более узкую функцию, как то: отпугивание или угрозы. Простейшим способом генерации звуков насекомыми являются удары частями тела по субстрату. Термиты и личинки общественных ос пользуются для этой цели мандибулами, а муравьи — также и брюшком. Представители некоторых семейств жуков издают звуки, ударяя головой или концом брюшка по субстрату (последний способ характерен для чернотелок). «Часы смерти» — именно так у многих народов называются «тикающие» звуки, издаваемые мебельными и домовыми точильщиками, которые селятся в изделиях из древесины. Эти виды точильщиков издают данные звуки, похожие на звук тиканья часов, с целью привлечения самок, ритмично ударяя головой о стенки своих ходов в древесине. Звуковые сигналы цикад создаются колебаниями особых тимбальных мембран, располагающихся по бокам первого брюшного сегмента в виде двух выпуклых пластин, под которыми находятся воздушные мешки — резонаторы звука. Самым распространённым способом генерации звуков является использование т. н. стридуляционных аппаратов. При работе данного аппарата специальный «скребок» трётся о «пилку» ребристой поверхности покровов насекомого на каком-либо участке тела, в результате чего возникают звуковые сигналы. Особенно широкое распространение данный тип генерации звуков получил в отряде прямокрылых. У кузнечиков, сверчков и медведок звук генерируется путём трения надкрылий друг о друга, и данная способность, как правило, имеется только у самцов. Саранчовые для генерации звуков используют ряд зубчиков на бедре последней пары ног, которым они трут о заострённый гребень на одной из жилок переднего крыла. Способностью издавать звуки обладают и самцы, и самки саранчовых. Длительность, частота и ритм звуковых сигналов являются индивидуальными у разных видов насекомых. Частота звуков, издаваемых цикадами, саранчовыми, сверчками и медведками, находится в диапазоне от 1,6 до 8,5 кГц, а у большинства кузнечиков — в области высокочастотных звуков и ультразвука вплоть до 30 кГц.

#### Контактные сигналы
Пчёлы-разведчицы могут сообщать членам своей семьи с помощью особого танца путь к найденному источнику корма. Танцуют пчёлы в темноте, внутри улья. Расшифровкой языка танцев пчёл занимался Карл фон Фриш, получивший в 1973 году за свои работы в этой области Нобелевскую премию. Важную роль играют контактные сигналы (касание антеннами) во время трофаллаксиса и других форм поведения у муравьев .

#### Свечение

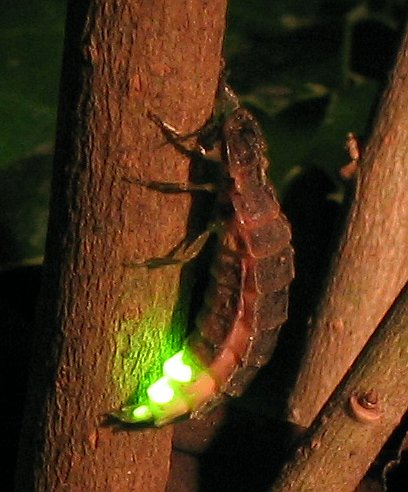
Самка обыкновенного светляка

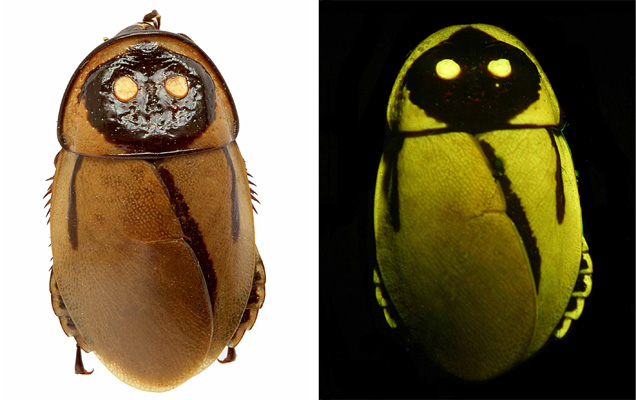
Таракан Lucihormetica luckae

Биолюминесцентное свечение характерно для некоторых групп насекомых. Больше всего видов с такой способностью представлено среди жесткокрылых. Количество, форма и расположение световых органов у различных видов варьируют. У большинства из них есть только один крупный светящийся орган на вентральной стороне двух последних стернитов брюшка.
В основе свечения находится реакция окисления люциферина при участии специфического фермента люциферазы, а также АТФ и ионов магния.
Биолюминесцентное свечение наиболее распространено среди жуков-светляков. У них встречаются сигналы, связанные с половым поведением (поисковые и призывные сигналы у самцов и самок), защитные и территориальные сигналы и даже световая мимикрия (самки рода Photuris испускают световые сигналы готовности к спариванию, характерные для видов рода Photinus, которые обитают на одной с ними территории. Самцы Photinus, привлечённые такими сигналами, «попадают в ловушку» и служат пищей для хищных самок рода Photuris). Самки южноамериканских светляков из рода Phrixcthrix способны излучать свет зелёного и красного цветов, причём делают это поочерёдно либо одновременно.
У щелкунов рода огненосных щелкунов (Pyrophorus) есть два небольших световых органа, которые находятся на верхней стороне переднеспинки, крупный светящийся орган находится также на первом стерните брюшка. Под них мимикрирует обитающий в Эквадоре таракан Lucihormetica luckae, который имеет на верхней части груди два пятна, испускающих флуоресцирующий свет (предположительно, бактериального происхождения).
Личинки обитающих в пещерах и гротах Австралии и Новой Зеландии комаров Arachnocampa плетут гнездо из шёлка на потолке пещер и свешивают вниз нити с капельками липкой жидкости, а затем подсвечивают их собственным телом, привлекая мелких насекомых.

#### Феромоны
Феромоны используются насекомыми для самых разнообразных целей. Они вызывают ответную реакцию у особей того же вида.
В одних группах насекомых половые феромоны выделяются самками, в других — самцами.
Выделяют две функциональные группы феромонов: релизеры и праймеры. Феромоны-релизеры вызывают немедленную поведенческую реакцию. Они широко распространены у насекомых, опосредуют половое поведение, образование скоплений, распределение особей в пространстве при высокой плотности популяции одного вида. Самыми важными являются половые феромоны, облегчающие встречу самцов и самок. Феромоны-праймеры вызывают медленные реакции и, способствуя физиологическим изменениям, либо тормозят, либо возбуждают поведенческие реакции. Например, самцы перелётной саранчи выделяют химическое вещество, которое вызывает синхронную линьку огромного числа особей с образованием обширных стай.

### Ориентация в пространстве

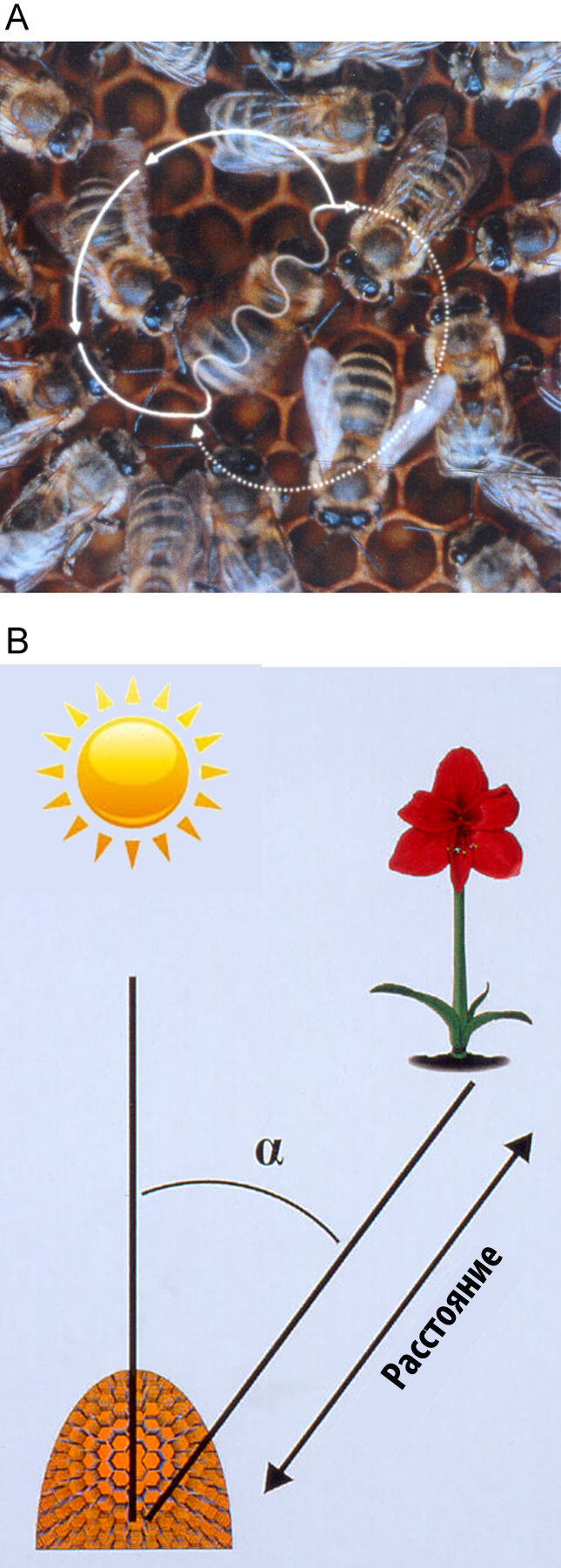
Ориентирование по направлению лучей солнца/вербовочный танец медоносных пчёл

Важнейшим средством ориентации многих насекомых служат зрительные, звуковые стимулы и запахи. Медоносные пчёлы используют ориентацию по Солнцу для указания другим особям своего улья направления к источнику нектара (круговой и виляющий танцы пчёл). 
Обладая возможностью ориентироваться по плоскости поляризации света, насекомые могут определить положение Солнца и в облачную погоду.
Пчёлы и осы ориентируются, запоминая расположение своего гнезда относительно окружающих его предметов (деревья, кустарники, камни и пр.). Перед тем как улететь, многие одиночные осы кружатся над гнездом, запоминая основные вехи на пути к нему. В случае пчёл, если передвинуть улей в сторону на расстояние меньше одного метра, то возвращающиеся со взятком пчёлы ищут его на прежнем месте и не сразу находят его на новом.
Муравьи-фуражиры могут находить дорогу к гнезду как в лесных условиях, используя свои тропинки со следами из феромонов (на расстояние до 200 метров), так и в пустынях. Чтобы не умереть от дневной жары, пустынные муравьи-бегунки вынуждены находить кратчайший обратный путь до гнезда. Cataglyphis fortis использует визуальные ориентиры в сочетании с другими сигналами для навигации. Красные фаэтончики при отсутствии визуальных ориентиров могут отслеживать направление и отсчитывать расстояние внутренним шагомером, подсчитывая, сколько шагов они делают в каждом направлении. Интегрируя эту информацию, муравьи находят кратчайший путь до гнезда. Другие виды муравьёв способны использовать для навигации магнитное поле Земли и обнаруживать поляризованный свет Солнца, используемый для определения направления.

### Фототропизм

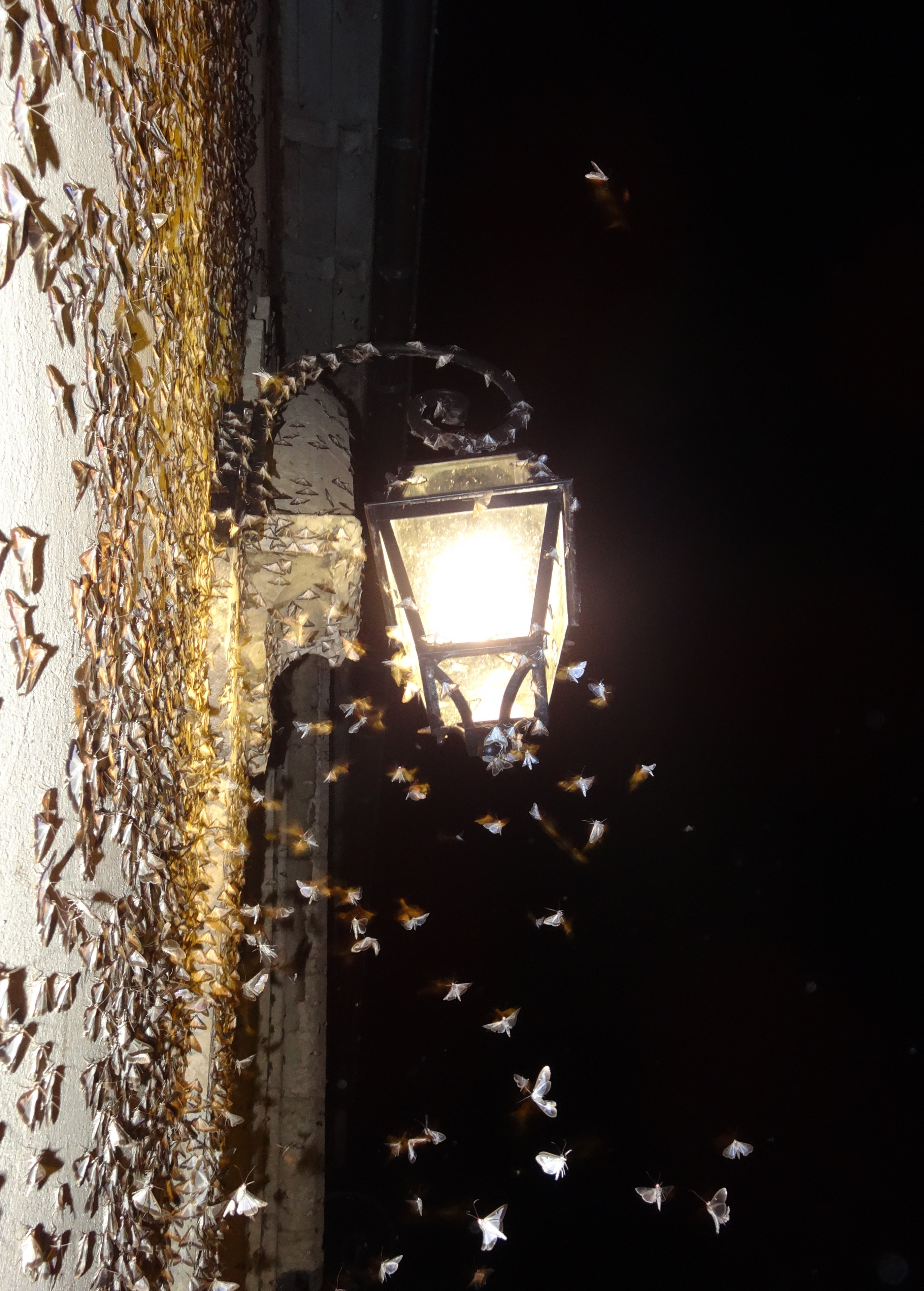
Самшитовые огнёвки, привлечённые светом фонаря

У большинства насекомых хорошо развита реакция на свет, при этом они могут как стремиться к источнику света, так и бежать от него. На различных стадиях своего жизненного цикла насекомые могут по-разному реагировать на свет. Личинки комнатной мухи обладают отрицательным фототаксисом и избегают света, а взрослые мухи характеризуются положительным фототаксисом и летят на свет.
Лёт на искусственные источники света отмечается среди представителей почти всех отрядов насекомых. Преимущественно это активные в сумерках и ночью насекомые, но порой к источникам света прилетают виды, ведущие дневной образ жизни. Траектория полёта насекомых поблизости от источников света обычно представляет собой сложную ломаную кривую. Спустя некоторое время после прилёта к источнику света насекомое может покинуть освещённую зону. Лёт насекомых на свет является сложным многоступенчатым явлением. С начала XX века энтомологами предпринимались попытки дать объяснение этому явлению, однако единой теории до сих пор не существует. Современные теории не объясняют факт, что в одной систематической группе на уровне рода одни его представители летят на свет, а другие — нет.

### Скопления и миграции

Схема маршрута миграции бабочки-монарха

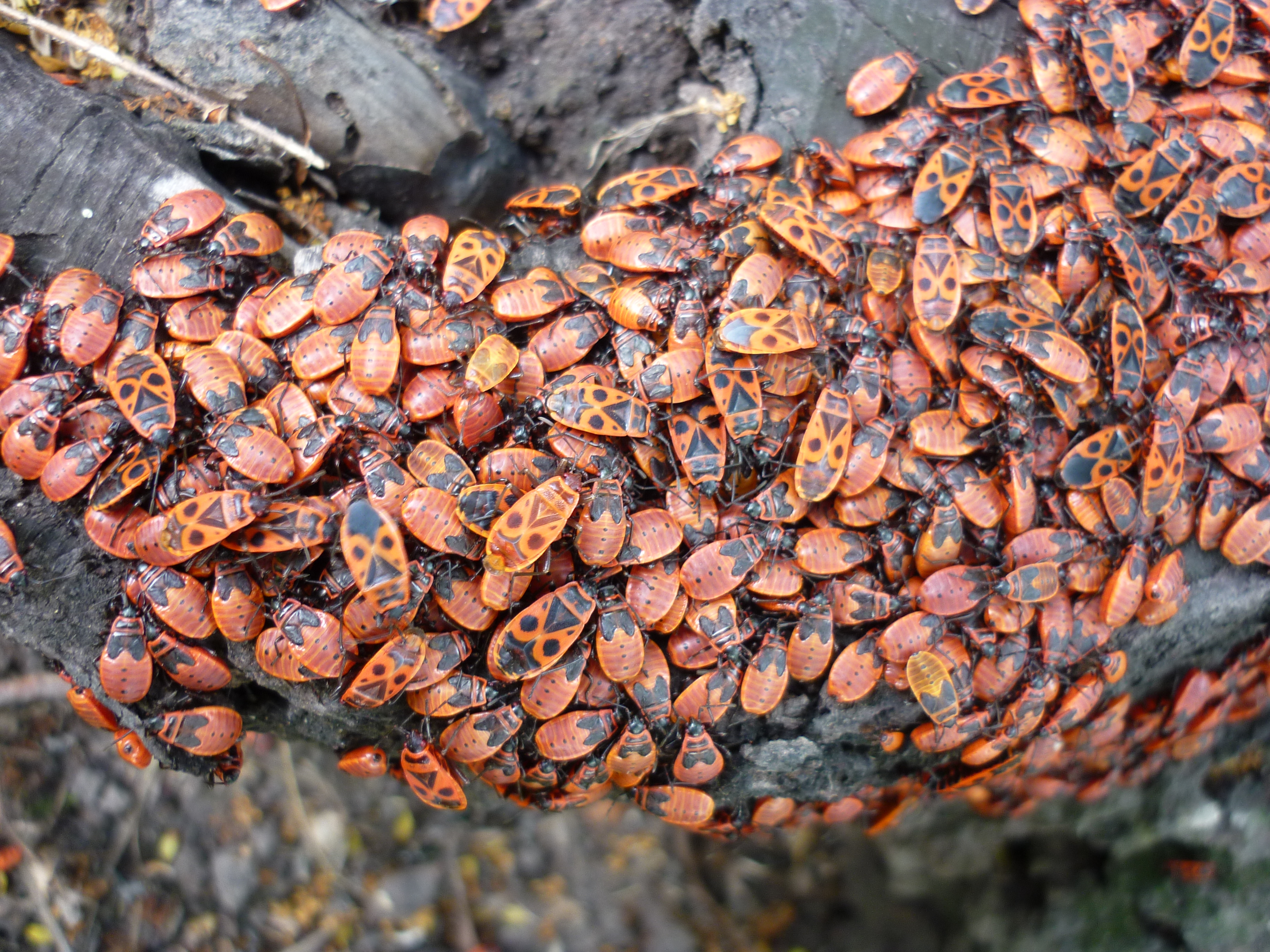
Колония клопов-солдатиков

Многие насекомые совершают миграции — как в одиночку, так и объединяясь в стаи. Виды, совершающие регулярные миграции, обычно следуют определённому маршруту.
Знаменита своей способностью образовывать крупные стаи (численностью до сотен миллионов особей), мигрирующие на значительные расстояния в поисках пищи, саранча (до 100 км в день). Божьи коровки могут образовывать массовые скопления в местах зимовок. Причины зимних скоплений и предшествующих им миграций, возможно, связаны с историческим становлением данного семейства, ведь скопления характерны именно для стран с холодной зимой, которые заселялись теплолюбивыми видами, изменившими свой тип питания и образ жизни. Некоторые жуки совершают групповые перелёты. Например, плавунцы, водолюбы иногда совершают перелёты довольно большими стаями при переселении в новые водоёмы.
Миграционное поведение встречается у бабочек и известно примерно у 250 видов, причём всего два десятка из них совершают регулярные и продолжительные по расстоянию перелёты. Данаида монарх — самая известная мигрирующая бабочка, ежегодно преодолевающая большие континентальные расстояния в Северной Америке. К миграциям способны и европейские виды: например, репейницы зимуют в Северной Африке, где они размножаются, и новое поколение репейниц мигрирует на север, где выводится летнее поколение бабочек. При миграциях репейницы летят группами со скоростью 25—30 км/ч и могут преодолевать до 500 км в день. Большинство насекомых расселяются во время перелётов, но у ряда видов функцию расселения выполняют личинки. Наиболее известными из них, склонными к миграциям в поисках пищи, являются гусеницы походных шелкопрядов (Thaumetopoeidae). Во время таких миграций эти гусеницы передвигаются цепочкой друг за другом.

### Общественные насекомые

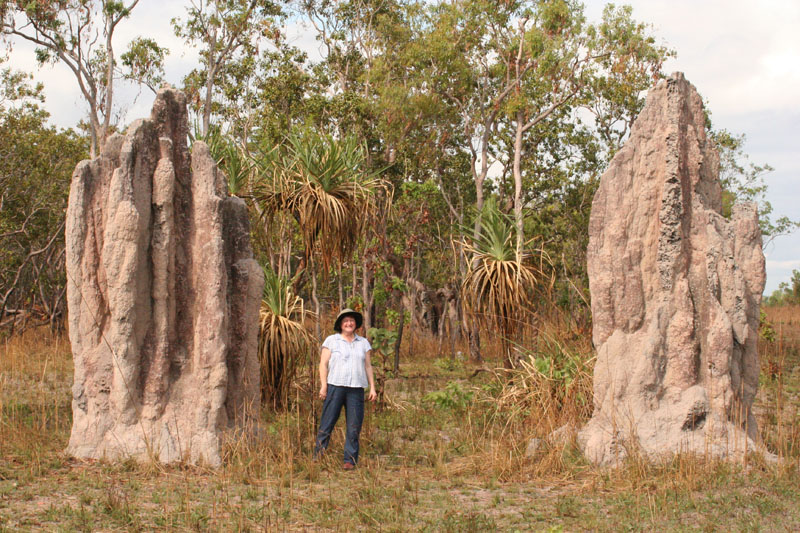
Термитники некоторых видов термитов достигают рекордных для беспозвоночных размеров

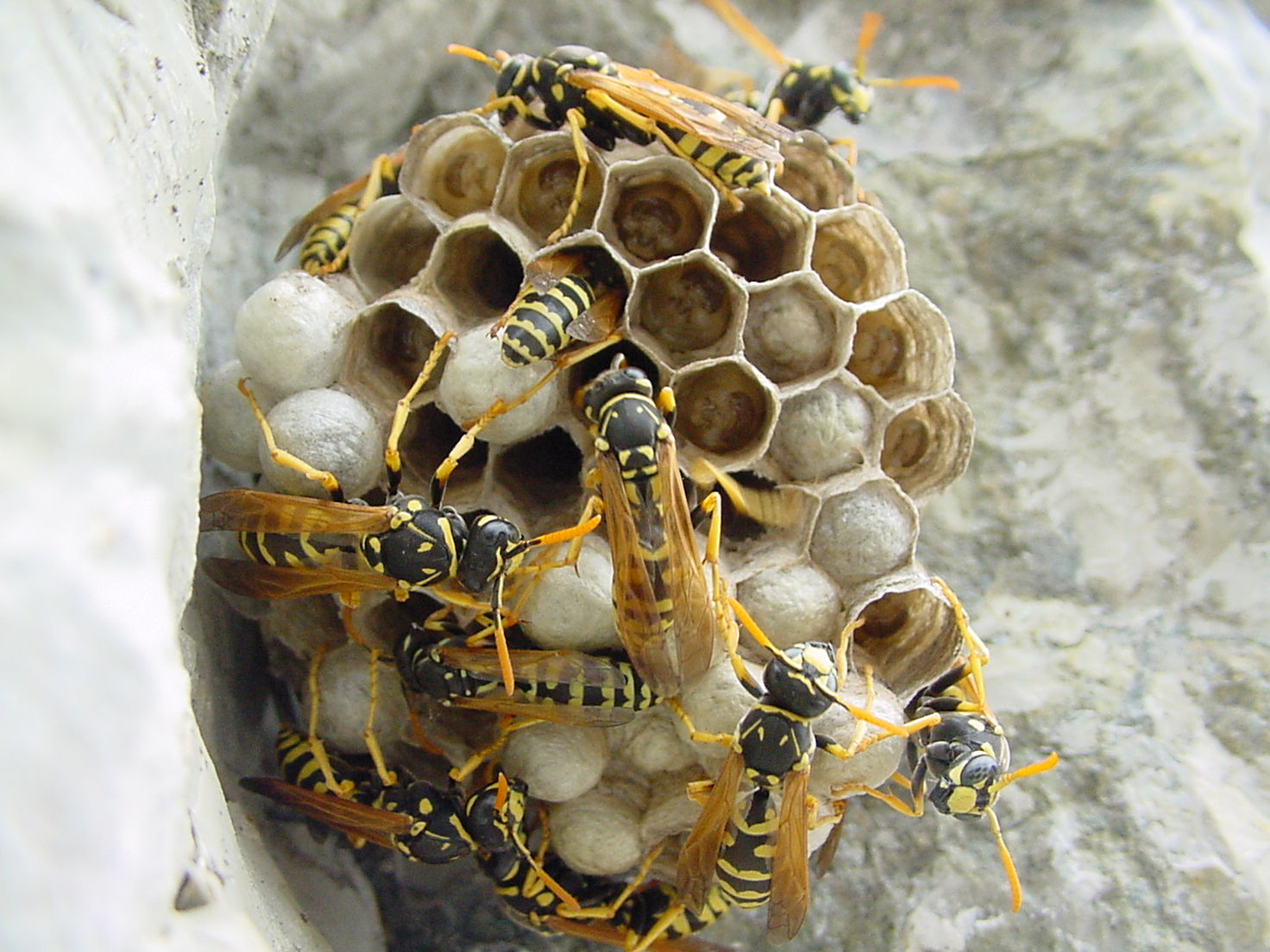
Гнездо французских ос

Общественные насекомые (социальные насекомые) составляют около 75 % биомассы всех насекомых планеты. Они отличаются не столько своими крупными скоплениями (тучи перелётной саранчи имеют ещё большую численность, но это не социальный вид), но несколькими особенностями поведения. Для них характерны обитание в совместно построенном гнезде, уход за потомством, перекрывание нескольких поколений и разделение обязанностей (полиэтизм) среди членов их семей. Семьи состоят из нескольких каст: половых (репродуктивных самок и самцов) и бесплодных рабочих особей (рабочие, солдаты и другие). Последние выполняют все функции в семье, кроме размножения. «Кастовый» полиэтизм тесно связан с явлением кастового полиморфизма.
Социальный образ жизни (эусоциальность) обнаружен у всех представителей семейства муравьи (более 12 000 видов) и отряда термиты (около 3000). Одиночные виды муравьёв и термитов в современной фауне не обнаружены. Общественный образ жизни ведут и некоторые виды пчёл и ос (медоносная пчела, шмели, шершни и другие). Но если у муравьёв все известные науке виды являются полностью социальными, то в других семействах перепончатокрылых (пчёлы и осы) наблюдаются все стадии перехода от одиночного образа жизни к общественному: пресоциальность, субсоциальность, полусоциальность, парасоциальность и квазисоциальность. У ос эусоциальность встречается среди подсемейств веспины (бумажные осы, шершни), полистины, а среди пчёл в таких группах, как настоящие пчёлы (Apidae, включая шмелей, безжальных и медоносных пчёл), галиктиды.
Характерной особенностью общественных насекомых служит строительство крупных и сложноустроенных гнёзд (например, муравейник, термитник). Они характеризуются особой защитной конструкцией, обеспечивающей поддержание постоянных и оптимальных показателей вентиляции, влажности воздуха и т. п., обеспечивающих выращивание расплода, а у видов-грибководов (муравьи-грибководы и термиты) ещё и симбионтных грибов. Размеры крупнейших термитников достигают 9 м в высоту. У пустынных муравьёв гнёзда могут уходить под землю на глубину до 4 м, а по косвенным данным — даже до 10 метров.

## Распространение и места обитания

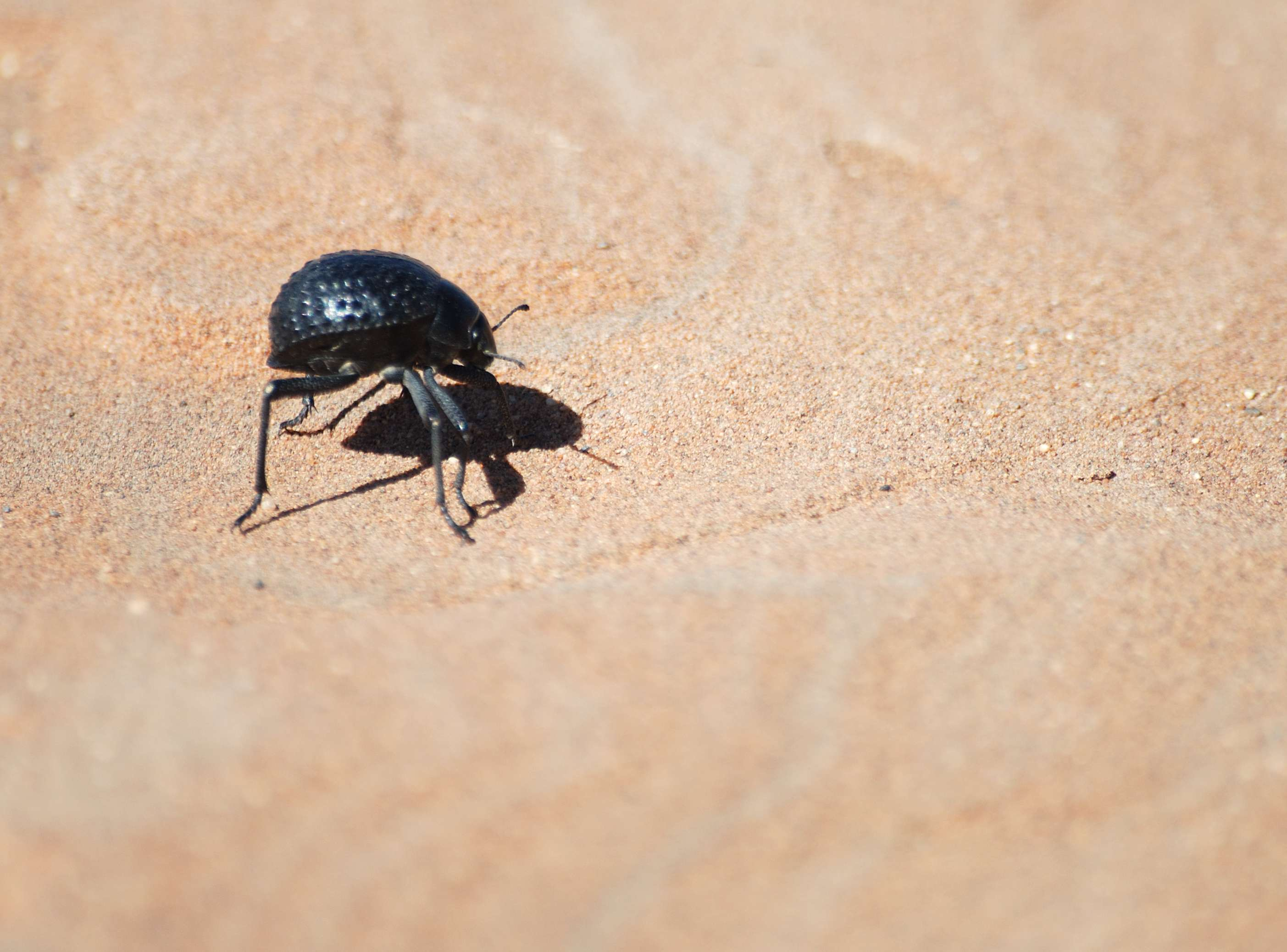
Чернотелка Onymacris unguicularis в пустыне Намиб использует капли воды, конденсирующейся на её собственном теле. Для этого она подставляет голову и надкрылья ветру в период, когда пелена тумана окутывает пустыню

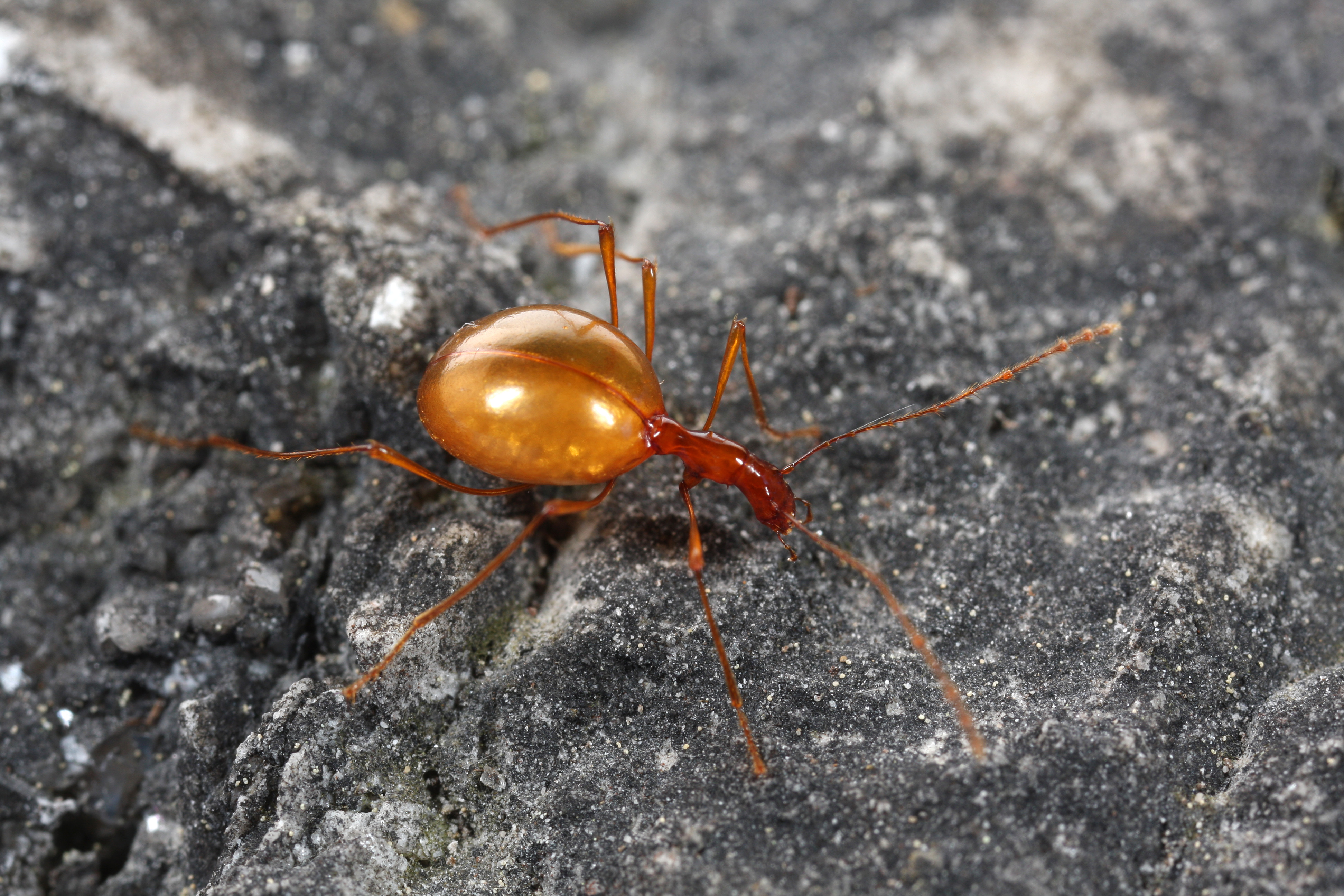
Leptodirus hochenwartii — жук-троглобионт, обитатель Шкоцянских пещер

На Земле одновременно живёт, по разным оценкам, от 100 квадриллионов до 10 квинтиллионов особей насекомых. Распространение насекомых на Земле совпадает с распространением наземной флоры, преимущественно цветковых растений. Только крайние полярные области и высокогорья с вечными снегами лишены насекомых. При этом насекомые встречаются в таких негостеприимных экосистемах, как бесснежные вершины гор, засушливые пустыни, глубокие пещеры, а также в зарождающихся экосистемах недавно образовавшихся островов вулканического происхождения. Наиболее многочисленны и разнообразны насекомые в тропиках. В умеренных широтах видовой состав насекомых не так велик.
Для общей характеристики расположения ареалов самых разных насекомых обычно используют широко признанные названия крупных разделов суши: Палеарктика, Неарктика, Голарктика, Амфипацифический сектор, Эфиопская область, Ориентальная область, Арктогея, Неотропика и Австралийская область. Важнейшим фактором, предопределяющим распространение насекомых, являются их пищевые связи. Особенно это характерно для фитофагов и некоторых паразитических перепончатокрылых и двукрылых. У монофагов и узких олигофагов их ареалы часто сопряжены с распространением их кормовых растений или добычи.
Многие виды насекомых расселились практически по всему миру при участии человека. В первую очередь это его сожители — обитатели жилищ и запасов, паразиты человека и важнейших домашних животных. Так же широко расселились по миру и многие вредители сельскохозяйственных культур, но их ареалы ограничены обычно распространением повреждаемых ими культур и климатическими условиями. Нередки широко распространённые виды и среди насекомых, несвязанных с человеком. Например, бабочка репейница обитает в тропических и умеренных областях всех континентов, кроме Южной Америки. Многие роды также обладают гигантскими ареалами — иногда почти всесветными. Наряду с этим многие таксоны обладают весьма узкими ареалами либо являются эндемиками. К их числу относятся многочисленные горные и островные формы.
Целый ряд насекомых от жизни на суше перешёл к жизни в воде. Водными, то есть дышащими за счёт растворённого в воде кислорода, являются только личинки насекомых, имаго которых способны оставлять воду. Насекомые встречаются в пресных водоёмах любых типов (включая подземные), однако преобладающее большинство из них предпочитают небольшие, слабо проточные водоёмы с обильной растительностью. Некоторые насекомые, например, клопы-водомерки (Hydrometridae, Gerridae), обитают на поверхности воды, передвигаясь по ней, отталкиваясь ногами от плёнки поверхностного натяжения. Представителей семейства Halobatidae — т. н. морских водомерок — можно встретить в море. Представители рода Halobates — единственные из всех насекомых, живущие в открытом океане за сотни километров от берега. Однако морских водомерок нельзя считать настоящими водными насекомыми, так как, живя на поверхности воды, они питаются всплывающими трупами животных, а откладывают яйца на плавающие водоросли, перья птиц и т. п. Настоящих морские насекомых, развивающихся в морской воде, около десятка видов из отряда двукрылых. Только у вида комаров-долгоножек Limonia monostromia, встречающегося у берегов Японии, весь цикл развития связан с морем.
Большую и разнообразную группу составляют насекомые-синантропы (спутники человека), способные поселяться в жилищах человека, хозяйственных постройках, продовольственных складах, зернохранилищах и т. д.

### Экстремальные условия обитания

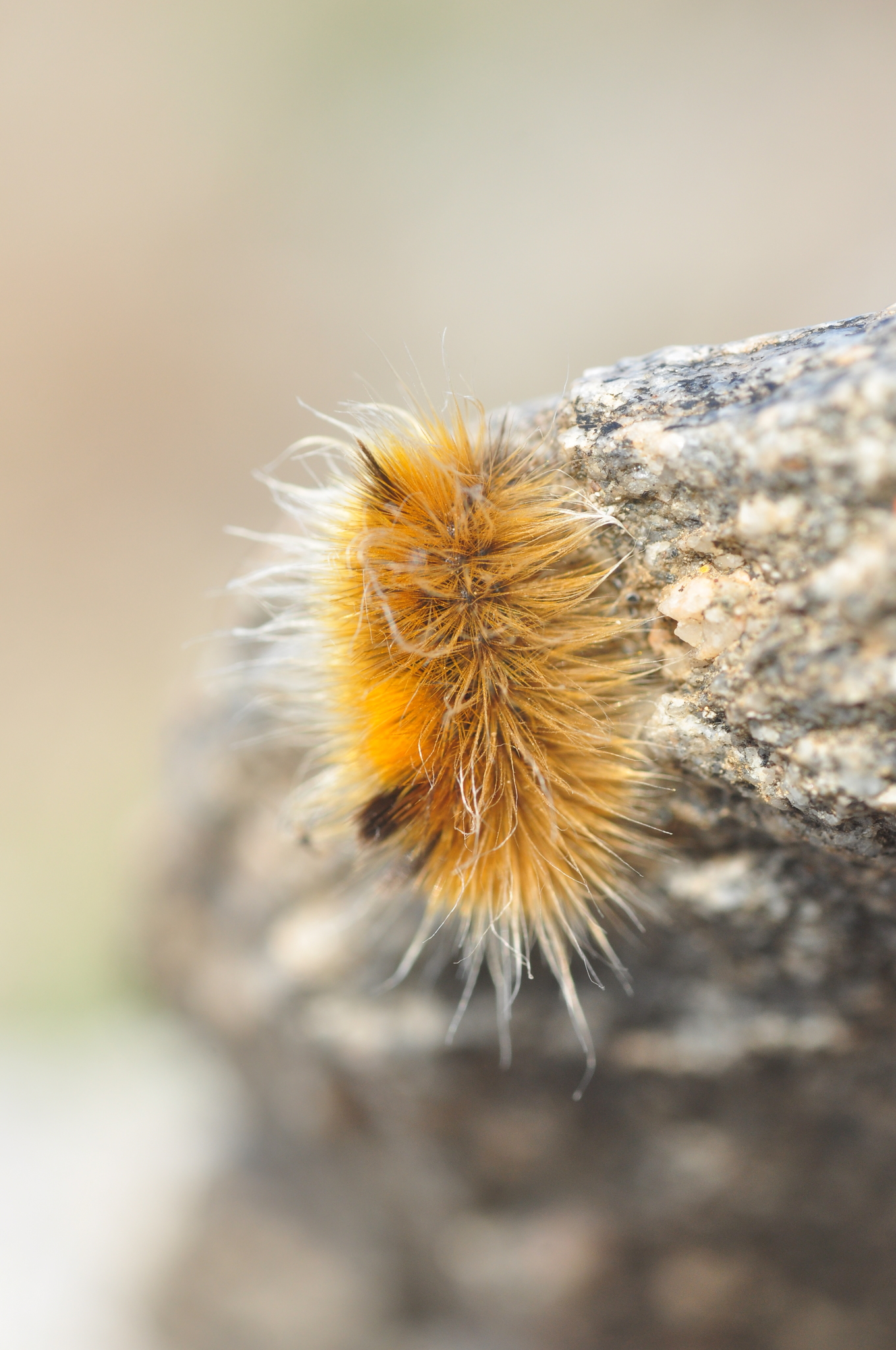
Гусениц бабочек-волнянок Gynaephora groenlandica можно встретить в Гренландии

Отдельные виды насекомых приспособились к жизни в самых различных, порой невероятных и экстремальных условиях. Они заселяют даже приполярные области: Антарктиду и Арктику (Гренландию, Новую Землю, остров Врангеля, Чукотский полуостров и другие). Эндемик Антарктики бескрылый комар-звонец Belgica antarctica из семейства Chironomidae (отряд двукрылые) к тому же — крупнейшее истинно сухопутное (не покидающее поверхность земли) животное Антарктиды. Гусеницы бабочки Gynaephora groenlandica (семейство волнянок, Гренландия и Канада) способны во время зимовок переживать температуры до −70 °C. Другой вид заполярных волнянок — волнянка Кузнецова — встречается только на острове Врангеля. На острове Гренландия обитает несколько эндемичных видов насекомых, например, жук Atheta groenlandica. Недалеко от Северного полярного круга на северо-востоке Якутии встречается аполлон арктический (Parnassius arcticus).
Термофильный полуводный жук Zaitzevia thermae способен обитать в геотермальных источниках. В штате Монтана (США) он обнаружен в необычно тёплых водах с температурой до +29 °C. Личинки комара Polypedilum vanderplanki в Нигерии способны жить в водах с температурой +60…+70 °C и переживать засуху в полностью пересыхающих водоёмах.
Личинки мух Helaeomyia petrolei из Калифорнии (США) питаются мёртвыми насекомыми, упавшими в нефтяные лужи, что делает их единственными в мире насекомыми, способными выживать в сырой нефти — субстанции, обычно ядовитой для членистоногих.
Насекомые в своём распространении заходят и высоко в горы: жужелица Bembidion bracculatum в Гималаях обитает на высоте от 4300 до 5000 м над уровнем моря в зоне вечного снега. В Афганистане и Таджикистане желтушка Марко Поло встречается в горах на высоте от 3000 до 5000 м. Местообитание большинства видов бабочек-аполлонов простирается в горах на высоте до 2000 м, а в Азии на высоте до 3700—4200 м вплоть до границы вечных снегов и льдов. В Гималаях, в окрестностях Эвереста, Parnassius epaphus обитает на высоте до 6000 м. 
Пустынные муравьи Cataglyphis bicolor (обитающие в Сахаре), Ocymyrmex (пустыня Намиб) и Melophorus (пустыни Австралии) способны фуражировать под палящим солнцем и при температуре поверхности до +60 °C.

## Экология

### Взаимоотношения с другими организмами

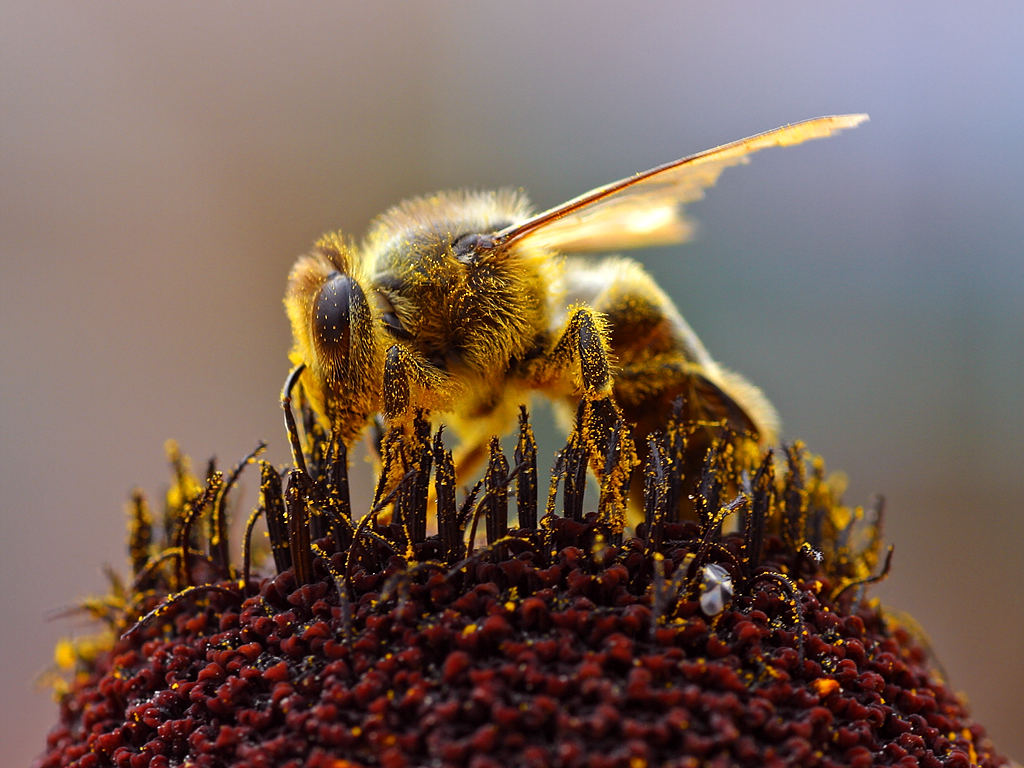
Медоносная пчела (Apis mellifera), опыляющая цветок

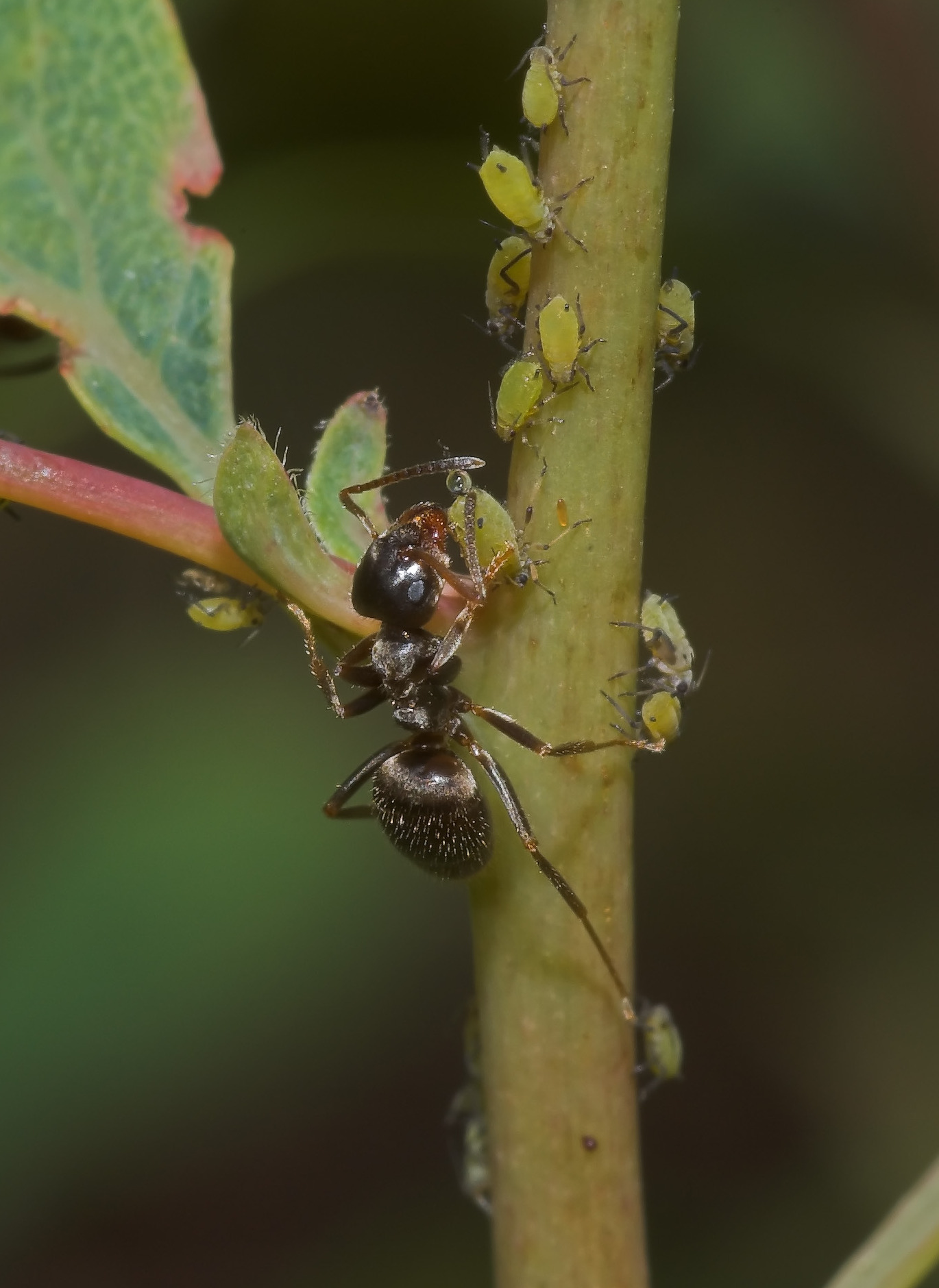
Трофобиоз муравьёв с тлями

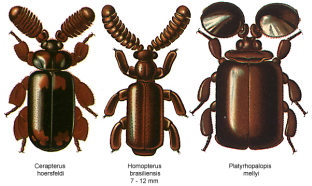
Широкие усики мирмекофильных жуков-пауссид имеют специальные железы, выделяющие вещества, которые слизывают муравьи

В ходе длительной эволюции у насекомых образовались многообразные типы взаимоотношений с другими организмами: отрицательные формы взаимодействий между видами (паразитизм, хищничество, конкуренция) и положительные (комменсализм, мутуализм, инквилинизм и т. д.).

#### Симбионты и комменсалы
Самым ярким примером симбиоза насекомых с растениями служит большая, разнообразная и успешная в эволюционном плане группа опылителей (пчёлы, бабочки) и трофобиоз муравьёв с тлями. Важную роль на начальном этапе коэволюции насекомых и цветковых растений и появления энтомофилии сыграла антофилия (поедание пыльцы и нектара). Антофилия известна не только среди наиболее известных опылителей (например, пчёл и бабочек), но и среди многих других групп насекомых (жесткокрылые, двукрылые, трипсы, пилильщики и другие). До 80 % видов цветковых растений опыляются насекомыми. В свою очередь, насекомые приобрели целый ряд приспособлений для сбора пыльцы и нектара, особенно характерных у пчелиных.
Падь, выделяемая тлями, червецами и щитовками и другими сосущими равнокрылыми насекомыми (Homoptera или Sternorrhyncha и Auchenorrhyncha), является лакомой пищей для муравьёв. Они буквально «доят» их, защищают и содействуют распространению молодых особей. Другим примером симбионтных отношений с растениями служат энтомохория и как частный случай мирмекохория. В мире известно более 3 тыс. видов растений, чьи семена распространяют муравьи (около 1 % флоры). Мирмекохория свойственна фиалке (Viola), раффлезии (Rafflesia) и многим другим. Из лесных растений средней полосы России к мирмекохорным относятся ожика волосистая, копытень европейский, виды родов марьянник, хохлатка, чистотел, грушанка и многие другие.
Наибольшее число симбионтов и комменсалов обитает в гнёздах общественных насекомых, выделяют целые специализированные группы мирмекофилов и термитофилов. Они имеют как морфологические приспособления, так и поведенческие реакции, позволяющие им вступать в тесные симбиотические связи с муравьями и термитами. Например, у пауссид на теле имеются специальные железы (выделяющие вещества, которые слизывают муравьи), которые находятся на усиках, а у жуков-ощупников по бокам тела. Феромонами и другими выделениями привлекают муравьёв мирмекофильные гусеницы бабочек-голубянок, некоторые стафилиниды.
Примером инквилинизма могут послужить перепончатокрылые-наездники, личинки которых, поселяясь в галлах, сначала высасывают личинку, образовавшую этот галл, а затем начинают питаться стенками галла самого растения. Некоторые двукрылые откладывают яйца в раковины моллюсков, а затем их личинка поедает ткани хозяина. После этого она превращается в пупарий, а раковину использует в качестве убежища.
Среди бактерий примером облигатных внутриклеточных симбионтов служит вольбахия (Wolbachia). Этим родом бактерий инфицировано до 20 % всех видов насекомых. Они имеют для них как положительное (повышение плодовитости и приспособленности некоторых насекомых), так и отрицательное значение (андроцид, партеногенез, дегенерации эмбрионов, феминизация).

#### Паразиты и паразитоиды
Паразитизм может быть облигатным, когда паразит не может существовать без хозяина, и временным, или факультативным. Среди паразитирующих на насекомых многоклеточных организмов наиболее известны клещи и нематоды. В самом классе насекомых есть несколько специализированных отрядов паразитов (типичный пример — пухоеды, вши, блохи, наездники, веерокрылые). Даже среди жуков есть виды, паразитирующие на позвоночных, например, бобровые блохи, которые являются эктопаразитами речных бобров рода Castor, род Leptinus на полёвках, Sliphopsyllus на выхухоли. Некоторые южноамериканские стафилины являются также эктопаразитами грызунов, а их тропическая триба Amblyopini в стадии имаго паразитирует на позвоночных.

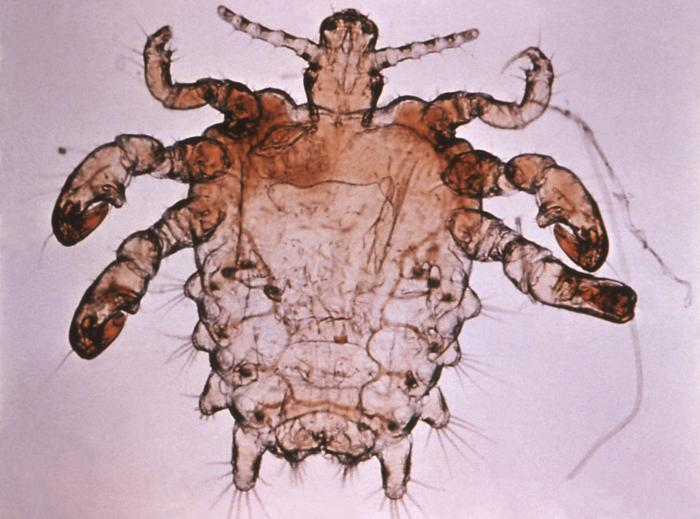
Лобковая вошь (Phthirus pubis) вызывает лобковый педикулёз или фтириаз
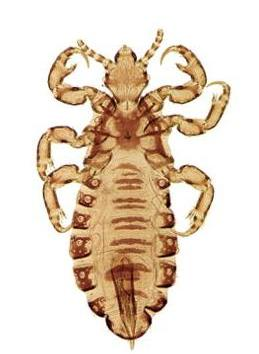
Человеческая вошь (Pediculus humanus), переносчик сыпного и возвратного тифа
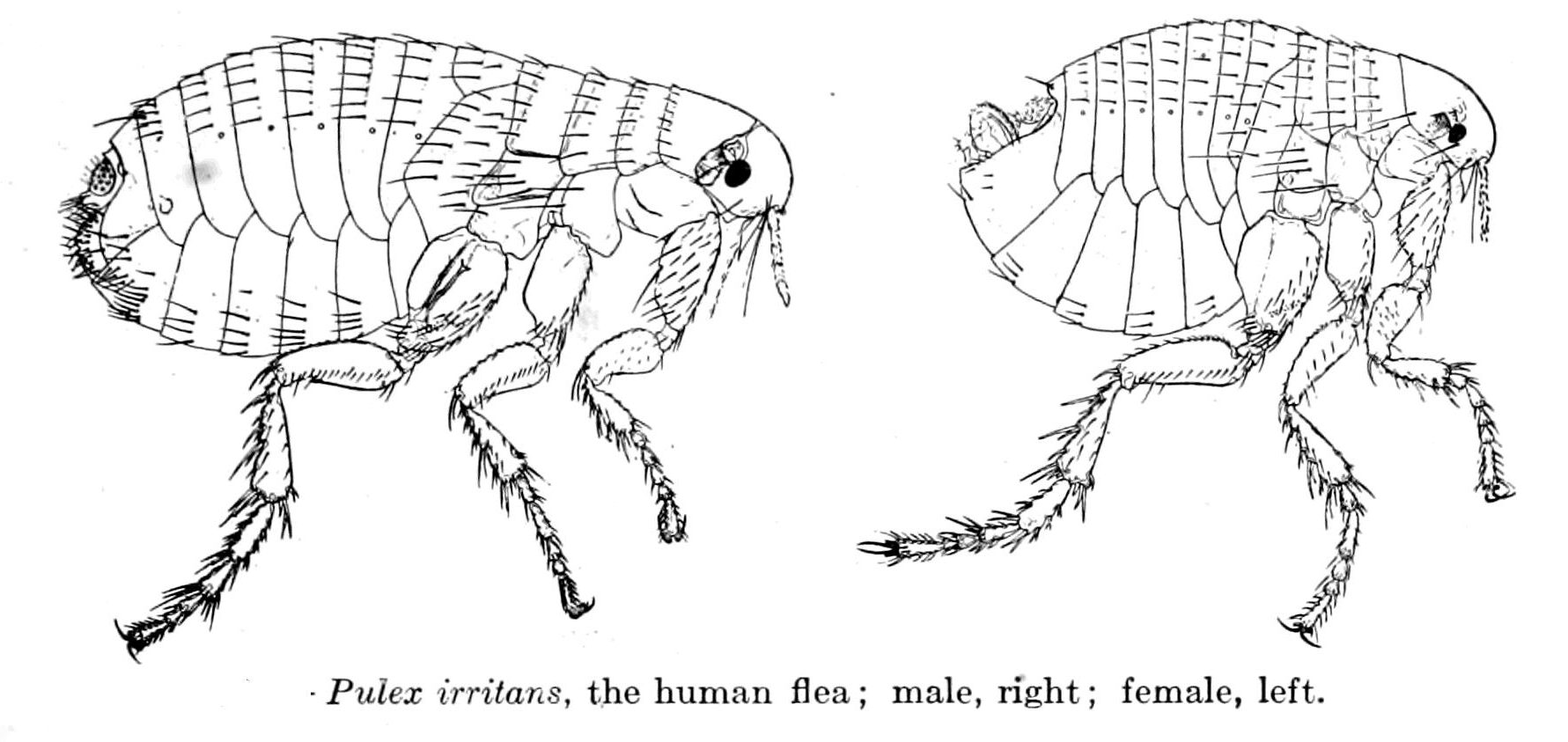
Блоха человеческая (Pulex irritans), переносчик возбудителя чумы
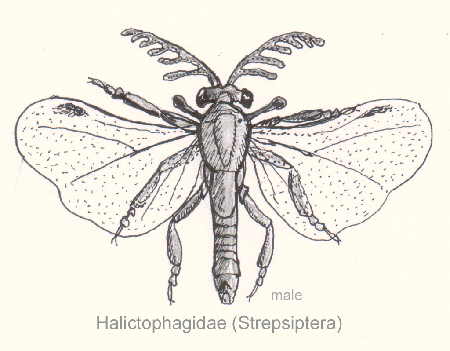
Веерокрылые (Strepsiptera), паразиты пчёл и ос

Паразитоиды отличаются от истинных паразитов тем, что в итоге убивают своего хозяина, а их взрослая стадия свободноживущая. Большая часть известных в мире паразитоидов (более 50 % от примерно 140 тыс. видов) обнаружена в отряде перепончатокрылые (67 000 видов). Самые важные паразитоиды в пределах этой большой группы — это наездники (Ichneumonidae, Braconidae, Proctotrupoidea, Platygastroidea и Chalcidoidea) и некоторые осы из Chrysidoidea (Bethylidae, Chrysididae, Dryinidae) и Vespoidea, парализующие жертву. Среди других паразитоидов присутствуют двукрылые насекомые (более 15 тыс. видов; особенно среди семейств Tachinidae, Pipunculidae, Conopidae), некоторые жесткокрылые (около 4 тыс. видов; Ripiphoridae и Rhipiceridae) и Strepsiptera. В целом около 10 % всех насекомых являются паразитоидами. Некоторые из них могут изменять поведение своих жертв: заражённые наездником Hymenoepimecis argyraphaga пауки Plesiometa argyra через пару недель начинают плести паутину другой формы.

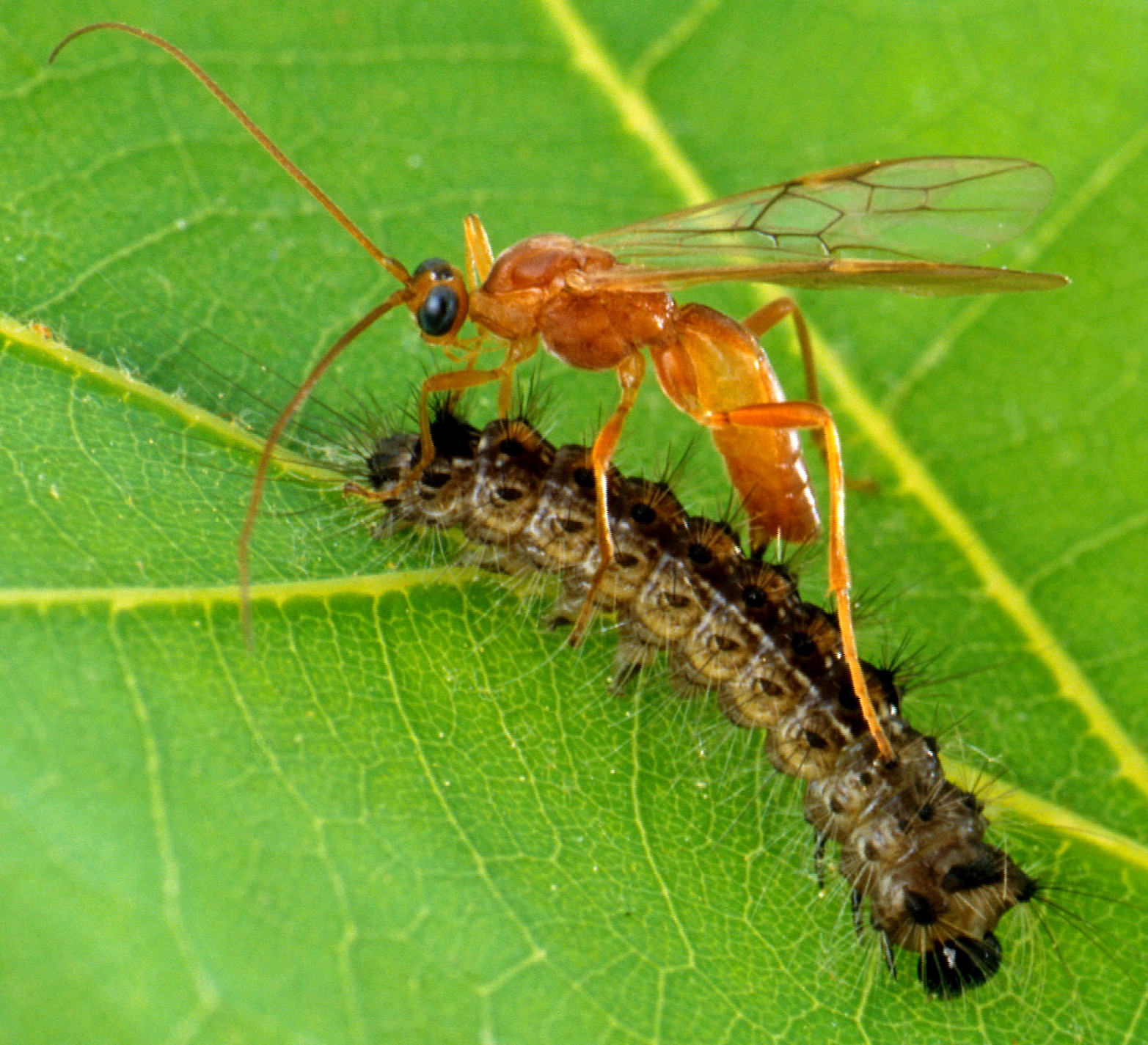
Наездник Aleiodes indiscretus нападает на гусеницу непарного шелкопряда
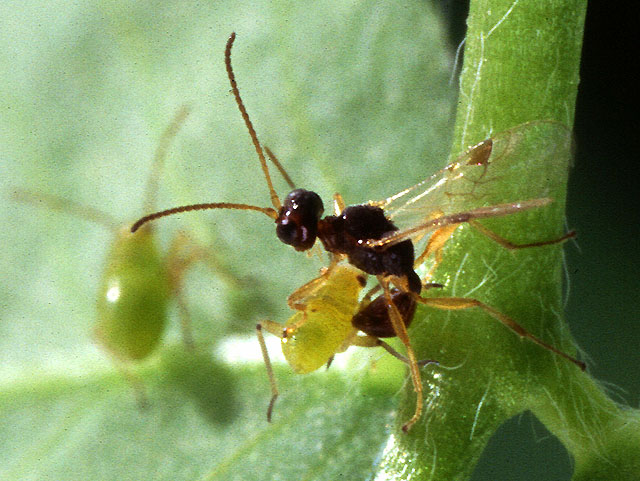
Наездник Peristenus digoneutis, колющий яйцекладом тлю
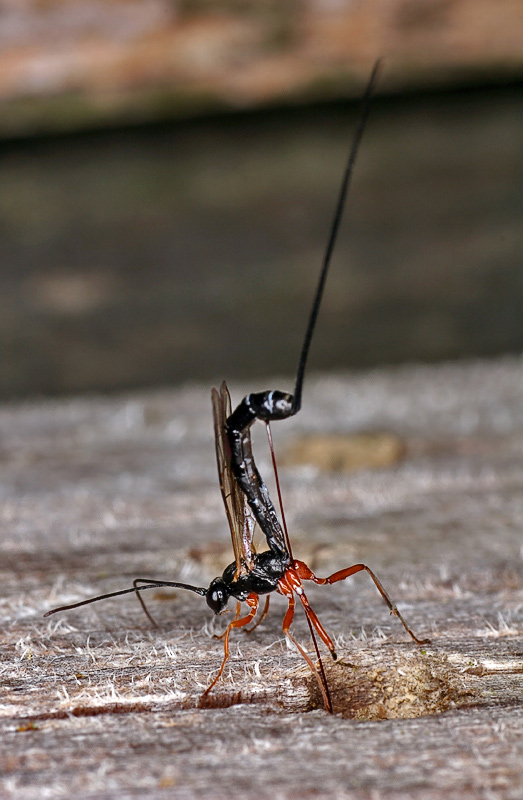
Ephialtini sp., прокалывающий древесину для откладки яйца в личинку

Среди энтомофагов-наездников известны случаи сверхпаразитизма, или гиперпаразитизма. В случае сверхпаразитизма наблюдается паразитирование одного паразита (сверхпаразит, гиперпаразит) в другом. В этом случае сверхпаразит называется паразитом второго порядка, а его хозяин — паразитом первого порядка. Например, наездник Asecodes albitarsus заражает многоядного сверхпаразита Dibrachys boucheanus, а он, в свою очередь, может поражать наездников Apanteles glomeratus, паразитирующих на гусеницах бабочек-белянок. Сверхпаразитизм широко распространён среди паразитических насекомых, в частности, у наездников семейств Ichneumonidae, Encyrtidae и некоторых других.

#### Гнездовой и социальный паразитизм

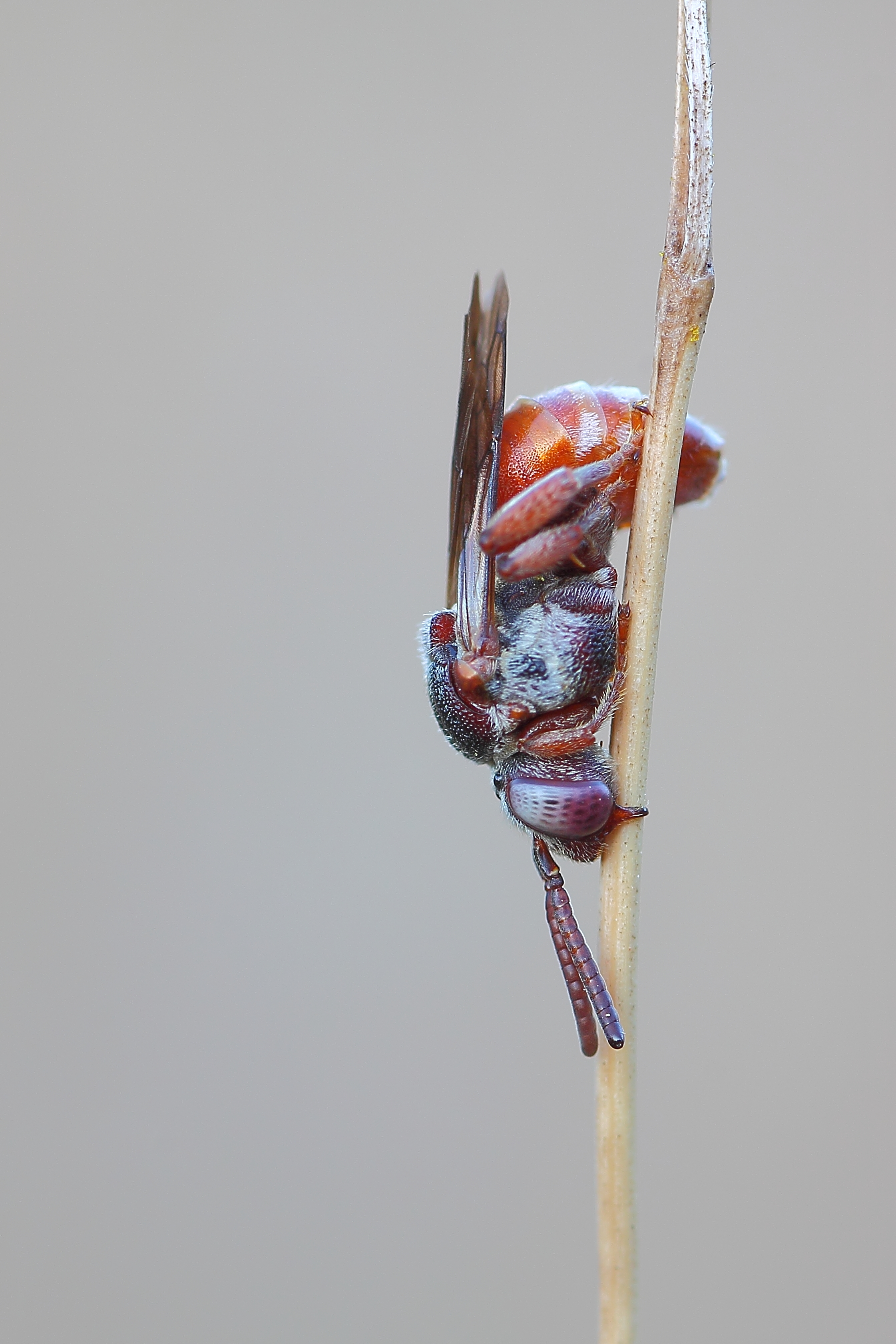
Пчела-кукушка Epeoloides coecutiens не имеет своего гнезда и спит на веточке

Некоторые насекомые насильственно или тайно присваивают чужой кормовой (клептопаразиты) или гнездовой ресурс (гнездовой и социальный паразитизм). Мухи-клептопаразиты, например, представители семейств Chloropidae и Milichiidae, посещают паутины, воруя у пауков часть их добычи. Другие так же поступают с ктырями и муравьями рода Crematogaster.
Самки пчёл-кукушек и некоторых ос со сходным поведением проникают в гнездо хозяина и убивают там матку колонии. Затем они откладывает свои собственные яйца, а рабочие особи вида-хозяина впоследствии выкармливают личинок вида-паразита. Именно так поступают шмели-кукушки подрода Psithyrus и более 700 видов рода Nomada, паразитирующих на пчёлах из родов Andrena, Lasioglossum, Eucera, Melitta и Panurgus. Своих гнёзд пчёлы-кукушки не строят, и у них нет аппарата для сбора пыльцы, а из-за отсутствия опушения они внешне более похожи на ос, чем на пчёл. Несколько тысяч видов пчёл-кукушек известно в семействах Apidae, Megachilidae и Halictidae.
Гнездовой паразитизм у муравьёв принимает форму социального паразитизма, при котором паразит полностью или частично (временно, факультативно) существует благодаря другим общественным насекомым. Оплодотворённая самка паразитирующего вида (Lasius umbratus или рыжего лесного муравья) проникает в гнездо вида-хозяина (Lasius niger или бурого лесного муравья соответственно), убивает в нём царицу, занимая её место, и начинает откладывать свои собственные яйца. Вышедшие из них рабочие особи постепенно заселяют муравейник, сменяя его хозяев. Муравьи-амазонки (Polyergus) воруют коконы видов-«рабов», чтобы те затем выполняли все работы по гнезду.

#### Защита от хищников
Насекомые способны разнообразно защищаться от природных врагов. Для многих видов как средство защиты характерен танатоз — временная неподвижность, при которой они притворяются мёртвыми. При вероятной опасности такие насекомые обычно замирают и падают с растений. Для множества насекомых характерна также одна из форм мимикрии — миметизм, сходство с деталями окружающей обстановки или заведомо несъедобными предметами. Многие виды имеют покровительственную окраску, подражающую объектам неживой природы — сухим листьям, веточкам, кусочкам коры, птичьему помёту. Одним из видов отпугивающей окраски являются «глазки» на крыльях. Они располагаются на передних и/или задних крыльях и имитируют глаза позвоночных животных. В спокойном состоянии насекомые с такой окраской обычно сидят, сложив крылья, а будучи потревоженными, раздвигают передние крылья и демонстрируют отпугивающие ярко окрашенные нижние. Подобная стратегия защиты отмечается у многих бабочек, ряда богомолов, кузнечиков.

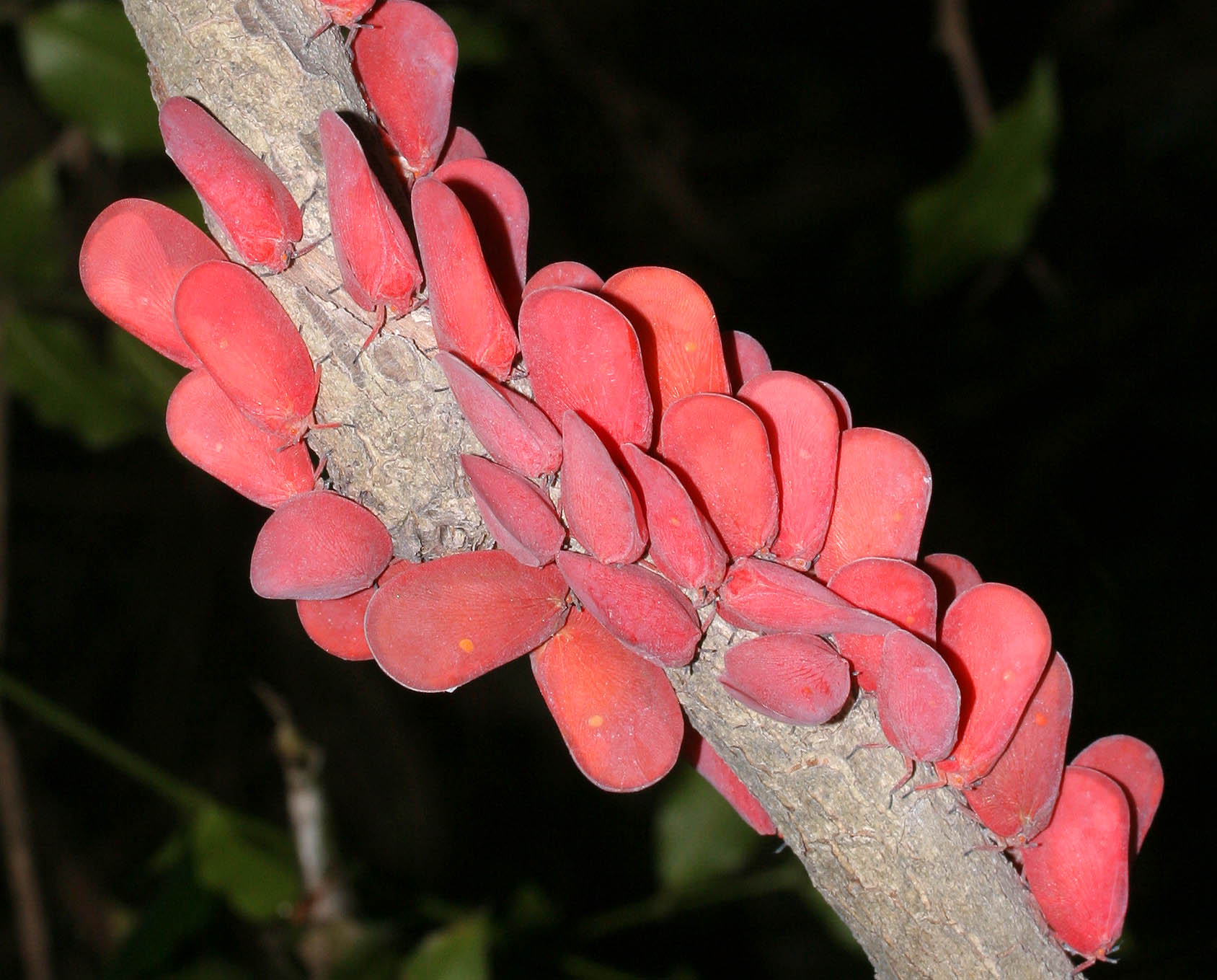
Фонарницы Phromnia rosea (Мадагаскар), садясь на стебель растения, размещаются в определённом порядке, создавая «соцветие»
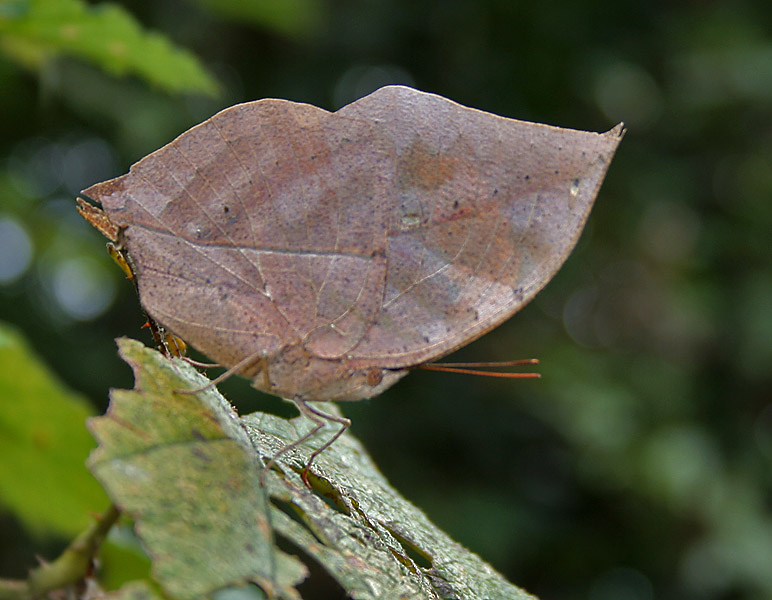
Бабочка Kallima inachus со сложенными крыльями выглядит как сухой лист
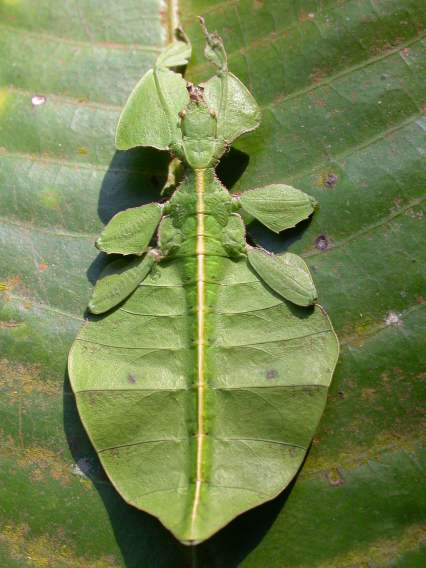
Палочник «странствующий лист» (Phyllium)
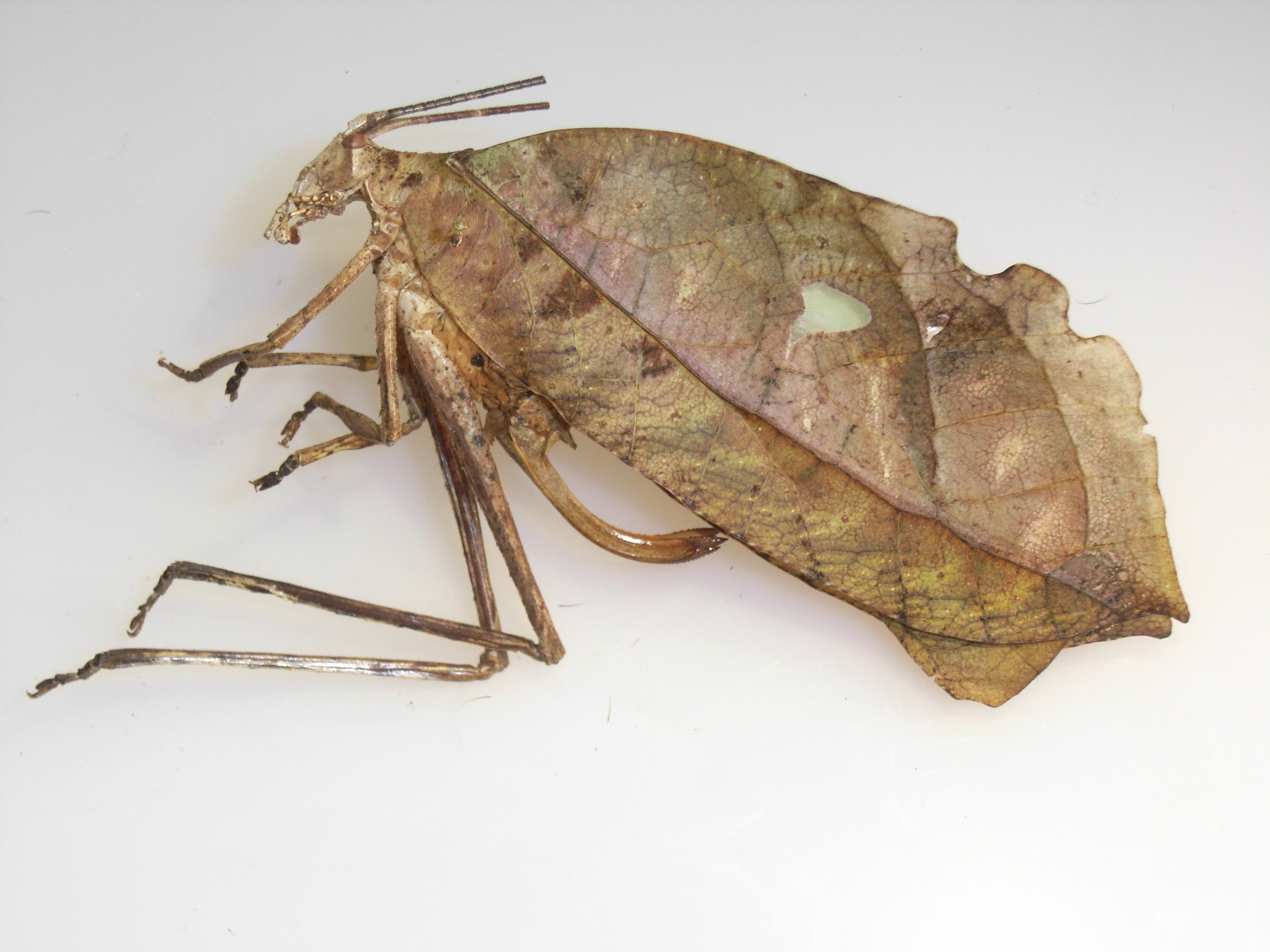
Тропический кузнечик, подражающий сухому листу
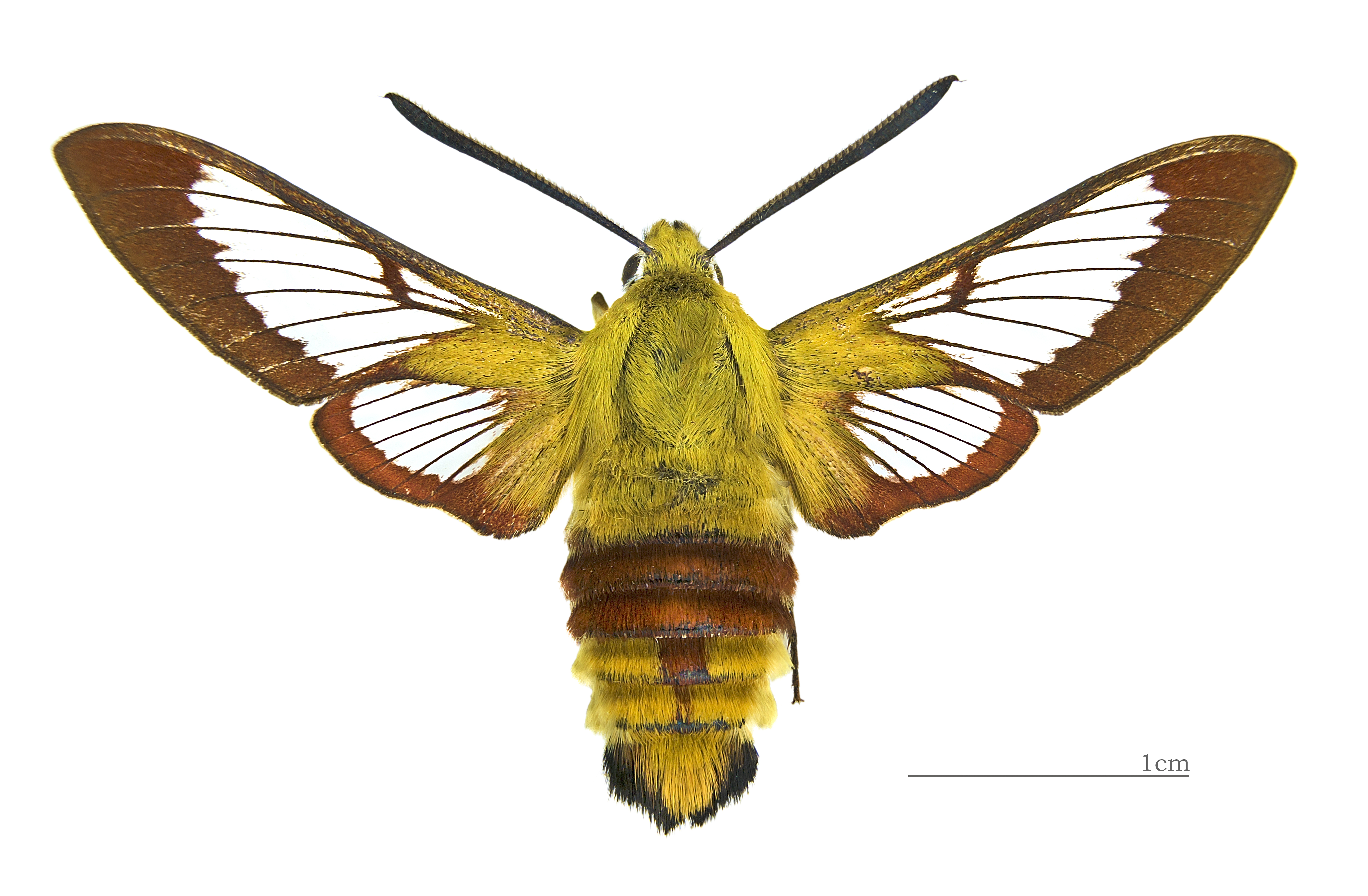
Шмелевидка жимолостная подражает шмелям
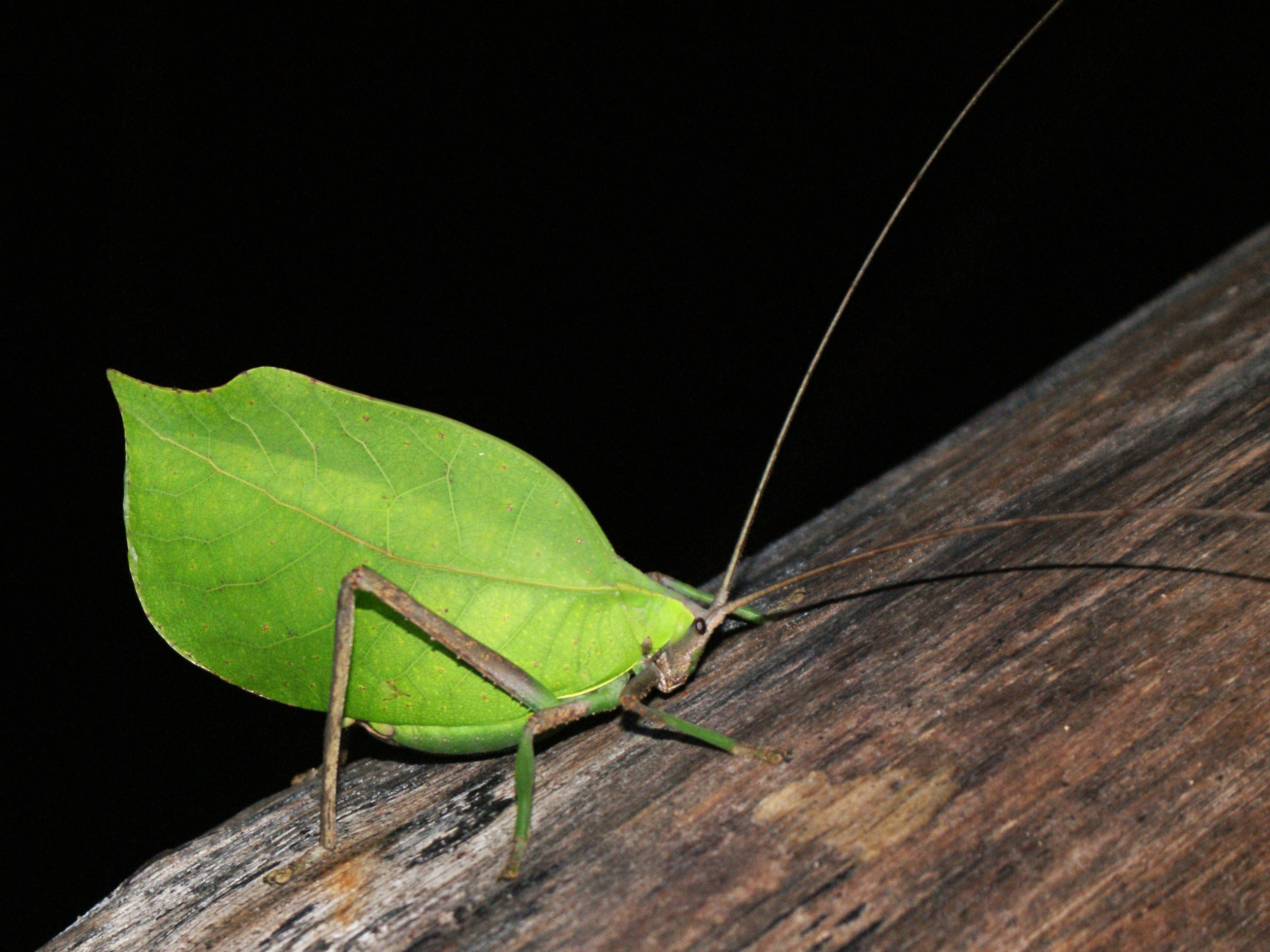
Кузнечик Typophyllum erosum

Окраска и внешний вид многих насекомых на различных стадиях развития часто связаны с защитой от врагов. Некоторые виды обладают скверным запахом и неприятным вкусом либо ядовиты, что делает их несъедобными. Попробовав такое насекомое один раз, хищники будут избегать подобный вид в дальнейшем.
Апосематизм — предостерегающие окраска и форма тела. Классическим примером является яркая окраска, преимущественно представленная как сочетание красного, оранжевого и жёлтого цветов с чёрным, у насекомых, обладающих ядовитой гемолимфой: у божьих коровок, жуков-нарывников, бабочек-геликонид и многих других. Некоторые бабочки и мухи подражают осам и шмелям, например, мухи-журчалки, стеклянницы, бражник шмелевидка жимолостная, шмелевидка скабиозовая.
Синапосематизм — ложная, или мюллеровская мимикрия — согласованные, сходные окраска и форма тела у нескольких различных видов, обладающих развитыми прочими средствами защиты от хищников. При «мюллеровской» мимикрии подражающие друг другу виды в одинаковой мере несъедобны. Сходные окраска и внешний вид повышают эффективность отпугивания. Одним из таких примеров является дневной парусник Papilio laglaizei (Новая Гвинея), подражающий окраской и формой крыльев урании Alcides agathyrsus.
Псевдоапосематизм — истинная, или бейтсова мимикрия. Многие, лишённые таких средств защиты, как «несъедобность и ядовитость», часто мимикрируют под несъедобные виды. При данной форме мимикрии виды, не обладающие защитными механизмами, обладают такими же окраской и формой тела, как один или несколько защищённых видов. Данный вид мимикрии наиболее развит именно у чешуекрылых. Так, южноамериканские парусники Papilio bachus, Papilio zagreus, белянка Dismorphia astynome окраской и формой крыльев подражают несъедобным видам геликонид. Парусник Papilio agestor подражает несъедобной данаиде сита (Paratica sita). Ряд видов жуков-усачей (Cerambycidae) часто подражает жалящим перепончатокрылым.

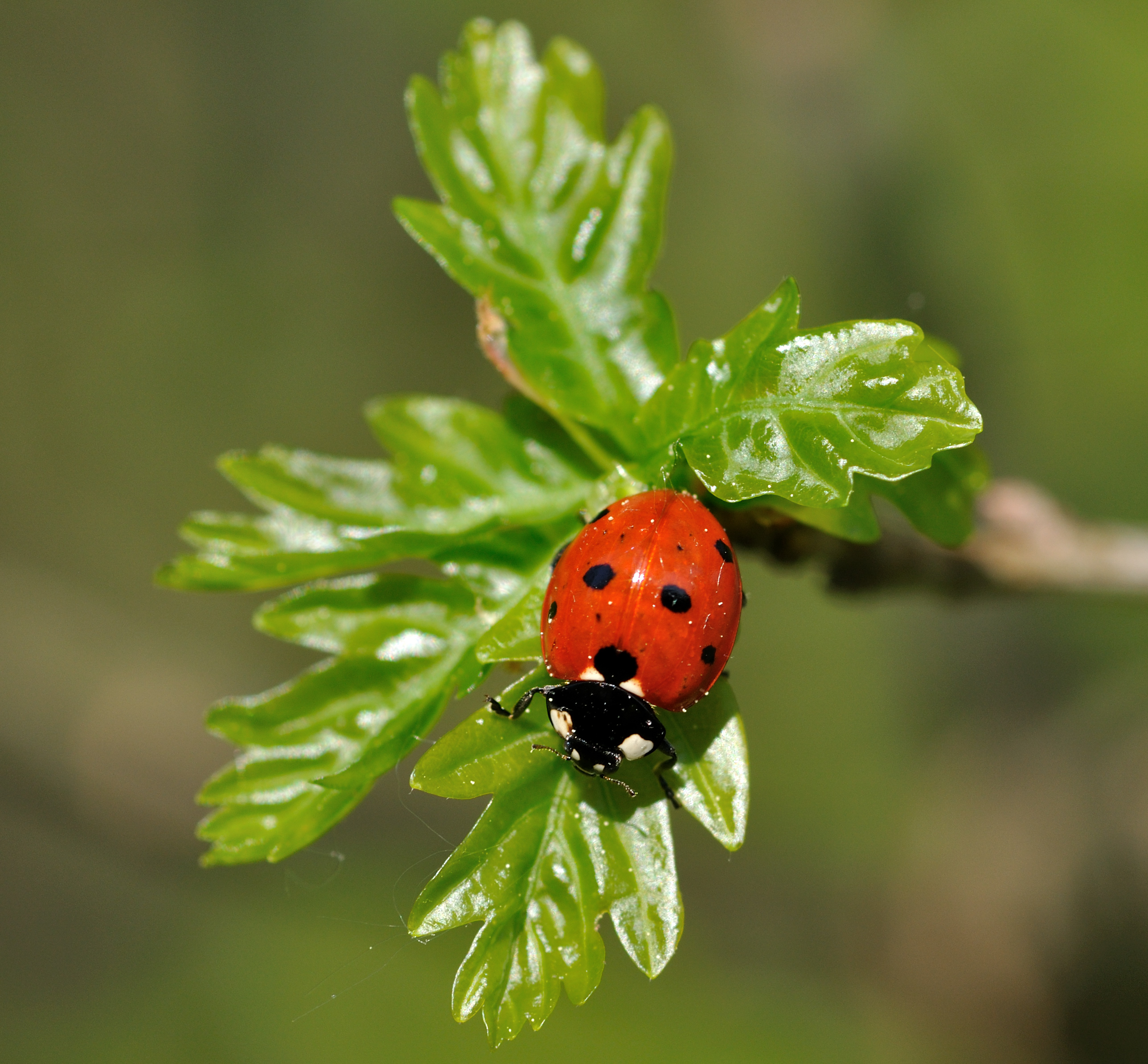
Яркая предостерегающая окраска семиточечной коровки
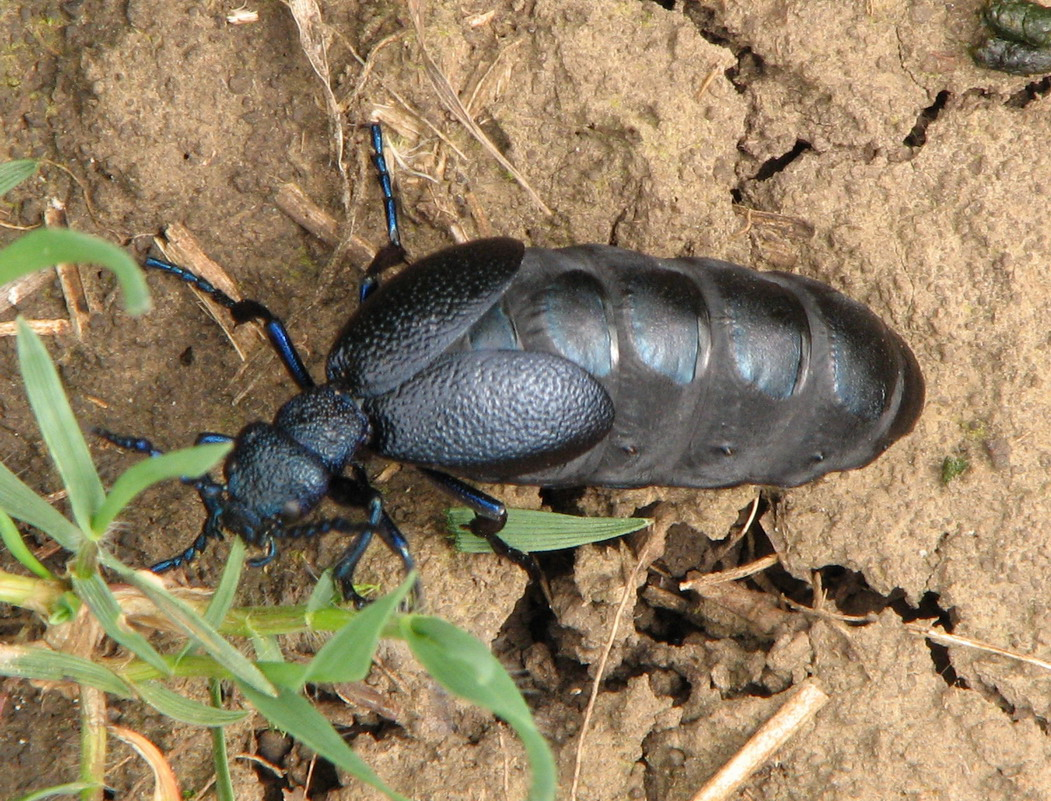
Нарывник майка обыкновенная, обладающий ядовитой гемолимфой
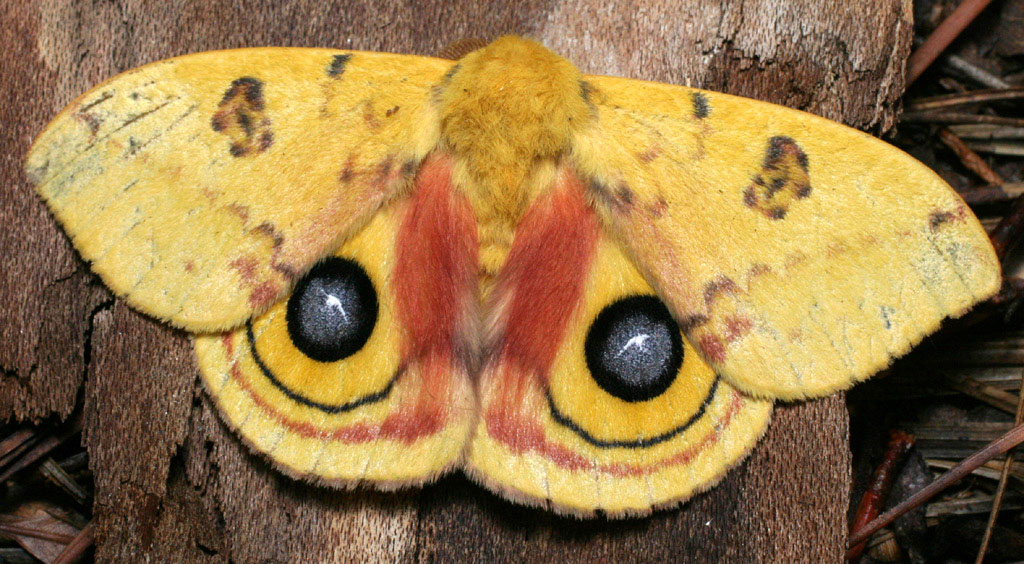
Отпугивающая окраска в виде «глаз» на крыльях Automeris io
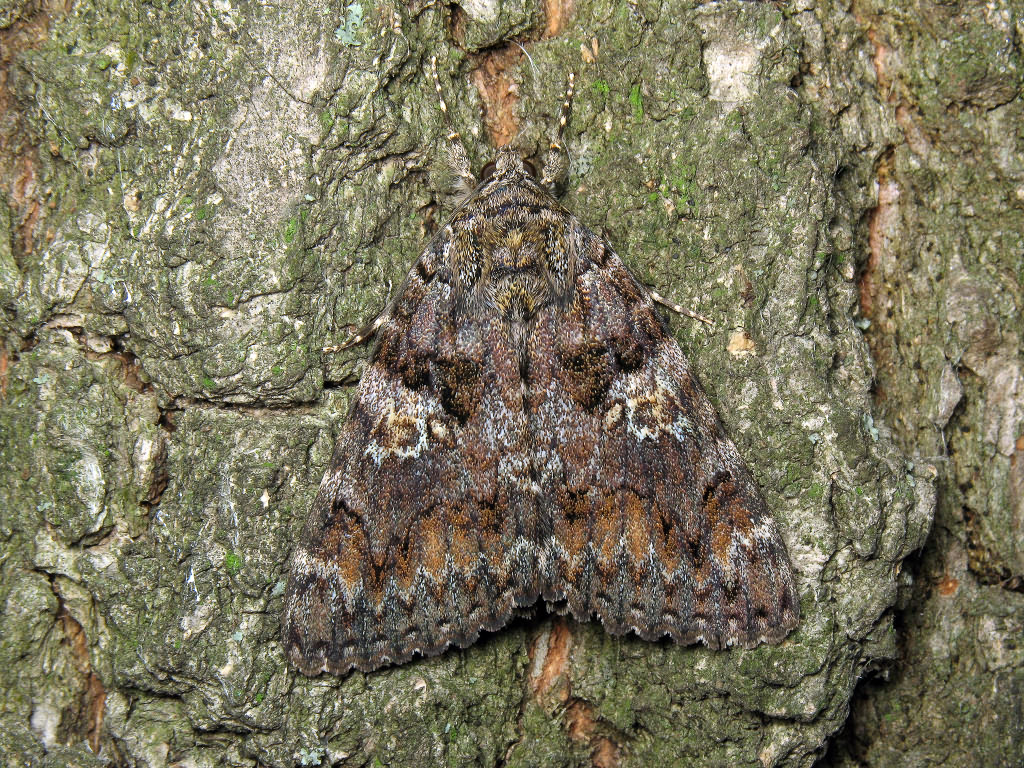
Покровительственная окраска малиновой ленточницы
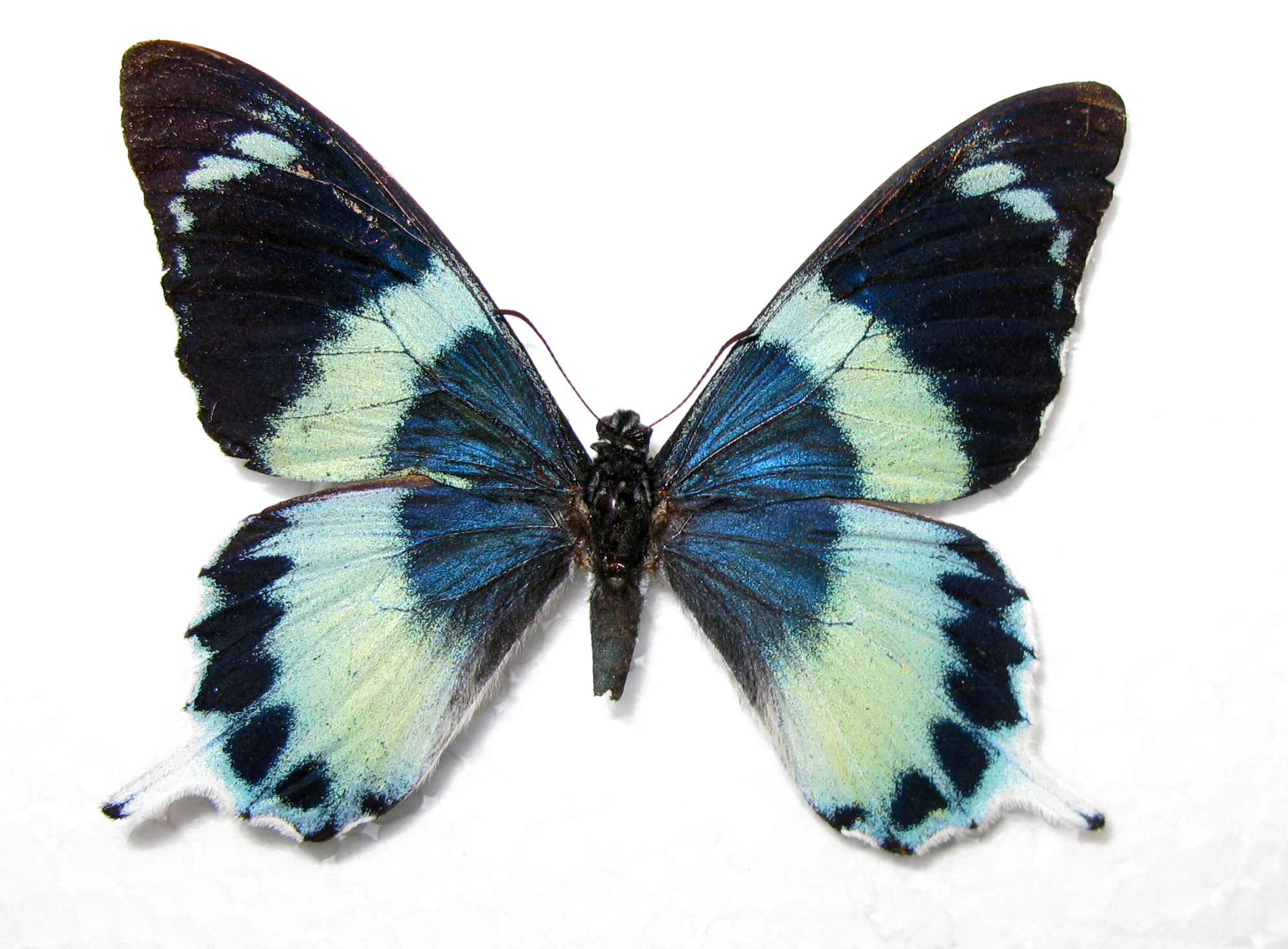
Мимикрия несъедобным видам. Papilio laglaizei мимикрирует под Alcides agathyrsus

Ряд насекомых, преимущественно жуки, обладают весьма твёрдыми и прочными покровами тела, защищающими их в той или иной степени от хищников. Ряд жуков обладает устрашающими и порой весьма небезопасными челюстями: рогачи, жужелицы, некоторые усачи. Некоторые насекомые обладают железами с ядовитыми и пахучими секретами. Самым ярким примером подобного способа защиты являются жуки-бомбардиры. Они обладают железами, выделяющими смесь химических веществ, которые, вступая во взаимодействие друг с другом в специальной камере брюшка, вызывают экзотермическую реакцию и разогрев смеси до 100 °C. Образующаяся смесь веществ выбрасывается наружу через отверстия на кончике брюшка. Довольно часто встречаются насекомые, обладающие ядовитой гемолимфой.
Ряд видов практикует сожительство с защищёнными животными. Примером может служить мирмекофилия — выгодное для насекомых сожительство с муравьями в их гнёздах, где они находят не только защиту, но и пищу. Некоторые виды насекомых предпочитают вести скрытный образ жизни, обитая в труднодоступных местах, надёжно защищённых от врагов. Многие насекомые ведут ночной образ жизни, который действенно предохраняет их от возможных нападений птиц и других дневных хищников.

### Естественные враги и заболевания

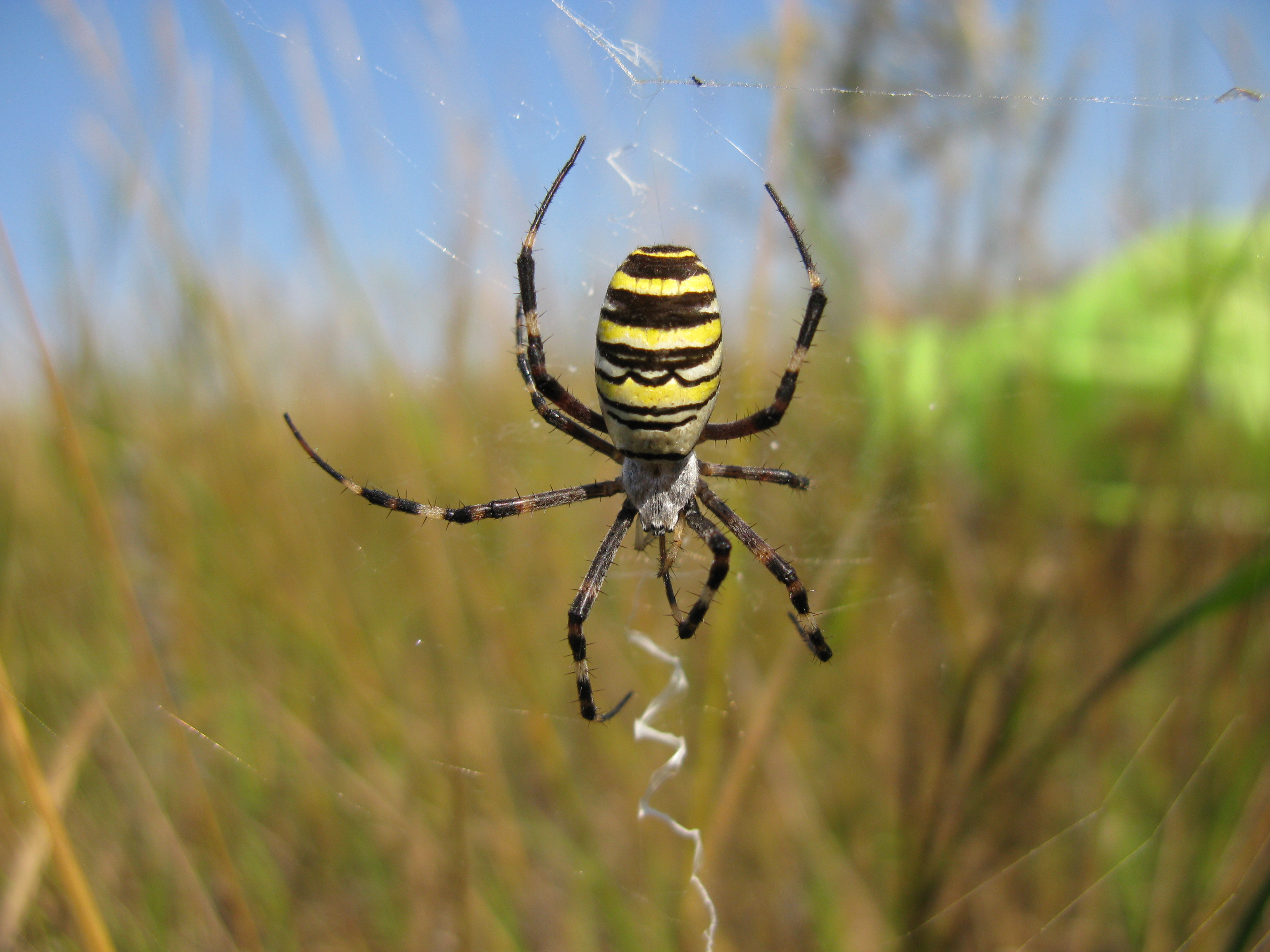
Аргиопа Брюнниха, как и многие пауки, питается насекомыми

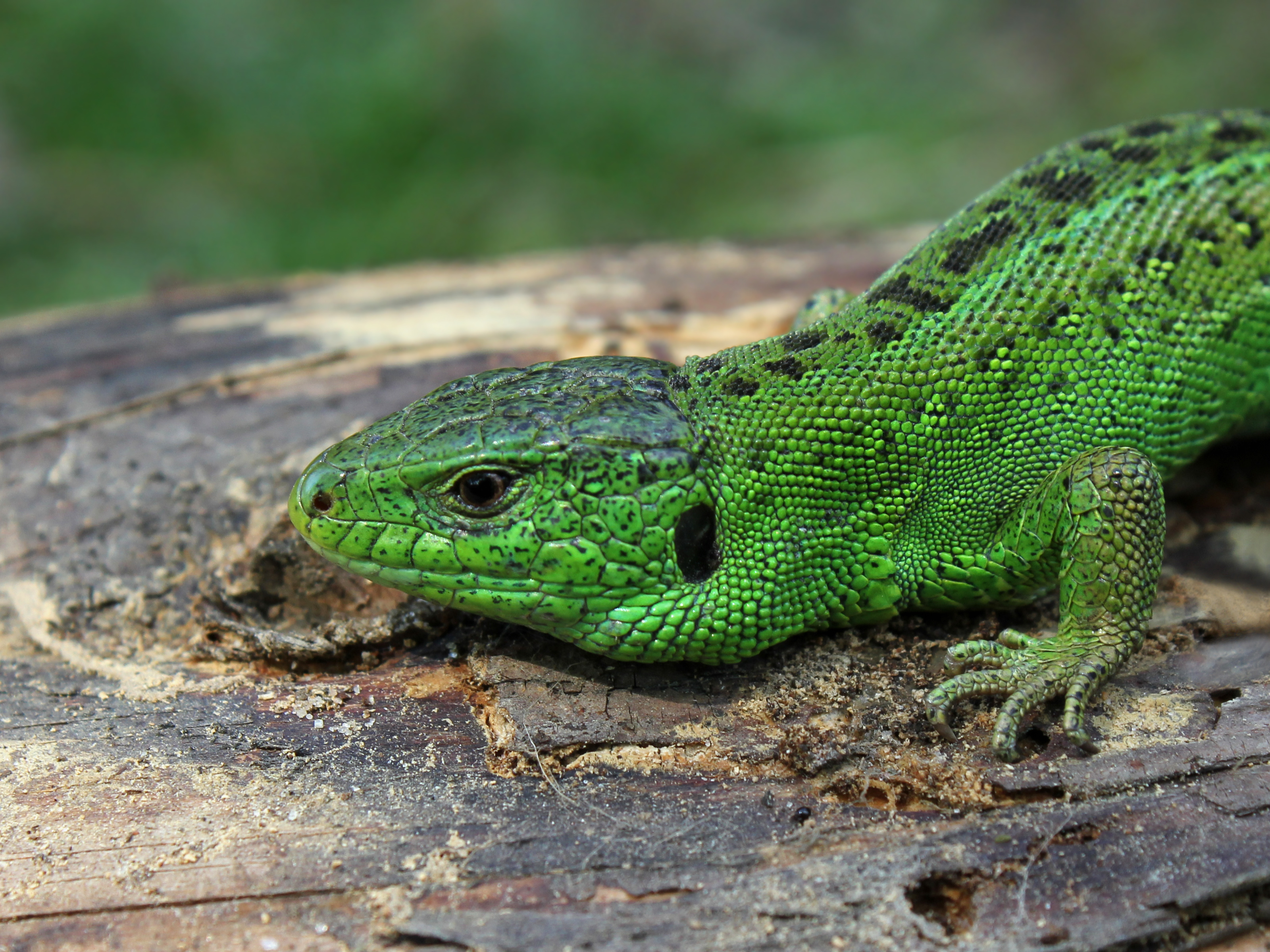
Многие ящерицы питаются насекомыми

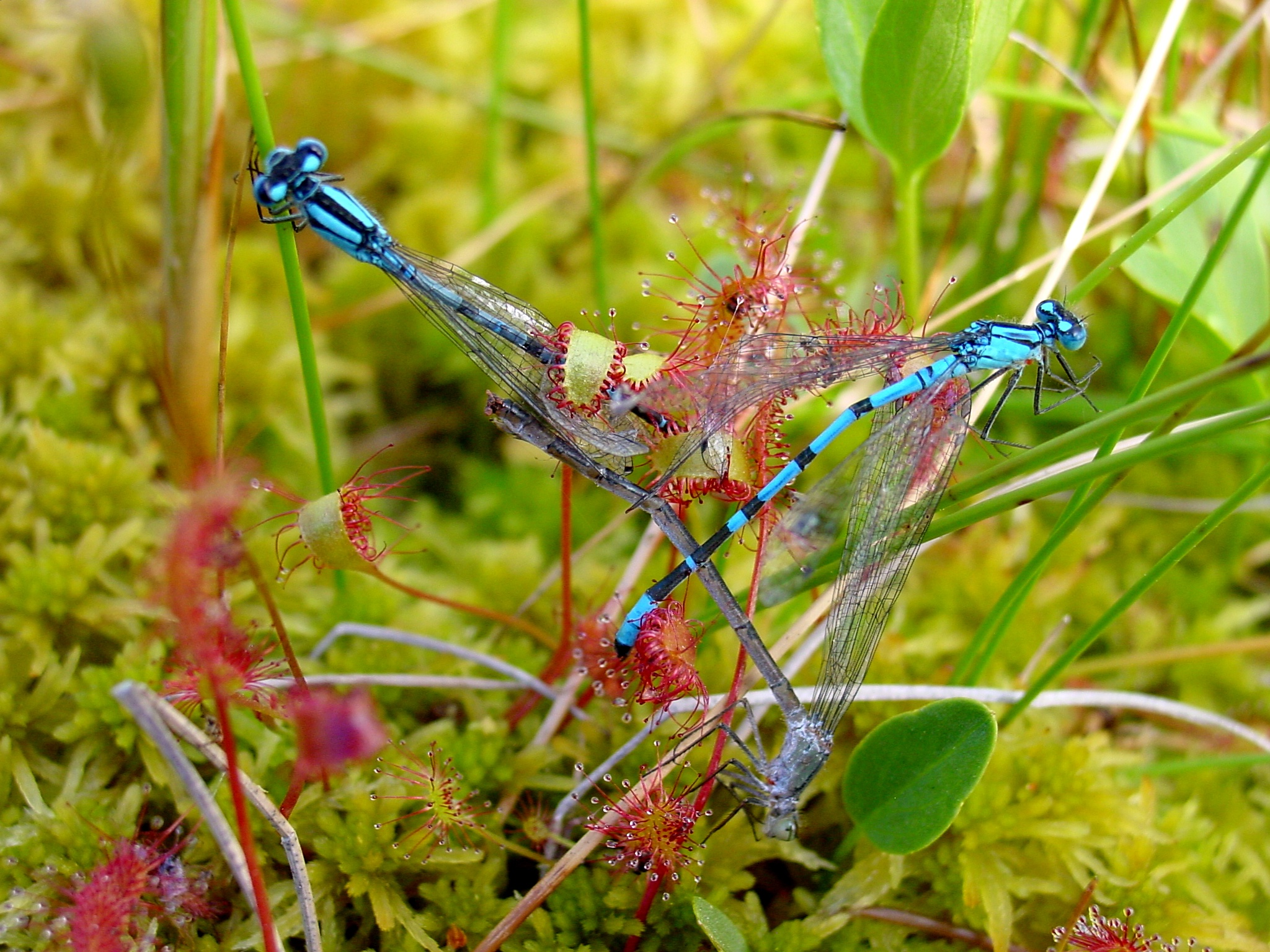
Росянка английская с «пойманными» ею стрекозами Enallagma cyathigerum

Естественными врагами насекомых (энтомофагами) являются различные многочисленные патогенные микроорганизмы, паразитические и хищные беспозвоночные животные. Насекомые также являются пищей для многих позвоночных животных. Насекомые уничтожаются различными энтомофагами на всех стадиях развития.
В настоящее время среди микроорганизмов известны различные возбудители бактериальных, вирусных, грибковых и протозойных заболеваний насекомых. Например, бакуловирусы являются возбудителями вирусных заболеваний различных видов, преимущественно чешуекрылых. Известно более 400 видов грибов, вызывающих различные заболевания насекомых. Все они являются представителями четырёх классов: фикомицеты, сумчатые, базидиальные и несовершенные грибы.
Из класса фикомицетов наиболее известны представители рода Entomophthora. Из группы сумчатых грибов чаще всего паразитируют виды родов Cordyceps, Hypocrella, Hirsutella, Sporotrichum и др. Особую известность имеют некоторые представители рода Cordyceps в связи с влиянием на поведение насекомых, на которых они паразитируют, например, кордицепс однобокий, паразитирующий на муравьях, и кордицепс китайский — на гусеницах бабочки Hepialus armoricanus. Из представителей несовершенных грибов поражают насекомых грибы родов Aschersonia, Aspergillus, Beauveria, Cephalosporium, Cladosporium, Coniothyrium, Spicaria и другие.
Патогенные для насекомых бактерии являются представителями порядка Eubacteriales. Среди них наиболее часто встречаются коккобактерии, спорообразующие бактерии и бесспоровые палочковидные бактерии. Редко у насекомых обнаруживают также патогенные вибрионы. Большинство известных патогенных насекомым простейших являются представителями отряда микроспоридий, грегарин и шизогрегарин.
Обширной группой естественных врагов насекомых являются паразитические черви — нематоды, вызывающие нематодные болезни насекомых. Из беспозвоночных хищников, охотящихся на насекомых, наиболее широко распространены насекомые-энтомофаги, паукообразные (пауки, скорпионы, клещи, фаланги и т. п.), многоножки.
Среди позвоночных насекомыми питаются различные виды рыб, земноводных (у лягушек до 95 % рациона), пресмыкающихся, птиц и млекопитающих (насекомоядные, летучие мыши, муравьеды, панголины и трубкозубы и т. д.). Внутри перечисленных классов позвоночных имеются целые группы, специализирующиеся на питании исключительно насекомыми. Как дополнение к основной пище насекомые служат многим другим видам.
Насекомые служат источником питания для насекомоядных растений. Последних насчитывается около 630 видов из 19 семейств растений. Они приспособились к ловле и перевариванию небольших животных. Таким образом эти растения дополняют своё нормальное автотрофное питание (фотосинтез) одной из форм гетеротрофного питания.

### Роль в экосистемах
Насекомые составляют около 90 % всех животных на Земле и играют чрезвычайно важную роль в природе, что определяется их видовым разнообразием и высокой численностью в биоценозах. Растительноядные насекомые по биомассе во много раз превышают всех других животных-фитофагов и поэтому потребляют основную часть растительного прироста. Хищные и паразитические насекомые являются естественными регуляторами численности организмов, которыми они питаются. В свою очередь, насекомые — основа питания для многих беспозвоночных и позвоночных животных.

#### Насекомые как опылители

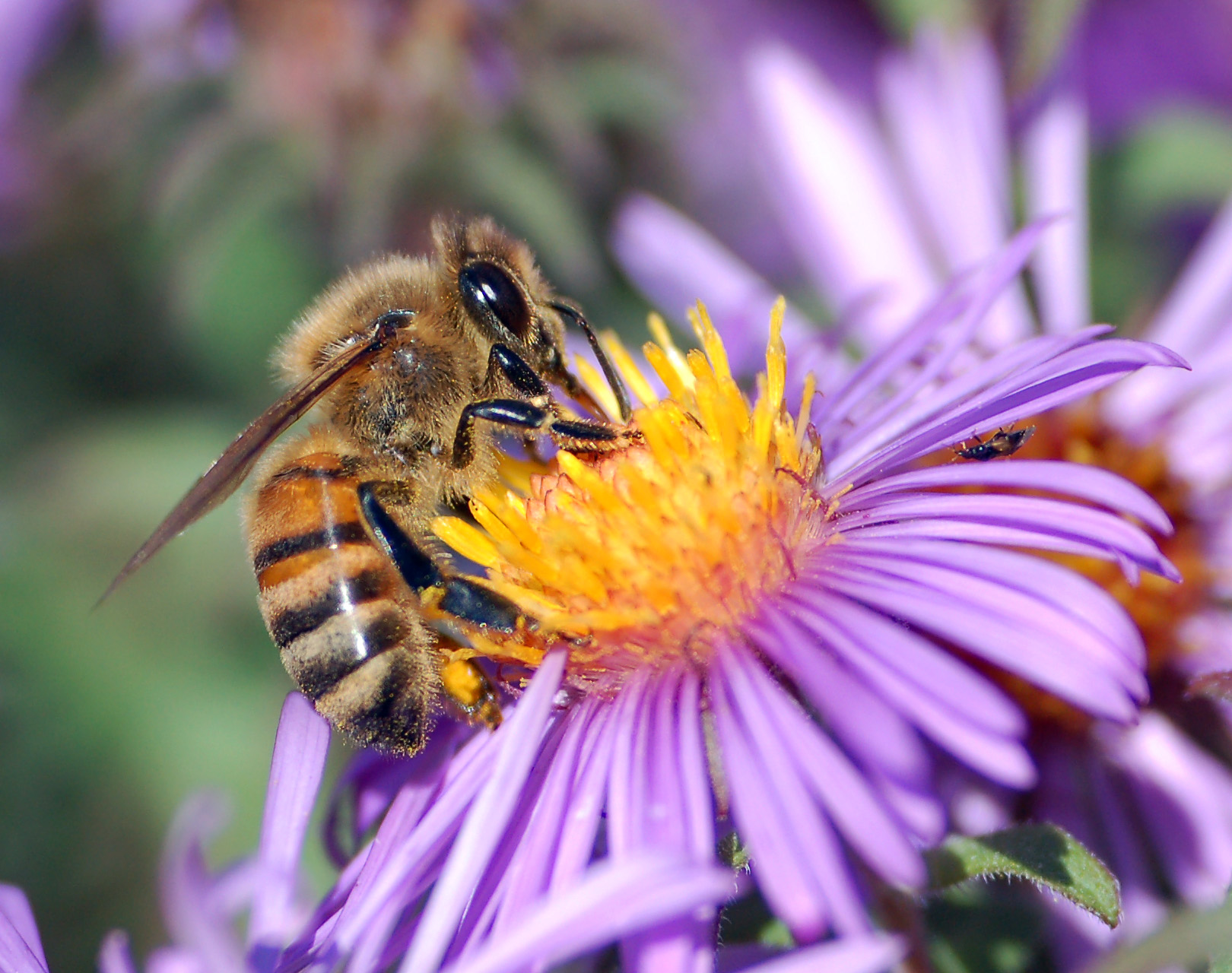
Медоносная пчела на цветке

Более 80 % растений Европы опыляются насекомыми, и можно с уверенностью сказать, что цветок — результат совместной эволюции растений и насекомых. Приспособления цветковых растений для привлечения насекомых разнообразны: пыльца, нектар, эфирные масла, аромат, форма и окраска цветка. Приспособления насекомых: сосущий хоботок бабочек, грызуще-лижущий ротовой аппарат пчелиных; особые пыльцесобирательные аппараты — у пчёл и шмелей щёточка и корзинка на задних ногах, у пчёл-мегахил — брюшная щёточка, многочисленные волоски на ногах и теле.
Взаимоотношения растений и насекомых нередко достигают особой специализации. Например, люцерну опыляют одиночные пчёлы, инжир — перепончатокрылые
Blastophaga psenes, юкку — юкковая моль. Мадагаскарская орхидея ангрекум полуторафутовый с очень глубокой цветочной чашечкой опыляется единственным эндемичным видом бражников Xanthopan morgani, имеющим хоботок длиной 225 мм. Неотропические орхидные растения из подтриб Stanhopeinae и Catasetinae опыляются исключительно орхидными пчёлами (Euglossini). Эти взаимовыгодные взаимоотношения пчёл и орхидей возникли в ходе эволюции примерно 20 млн лет назад. Только самцы занимаются опылением данных орхидей, которые не производят нектар, и самки пчёл не посещают их. Во время посещения цветка к голове или груди самца прилипает поллинарий (содержащий пыльцевые зёрна), который опылитель и переносит на другой цветок.

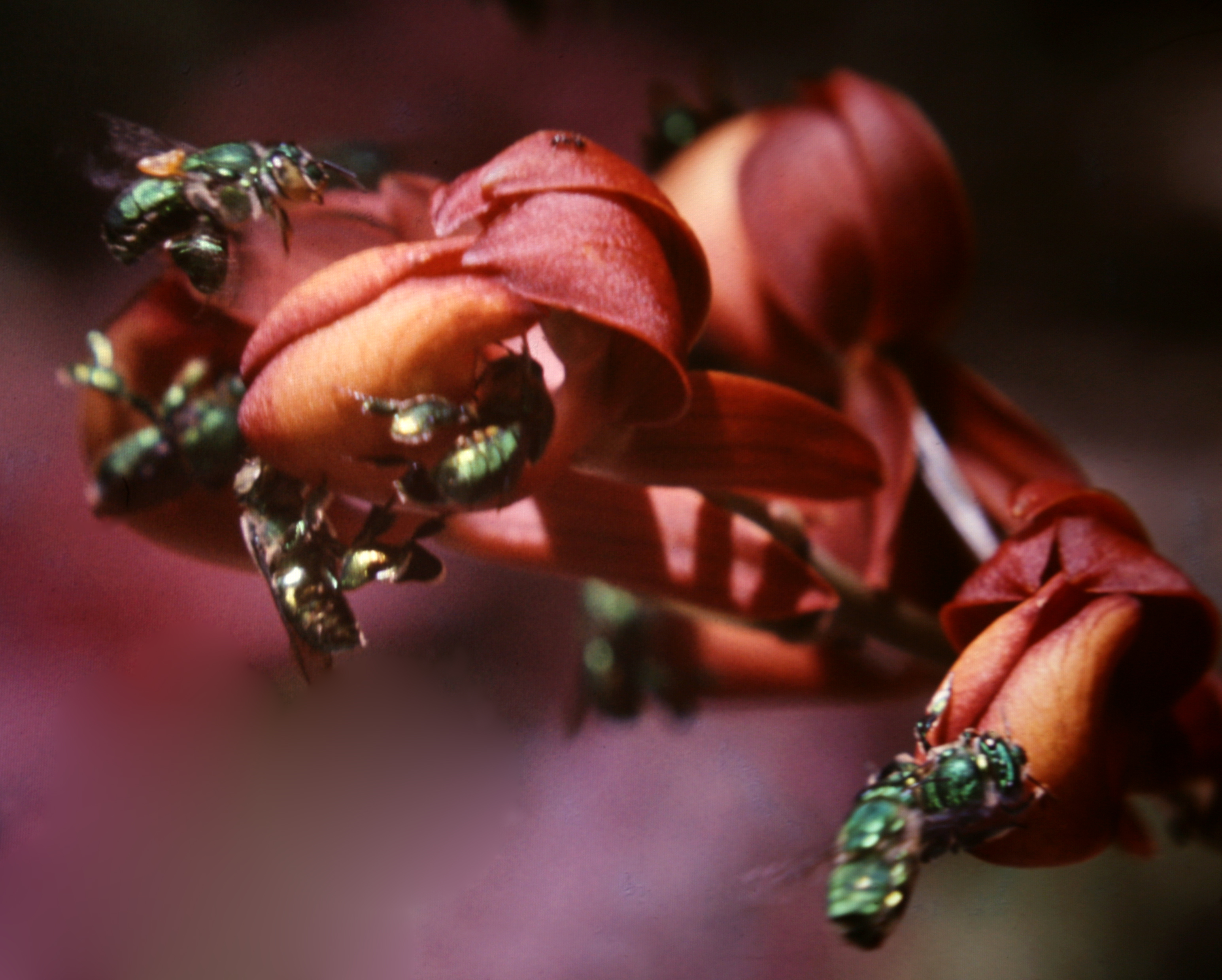
Самцы пчелы Euglossa на орхидее Mormodes buccinator (Суринам)
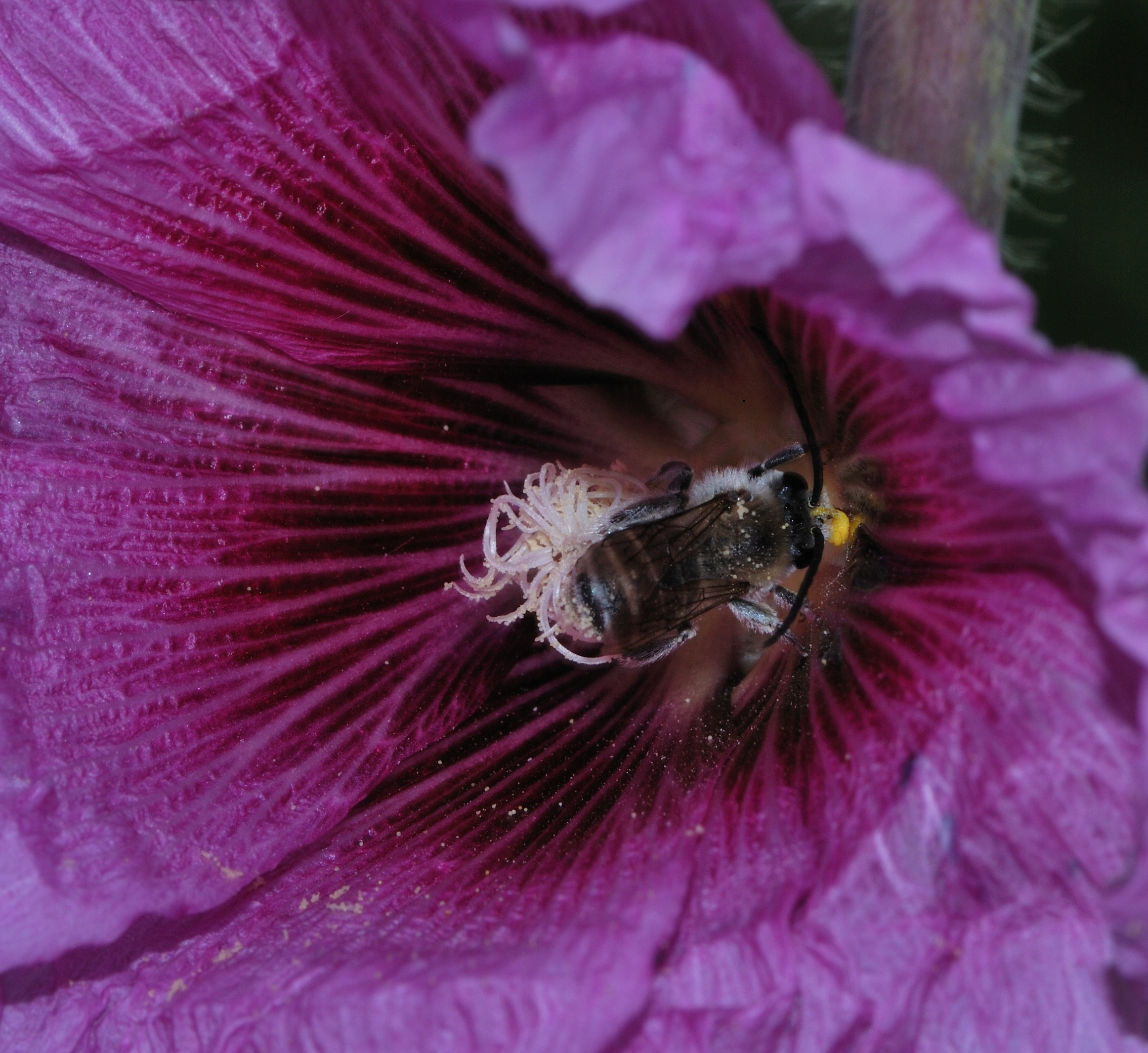
Самец пчелы Eucera cinnamomea в цветке Alcea setosa с прилипшим к голове жёлтым поллинием
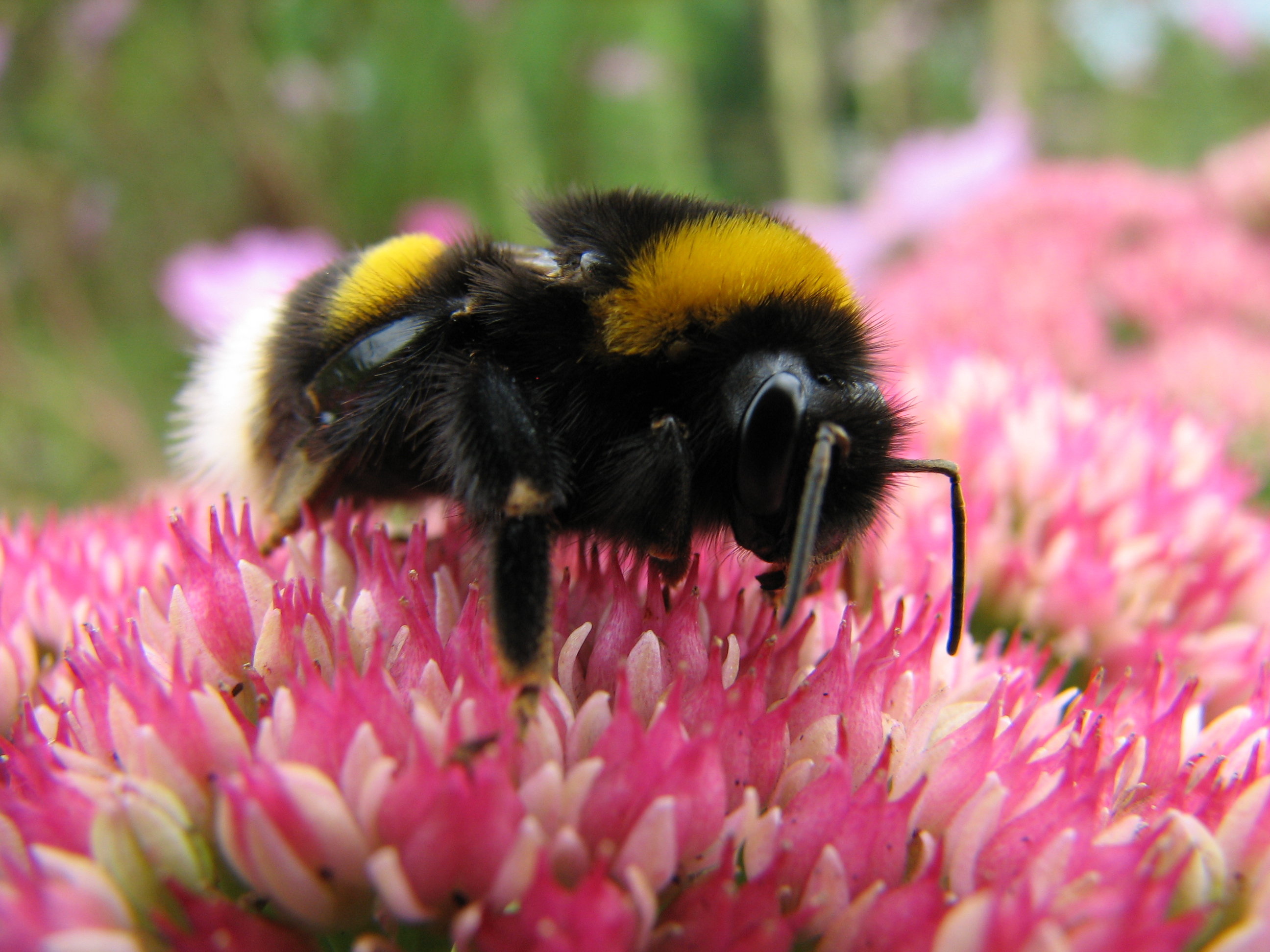
Шмели, опылители клевера
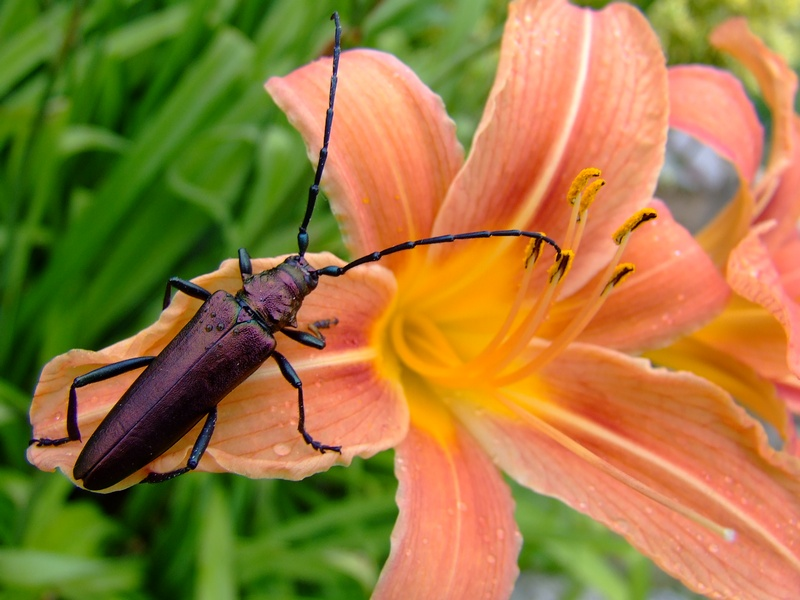
Мускусный усач
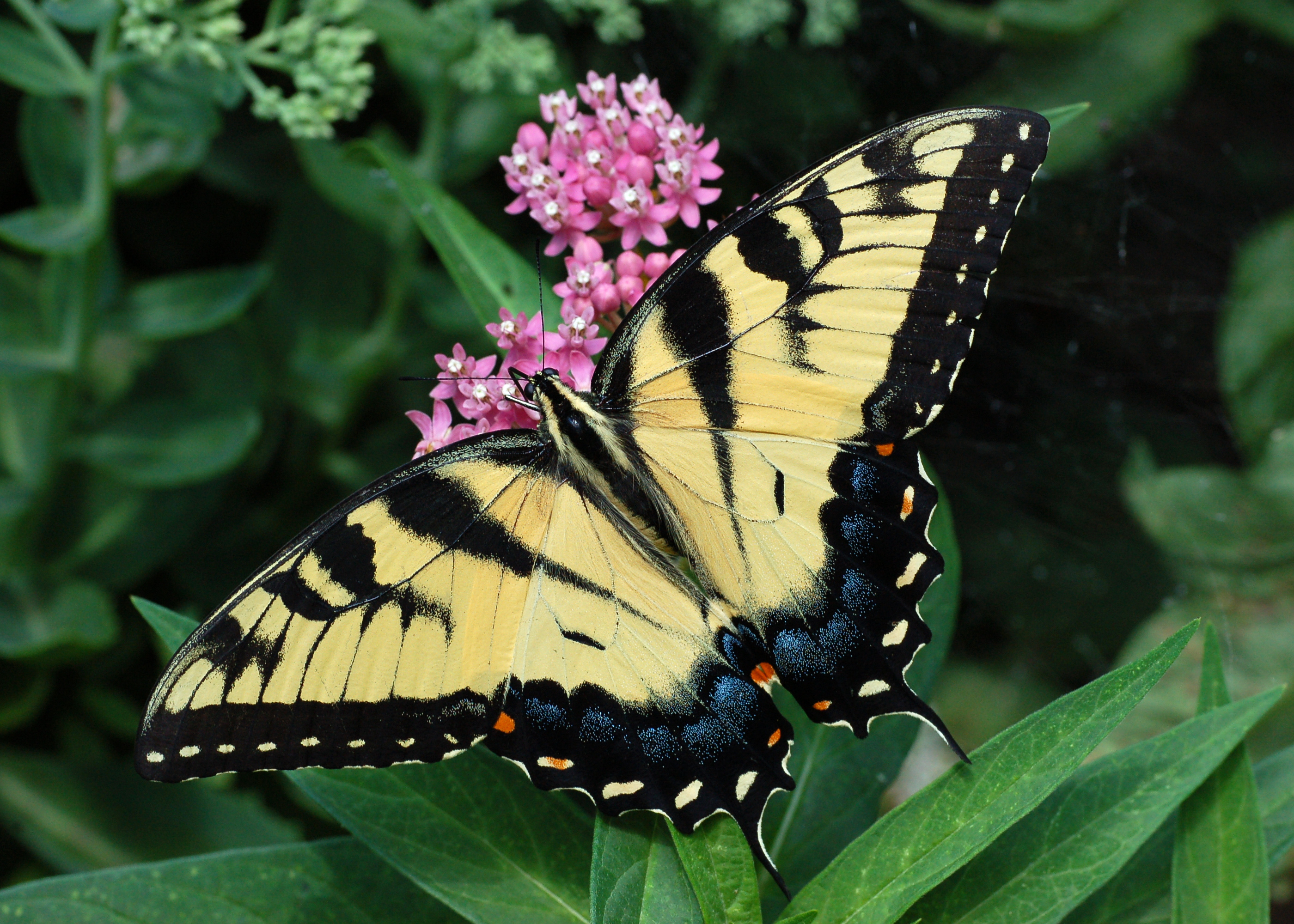
Парусник главк на цветке Asclepias curassavica

#### Другие роли

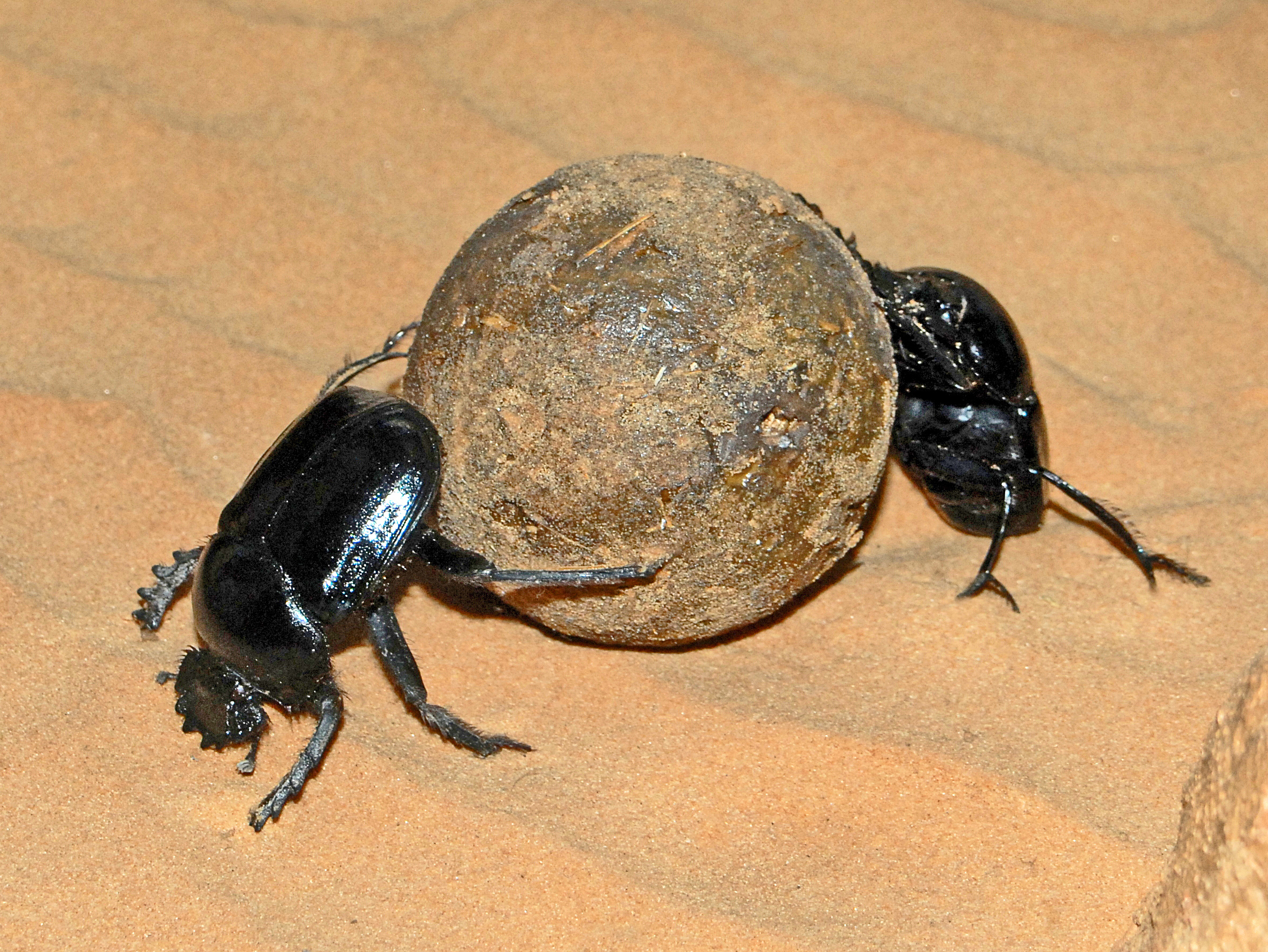
Скарабеи со скатанным шариком из навоза

Как потребители растительных и животных остатков насекомые играют важную роль в почвообразовании. Почвенные насекомые и их личинки разрыхляют почву и обогащают её перегноем, разлагают растительные и животные остатки — опавшую листву и отмершие части растений, трупы и экскременты животных. Таким образом, насекомые одновременно играют роль санитаров и способствуют круговороту веществ в природе.
Санитарную роль играют следующие группы насекомых:
- копрофаги — жуки-навозники, мухи-навозницы, коровницы;
- некрофаги — жуки-мертвоеды, могильщики, кожееды, мухи-мясоедки, падальницы;
- насекомые — разрушители отмерших растительных остатков: древесины, опавших листьев и хвои — жуки-точильщики, личинки усачей, златок, рогохвостов, комаров-долгоножек, муравьи-древоточцы, грибные комарики и т. д.;
- насекомые — санитары водоёмов питаются взвешенными или осевшими на дно гниющими органическими веществами (детритом) — личинки комаров-дергунов, или звонцов, подёнок, ручейников очищают воду и служат биоиндикатором её санитарного состояния.

Некоторые насекомые способны оберегать растения от фитофагов. Например, около 10 % видов акаций Центральной Америки охраняются древесными муравьями рода Pseudomyrmex, получающими от растения готовый дом и корм (нектар и белковые тельца Бельта).

## Филогения

### Происхождение и эволюция

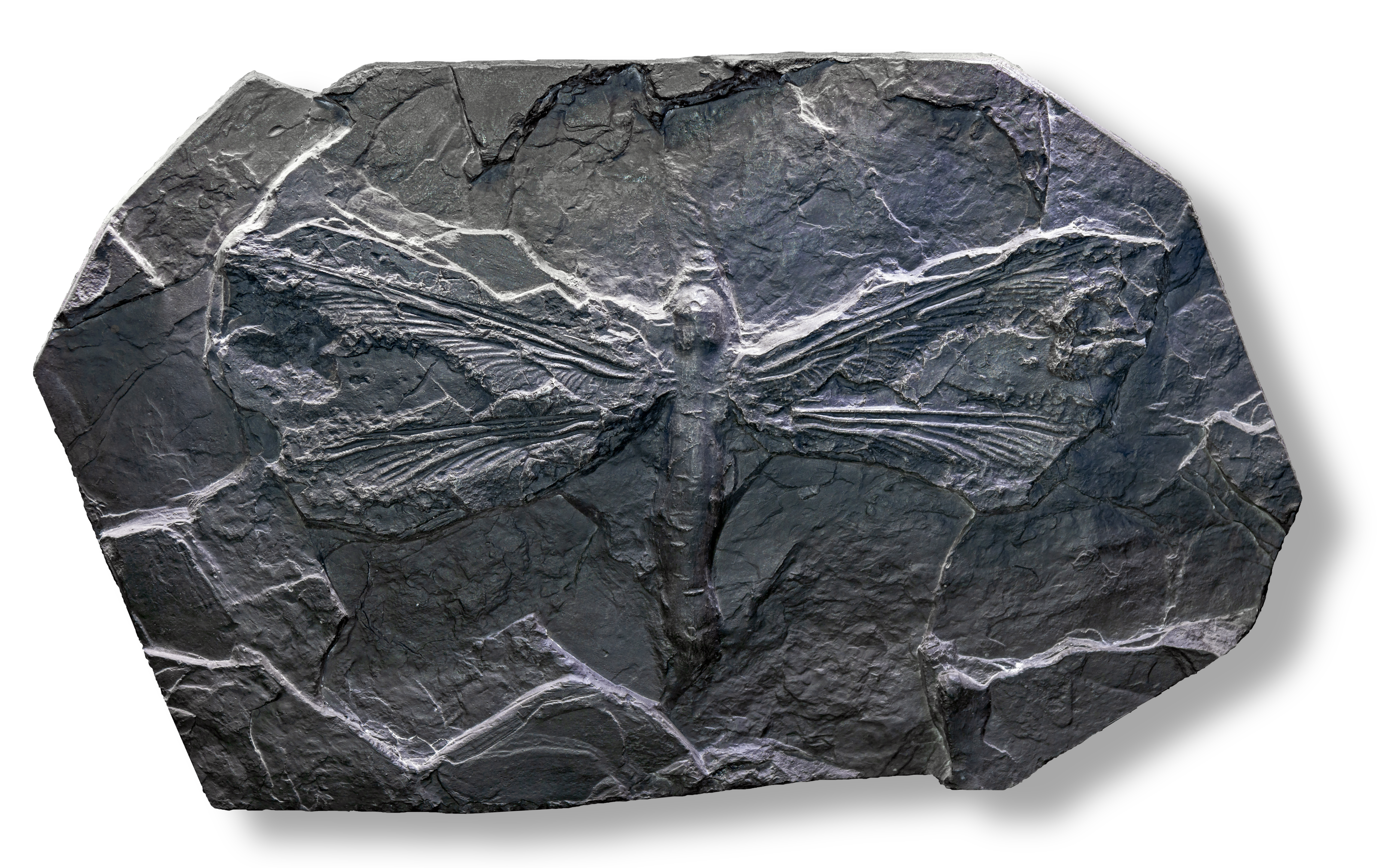
Отпечаток вымершей гигантской стрекозы меганевры с размахом крыльев 68 см

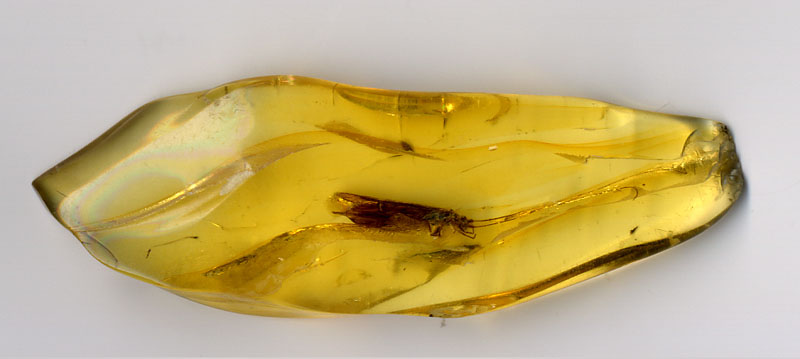
Ископаемый ручейник в янтаре

Установление происхождения класса насекомых сталкивается с трудностями. Ключевая проблема состоит в отсутствии окаменелостей, по которым можно было бы установить филогенетические отношения насекомых.
Традиционно на основе морфологических сравнений (в особенности трахеальных дыхательных систем) ближайшими родственниками насекомых считали многоножек. В соответствии с этой точкой зрения обе группы объединяли в таксон неполноусых (Atelocerata).
Однако построение филогении на основе последовательностей генов и недавние морфологические исследования свидетельствуют, что насекомые ближе к ракообразным, чем к многоножкам. Сторонники этой филогенетической гипотезы объединили ракообразных и насекомых в единый таксон Pancrustacea. Ракообразные известны из отложений раннего кембрия (около 511 млн лет), в то время как насекомые появляются в палеонтологической летописи только в раннем девоне (около 410 млн лет). Таким образом, гипотеза о происхождении ракообразных и насекомых от единого общего предка порождает временной промежуток около 100 млн лет, в течение которого насекомые должны были существовать. Отсутствие останков насекомых в палеонтологической летописи в течение этого периода обычно объясняется тем, что они не сохранились до наших дней. Новейшие морфологические сравнения и филогенетические реконструкции на основе геномных последовательностей указывают, что насекомые являются потомками ракообразных, что хорошо согласуется с палеонтологическими данными. Однако морфологические и молекулярные данные не согласуются при определении ближайших родственников насекомых среди ракообразных: морфологические данные указывают на связь насекомых с высшими ракообразными, а молекулярные — либо с жаброногими, либо с ремипедиями и, возможно, также с цефалокаридами. В соответствии с последней гипотезой эволюционная ветвь насекомых отделилась от ракообразных в позднем силуре — раннем девоне. Примитивные предки насекомых существовали в девонском периоде, а вероятно, ещё и раньше. Древнейшими насекомыми являются девонские виды Rhyniognatha hirsti (410 млн лет) и Strudiella devonica (385—360 млн лет).
К древнейшим насекомым относят полностью вымершие отряды пратараканов, паолиидовых, стрекозоподобных Archodonata и Protodonata, Palaeodictyoptera, Diaphanopterodea, Hypoperlida, Megasecoptera, Miomoptera и герарид, найденные в отложениях каменноугольного периода (более 300 млн лет).
Эволюционная история насекомых связана с историей других животных и растений: с освоением ими наземной среды обитания и использованием новых экологических ниш, образовавшихся в новых биоценозах. Во время своего эволюционного развития насекомые образовывали новые формы, многие из которых после длительного существования вымирали. Некоторые из вымерших форм отличались гигантизмом, например, Mazothairos (Palaeodictyoptera) с размахом крыльев до 55 см. К отряду Protodonata принадлежат крупнейшие в истории Земли насекомые: Meganeura monyi (найденная во Франции, с размахом крыльев 75 см) и Megatypus из каменноугольного периода, пермские Meganeuropsis permiana (США), которые имели размах крыльев до 71 см. Большинство таких находок представляет собой только фрагменты крыльев, и лишь у нескольких обнаруженных экземпляров сохранились отпечатки других частей тела: головы с крупными челюстями и большими глазами, а также отпечатки груди и длинного брюшка.
Палеодиктиоптероиды — разнообразная группа, широко представленная 320—220 млн лет назад крупными ископаемыми насекомыми (до 50 см) с колюще-сосущим ротовым аппаратом. Представители отряда протортоптер (Protorthoptera) были обычны до пермского периода. Это наиболее ранние из известных ископаемых новокрылых насекомых (Neoptera). Для них характерны кожистые передние крылья, увеличенная анальная область задних крыльев и хорошо развитый грызущий ротовой аппарат. С позднего карбона до ранней юры известен отряд миомоптер (Miomoptera) — мелких насекомых с длинными крыльями, похожих на ручейников. Это древнейший и наиболее примитивный отряд из группы насекомых с полным превращением.
Среди насекомых известны отряды, которые существуют на протяжении длительного времени. Отряд древнечелюстных известен с девонского периода (390 млн лет). Отряды подёнок, стрекоз, прямокрылых, тараканообразных существуют с каменноугольного периода (350 млн лет); полужесткокрылые, сеноеды, скорпионницы, ручейники, сетчатокрылые, трипсы, верблюдки, жесткокрылые — начиная с пермского периода (290 млн лет); перепончатокрылые, термиты, вислокрылки, палочники, двукрылые — с триаса (250 млн лет). Таким образом, большинство отрядов насекомых существует уже более 200—300 млн лет. В то же время такая большая группа как бабочки известна только начиная с мелового периода, а богатые видами в современной фауне такие группы, как саранчовые, тли Aphididae, термиты семейства Termitidae и высшие двукрылые (пестрокрылки, тахины и др.) известны только лишь с неогена.
Блохи обнаружены в нижнем мелу и балтийском янтаре. Ископаемые вши достоверно известны по находкам из отложений плейстоцена на территории Сибири.

## Насекомые и человек

### Использование насекомых человеком

#### Использование в пищу

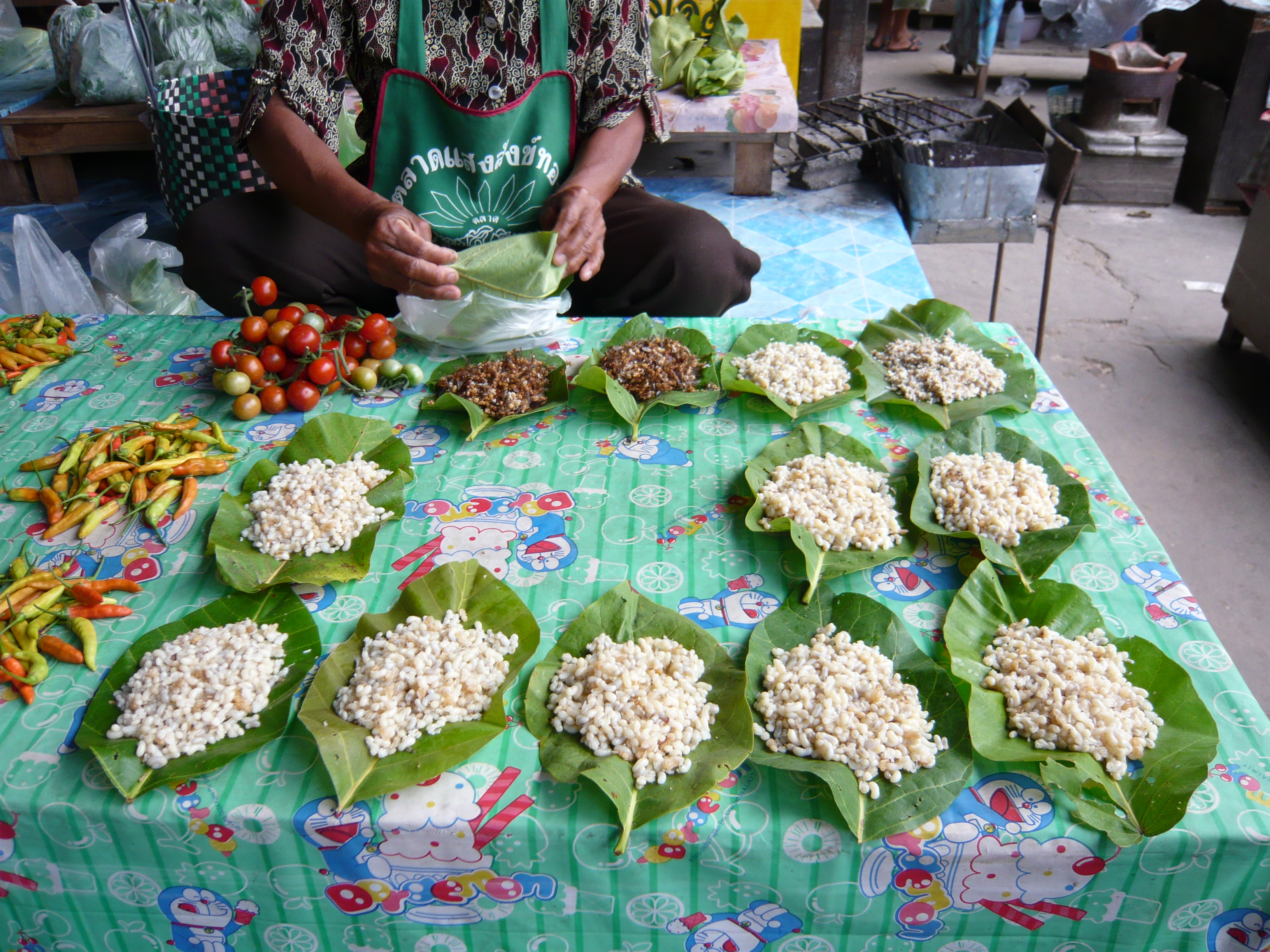
Муравьиные личинки на рынке в Исане (Таиланд)

С давних времён насекомые играли важную роль в питании народов Африки, Азии, Австралии и Латинской Америки, служили источником пищи и для индейцев, населявших запад Северной Америки. В развитых странах насекомые воспринимаются в основном как кулинарная экзотика. В мире в пищу употребляется около 1900 видов насекомых: более 30 % объёмов потребления составляют жуки, 18 % — гусеницы, 14 % — осы, пчёлы и муравьи, 13 % — кузнечики, сверчки и саранча (оценка экспертов ФАО ООН, 2013 год). Анализ съедобных видов показывает, что некоторые на 60—70 % состоят из белка, содержат больше калорий, чем соя и мясо, а также витамины и микроэлементы, которых обычно недостаточно в растительном рационе жителей стран «третьего мира». В некоторых областях на юге Африки за счёт насекомых обеспечивается до 2⁄3 потребления животного белка.
Личинки жуков потребляются в пищу человеком значительно чаще, чем взрослые особи, их обычно едят сырыми или жареными. В Лаосе, Мьянме, Индии, Таиланде и на Филиппинах крупные личинки и куколки ряда видов пластинчатоусых жуков являются деликатесом. Личинок усачей употребляют в пищу в Юго-Восточной Азии, Шри-Ланке и Папуа — Новой Гвинее. У местных племён Фиджи деликатесом считаются личинки некоторых усачей, а у племён парагвайских индейцев — личинки пальмовых долгоносиков (род Rhynchophorus). Мучных хрущаков широко употребляют в пищу в Южной Америке, в Индии, на Ближнем и Среднем Востоке. Жареных личинок майских жуков едят во Франции, где из них также варят супы. В странах Восточной Азии куколок тутового шелкопряда, размотав шёлк с кокона, не выбрасывают, а употребляют в жареном или засахаренном виде. В 1987 году в Таиланде министерство здравоохранения включило куколок тутового шелкопряда в перечень продуктов, которые могут дополнять рацион для детей дошкольного возраста. Южная Корея поставляет консервированных куколок тутового шелкопряда в магазины по всему миру. В Африке деликатесом считаются жареные или копчёные гусеницы павлиноглазки Gonimbrasia belina, которые стоят в 4 раза дороже обычного мяса. В отдельных районах Северной Африки эти гусеницы настолько популярны, что в сезон существенно падают продажи говядины и мяса других животных. В Африке саранчу употребляют в пищу сырой, жареной, сваренной в солёной воде и высушенной на солнце, а в Азии её чаще едят как закуску.
Личинки сырных мух используются на Сардинии для приготовления из сорта сыра пекорино — сыра касу марцу, представляющего собой полуразложившуюся массу с находящимися в ней живыми личинками.

#### Шелководство

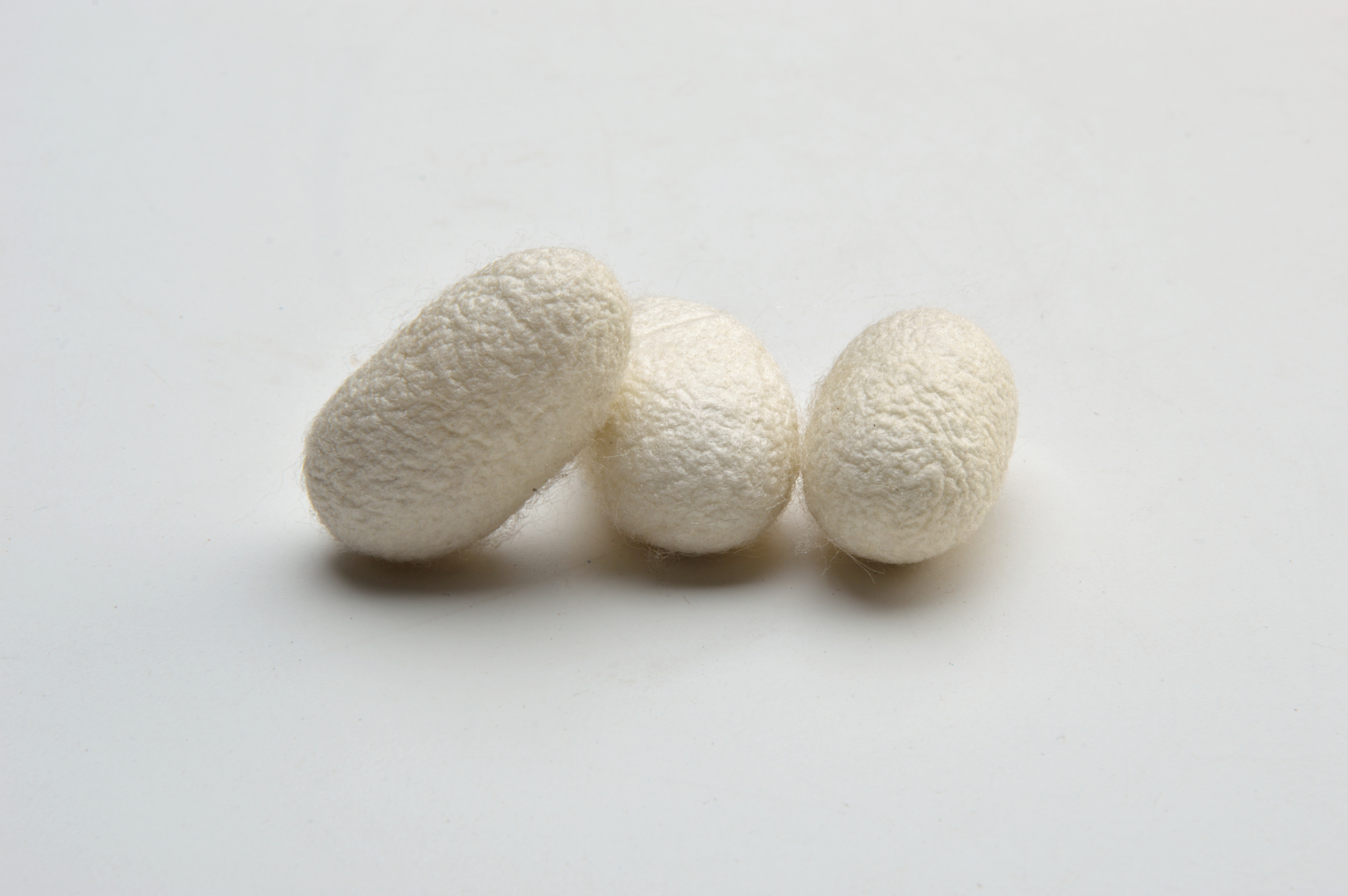
Коконы тутового шелкопряда

Тутовый шелкопряд играет важную экономическую роль в производстве шёлка. В природе шёлк образуют гусеницы многих видов бабочек, сооружая из него коконы. Текстильная промышленность отдаёт предпочтение тутовому шелкопряду, одомашненному человеком. В шелководстве используется также китайская дубовая павлиноглазка, которую уже более 250 лет разводят в Китае. Из её коконов получают шёлк, который идёт на изготовление чесучи. Другие виды шелкопрядов плохо развиваются в неволе, поэтому ограничиваются лишь сбором их коконов в природе. В шёлковом коконе обычно содержится до 3500 м волокна, но размотать его удаётся едва на треть. Сегодня во всём мире ежегодно производится 45 000 тонн шёлка. Главными поставщиками являются Китай, Индия, Узбекистан. В Индии разводится сатурния Attacus atlas, гусеницы которой выделяют шёлк, отличающийся от такового у тутового шелкопряда, — он коричневого цвета, более крепкий и шерстистый — т. н. фагаровый шёлк.

#### Прочее использование

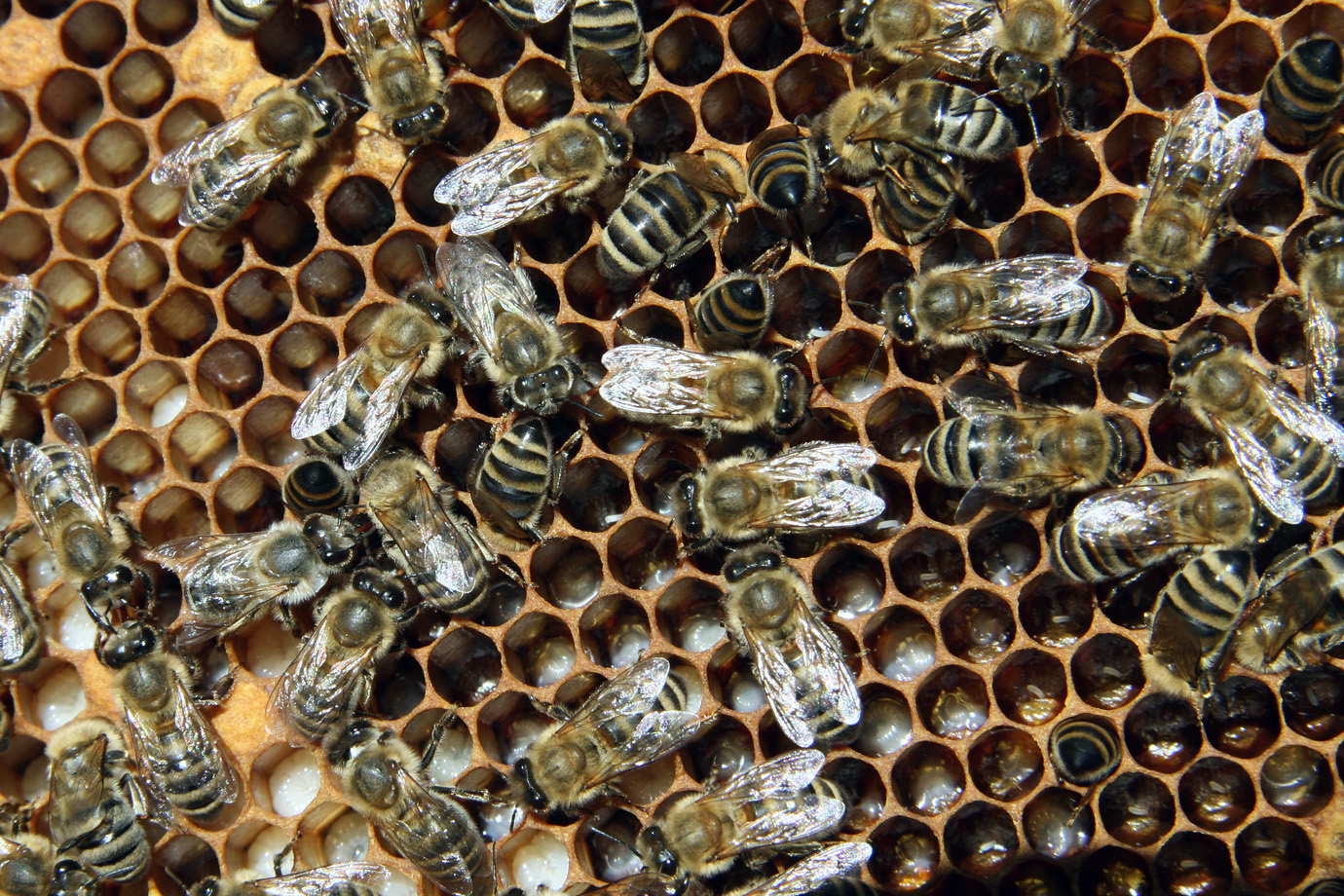
Медоносные пчёлы на сотах

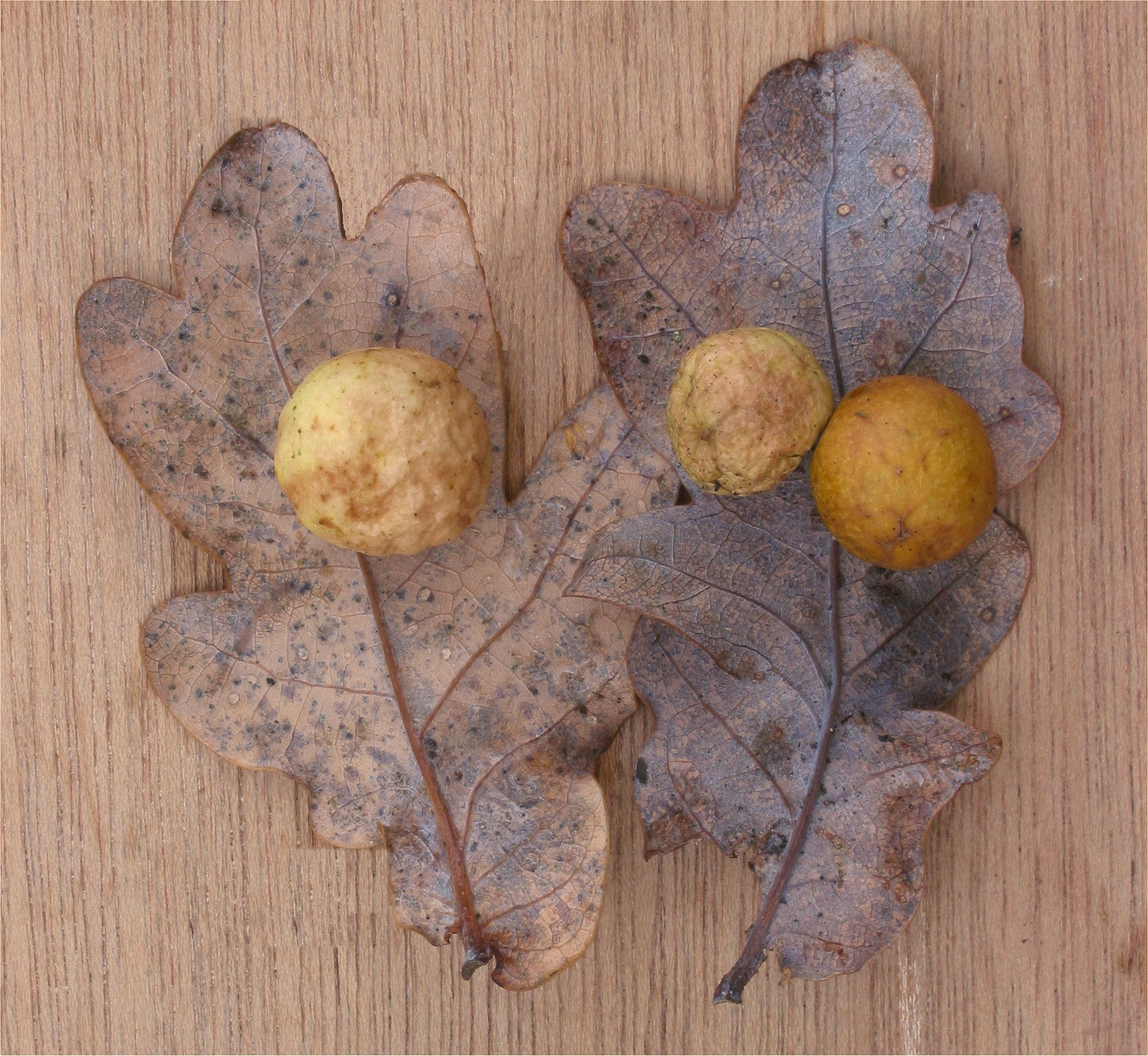
«Чернильные орешки» на листьях дуба

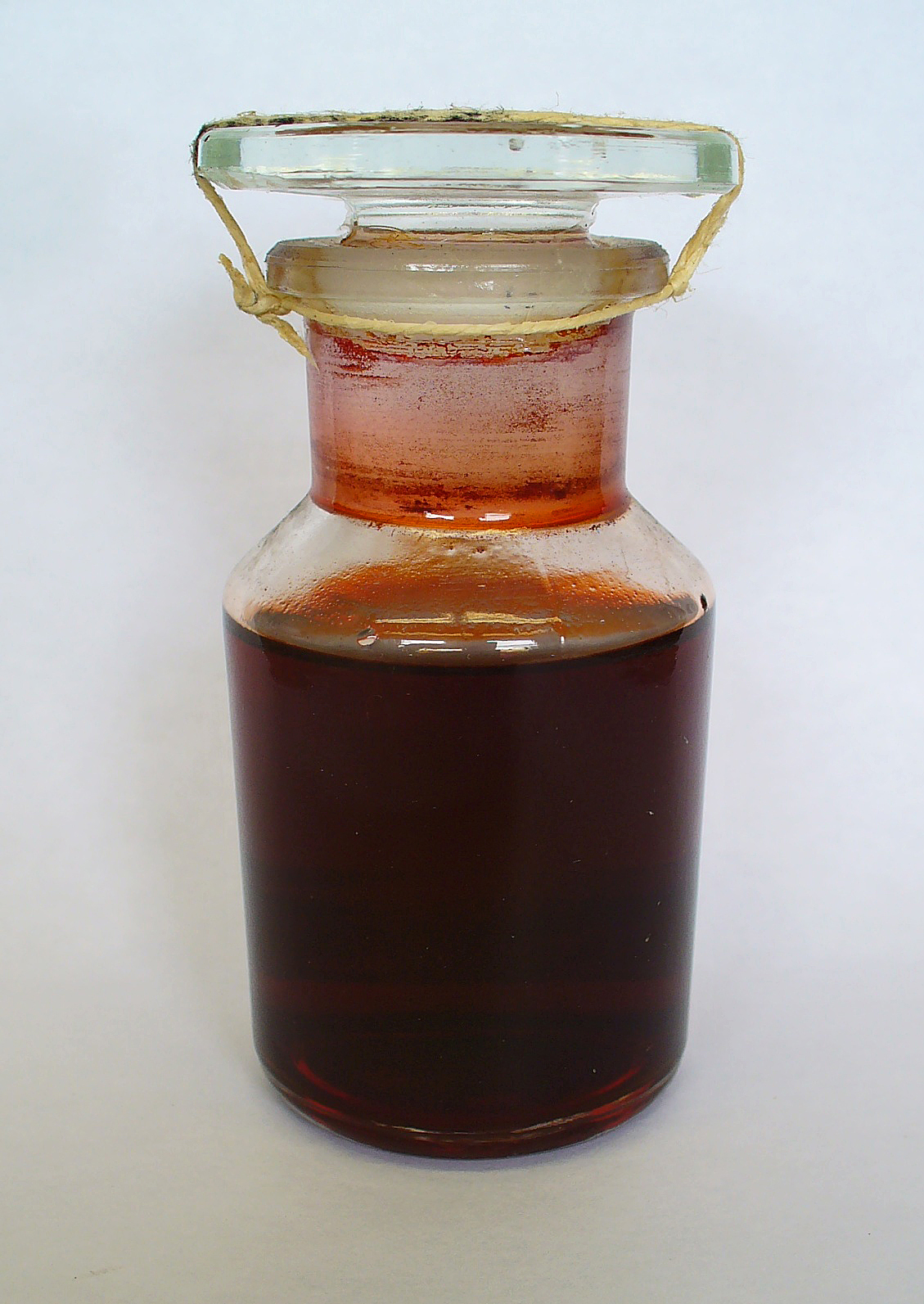
Кармин, полученный из кошенили

С древних времён люди разводят медоносных пчёл для получения продуктов пчеловодства: воска, мёда, яда, прополиса, перги. Экономическая ценность опыления насекомыми только в США оценивается примерно в 34 миллиарда долларов в год. 
Личинки и куколки листоедов африканского рода Diamphidia выделяют яд диамфотоксин, используемый бушменами для смазывания наконечников отравленных охотничьих стрел. Из самок кошенильного червеца добывают вещество кармин, используемое для получения красного красителя. Из армянской кошенили получали краситель «вордан кармир», который широко использовался в текстильной промышленности для окраски нитей и пряжи при производстве тканей и ковров. На Соломоновых островах местные жители делали краску из бабочек с жёлтыми крыльями, которой окрашивали изделия, плетённые из травы.
«Чернильные орешки» — галлы, производимые на листьях дубов насекомым Cynips tinctoria и другими близкими видами из семейства орехотворок, в прошлом использовались для приготовления таннина для дубления и чернил.
Многие племена Африки, Южной Америки и Океании используют засушенных жуков (например, златок) или их блестящие, яркие надкрылья для изготовления различных украшений, преимущественно бус. В качестве украшений могут носить и живых жуков. Для изготовления «живых брошей» используются некоторые виды жуков из семейства зоферид, которых украшают искусственными или настоящими драгоценными камнями, а к надкрыльям прикрепляют тонкие цепочки. В конце XIX века огненосные щелкуны вошли в моду в Париже как вечерние украшения, названные «живыми алмазами». Эта мода впервые возникла ещё среди мексиканских женщин, которые украшали себя живыми жуками, которых клали в специальные тюлевые мешочки, прикалываемые к платьям. Первые европейские переселенцы в Южной Америке использовали огненосных щелкунов для освещения своих жилищ, а местные племена издавна привязывали их к пальцам ног, путешествуя ночью через джунгли, чтобы освещать дорогу.
В последнее время большую популярность приобретают живые тропические бабочки в качестве нестандартного и экзотического подарка на многие праздники и торжества.
Насекомые широко используются в энтомодизайне — оформлении интерьеров жилых и служебных помещений собранными коллекциями либо сувенирной и декоративной продукцией.
В судебно-медицинской экспертизе есть метод определения давности убийства по составу насекомых-некрофагов и их личинок, обитающих на трупе.

### Хозяйственное значение
Насекомые широко используются для борьбы с сорными растениями. Например, амброзиевый полосатый листоед был интродуцирован в СССР, ряд стран Европы, Китай и Австралию из Канады и США для борьбы со злостными сорняками — амброзиями. Другим ярким примером служит специально завезённая в 1925 году в Австралию из Уругвая и северных районов Аргентины кактусовая огнёвка. Гусеницы этой бабочки помогли избавиться от завезённого кактуса опунции, которым заросли́ миллионы гектаров пастбищ.
Насекомые успешно используются в биологической борьбе с другими насекомыми — вредителями. Пахучего красотела начиная с 1906 года неоднократно интродуцировали из Европы в США для борьбы с гусеницами непарного шелкопряда.
Одним из старейших применений биологической борьбы с вредителями считается использование муравьёв-ткачей при выращивании цитрусовых на юге Китая. В некоторых странах Европы расселяют и охраняют гнёзда рыжих лесных муравьёв.

#### Вредители
Очень велико хозяйственное значение насекомых как вредителей сельского и лесного хозяйства, повреждающих полевые, садовые или лесные культуры. Большую группу вредителей образуют фитофаги, наносящие вред различным лесным и сельскохозяйственным растениям. Особо нужно отметить колорадских жуков и их личинок, а также саранчу. Гусеницы походных шелкопрядов (Thaumetopoeidae) отличаются способностью к длительным миграциям в поисках пищи и при массовом размножении могут выедать целые гектары лесов и лесных массивов. Разнообразны и многочисленны вредители древесины (жуки-усачи, короеды, златки, жуки-точильщики). Многие виды жуков-кожеедов являются опасными вредителями запасов животного и растительного происхождения, шелководства и музейных коллекций. Они часто повреждают кожевенное сырьё, меха, перо, шерстяные изделия, мясные продукты, музейные экспонаты, чучела животных, зоологические и энтомологические коллекции, гербарии, зерновые продукты. Различные виды точильщиков могут повреждать пищевые продукты, книги, мебель, деревянные конструкции. Пчеловодству вредят малая пчелиная огнёвка и большая восковая моль. Мехам, одежде из натуральных тканей и мебели вредят шубная моль, платяная моль и мебельная моль.

### Насекомые и здоровье человека

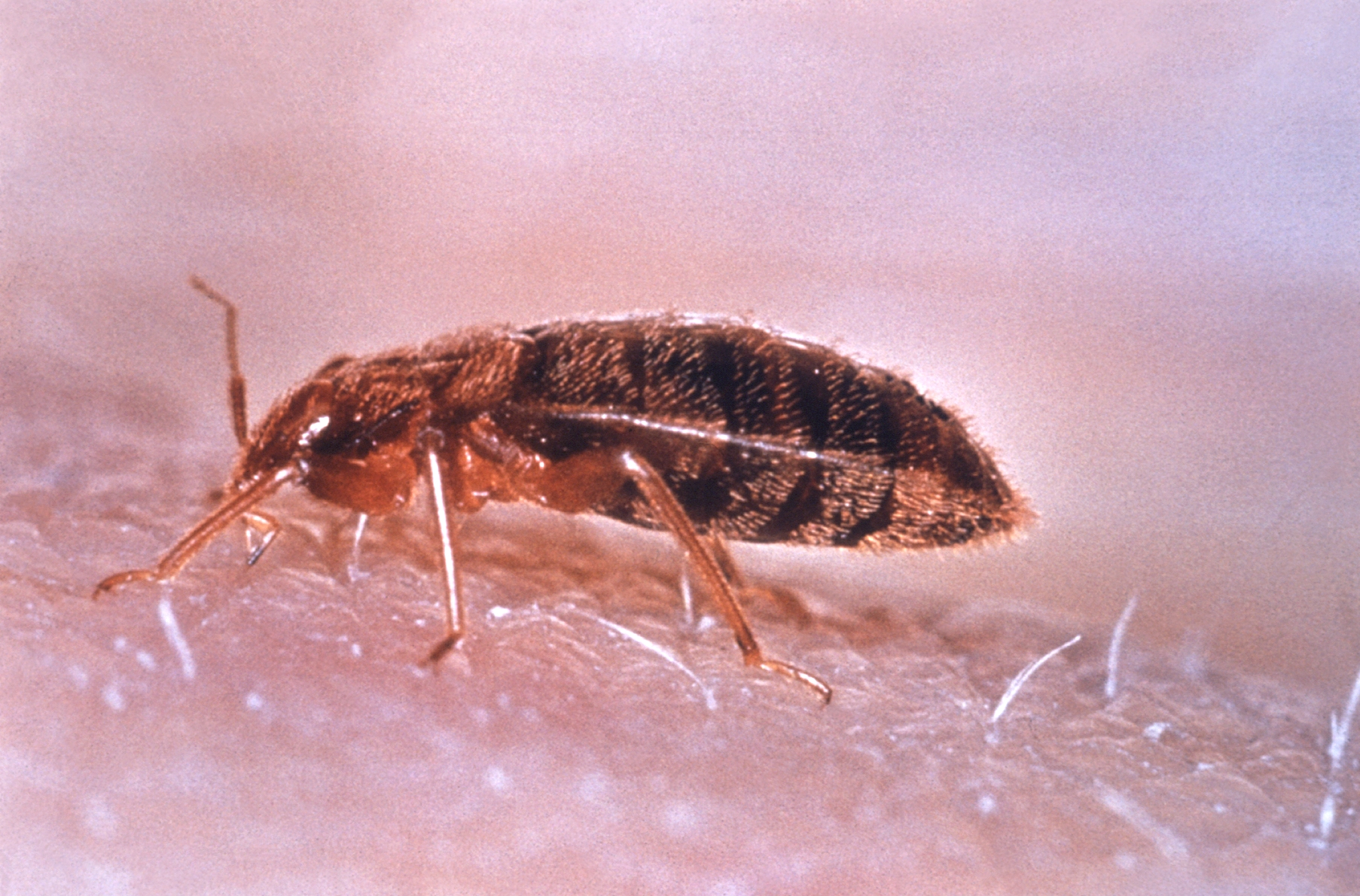
Постельный клоп

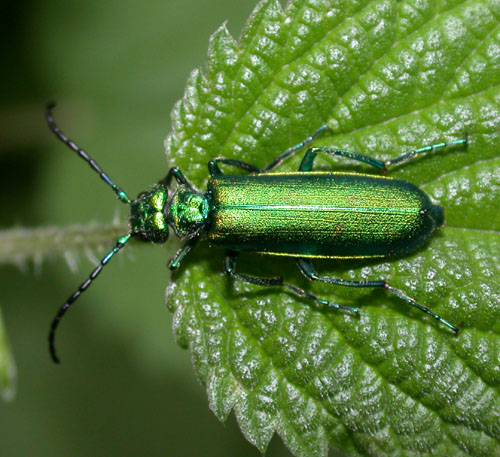
Шпанская мушка

На человеке паразитирует целый ряд кровососущих насекомых. Блохи являются переносчиками различных возбудителей заболеваний человека и животных. Установлено, что около 60 видов блох могут передавать в природе более 25 различных заболеваний, в том числе чуму, сыпной тиф, туляремию, бруцеллёз и другие. Блохи могут быть также промежуточными хозяевами некоторых гельминтов (тыквовидный цепень, крысиный цепень, дирофилярии). Паразитируют на человеке и вши, которые обладают строгой специфичностью к своему хозяину: лобковая и человеческая. Последняя, имея два подвида (платяная и головная вши), является переносчиком таких заболеваний, как сыпной и возвратный тиф. Постельный клоп также является распространённым бытовым кровососущим эктопаразитом человека. Ряд тропических видов клопов-хищнецов питаются кровью теплокровных животных и человека (представляют как бы переход от хищников к паразитам). Мухи цеце обитают в тропической и субтропической Африке и являются переносчиками африканского трипаносомоза — заболевания животных и человека, более известного как сонная болезнь. Другой трипаносомоз — американский трипаносомоз — переносят поцелуйные клопы (болезнь Шагаса); москитами переносятся лейшманиозы, вызываемые протистами близкого к трипаносомам рода лейшмания. Самки слепней и большинства видов комаров семейства Culicidae пьют кровь теплокровных животных и человека. Слепни могут переносить туляремию, а комары переносят малярию — болезнь, которая стоит на одном из первых мест среди причин смертности от инфекций, — и жёлтую лихорадку, а также множество других инфекций.
Оводы в личиночном состоянии паразитируют на различных домашних животных и на людях. Миазы у человека могут вызывать личинки вольфартовой мухи.
Крупные жуки из подсемейства скарабеинов могут являться промежуточными хозяевами ряда гельминтов, в том числе патогенных для домашних животных и иногда человека. Однако гораздо более важную роль промежуточных хозяев патогенных для человека гельминтов играют кровососущие двукрылые — мошки, слепни и комары, переносящие во многих тропических районах филяриатозы.
В Южной Индии и Шри-Ланке существует паразитологическая проблема, связанная с представителями подсемейства скарабеинов. Среди местного населения возникает болезнь кишечника, проявляющаяся кровавой диареей, получившая название «скарабиаз», вызываемая некоторыми мелкими видами Onthophagus. Гемолимфа жуков некоторых семейств содержит ядовитые вещества, в частности, кантаридин. Её попадание в организм человека перорально может вызвать серьёзные отравления и даже смерть. Особенно ядовита гемолимфа божьих коровок, краснокрылов, малашек и нарывников. Представители последнего семейства могут выделять капли гемолимфы, которая при попадании на кожные покровы вызывает химические ожоги. Гусеничный дерматит обусловлен раздражением кожи волосками гусениц некоторых видов: после проникновения в кожу щетинок и волосков гусеницы, содержащих токсические вещества, аналогичные по своему химическому составу кантаридину, развивается воспалительно-экссудативная реакция кожных покровов.
Высушенные жуки шпанской мушки ранее применялись в аптекарском деле для изготовления т. н. «нарывного пластыря» и использовались в качестве природного афродизиака. В медицинских целях применяется спиртовая вытяжка из жуков стафилинидов-синекрылов рода Paederus, повышающая активность клеточного иммунитета. В нетрадиционной медицине для лечения целого ряда заболеваний используется чернотелка Ulomoides dermestoides, а также спиртовой настой окукливающихся гусениц пчелиной огнёвки. Однако научных доказательств эффективности подобной терапии нет.
Апитерапия является комплексом методов лечения различных заболеваний человека с применением живых пчёл, а также продуктов пчеловодства. Основными продуктами, используемыми в апитерапии, являются мёд, цветочная пыльца, прополис и маточное молочко, перга, воск и пчелиный яд.
Во время Первой мировой войны получила распространение личинкотерапия — методика очистки ран от мёртвых тканей и нагноения при помощи личинок падальных мух. Питаясь разлагающимися тканями ран, они удаляют их, а своими выделениями препятствуют размножению патогенных бактерий. Личинки выделяют также аллантоин, способствующий заживлению ран. В наши дни используются специально выращенные стерильные личинки мух Lucilia, Calliphora и др. Этот метод используется в некоторых медицинских центрах Европы и США. В некоторых частях света (в основном в Африке и Южной Америке) большие муравьи, особенно кочевые, используются при зашивании ран во время хирургических операций. Челюстями муравьёв захватывают края раны и фиксируют их на месте, затем тело насекомого отрезают.

## Изучение насекомых

### Энтомология

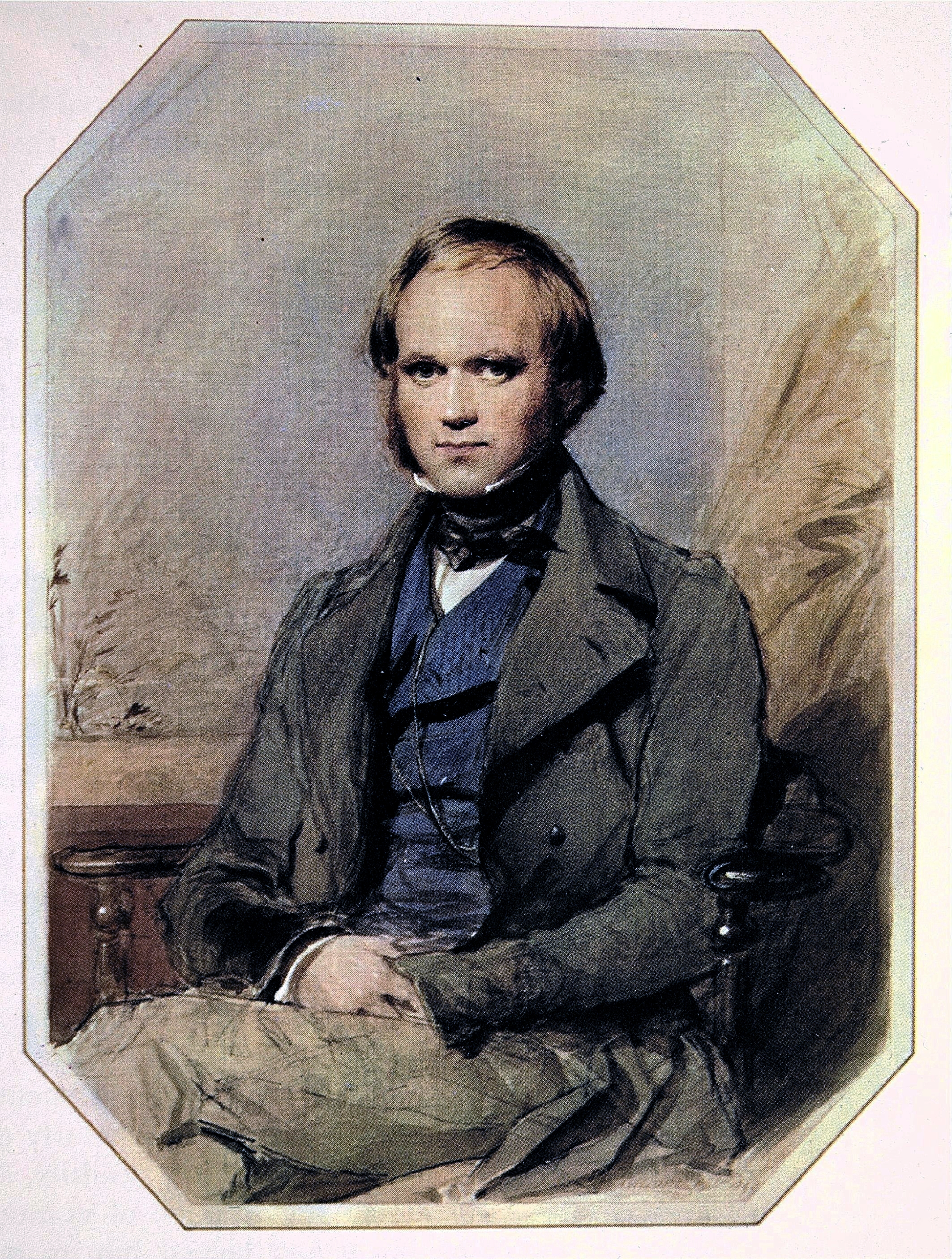
Чарлз Дарвин ещё в молодости увлёкся энтомологией и стал коллекционировать жуков

Изучением насекомых занимаются энтомология и многочисленные её подразделы: диптерология (наука о двукрылых насекомых), колеоптерология (о жуках), лепидоптерология (о бабочках), мирмекология (о муравьях), ортоптерология (о прямокрылых) и многие другие.
Первые письменные свидетельства внимания человека к насекомым найдены в папирусах Древнего Египта и ассирийской клинописи, которые содержат описания нашествия саранчи. Упоминания о саранче имеются также в летописном своде «Начальном» (1073 год) и в «Повести временных лет». Аристотель в своей системе животных относил насекомых к группе «животные без крови». Исследования анатомии и развития насекомых планомерно проводили в XVII веке Марчелло Мальпиги и Ян Сваммердам, предложившие классифицировать их по способу превращения. В XVIII веке Карл Линней усовершенствовал эту классификацию. Научная история энтомологии берёт своё начало примерно с XVIII века, когда она пополнялась новыми знаниями благодаря работам натуралистов и путешественников.
В XIX веке произошло бурное развитие энтомологии, было опубликовано большое количество работ по биологии, морфологии, систематике насекомых. Отдельно стоит упомянуть про исследования биологии и поведения насекомых, проводившиеся французским натуралистом Жаном Анри Фабром. На рубеже XIX и XX веков зародились прикладные энтомологические дисциплины, как то: сельскохозяйственная и лесная энтомология. В XX веке произошли увеличение энтомологических исследований, развитие всех отраслей энтомологии, закладывание основ современной классификации насекомых, были разработаны также вопросы физиологии насекомых, принципы экологического изучения, химические и биологические методы борьбы с вредителями.
Среди известных энтомологов такие крупнейшие биологи, как Чарлз Дарвин и Карл Фриш (Нобелевский лауреат 1973 года), писатель Владимир Набоков и дважды лауреат Пулитцеровской премии профессор Эдвард Уилсон. Лаборатории и кафедры энтомологии существуют во многих крупнейших институтах (например, в ЗИН РАН) и университетах (с 1925 года — в МГУ, с 1919 года — в СПбГУ, с 1920 года — в МСХА). К старейшим энтомологическим обществам относятся Энтомологическое общество Франции (1832), Королевское энтомологическое общество Лондона (1833), Русское энтомологическое общество (1859). Свои научные труды они публикуют в многочисленных энтомологических журналах. С 1910 года регулярно проводятся международные энтомологические конгрессы (13-й прошёл в 1968 году в Москве, СССР; 24-й — в 2012 году в Тэгу, Южная Корея).

### Разведение насекомых
Разведение насекомых обычно осуществлялось в научных целях или для биологической борьбы с вредителями сельского и лесного хозяйства. Преимущественно проводились массовые разведения хищных или паразитических насекомых. В конце XX века с увеличением числа коллекционеров, в ряде стран стали создавать фермы по разведению насекомых, преимущественно бабочек. Наиболее известные из них находятся на острове Пинанг в Малайзии, в Булоло на Новой Гвинее, Сатипо в Перу.
В XXI веке всё чаще разведение насекомых проводится в эстетических и коммерческих целях. Увеличивается число интернет-сайтов, посвящённых разведению, содержанию, а также последующей продаже живых насекомых. В некоторых странах увлечение содержанием и разведением живых насекомых стало распространённым хобби. Особенно широко оно распространено в Японии и на Тайване.
В некоторых городах существуют публичные инсектарии, предназначенные для содержания, разведения и выведения насекомых. Крупнейшим инсектарием в мире является Монреальский инсектарий. Формой инсектария являются многочисленные в наши дни т. н. «сады бабочек».

### Коллекционирование

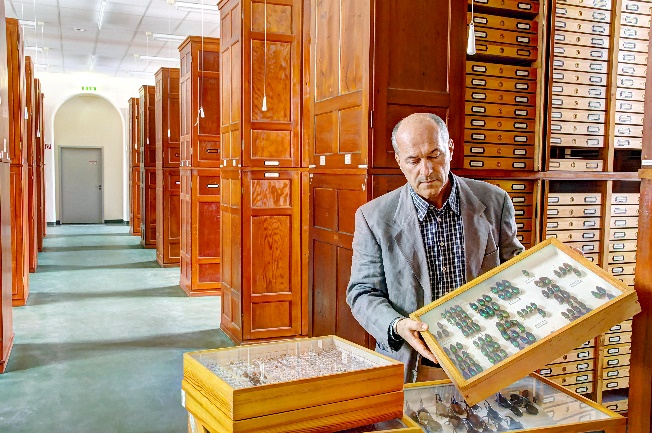
Коллекция немецкого общества Senckenberg Gesellschaft für Naturforschung включающая около 38 млн экземпляров

Насекомые являются популярным объектом коллекционирования, как научного, так и любительского. Это обусловлено огромным количеством видов, их широким распространением по всей Земле, а также большим разнообразием их форм, размеров и окрасок. Наиболее частыми объектами коллекционирования являются чешуекрылые и жесткокрылые. Энтомологические коллекции разделяют на частные и научные. Частные часто носят любительский характер и порой ориентированы на эстетичность, разнообразие и эффектность собранных экземпляров. Научные коллекции представлены в первую очередь фондами музеев, университетов, научно-исследовательских институтов и т. д. Такие коллекции собираются научными работниками, которые проводят специализированные исследования насекомых. Основу фондов музеев часто составляют частные коллекции, завещанные коллекционерами или приобретённые у их наследников.

### В научно-исследовательской сфере

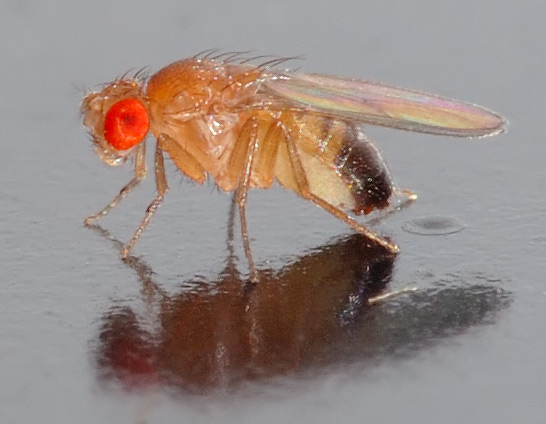
Drosophila melanogaster — наиболее важный для научных исследований вид дрозофил, широко используемый в научных целях начиная с работ Томаса Ханта Моргана по генетике пола и хромосомной теории наследственности

Уникальные с точки зрения современной техники морфофизиологические свойства строения насекомых в последние годы создают перспективы использования данных принципов в технике и инженерии на основе бионики. Ходьба насекомых интересна с позиции разработки альтернативного способа передвижения для роботов, которые способны пересекать местность, недоступную для колёсных машин. Перспективным является изучение аэродинамических особенностей строения насекомых и их полёта с последующим применением полученных данных в современной авиации. Существует несколько проектов по разработке датчиков инфракрасного излучения и фотонных сенсоров на основе наноструктур чешуек крыльев бабочек морфо.
Небольшие размеры, короткий жизненный цикл и простота культивирования позволили использовать ряд видов дрозофил как модельные объекты генетических исследований. Вид Drosophila melanogaster был неотъемлемой частью генетических исследований, хромосомной генетики, биологии развития и эволюции организмов. Исследования генетических особенностей дрозофил могут помочь понять эти процессы и для других эукариот, включая человека.

## Насекомые в культуре

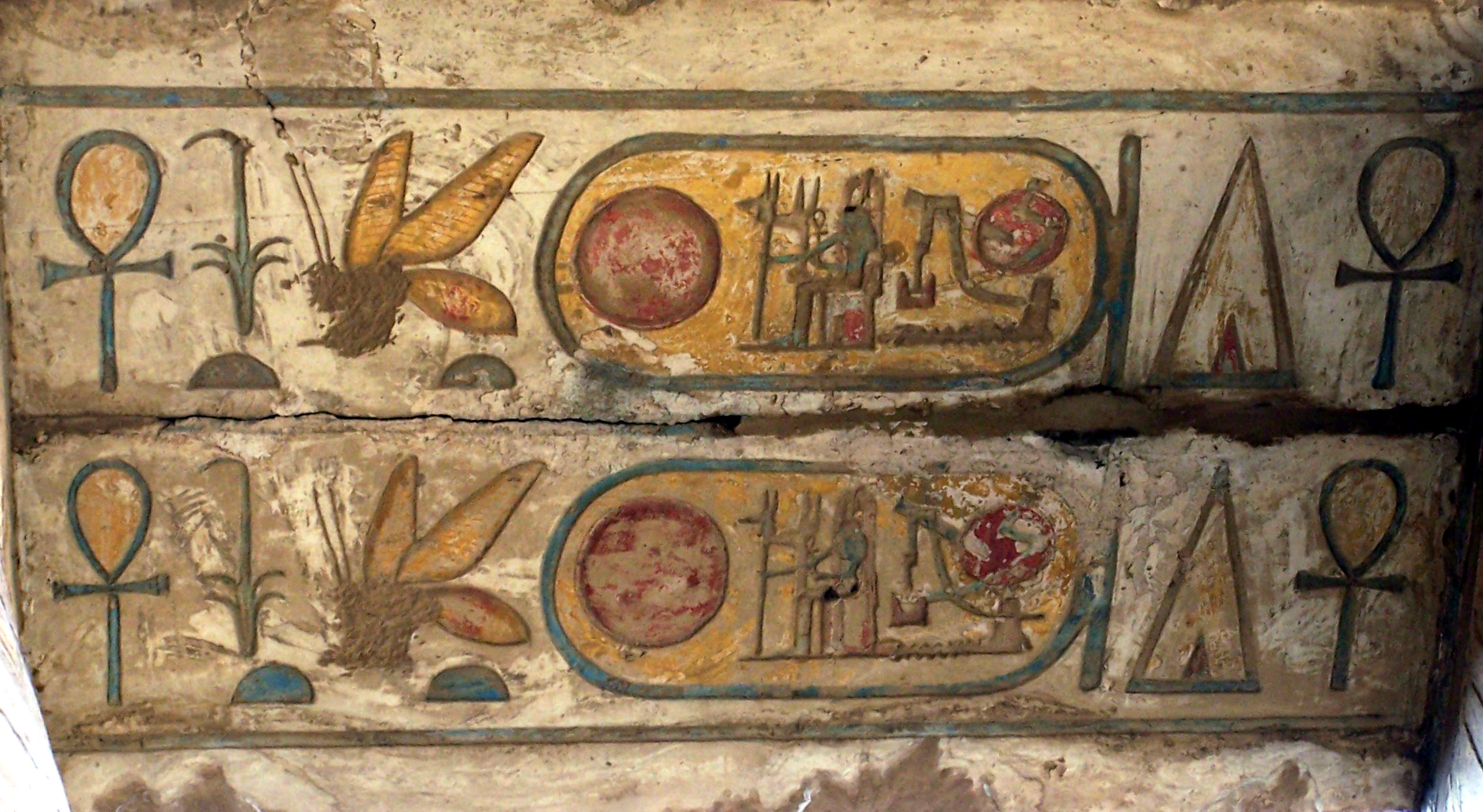
Пример древнеегипетской надписи с изображением пчелы

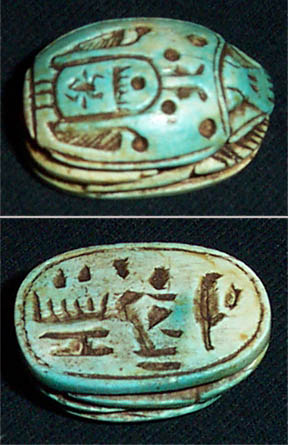
Древнеегипетский амулет в форме священного скарабея

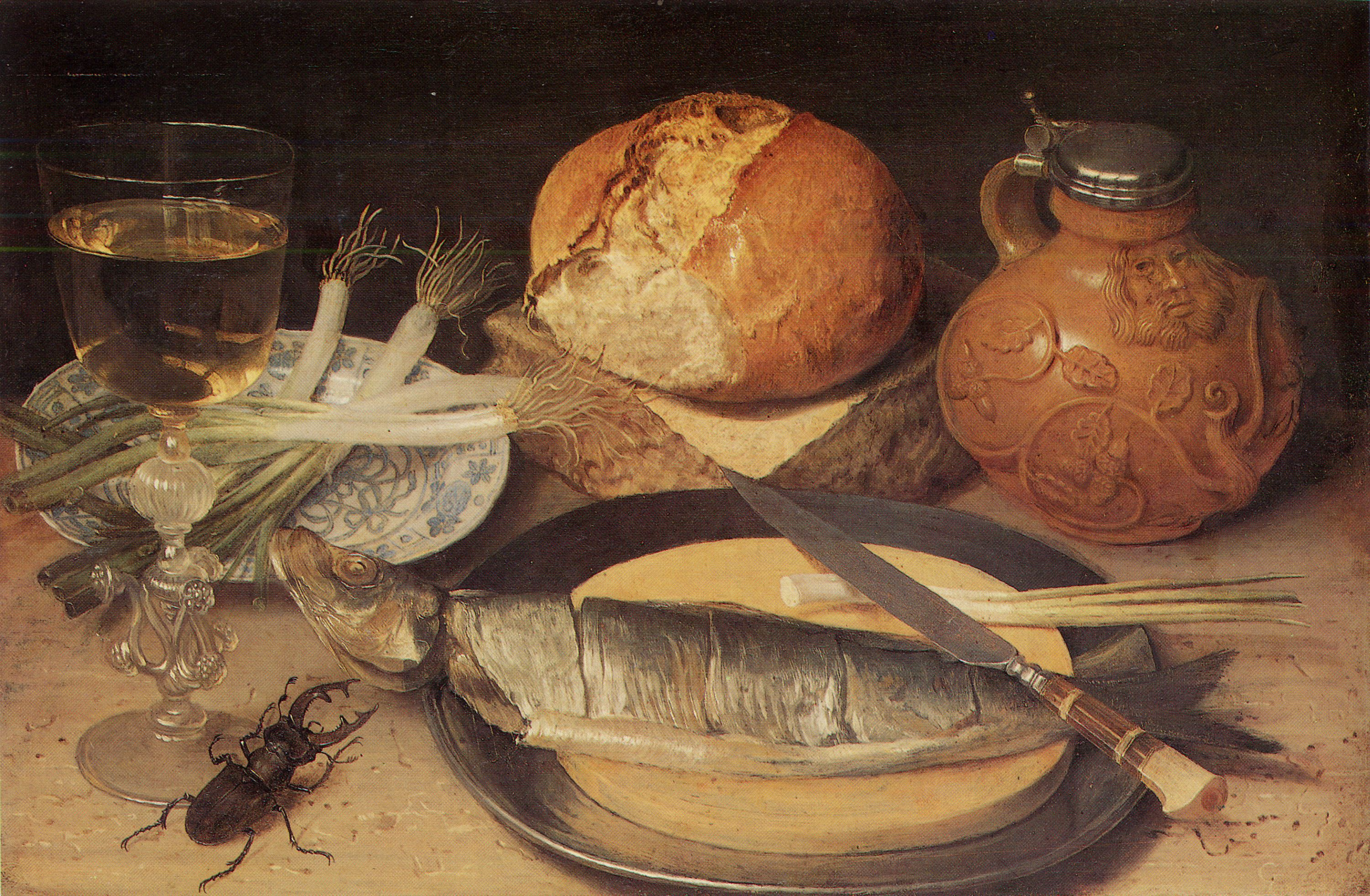
Флегель, Георг. Натюрморт с жуком-оленем

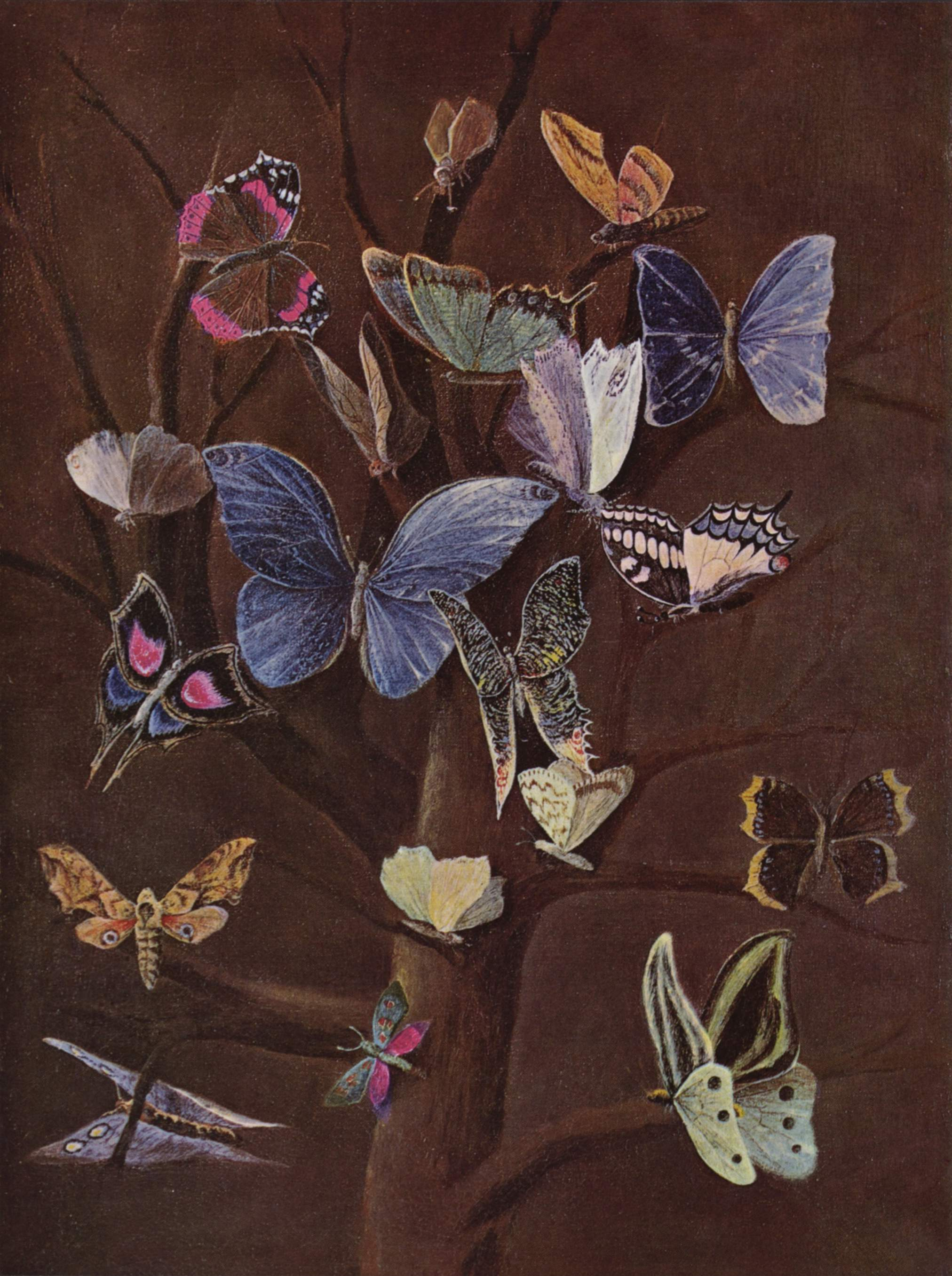
«Бабочки». Картина В. фон Каульбаха (ок. 1860)

Каждая грань человеческой культуры в той или иной мере затронута многочисленными и разнообразными насекомыми-соседями. Отношения с насекомыми демонстрировались на протяжении всей истории искусства, иногда явно, но часто незаметно. Сами насекомые могут служить средствами искусства, и художники исследовали или эксплуатировали насекомых в виде целых тел (мёртвых, живых, индивидуальных или коллективно), частей тела (например, крыльев) или продуктов их деятельности (шёлк, воск, мёд, прополис, кармин, шеллак, гнездовой материал).

### В верованиях, мифах, символизме
В древнейших мифах и верованиях человечества можно найти упоминания о насекомых.
В Древнем Египте особо почитался священный скарабей, в Гелиополе считавшийся воплощением бога Атума. Для египтян он олицетворял жизнь и самовозрождение, его название хепри было созвучно глаголу хепер («быть, становиться»). Фигурки скарабеев, сделанные из драгоценных или поделочных камней, служили печатями, амулетами и украшениями. Фигурку скарабея с написанными заклинаниями вкладывали на место сердца при мумификации людей и священных быков.
«Жук на грецком орехе» является одной из традиционных японских нэцкэ. Сам жук при этом символизирует предвестника счастливых событий.
В эпоху палеолита одним из насекомых, представлявших богиню «Великую мать», была бабочка. У ацтеков бабочка была одним из атрибутов бога растительности, весны и любви Шочипилли. По поверьям южноамериканских индейцев, морфо — это души умерших людей, стремящиеся ввысь, а местное название этих бабочек можно перевести как «частица неба, упавшая на землю». Древние римляне считали, что бабочки — это цветы, которые сорвал ветер, называли бабочек «feralis» — «свирепая» — и верили, что они могут предвещать войны. В Китае бабочка является воплощением бессмертия, изобилия, влюблённости, лета.
В шумеро-аккадской мифологии красные муравьи считались посланцами богини подземного мира Эрешкигаль, а сражение красных муравьёв в чьём-либо доме рассматривалось в числе предзнаменований. По известному греческому мифу, Зевс превратил муравьёв острова Эгина в людей, сделав их царём своего сына Эака, — так появилось племя мирмидонян, участвовавших в Троянской войне под предводительством Ахилла. По другому варианту, мирмидоняне произошли от героя Мирмидона, сына Зевса, который зачал его от Евримедусы, превратившись в муравья.

### В кино и музыке
В художественном кинематографе насекомые чаще появляются в фильмах ужасов как наводящие страх существа — фильм «Они!», «Империя муравьёв», «Стеклянный муравейник», «Пчёлы-убийцы», «Москиты», «Похититель костей», «Нашествие», «Марабунта», «Подземная ловушка», «Звёздный десант». Бабочки в качестве центральных образов фигурируют в целом ряде кинофильмов, например, «Голубая бабочка» (англ. The Blue Butterfly) 2004 года, «Бабочка» (фр. Le papillon) 2002 года.
Роль символа играет бабочка бражник мёртвая голова в фильме режиссёра Джонатана Демми «Молчание ягнят»: маньяк-убийца кладёт куколку этой бабочки в рот своим жертвам.
Первый в мире кукольный анимационный фильм «Lucanus Cervus» посвящён битве жуков-оленей. Те или иные насекомые являются героями таких мультфильмов, как «Муравей Антц», «Приключения Флика» и «Minuscule», «Би Муви: Медовый заговор», мультсериала «Приключения пчёлки Майи» и многих других. В них насекомые преимущественно изображаются в виде антропоморфных персонажей.
Насекомые часто являются объектом для съёмок научно-популярных и документальных фильмов: «Микрокосмос» (1996), «Империя чужих» (1996), «Жизнь в микромире» (2005), «Микромонстры 3D» (2013) и т. д.
Существует целая серия фильмов и мультсериалов о Человеке-пауке, однако сюжеты лишь очень косвенно связаны с насекомыми. С середины 2010-х было снято несколько супергеройских фильмов Marvel Studios, где герои превращаются в крошечных созданий: «Человек-муравей» (2015), «Человек-муравей и Оса» (2018), «Человек-муравей и Оса: Квантомания» (2023), собравшие в прокате в сумме более 1,5 млрд долларов.
В названиях британской группы Adam and the Ants («Адам и муравьи») и некоторых её песен обозначены муравьи (сингл «Antmusic» был на втором месте в январе 1981 года в британском чарте). Символом рок-группы Journey является скарабей, который также изображён (обычно летящим, с расправленными крыльями) на обложках большинства её альбомов. Образ бабочек часто возникает в популярной музыке: существует американская рок-группа «Железная бабочка» (англ. Iron Butterfly), а также песни Scorpions — «Yellow Butterfly», Crazy Town — «Butterfly», Майкл Джексон — «Butterflies», HIM — «Wings of a butterfly», Diary of Dreams — «Butterfly Dance» — и многие другие. В названии легендарной английской четвёрки слово beatles сочетает в себе два значения — beat (удар) и beetles (жуки).

### В изобразительном искусстве
Насекомых часто изображали на своих полотнах многие художники, среди них Ян Брейгель, Ян Давидс де Хем, Бальтазар ван дер Аст, Амбросий Боссарт старший, Якоб ван Хальсдонк, Георг Флегель, Ханс Хофман. Художественные изображения бабочек с давних времён существуют во многих мировых культурах. Первые из них известны по древнеегипетским фрескам возрастом 3500 лет. Наглядными изображениями бабочек служат такие картины, как «Охотник за бабочками» Карла Шпицвега, «Бабочки» В. фон Каульбаха (ок. 1860), «Бабочки» В. Д. Поленова. Жука-оленя на своих полотнах не анималистической тематики часто изображал Альбрехт Дюрер. Среди многочисленных набросков Леонардо да Винчи есть рисунок жука-усача. На нескольких картинах Сальвадора Дали встречаются муравьи.

### В художественной литературе

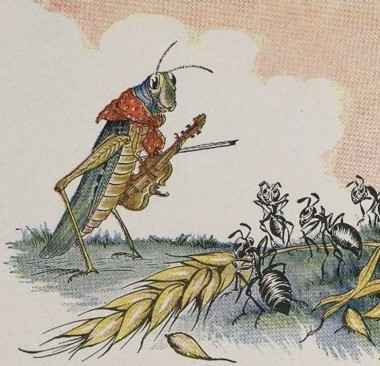
Иллюстрация к басне Эзопа «Муравей и кузнечик»

Пойди к муравью, ленивец, посмотри на действия его и будь мудрым. Нет у него ни начальника, ни привратника, ни повелителя, но он заготовляет летом хлеб свой, собирает во время жатвы пищу свою.— Библия. «Книга притчей Соломоновых»

Муравьи — народ не сильный, но летом заготовляют пищу свою.— Библия. «Книга притчей Соломоновых»
В приключенческой форме рассказывается о насекомых в произведениях Яна Ларри «Необыкновенные приключения Карика и Вали» и Владимира Брагина «В стране дремучих трав». Насекомые являются персонажами сказки в стихах Корнея Чуковского «Муха-цокотуха», а также сказки Виталия Бианки «Путешествие муравья». Синяя гусеница (англ. Caterpillar) даёт советы заглавной героине «Приключений Алисы в Стране чудес» английского писателя Льюиса Кэрролла. «Очень голодная гусеница» — детская книжка с картинками американского писателя Эрика Карла. Это история гусеницы перед её превращением в бабочку; книга издаётся на картонных листах с дырками, «проеденными» гусеницей.
В художественной литературе бабочки чаще выступали в качестве символа свободы, любви и надежды. Так воспринимали этих насекомых русские поэты Василий Жуковский, Иван Бунин, Афанасий Фет и другие.
Мимо образа бабочек не прошли и многие писатели, в том числе и Эдгар По. Прекрасная и жутковатая бабочка бражник мёртвая голова описана им в рассказе «Сфинкс». Бабочка с прозрачными крыльями Hetaera esmeralda стала центральным символом романа Томаса Манна «Доктор Фаустус».
Вымышленные гигантские доисторические муравьи присутствуют в фантастическом романе Владимира Обручева «Плутония». Человеческое общество, организованное по принципу муравейника, описано в романе Фрэнка Герберта «Улей Хельстрома».

### В нумизматике и филателии

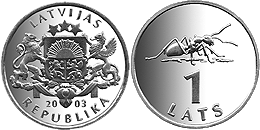
1 лат (Латвия, 2003)

Насекомых изображают на почтовых марках (чаще бабочек, пчёл и жуков), а иногда они также появляются на монетах и денежных банкнотах. Например, муравьи есть на лицевой стороне серебряных монет Боспорского царства. Существует предположение, что они были выпущены в античном городе Мирмекии, основанном греками в середине VI века до н. э. на берегу Керченского пролива. На монетах, отчеканенных в конце VII века до н. э., присутствуют изображения жуков — на аверсе монеты 1⁄24 статера 600—550 гг. до н. э. изображён крылатый скарабей. На серебряном оболе, чеканившемся в Аттике в 545—515 гг. до н. э., также изображён скарабей. На серебряной монете достоинством 1 новозеландский доллар, выпущенной на Островах Кука, изображена златка Themognatha variabilis, а на польской бронзовой монете номиналом 2 злотых изображён жук-олень. В Приднестровье в 2006 году была выпущена серебряная монета достоинством 100 рублей с изображением самца и самки жука-оленя. В современной Латвии на аверсе памятной монеты из медно-никелевого сплава Банка Латвии достоинством 1 лат, выпущенной в 2003 году, также есть муравьи. В 2006 году Вануату выпустила набор из шести посеребрённых монет «Бабочки», изготовленный с применением технологии тампопечати.

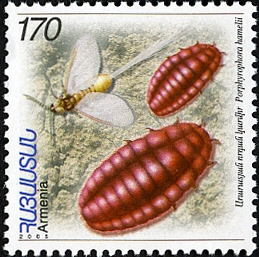
Армянская кошениль. Армения, 2006
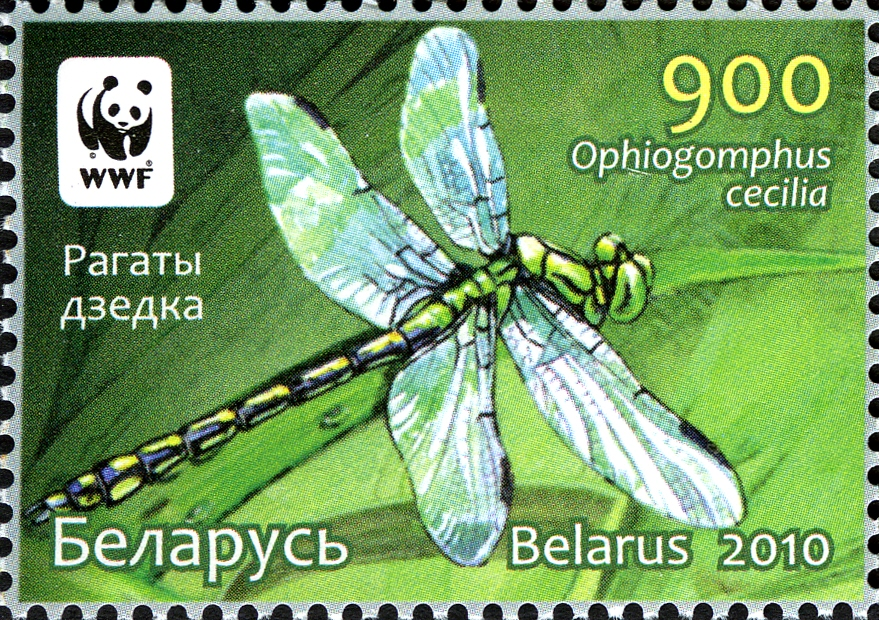
Дедка рогатый. Беларусь, 2010
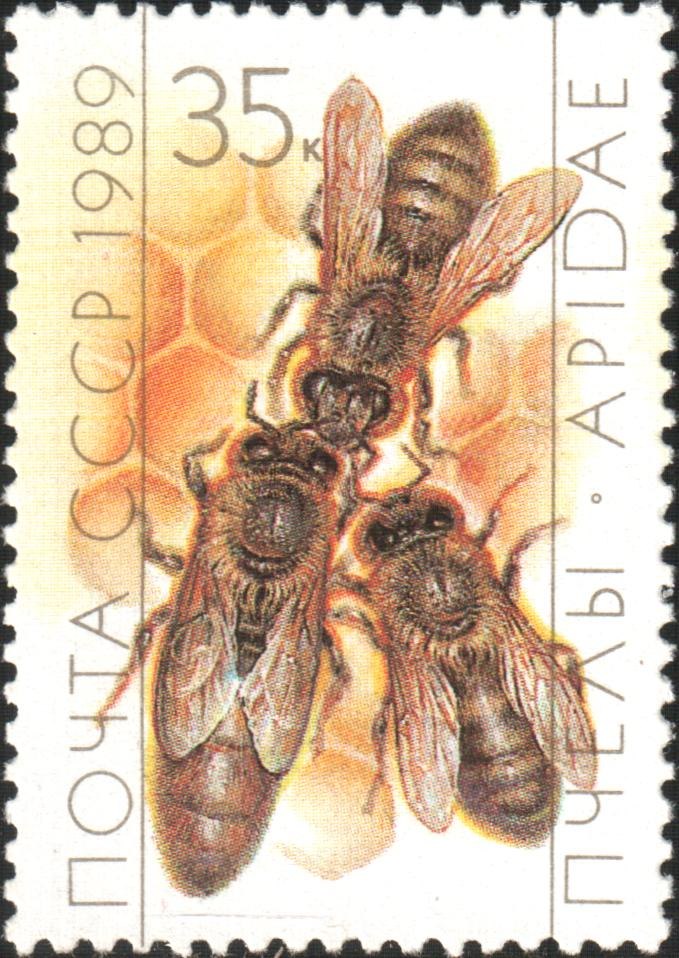
Пчеловодство. Матка и рабочие пчёлы на сотах улья. СССР, 1989
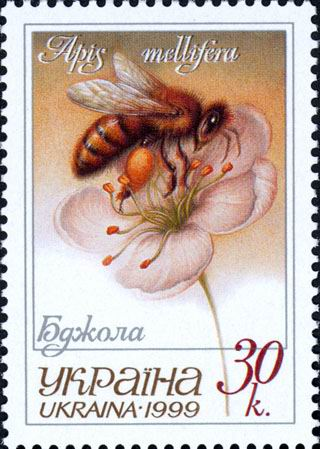
Медоносная пчела. Украина, 1999

### В геральдике
Изображения пчёл встречаются на более чем трёхстах гербах, и их присутствие на них несёт различный смысл, например, трудолюбие. Тот же смысл вложен в изображение муравьёв, а изображение бабочки означает непостоянство. В Российской империи Ферганская область, а также более двух десятков городов и уездов имели изображение бабочек или гусениц на своих гербах. Причём к «говорящим гербам» можно отнести таковые городов Ферганской области, через которые проходил Великий шёлковый путь.

Герб Тамбова (Россия)
Герб Хонигзее (Германия)
Герб Ахьи, Пылвамаа (Эстония)
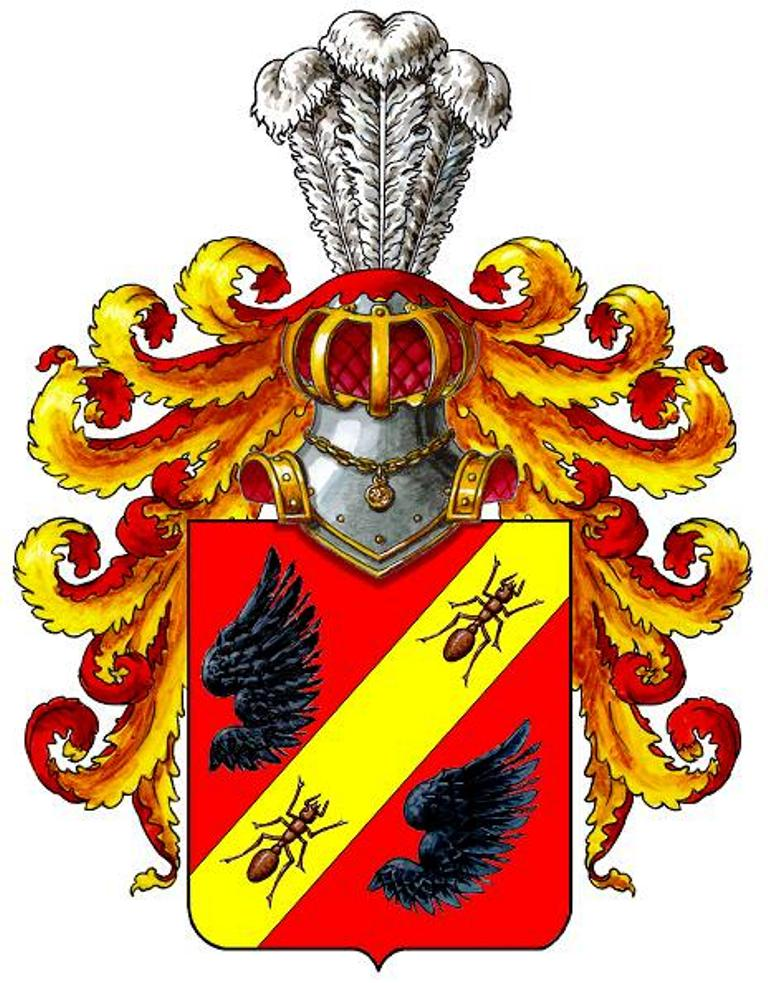
Дворянский род Баженовых (Россия)

### В современной культуре
Насекомые являются популярными объектами в современной культуре. Их изображения, в той или иной интерпретации, часто появляются на обложках научных книг о природе и художественных произведений; на рекламных плакатах и обложках музыкальных дисков и в музыкальных видеоклипах, на керамических и ювелирных изделиях. Наибольшей популярностью пользуются образы бабочек.
В 1938 году в долине реки Дарлинг австралийские фермеры поставили памятник гусеницам кактусовой огнёвки (Cactoblastis cactorum), специально завезённым в 1925 году из Южной Америки и спасшим миллионы гектаров пастбищ Австралии от зарастания кактусами рода опунция. В 1919 году в городе Энтерпрайз на юге штата Алабама установили памятник, посвящённый хлопковому долгоносику — главному вредителю хлопчатника. В Польше жуку — герою стихотворения Яна Бжехвы — в 2002 году был установлен памятник (Щебжешин). Насекомые, преимущественно бабочки, были избраны символами в отдельных штатах США. В 17 штатах символом избрана медоносная пчела. В некоторых штатах избраны по два символа из числа насекомых.

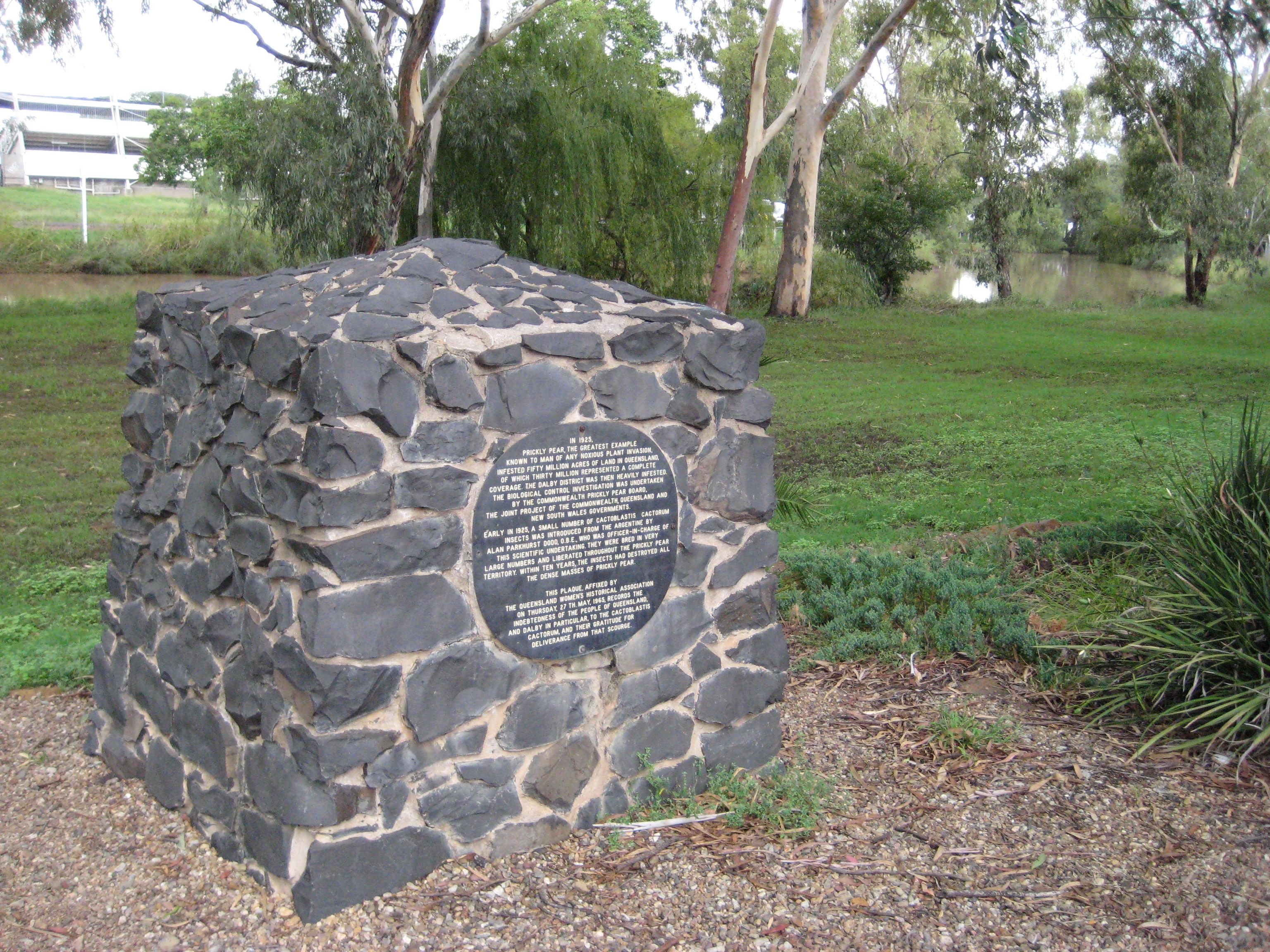
Памятник гусеницам кактусовой огнёвки в штате Квинсленд, Австралия (1938)
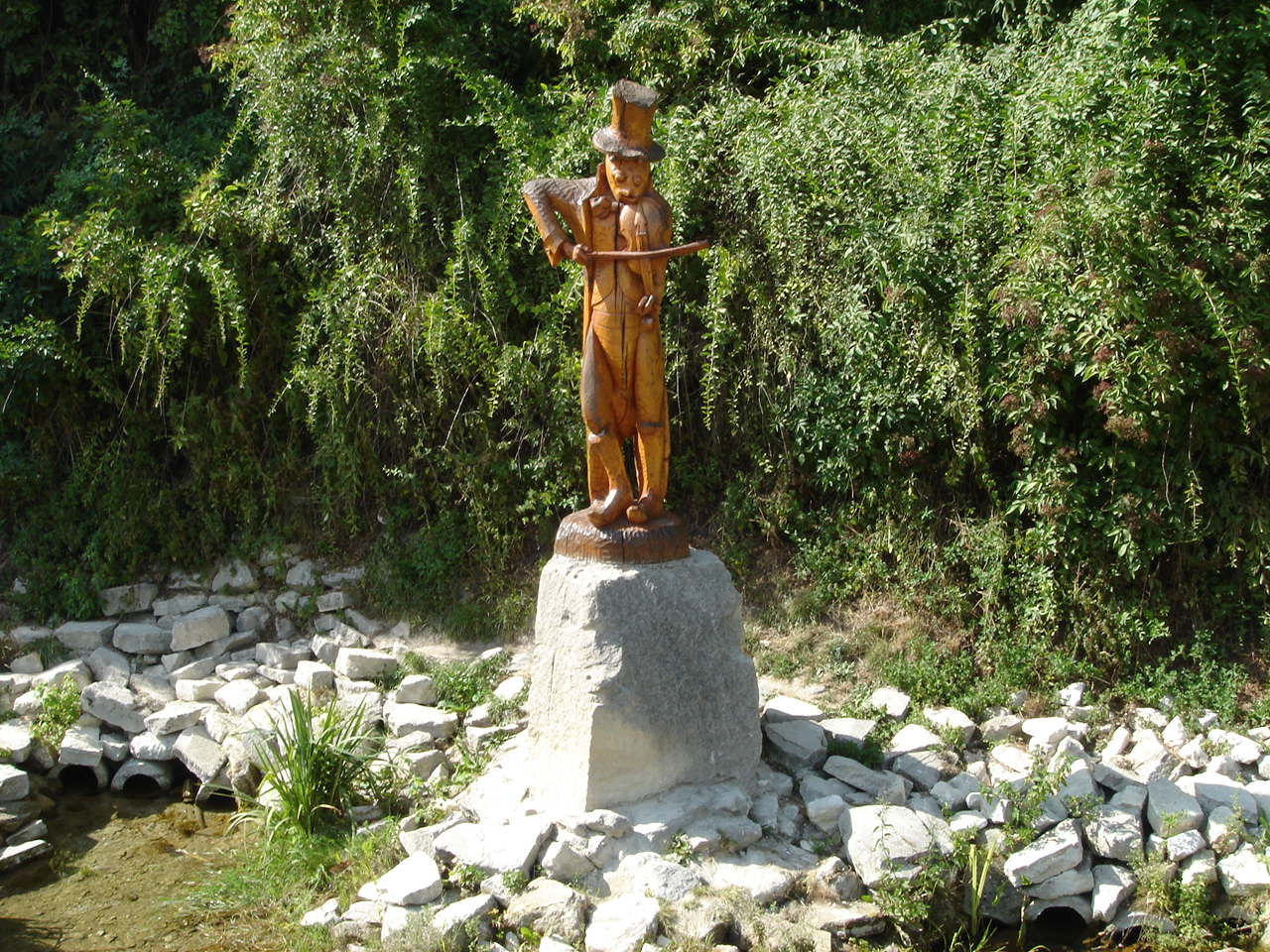
Памятник жуку в Польше (2002, Щебжешин)
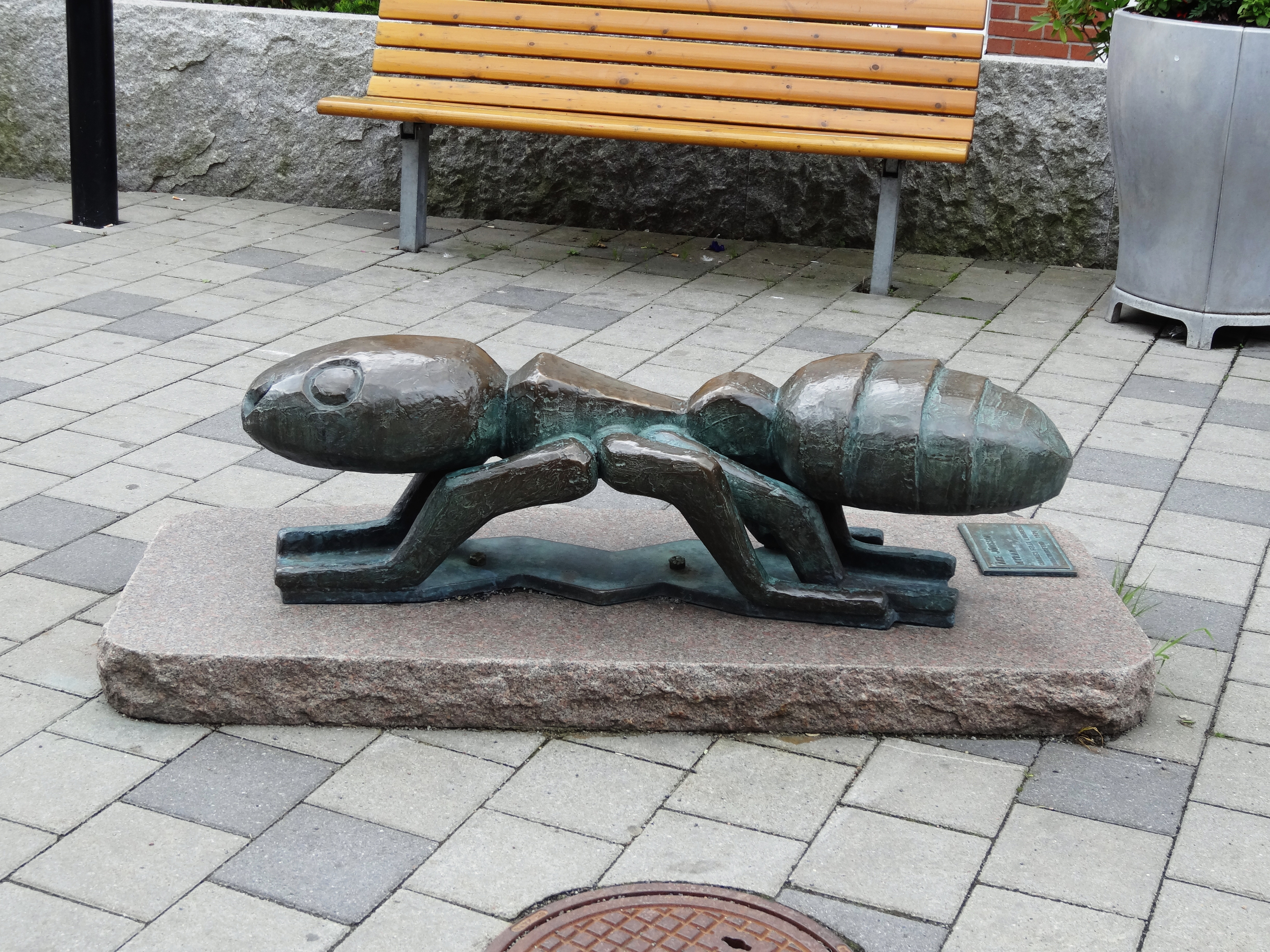
Памятник муравью (Гётеборг, Швеция)
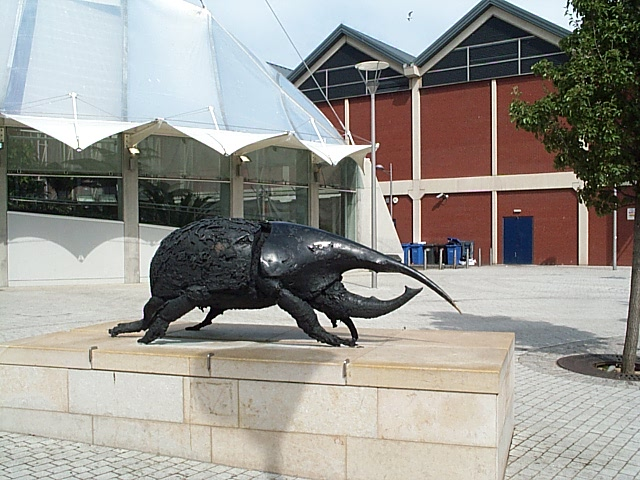
Памятник жуку (Бристоль, Англия)
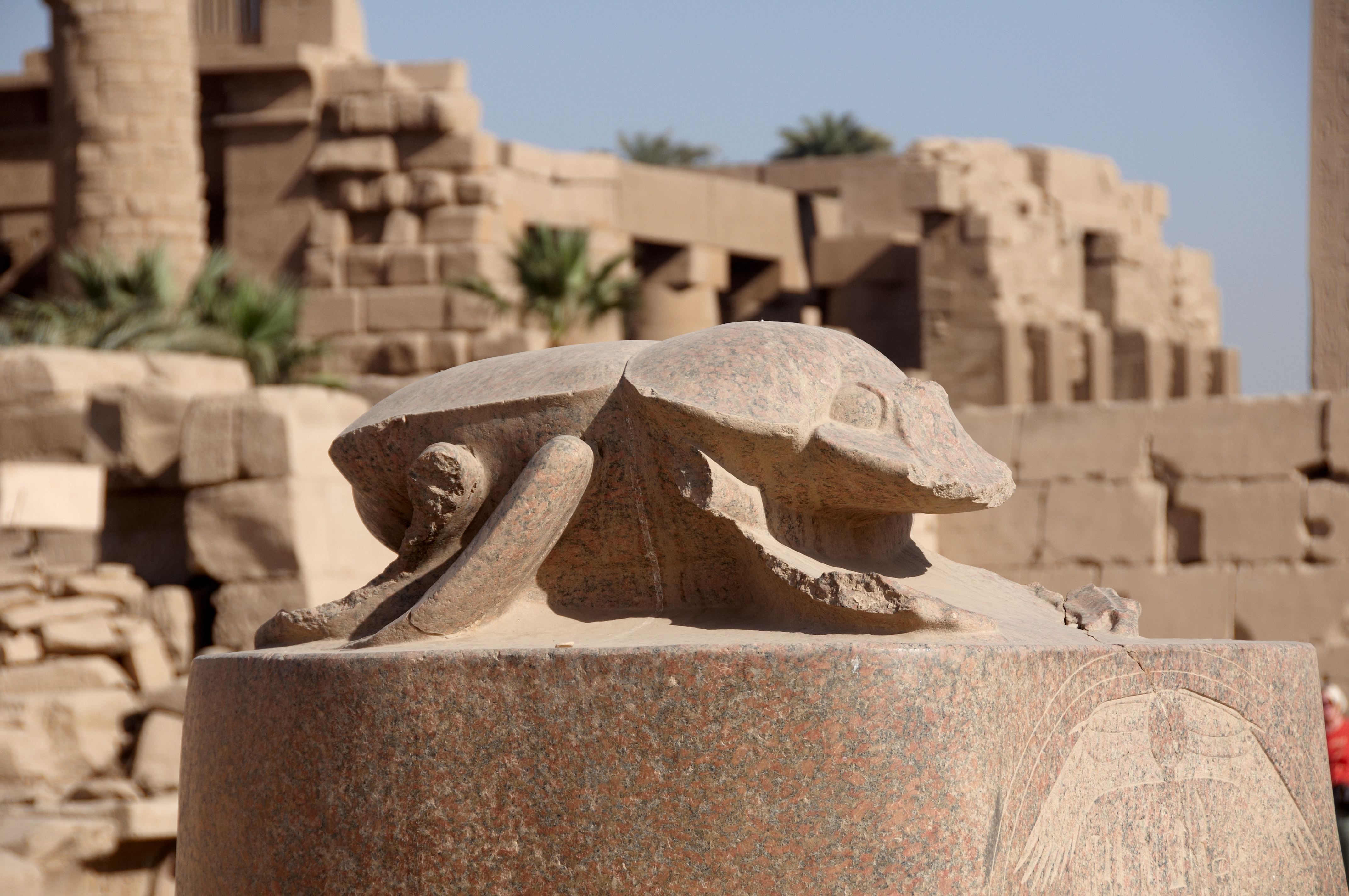
Скарабей (гранитная скульптура, Карнакский храм, Луксор, Египет)
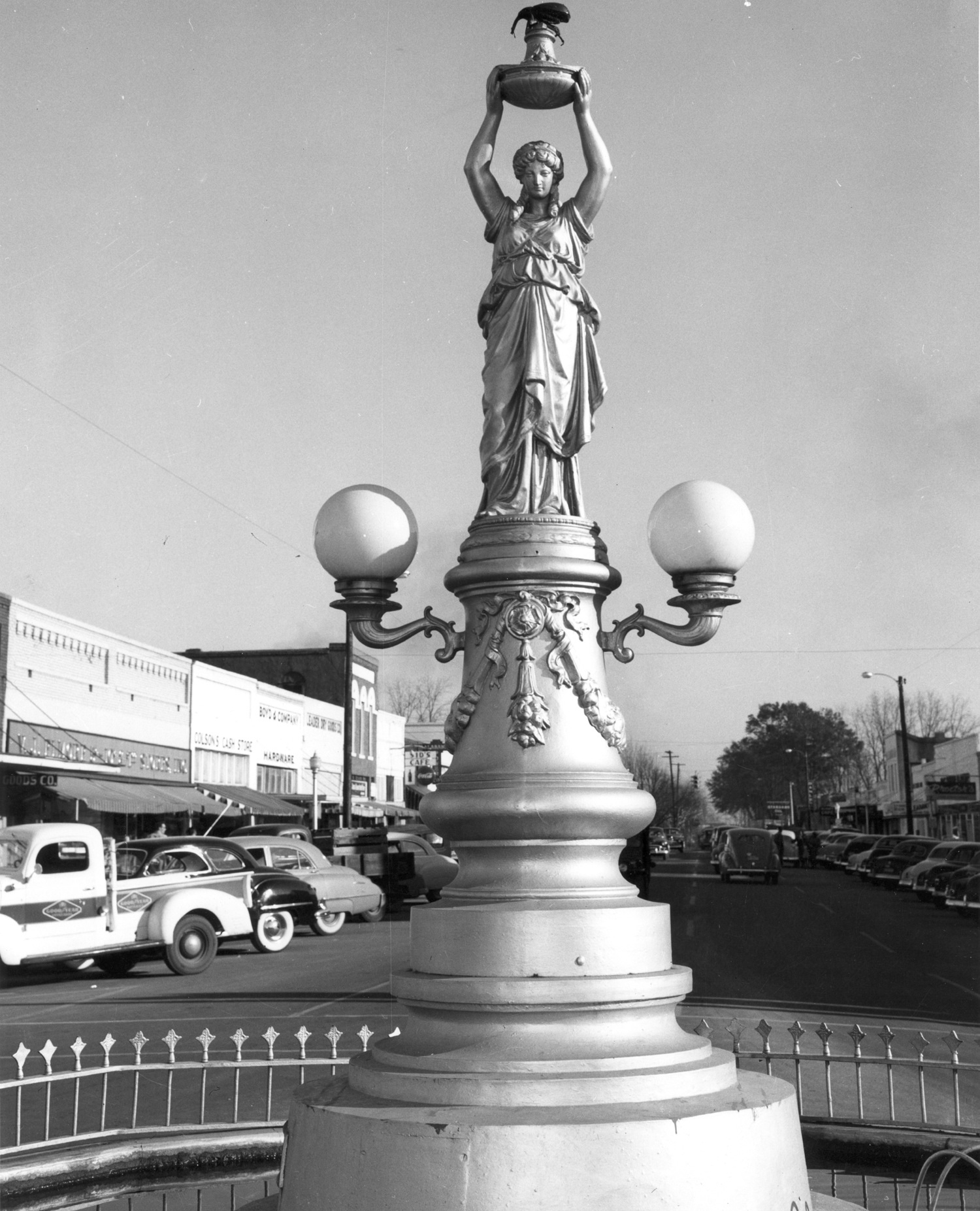
Памятник хлопковому долгоносику (Алабама, США)

В странах Юго-Восточной Азии пользуется популярностью особое развлечение и азартный вид спорта, называемый «бои жуков». Он представляет собой состязание между самцами жуков (дупляков, реже — рогачей), хозяева которых натравливают их друг на друга (часто в качестве стимула используется самка). Зрители делают ставки на победу одного из жуков. В Японии популярны поединки между самцами жуков, относящихся к разным видам. В Китае распространены бои сверчков.

## Замечания по охране
Биоразнообразие насекомых находится под угрозой исчезновения во всем мире. Наблюдаемые темпы снижения численности и видового разнообразия энтомофауны могут привести к исчезновению 40% видов насекомых в мире в течение следующих нескольких десятилетий. В наземных экосистемах наиболее затронутыми этими негативными тенденциями являются отряды чешуекрылых, перепончатокрылых и жесткокрылых, тогда как четыре основных тесно связанных с водной средой отрядов (стрекозы, веснянки, ручейники и подёнки) уже утратили значительную часть видов.
В результате хозяйственной деятельности человека — вырубки лесов, распашки целинных степей и лугов, осушения болот, применения инсектицидов и т. д. — численность многих видов насекомых в значительной мере сократилась, а некоторые из них находятся на грани вымирания либо уже вымерли. На размерах популяции сказываются изменения в видовом разнообразии растительности мест обитания. В первую очередь в группе риска находятся виды, обитающие на ограниченной территории либо питающиеся растениями только одного вида.
Научно-директивной основой организации охраны редких и находящихся под угрозой исчезновения видов насекомых во многих странах служит Красная книга. Красная книга Российской Федерации включает 95 видов насекомых.
Перечень насекомых, экспорт, реэкспорт и импорт которых регулируется в соответствии с Конвенцией о международной торговле видами дикой фауны и флоры, находящимися под угрозой исчезновения (СИТЕС), включает в себя 66 видов.
В Красный список угрожаемых видов (The IUCN Red List of Threatened Species), публикуемый Международным союзом охраны природы и природных ресурсов (МСОП), внесено 1357 редких и исчезающих вида насекомых, из них 58 видов — вымершие, 1 — исчезнувший в дикой природе, 226 видов — находящиеся на грани исчезновения, 419 видов — вымирающие, 653 видов — уязвимые. Всего на сайте МСОП перечислено 6912 видов насекомых с учётом видов, информации о которых недостаточно (Data Deficient, 1859 видов), близки к уязвимому положению (Near Threatened, 413 видов) или чьё положение под наименьшей угрозой (Least Concern, 3280 видов).